# US-amerikanische Flugzeuge im Zweiten Weltkrieg
Im Zweiten Weltkrieg wurde eine Vielzahl US-amerikanischer Flugzeugtypen eingesetzt. Die meisten davon sind im Folgenden aufgelistet.
Da die USA über die weltweit leistungsfähigste Flugzeugindustrie verfügten, wurden amerikanische Flugzeuge nicht nur an die Streitkräfte der Vereinigten Staaten, sondern in großer Zahl auch an viele verbündete Staaten, insbesondere das Vereinigte Königreich, seine Dominions und die Sowjetunion geliefert. Einige Flugzeugtypen wurden ausschließlich oder überwiegend für alliierte Staaten gebaut. Darüber hinaus waren in einigen Ländern amerikanische Flugzeugmuster im Einsatz, die in den USA selbst bereits ausgemustert waren.
In die Liste aufgenommen sind die Flugzeugtypen, die – selbst wenn veraltet – bei Kriegsbeginn vorhanden waren, während des Krieges eingesetzt wurden, oder vor Kriegsende zumindest ihren Erstflug absolvierten. Die Flugzeuge sind generell unter ihrer ursprünglichen Verwendung eingereiht, auch wenn ältere Typen in minderen Diensten, z. B. als Schulflugzeuge, aufgebraucht wurden.
USAAF-Flugzeugtypen innerhalb einer Verwendungsgruppe sind in der (annähernd chronologischen) Sequenz ihrer Kurzbezeichnungen angeordnet, die Flugzeugtypen der US Navy nach dem Zeitpunkt ihres Erstflugs. Das Jahr des Erstflugs ist in Klammern mit angegeben; Einsatzreife war bei militärischen Flugzeugmustern in der Regel ein bis zwei Jahre nach dem Erstflug erreicht, während zivile Modelle oft erst deutlich später als Transport-, Mehrzweck- oder Schulflugzeuge eingestellt wurden. Die Reihung der Bilder folgt den gleichen Sortierprinzipien.

## Flugzeuge derUS Army Air Forces

### Jagdflugzeuge

#### Einmotorige Jagdflugzeuge
- Boeing P-26 (1932)
- Consolidated PB-2 (1934) – Zweisitzer, ursprüngliche Bezeichnung P-30
- Seversky P-35 (1935) – zum Teil vor Auslieferung beschlagnahmte schwedische J9
- Curtiss P-36 Hawk (1935) – als Hawk 75 für den Export gebaut
- Bell P-39 Airacobra (1938)
- Curtiss-Wright CW-21 (1938) – nur für den Export gebaut
- Curtiss P-40 Warhawk (1938)
- Republic P-43 Lancer (1940)
- Republic P-47 Thunderbolt (1941)
- North American P-51 Mustang (1940)
- Bell P-63 Kingcobra (1942)
- North American P-64 (1940) – beschlagnahmte thailändische Bestellung, als Schulflugzeug verwendet
- Vultee P-66 Vanguard (1939) – vor Auslieferung beschlagnahmte schwedische J10
- Fisher P-75 Eagle (1943) – Serienbau abgebrochen

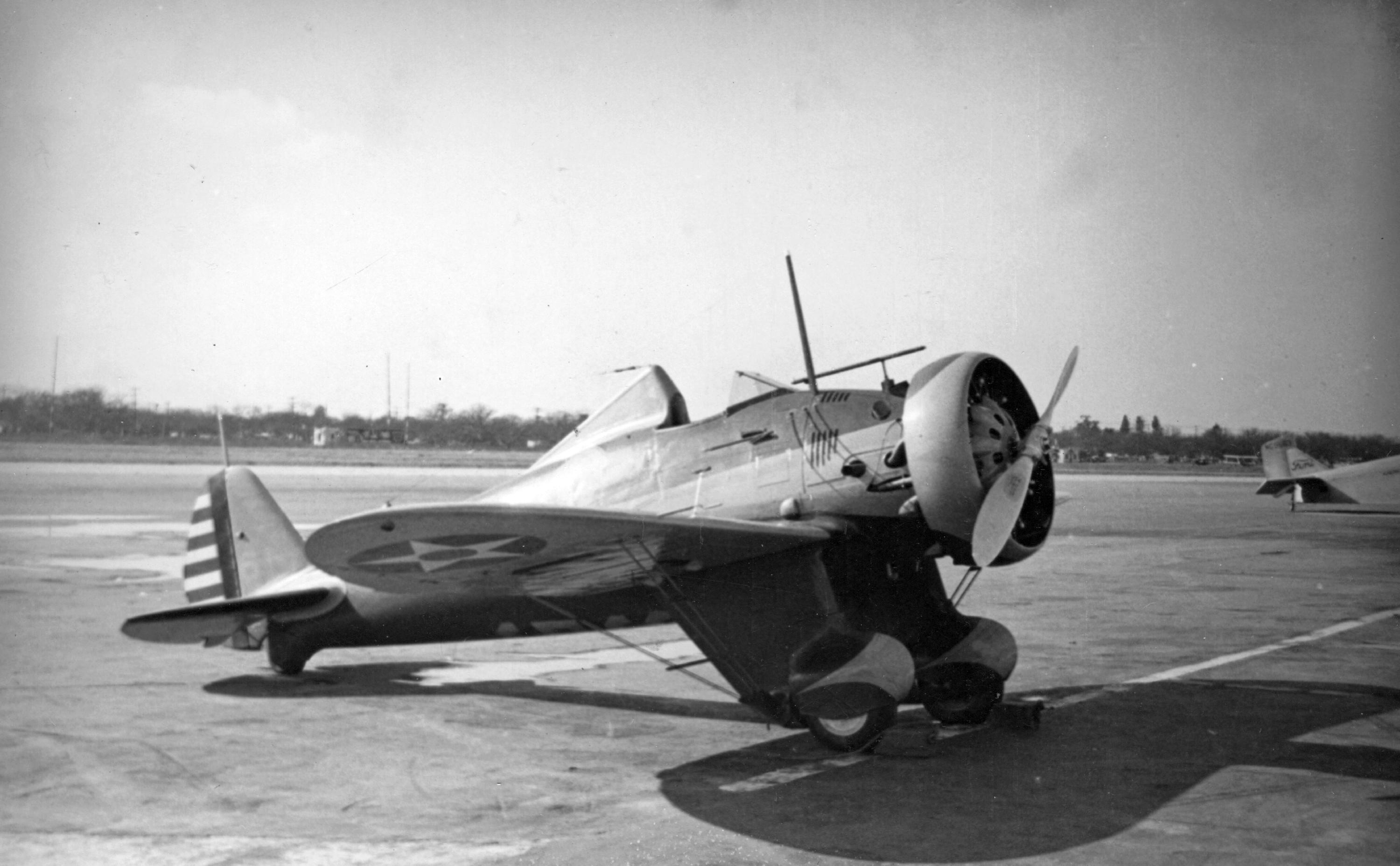
Boeing P-26
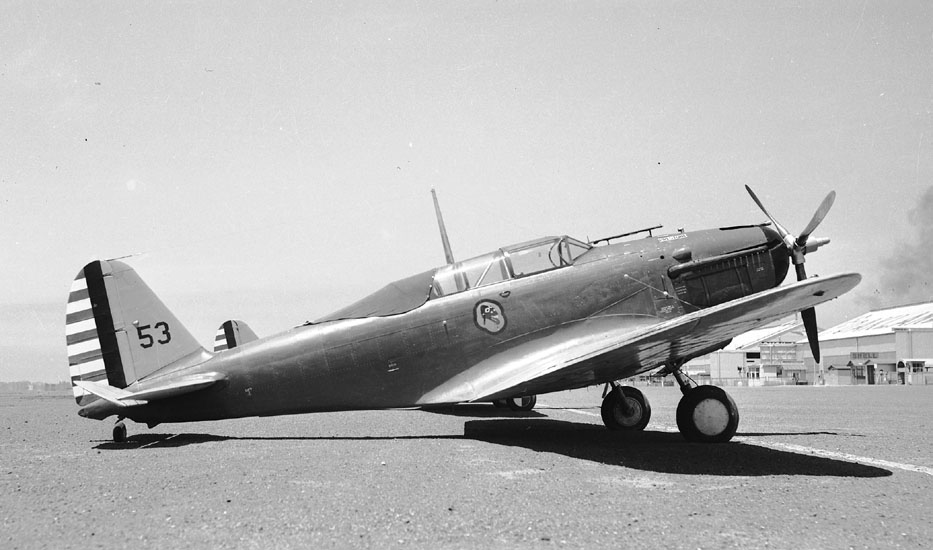
Consolidated PB-2A
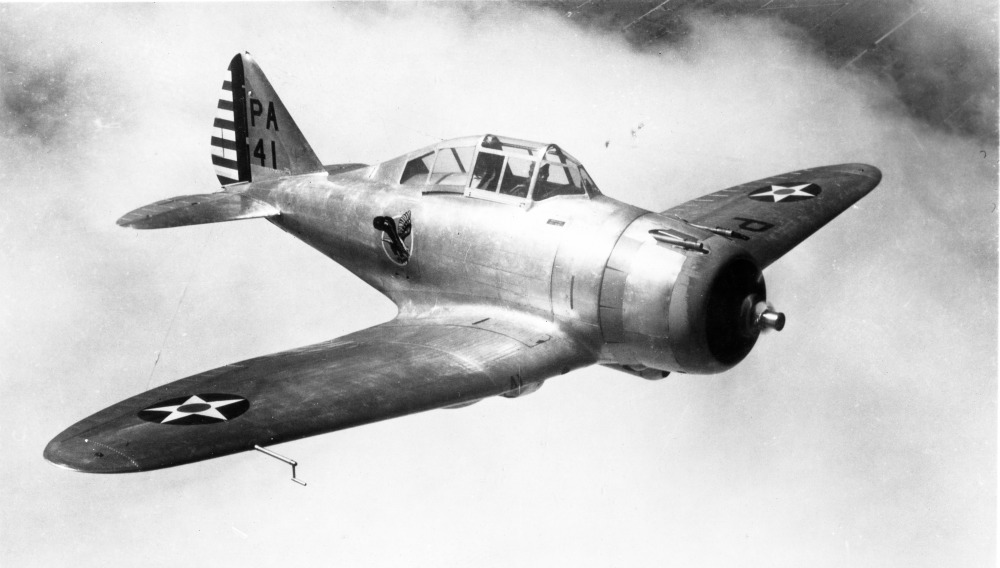
Seversky P-35
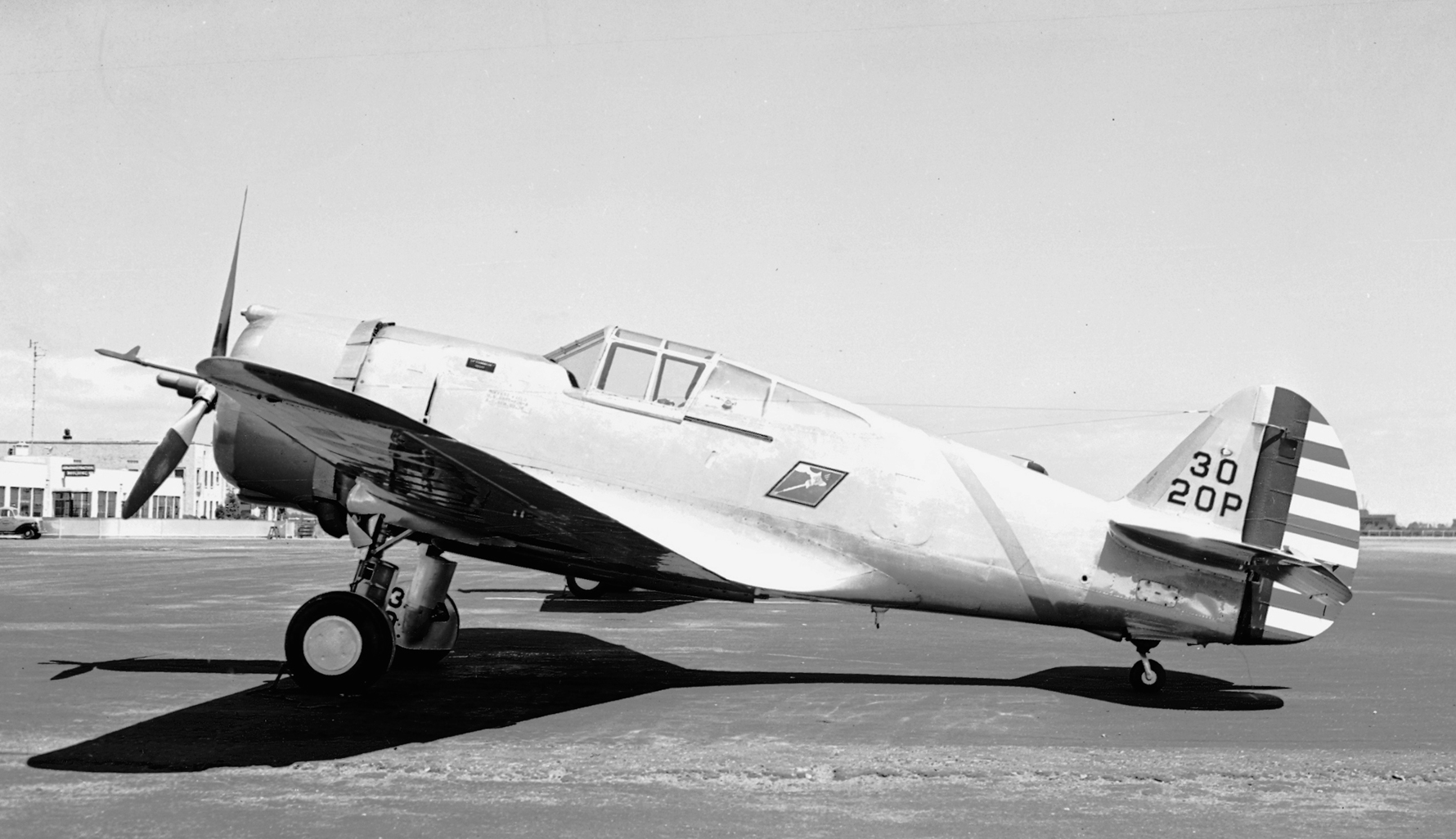
Curtiss P-36A Hawk
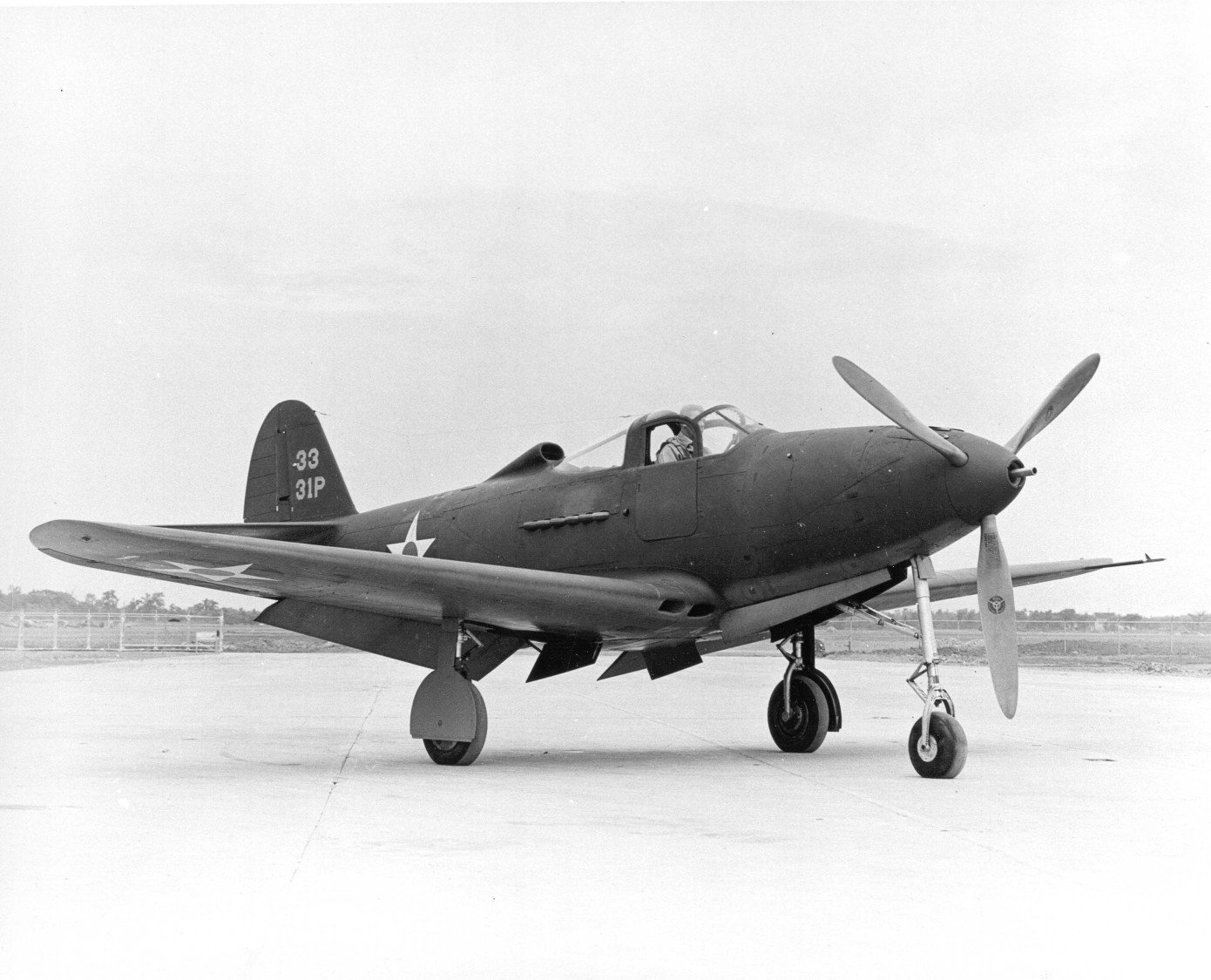
Bell P-39 Airacobra
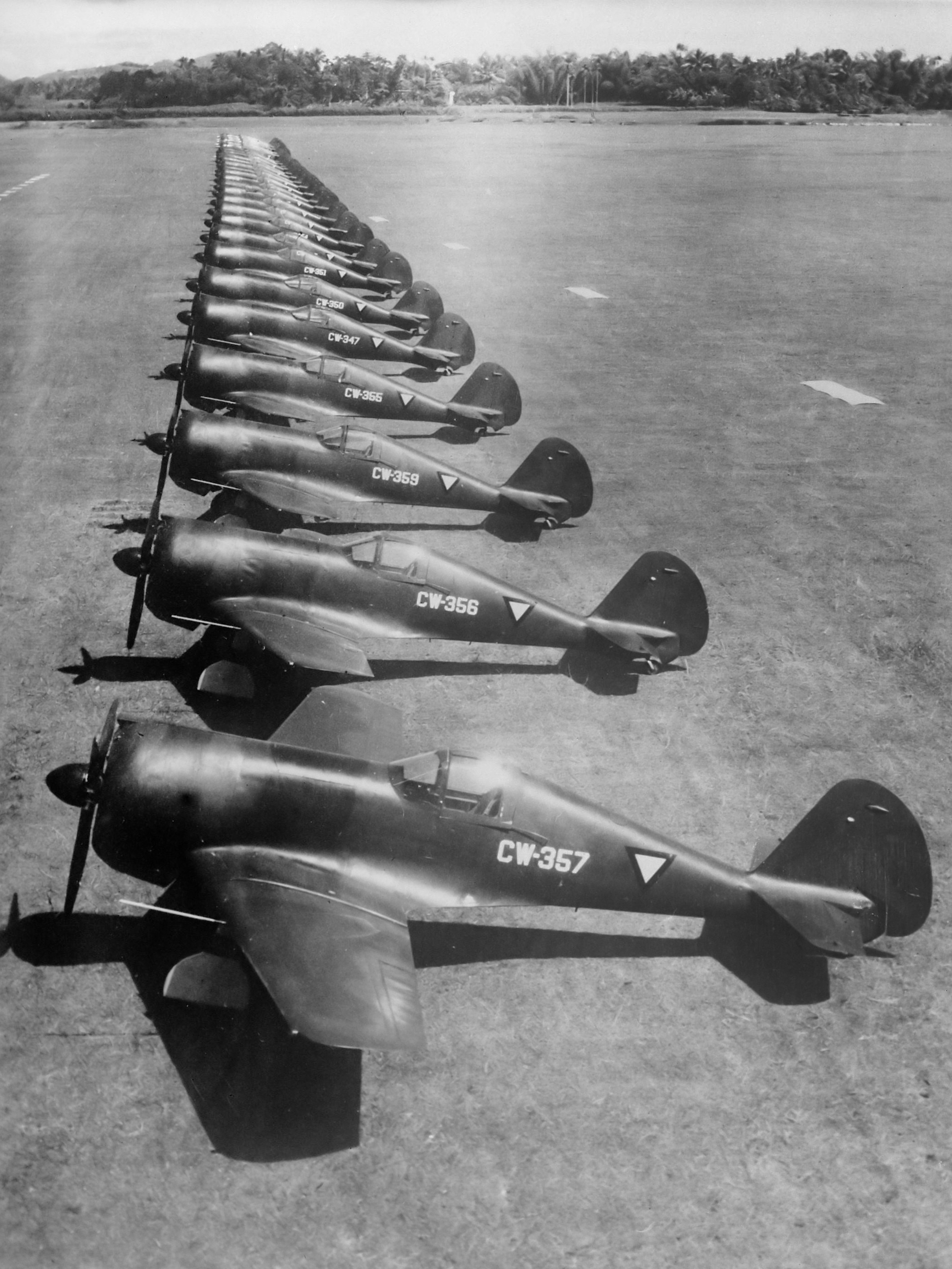
Curtiss-Wright CW-21B der ML-KNIL
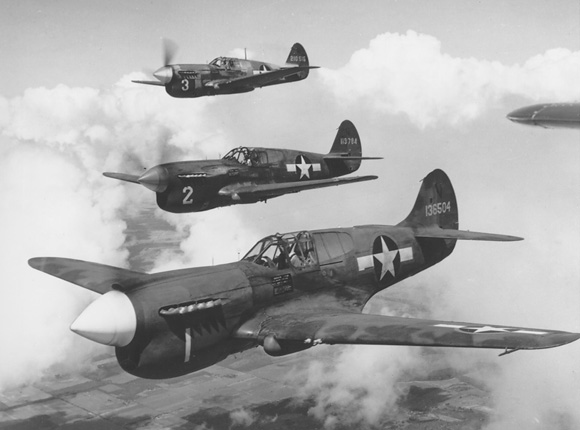
Curtiss P-40E Warhawk
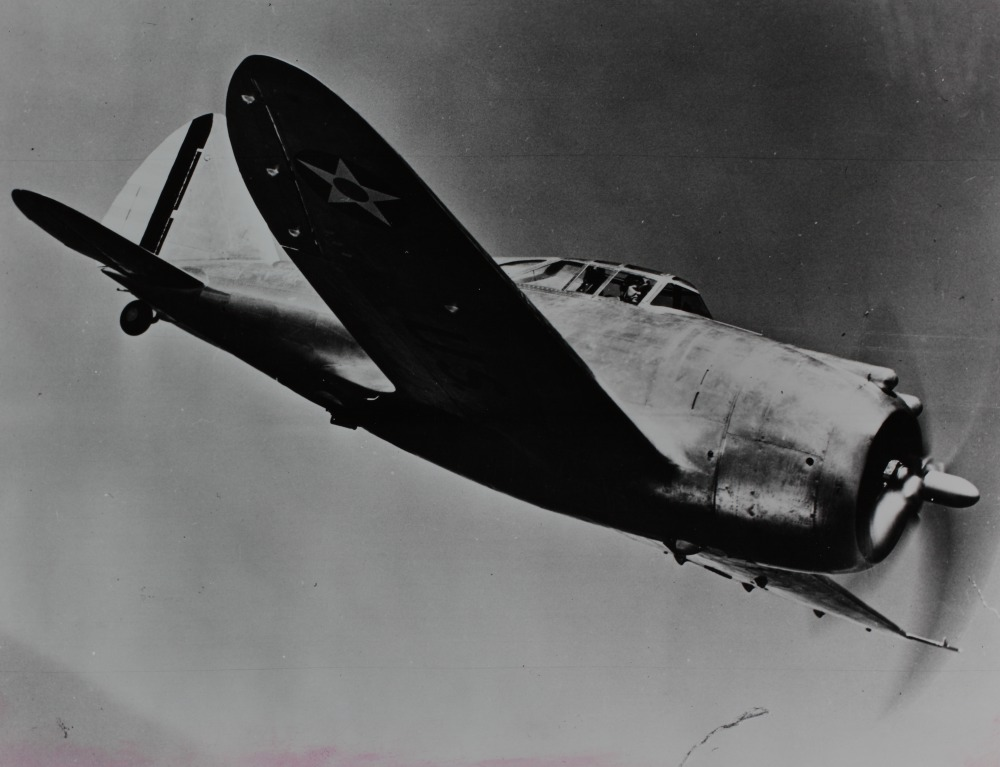
Republic P-43 Lancer
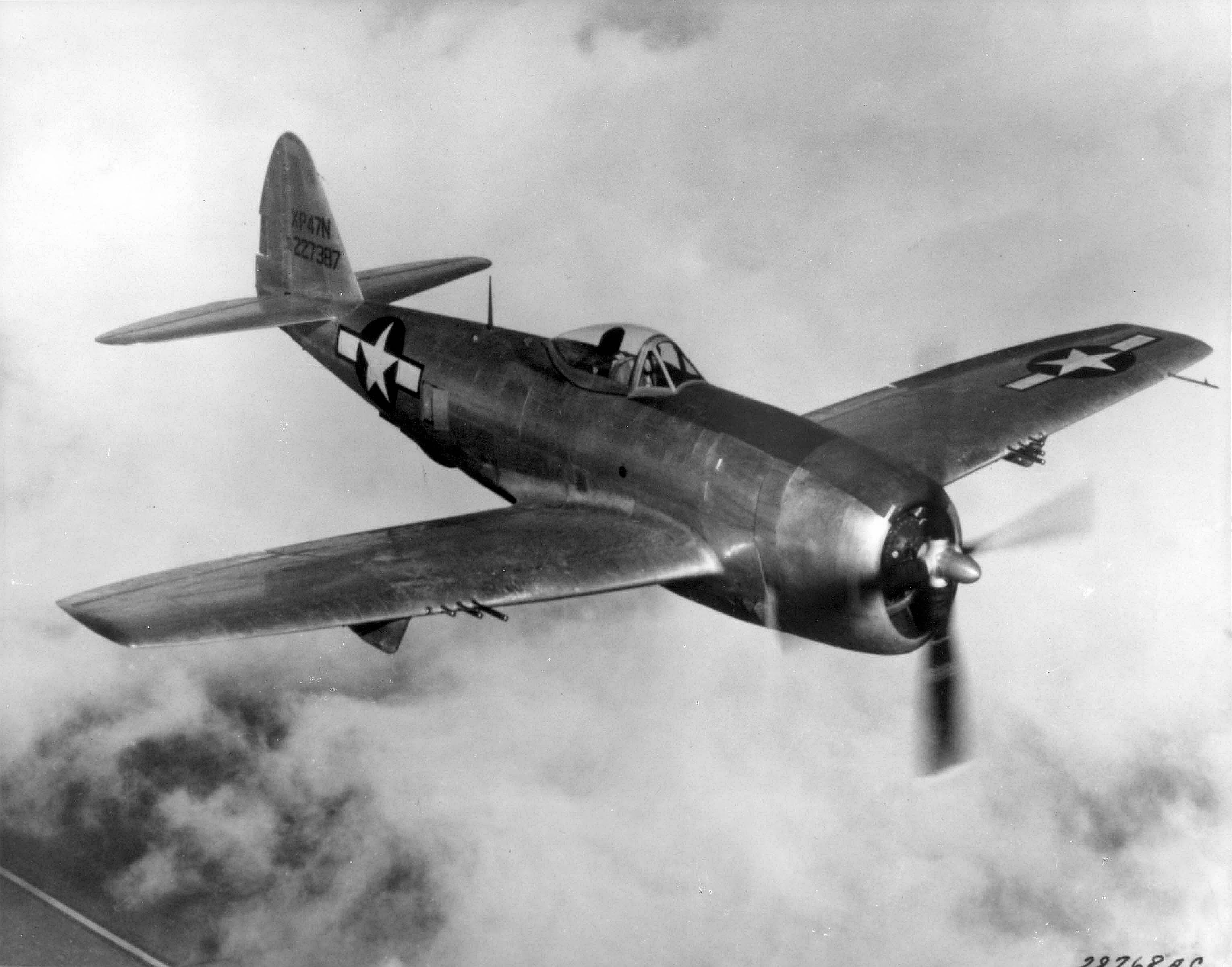
Republic P-47N Thunderbolt
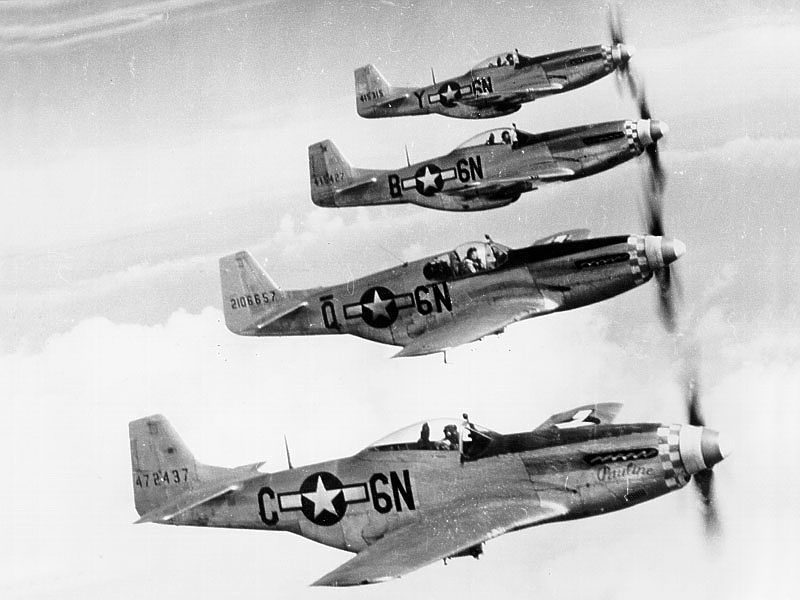
North American P-51D und P-51B Mustang
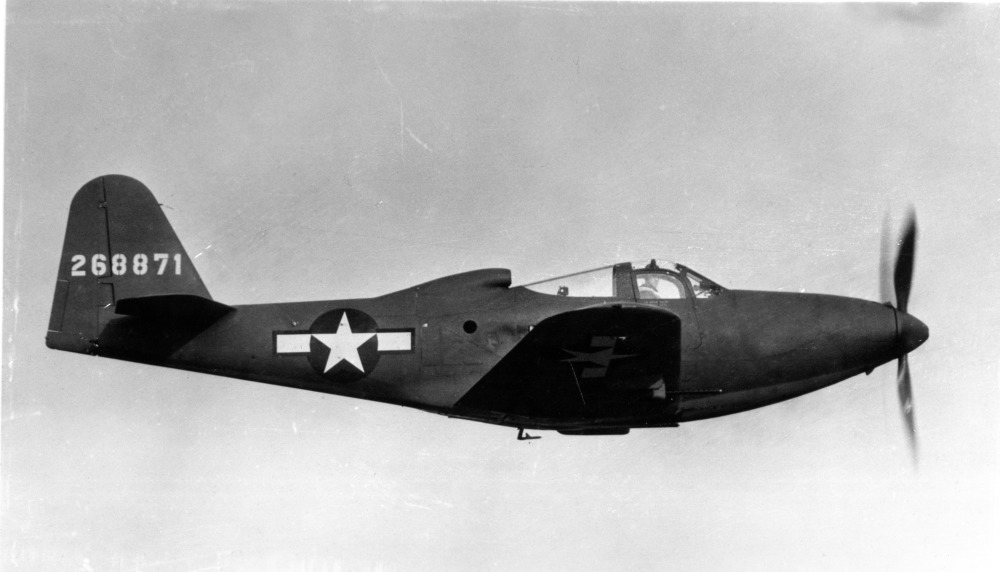
Bell P-63A Kingcobra
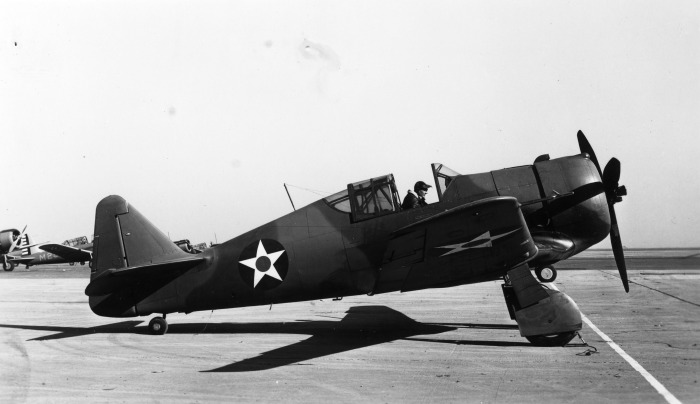
North American P-64
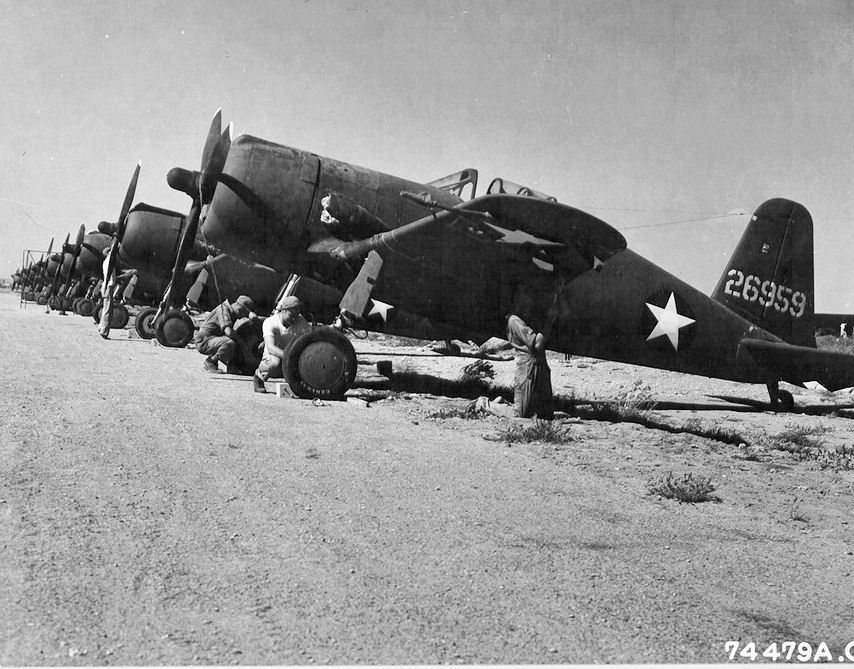
Vultee P-66 Vanguard
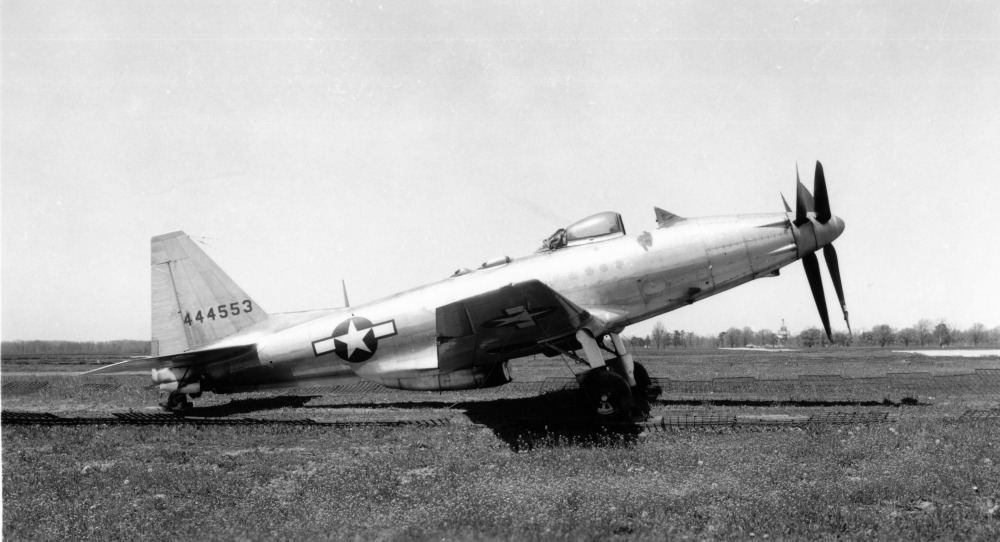
Fisher XP-75A Eagle

#### Zweimotorige Jagdflugzeuge
- Lockheed P-38 Lightning (1939)
- Northrop P-61 Black Widow (1942) – Nachtjäger
- Douglas P-70 Havoc – Nachtjägervariante der A-20 (1939)
- North American P-82 Twin Mustang (1945) – kein Kampfeinsatz mehr im Zweiten Weltkrieg

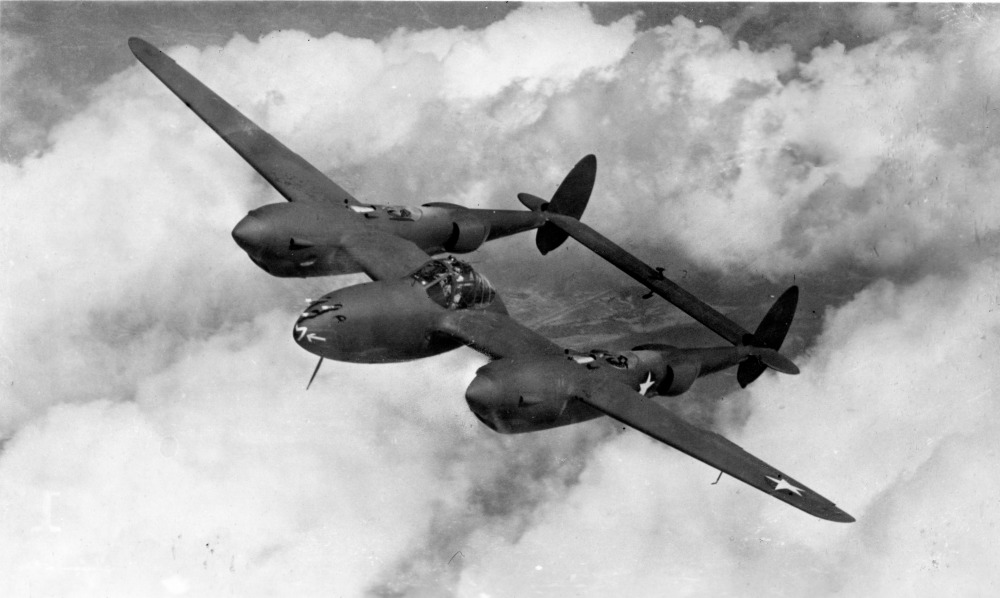
Lockheed P-38D Lightning
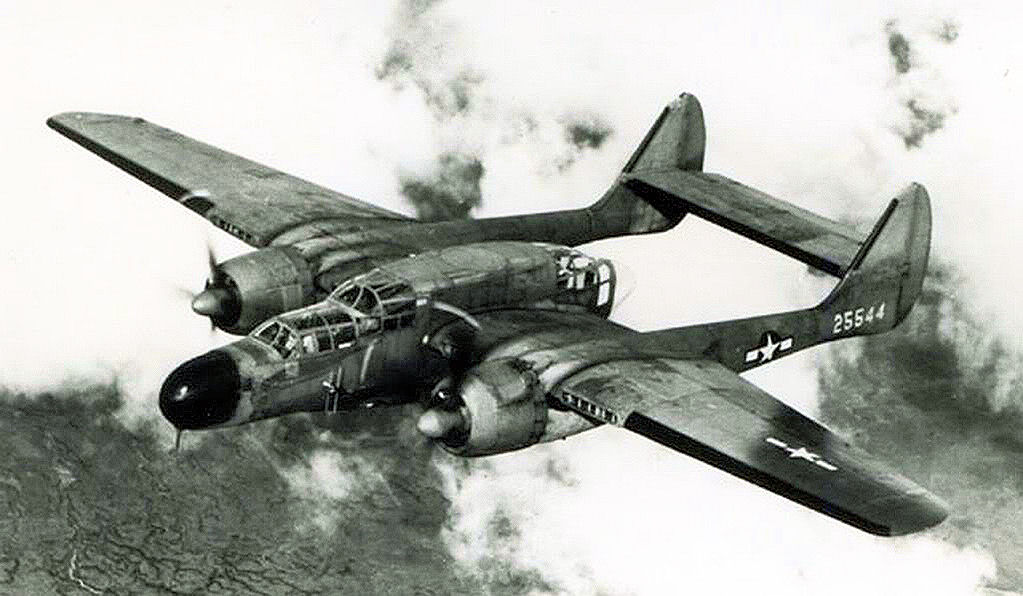
Northrop P-61A Black Widow
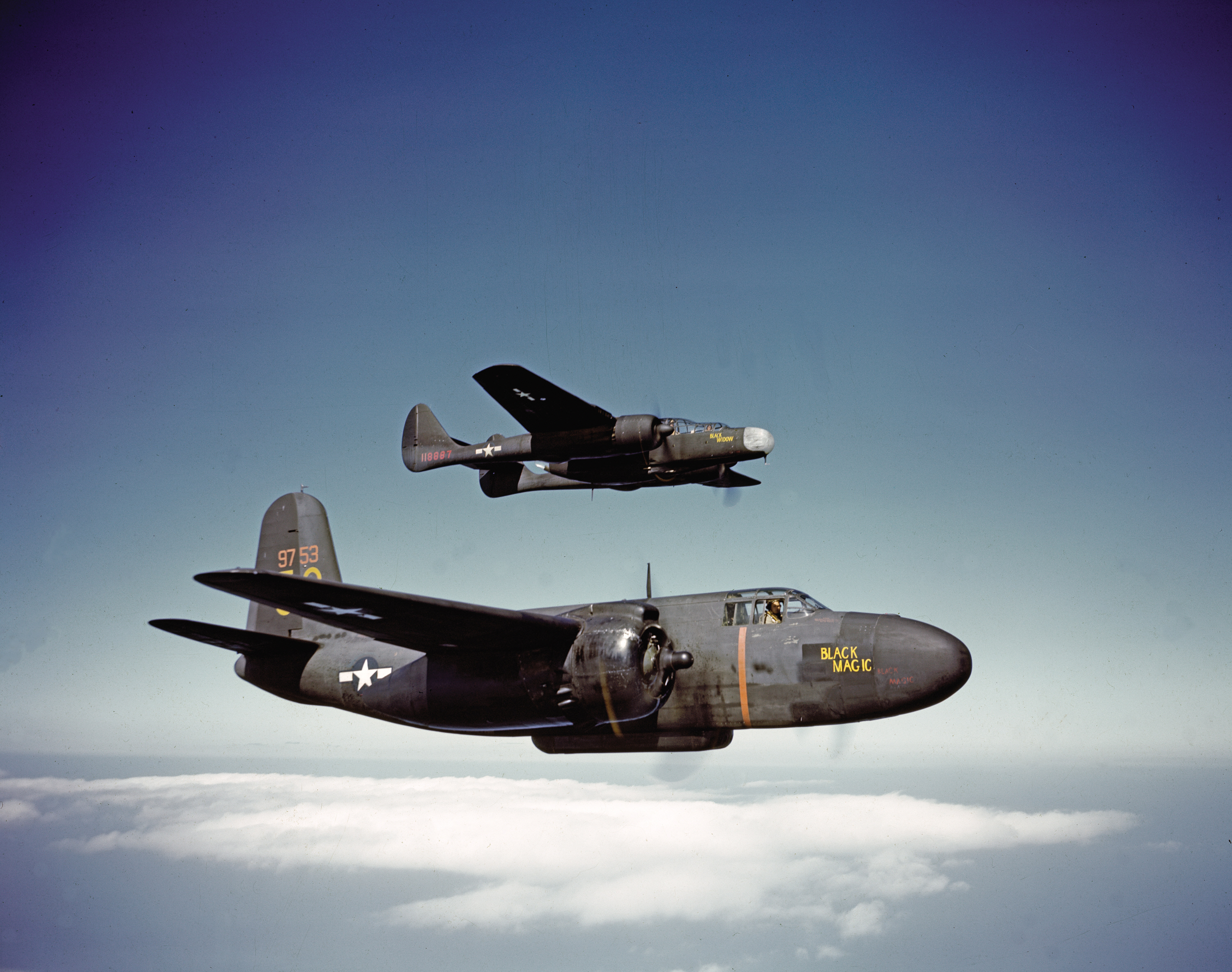
Douglas P-70 Havoc vor Northrop YP-61
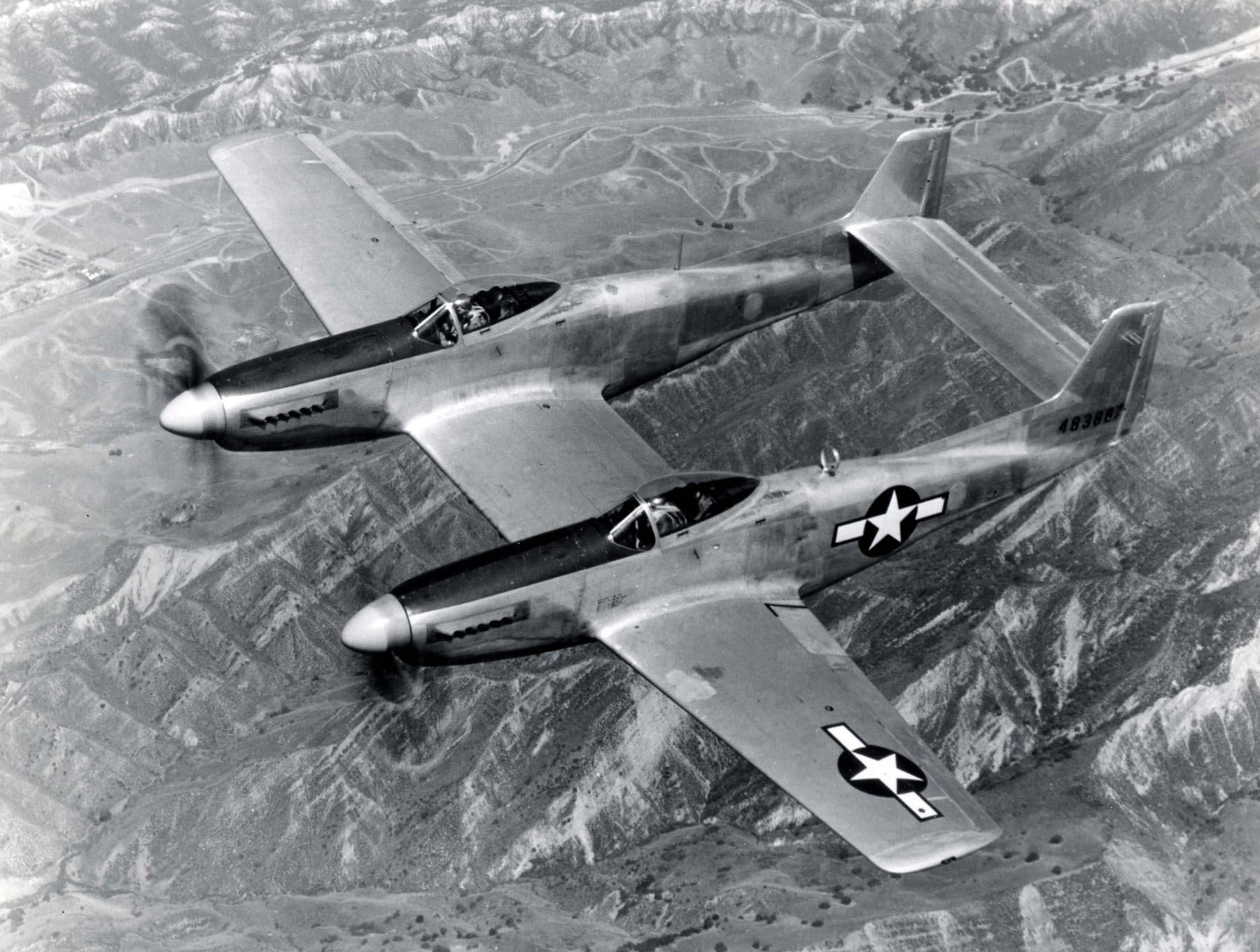
North American XP-82 Twin Mustang

#### Strahlgetriebene Jagdflugzeuge
- Bell P-59 Airacomet (1942) – kein Kampfeinsatz, nur als Übungsflugzeug verwendet
- Lockheed P-80 Shooting Star (1944) – kein Kampfeinsatz mehr im Zweiten Weltkrieg

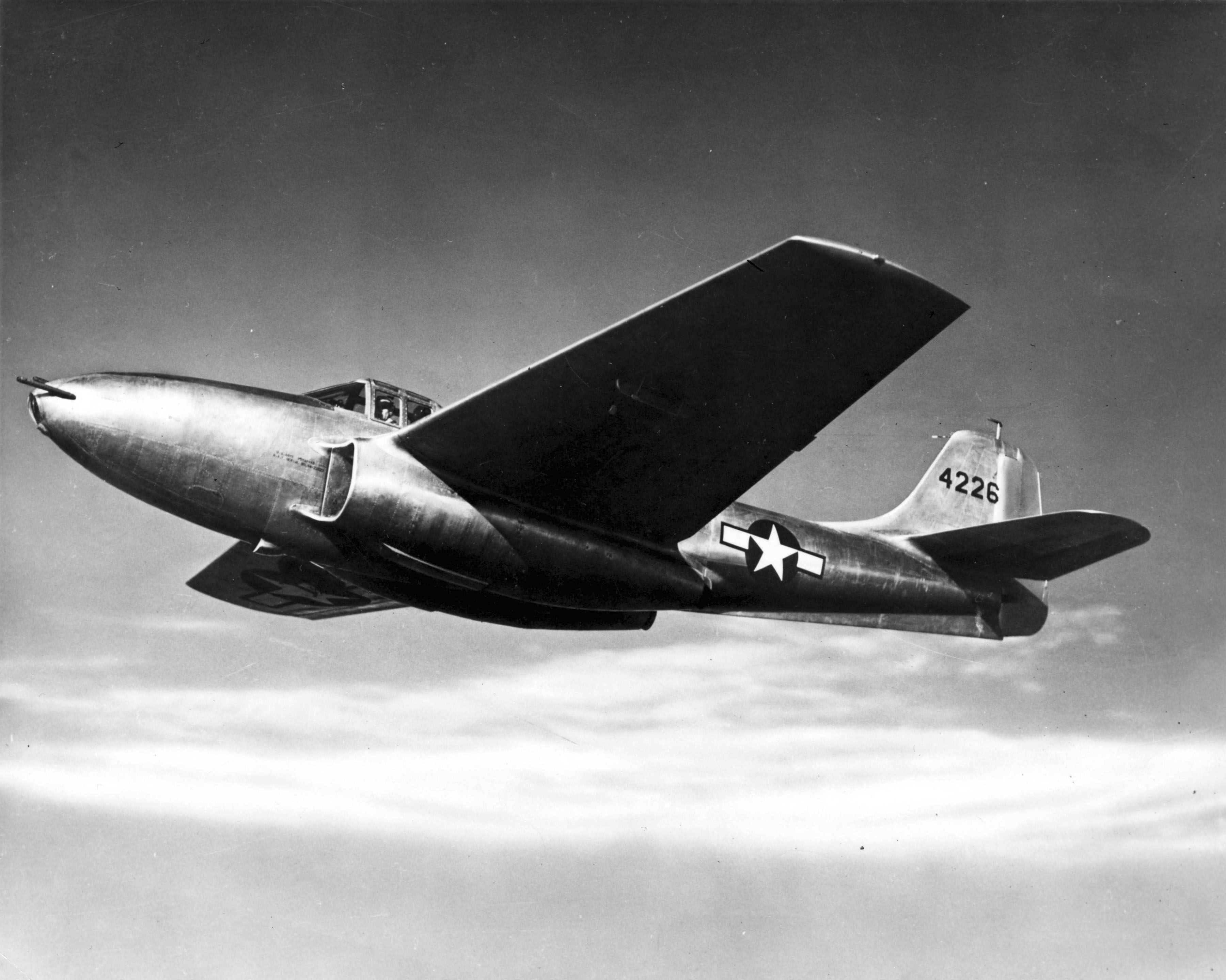
Bell P-59B Airacomet
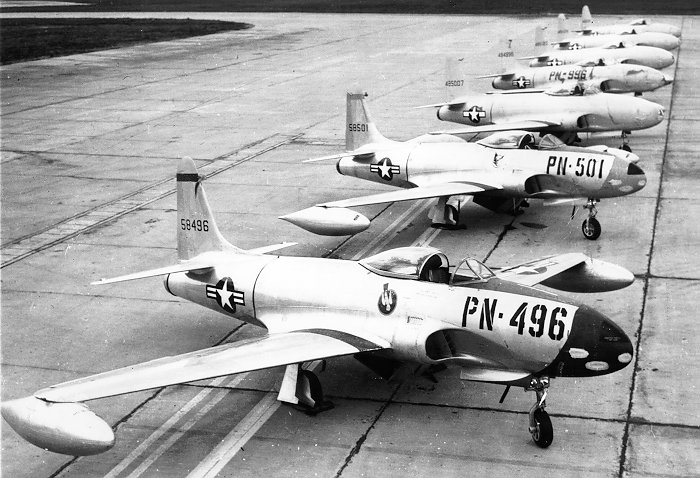
Lockheed P-80B Shooting Star

### Bombenflugzeuge

#### Leichte Bomber und Erdkampfflugzeuge
- Curtiss A-12 Shrike (1933)
- Northrop A-17/Douglas A-33 (1935) – letztgebaute Version A-33 übernommene norwegische Bestellung
- Curtiss A-18 Shrike II (1935)
- Vultee A-19 – Kleinserie der Vultee V-11 (1935) zu Erprobungszwecken
- Douglas A-20 Havoc (1939)
- Martin Maryland (1939) – Martin Model 167, als Prototyp XA-22 erprobt, nur für Frankreich und Großbritannien in Serie gebaut
- Douglas A-24 Banshee – landgestützte Variante der SBD Dauntless (1940) der US Navy
- Curtiss A-25 Shrike – landgestützte Variante der SB2C Helldiver (1940) der US Navy
- Douglas A-26 Invader (1942)
- Martin Baltimore (1941) – Martin Model 187, nur für Großbritannien gebaut, pro-forma-Bezeichnung A-30
- Vultee A-31/A-35 Vengeance (1941)
- North American A-36 Apache (1942) – Sturzkampfbombervariante der P-51 Mustang

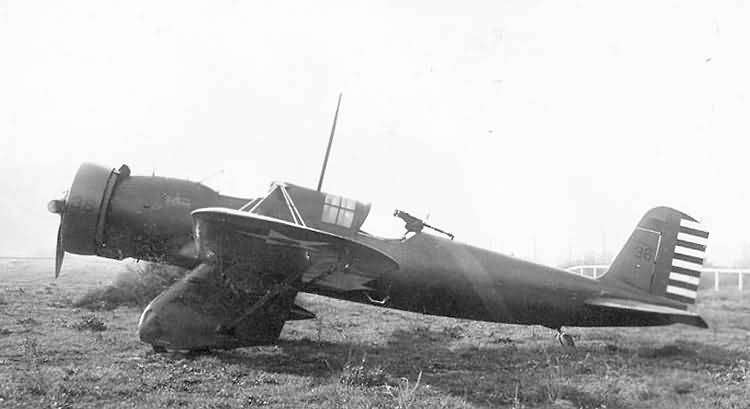
Curtiss A-12 Shrike
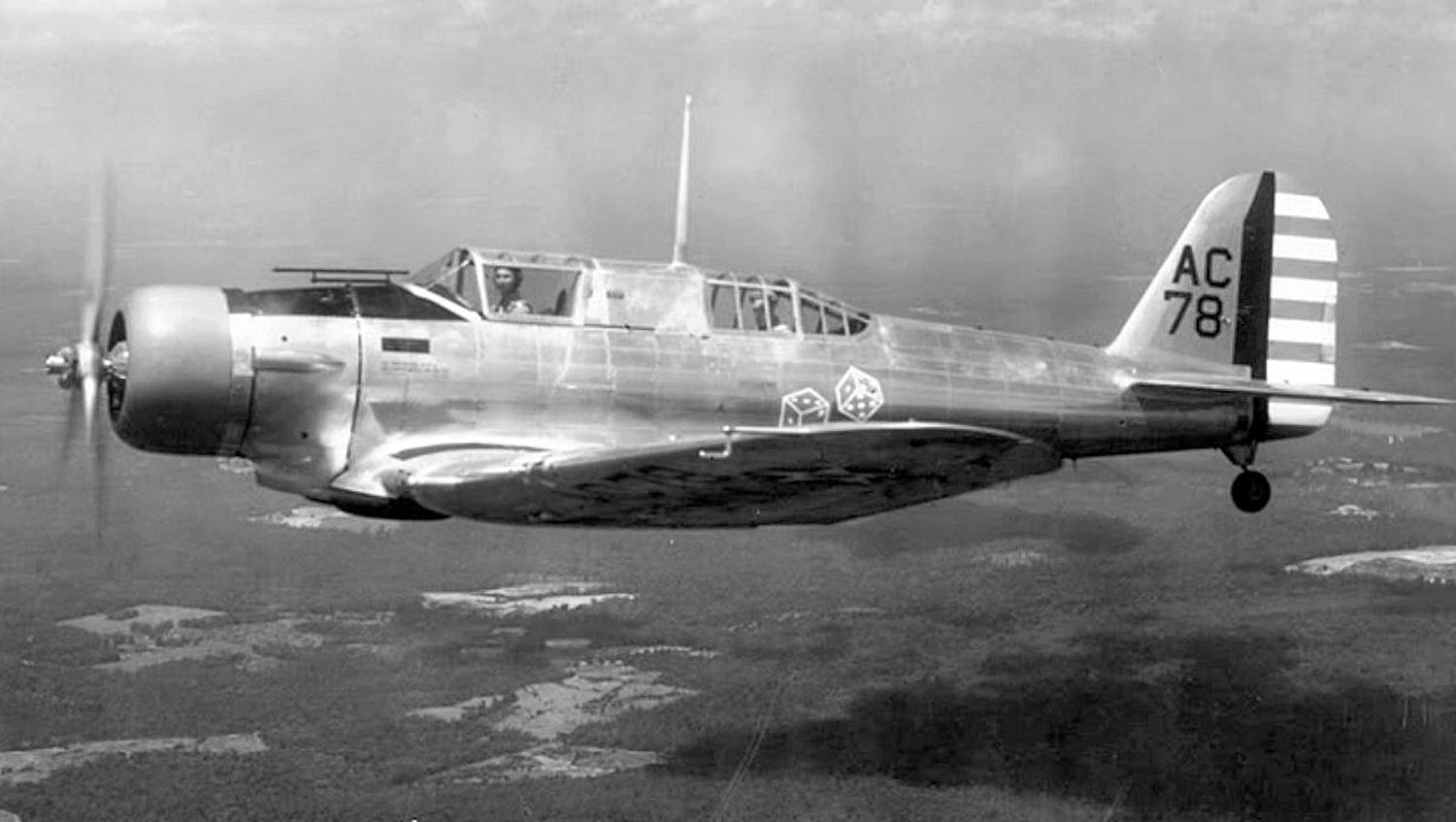
Northrop A-17
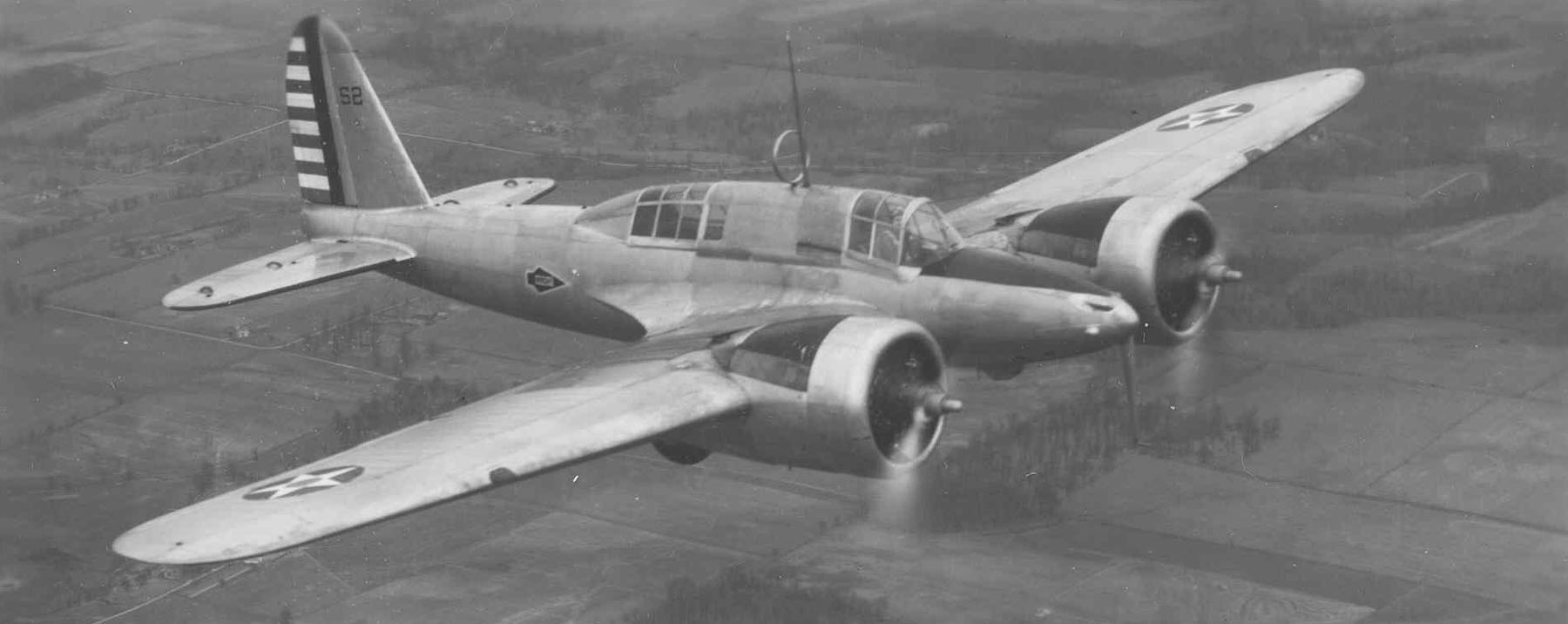
Curtiss A-18
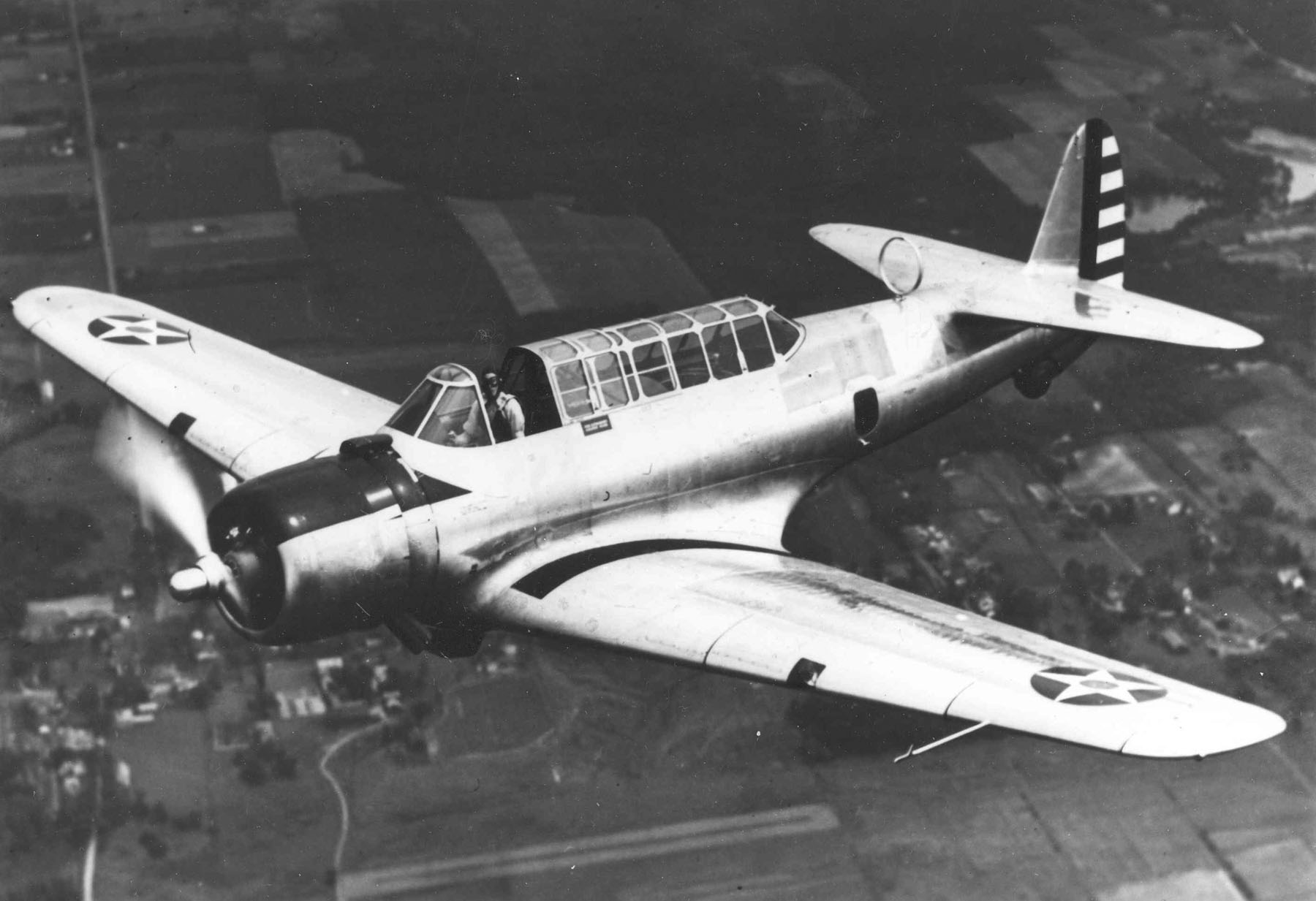
Vultee YA-19
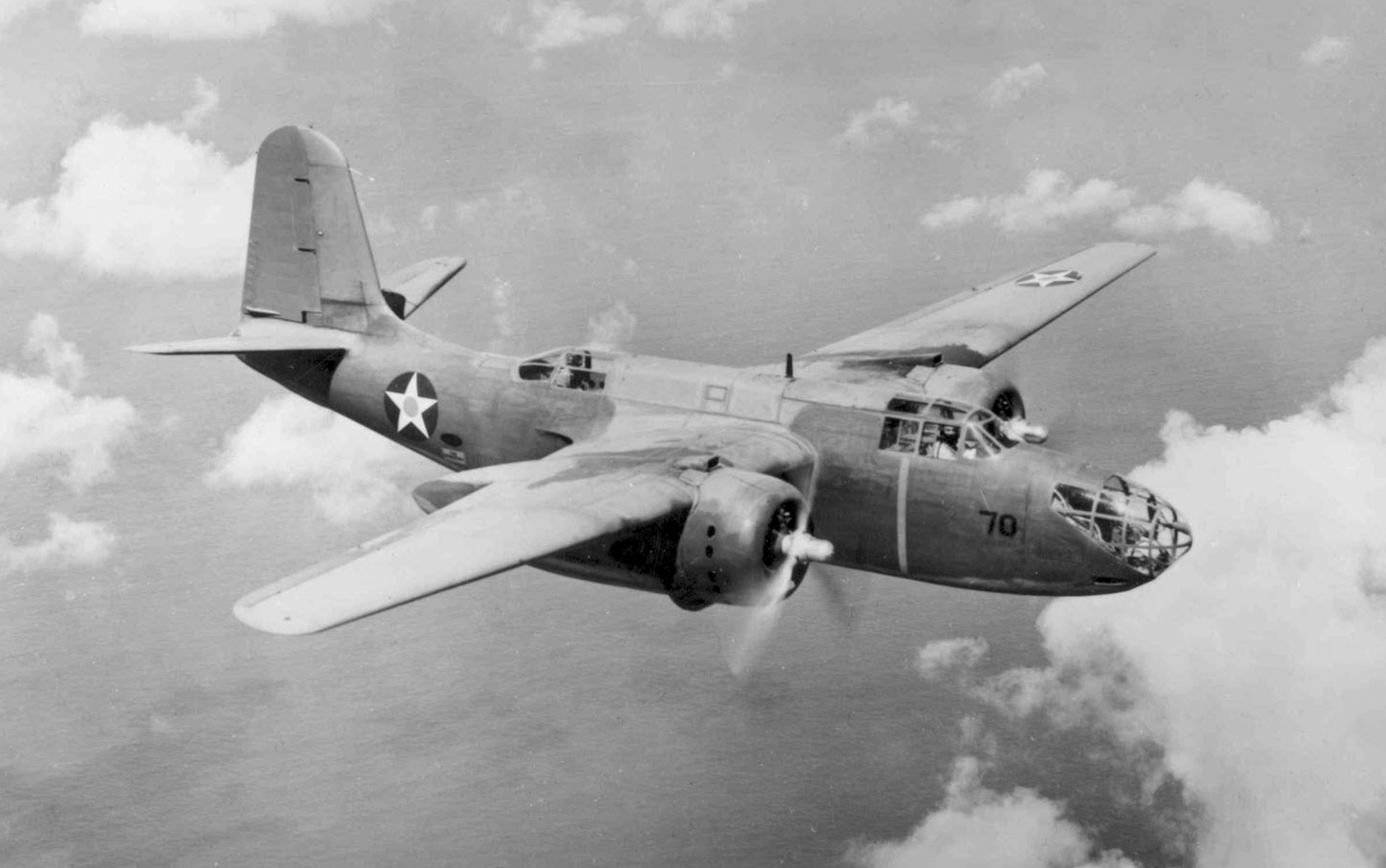
Douglas A-20A Havoc
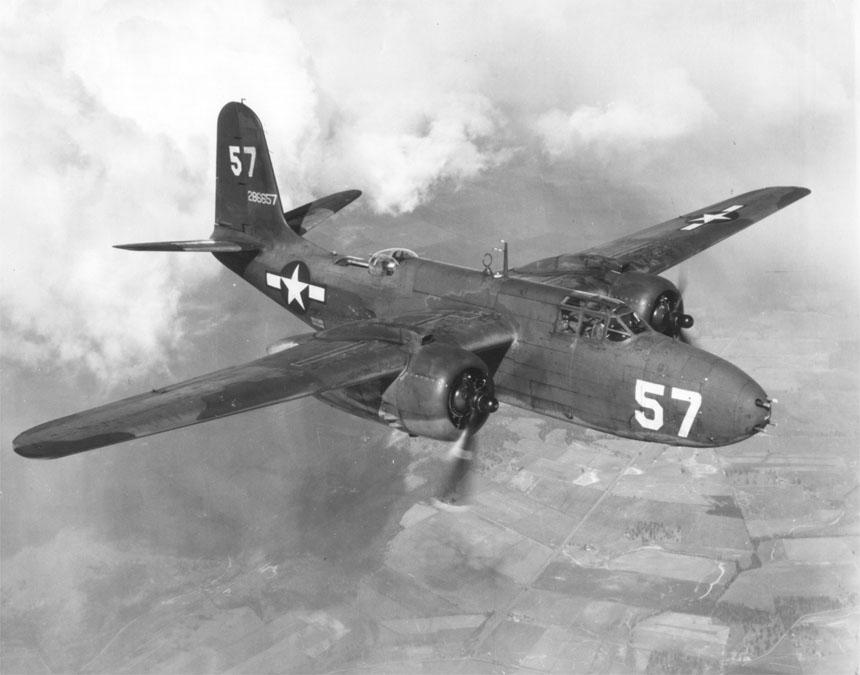
Douglas A-20G Havoc
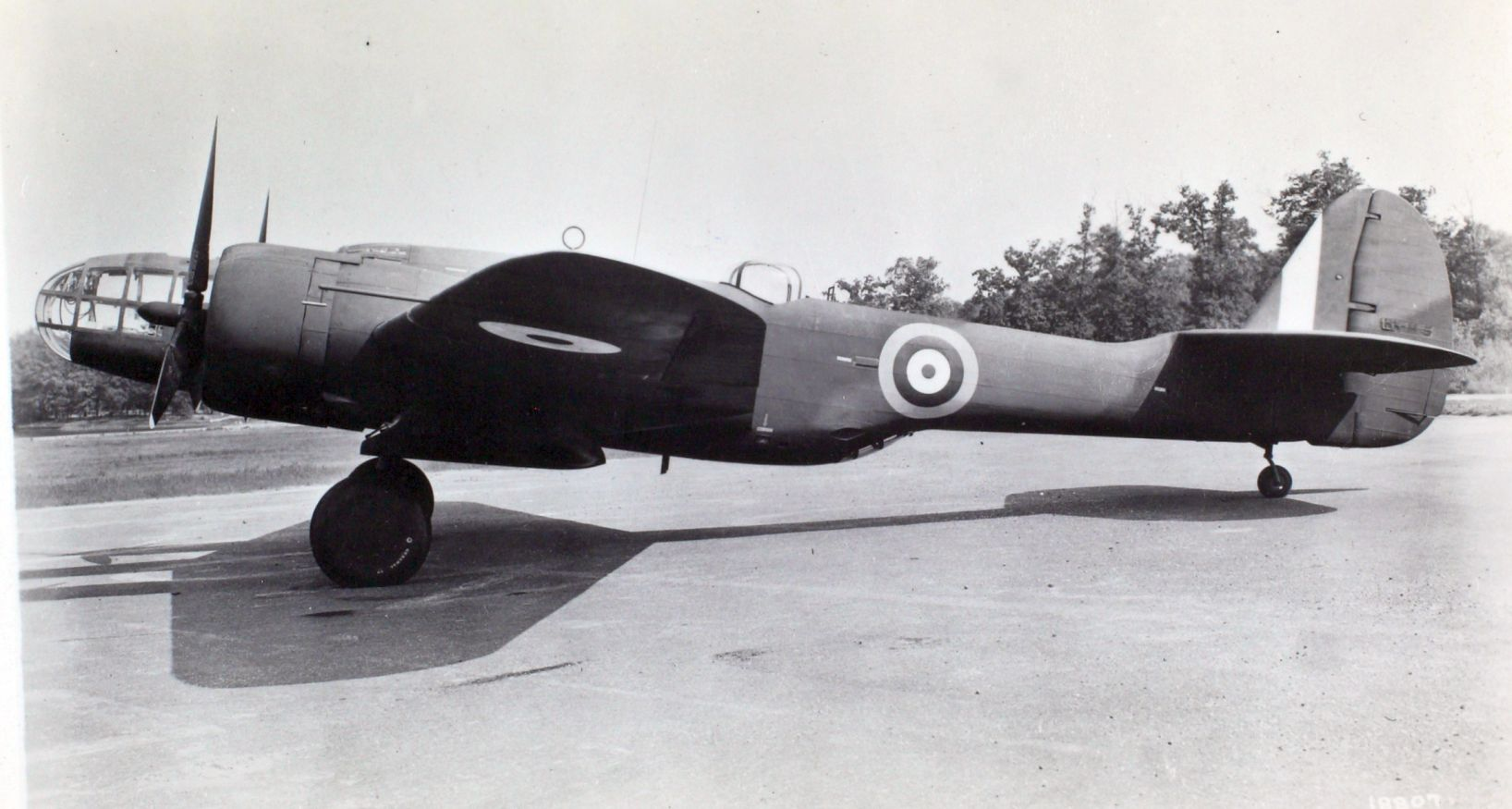
Martin Maryland der RAF
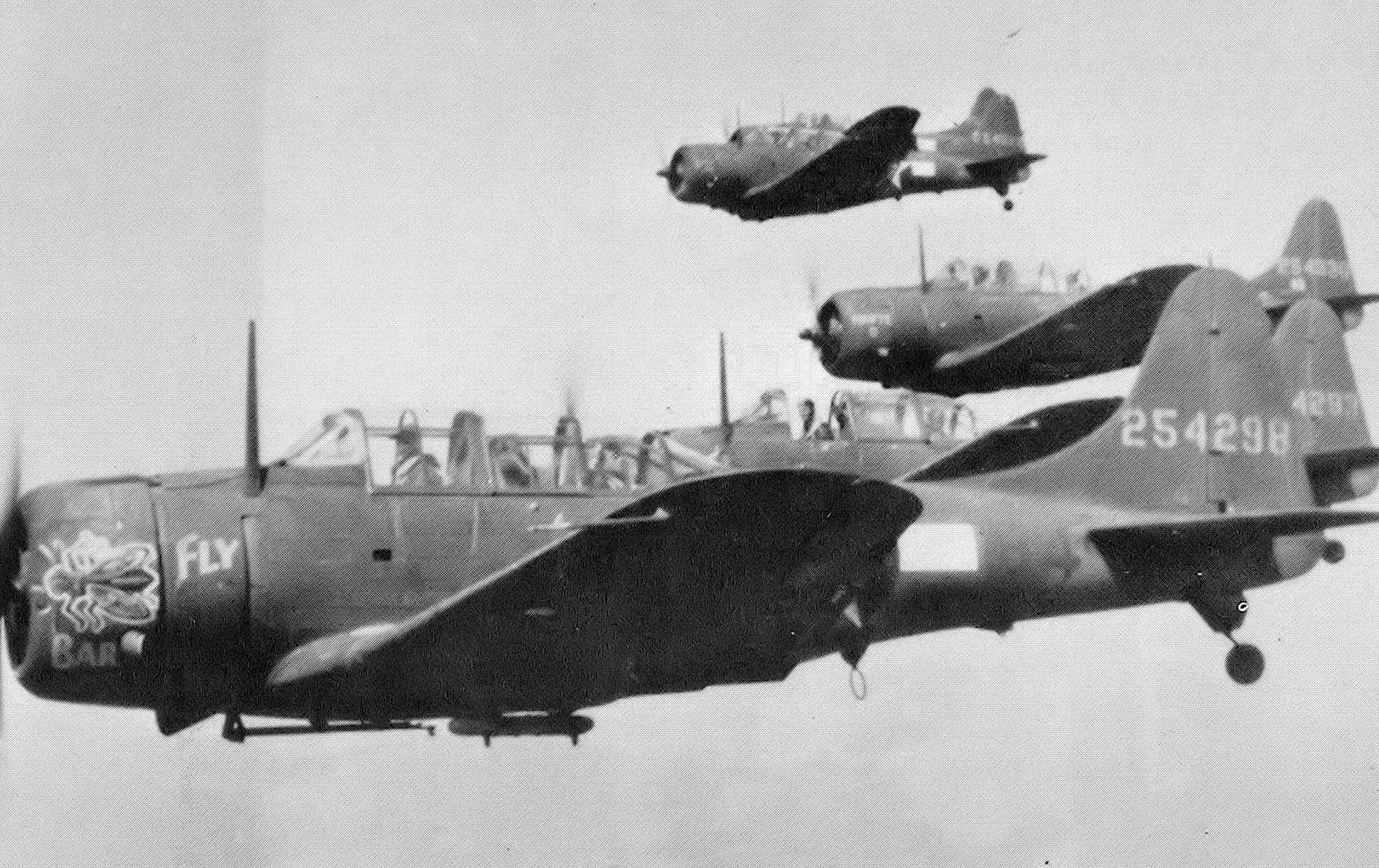
Douglas A-24B Banshee
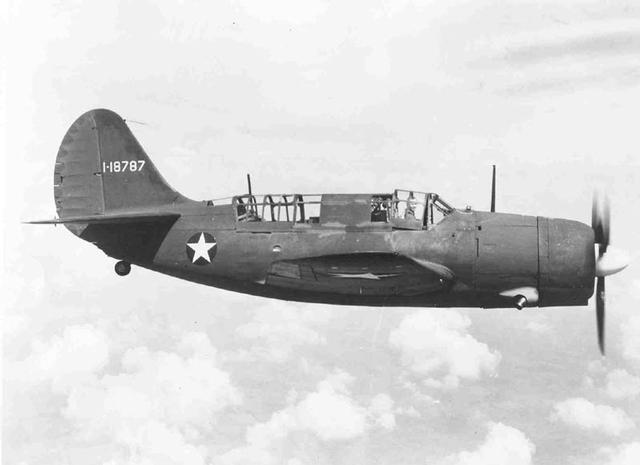
Curtiss A-25A Shrike
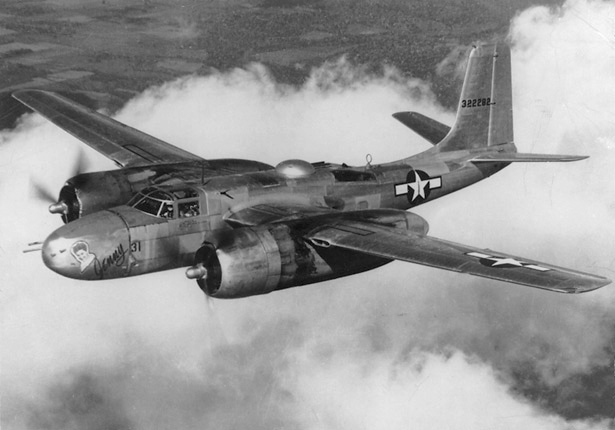
Douglas A-26 Invader
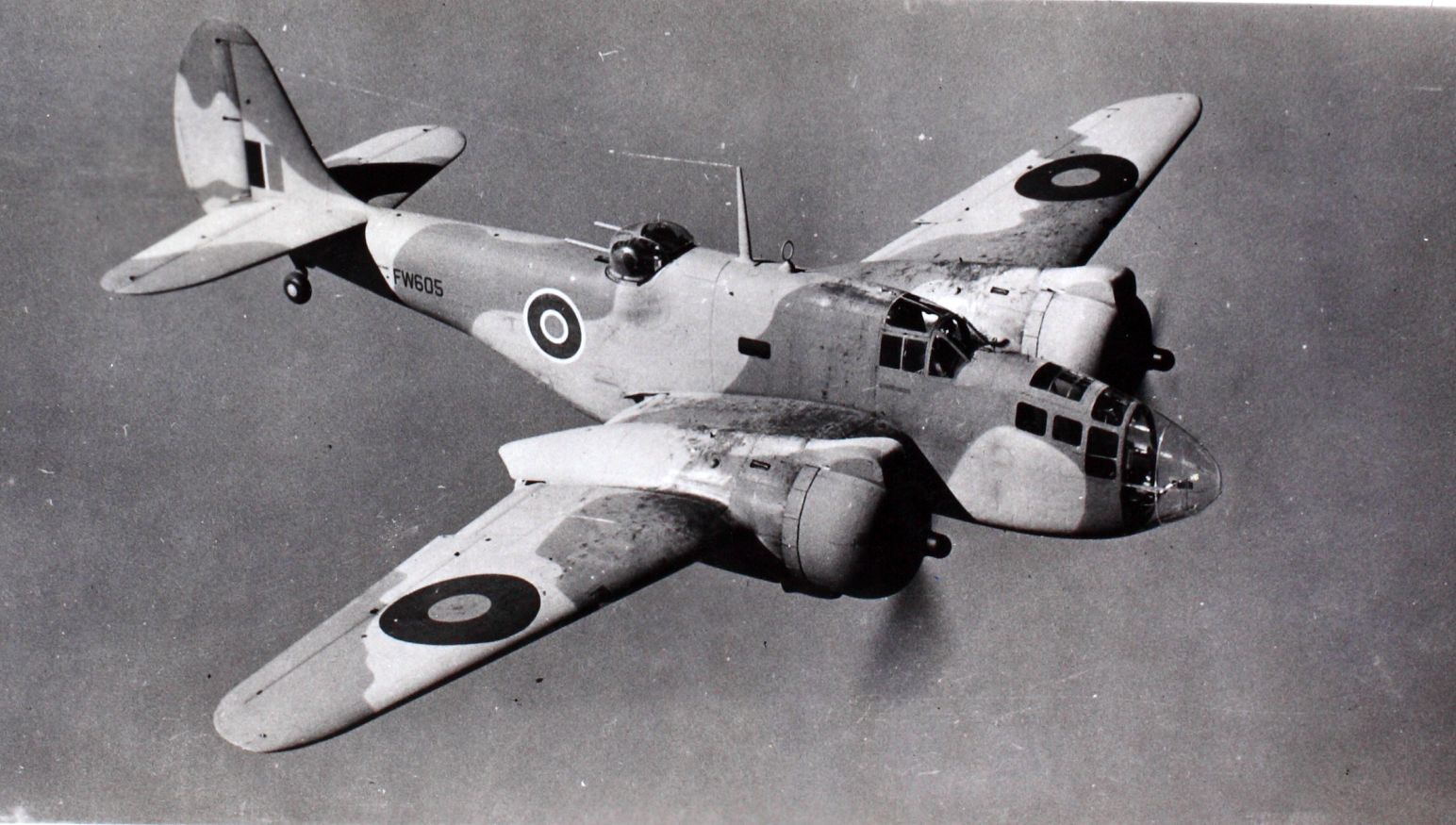
Martin Baltimore der RAF
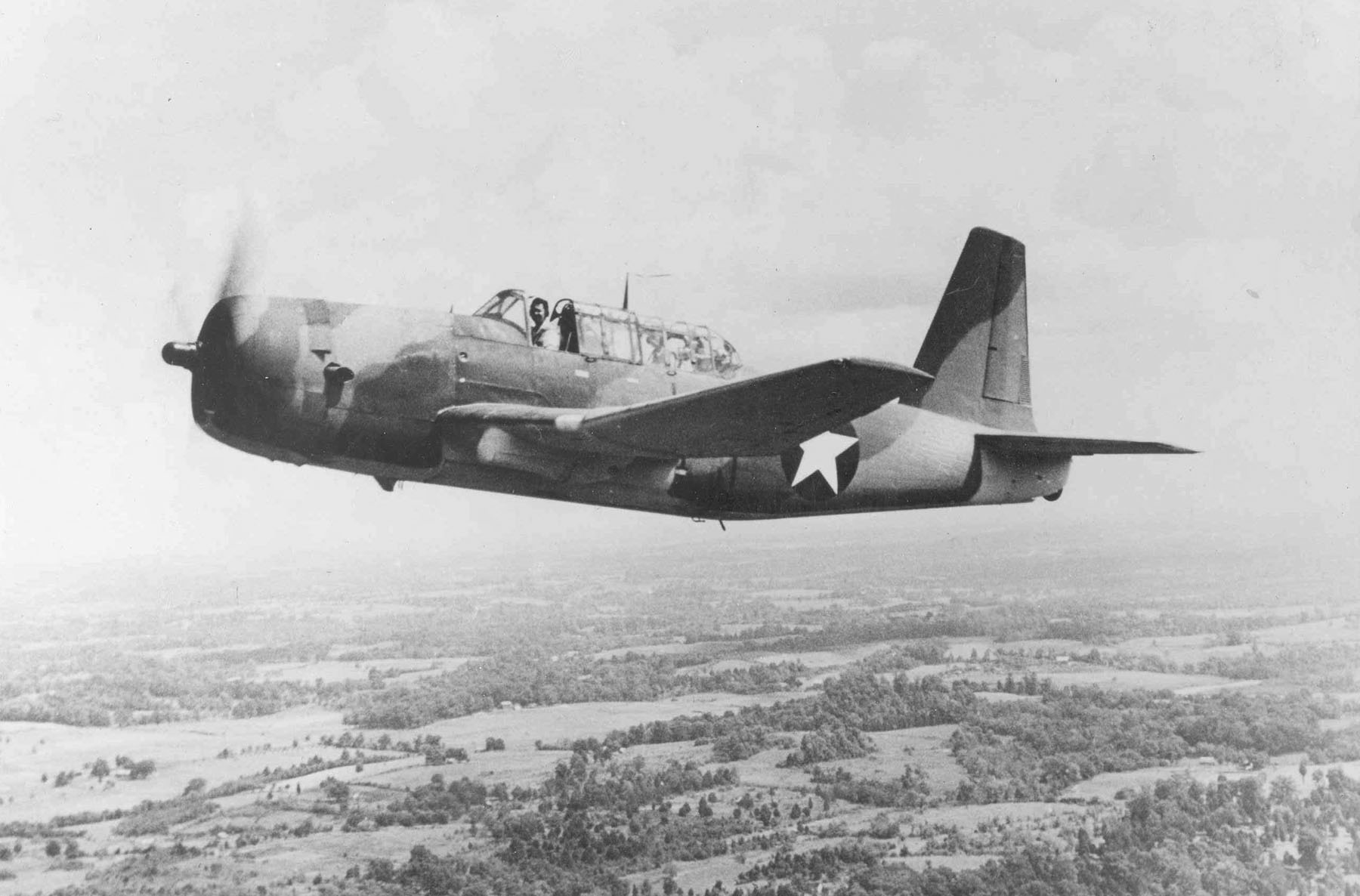
Vultee A-35B Vengeance
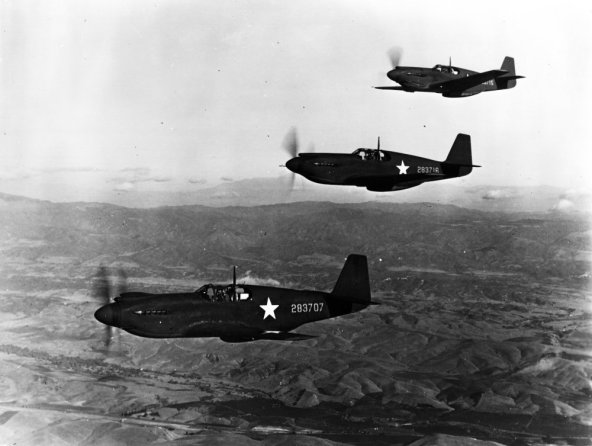
North American A-36A Apache

#### Mittelschwere Bomber
- Martin B-10/B-12 (1932) – Martin Model 166
- Douglas B-18 Bolo (1936)
- Douglas B-23 Dragon (1939)
- North American B-25 Mitchell (1940)
- Martin B-26 Marauder (1940)

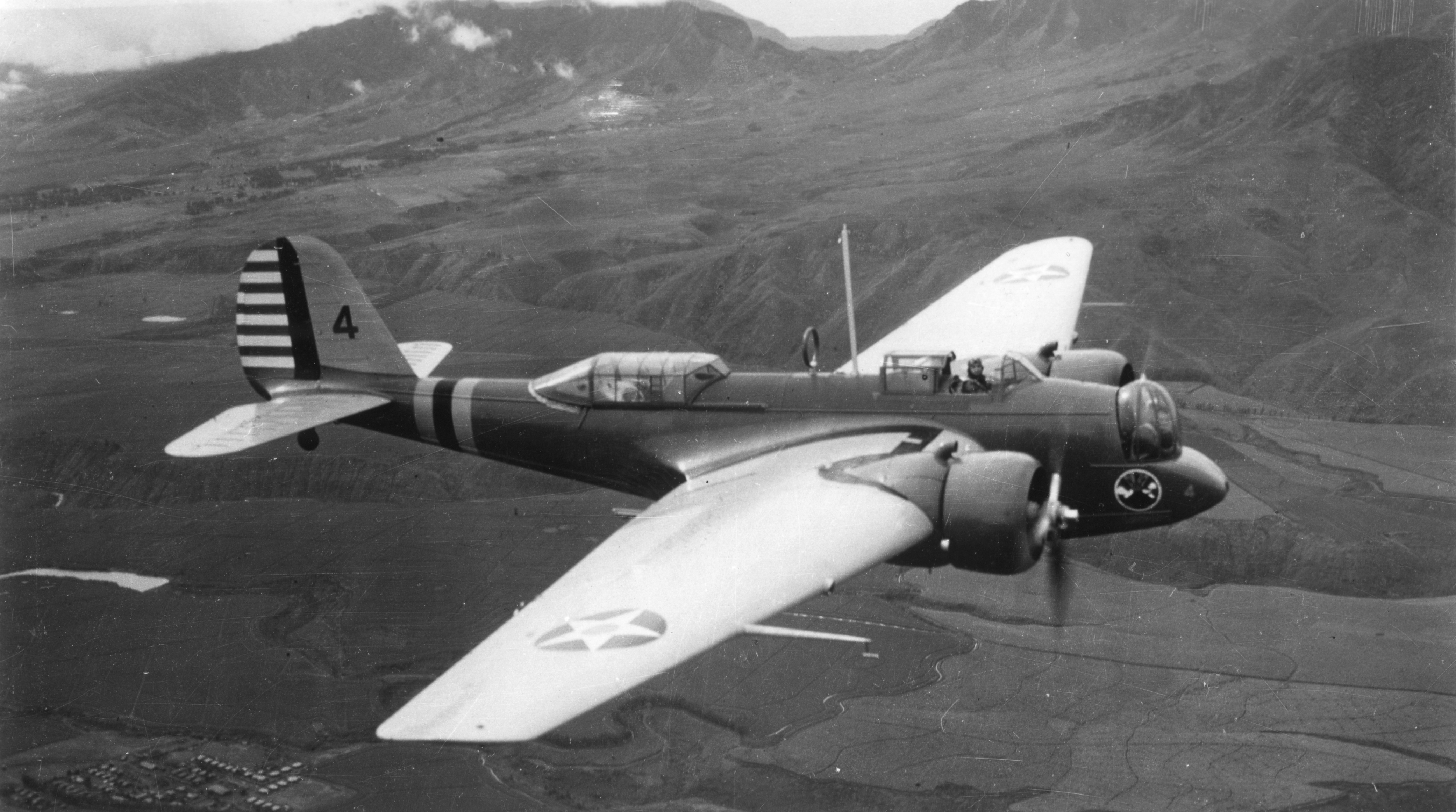
Martin B-10
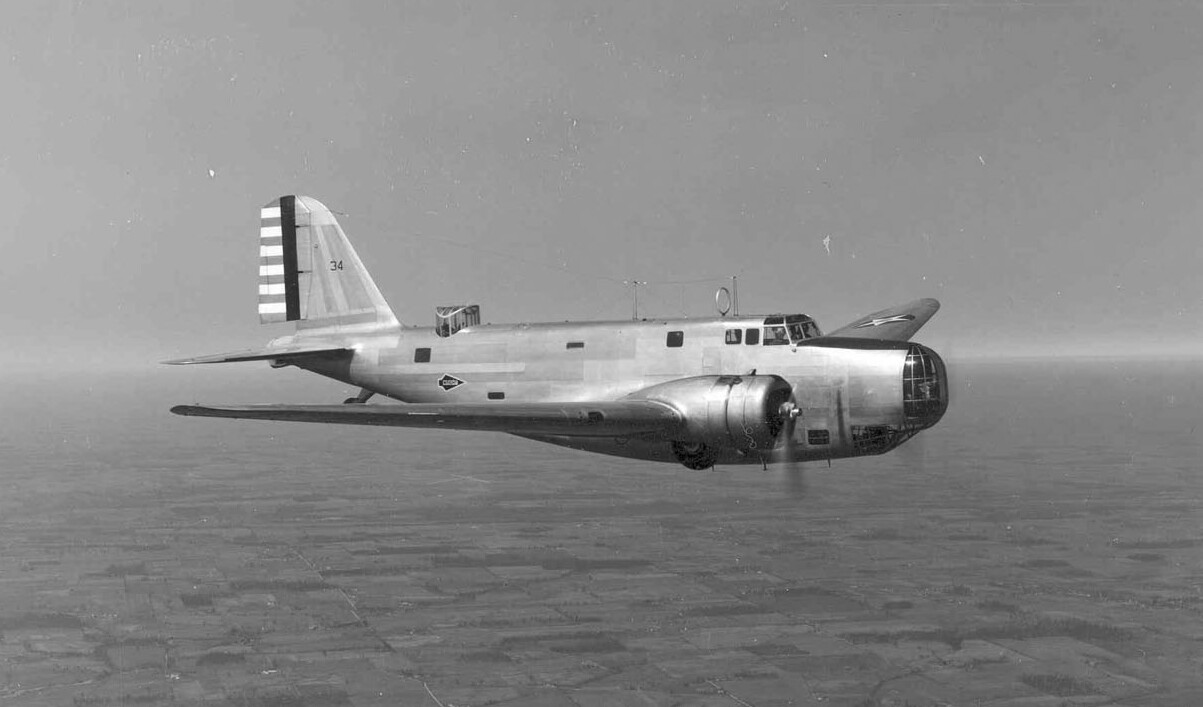
Douglas B-18 Bolo
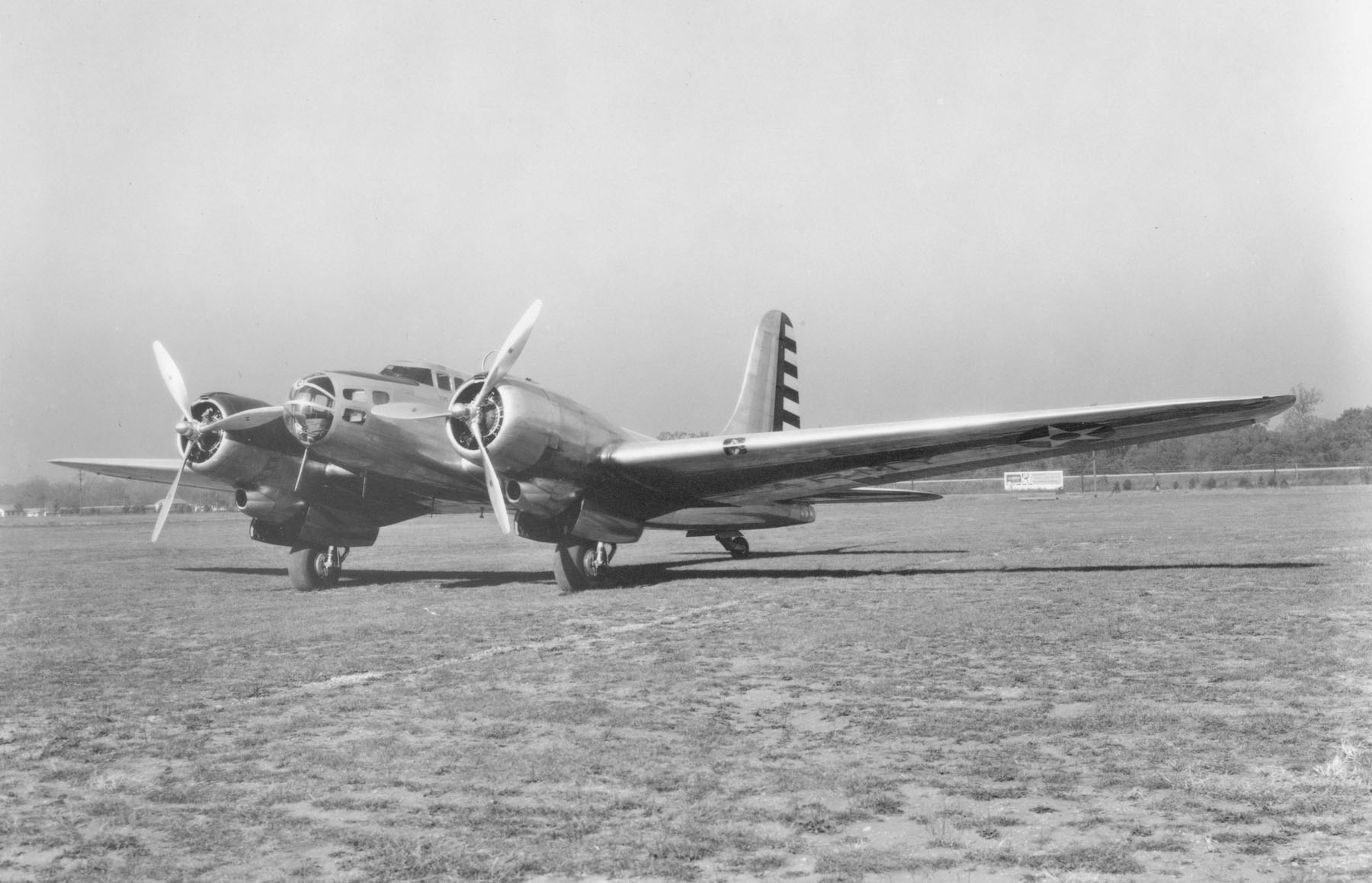
Douglas B-23 Dragon
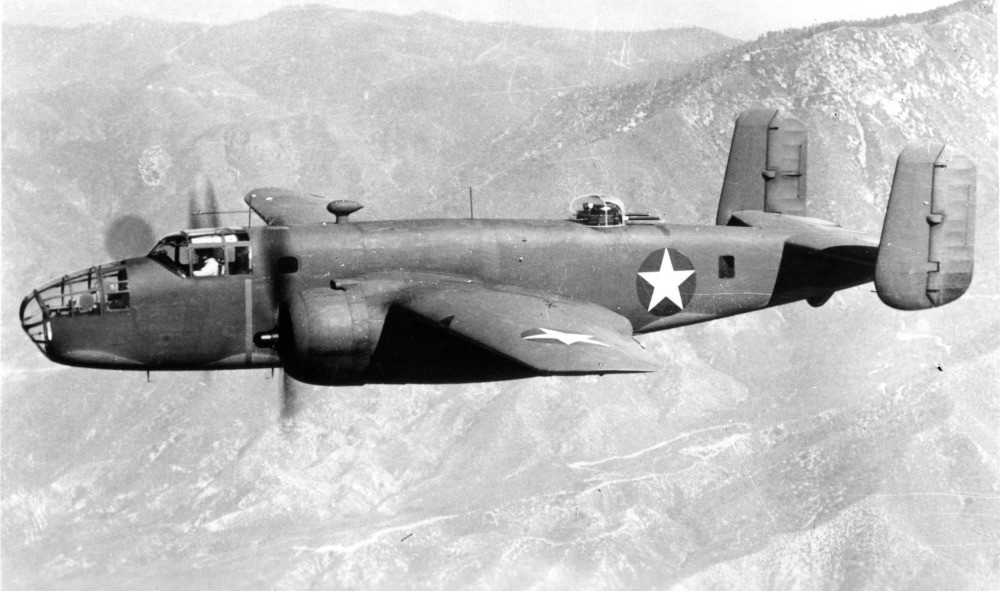
North American B-25C Mitchell
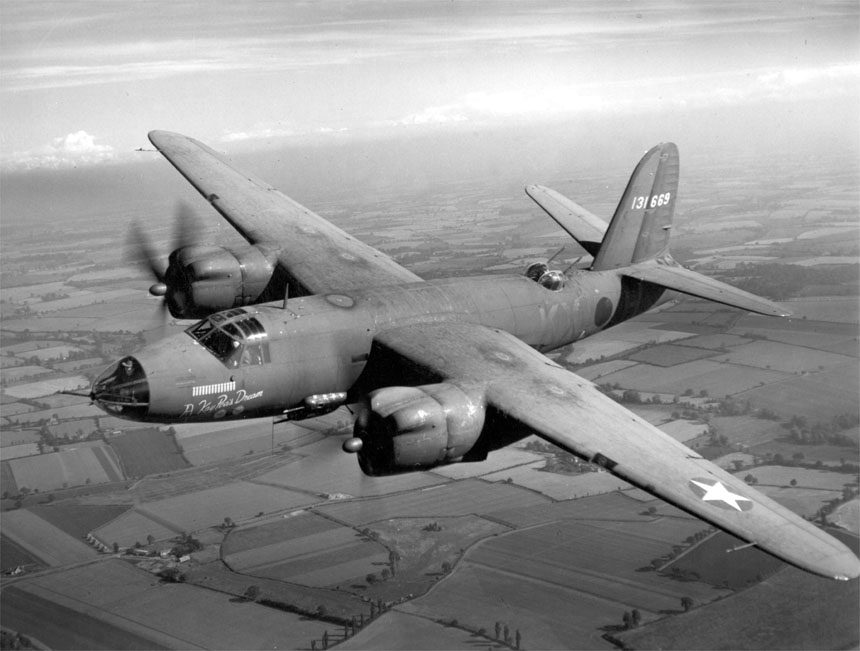
Martin B-26B Marauder

#### Schwere Bomber
- Boeing B-17 Flying Fortress (1935)
- Consolidated B-24 Liberator (1939)
- Boeing B-29 Superfortress (1942)
- Consolidated B-32 Dominator (1942)

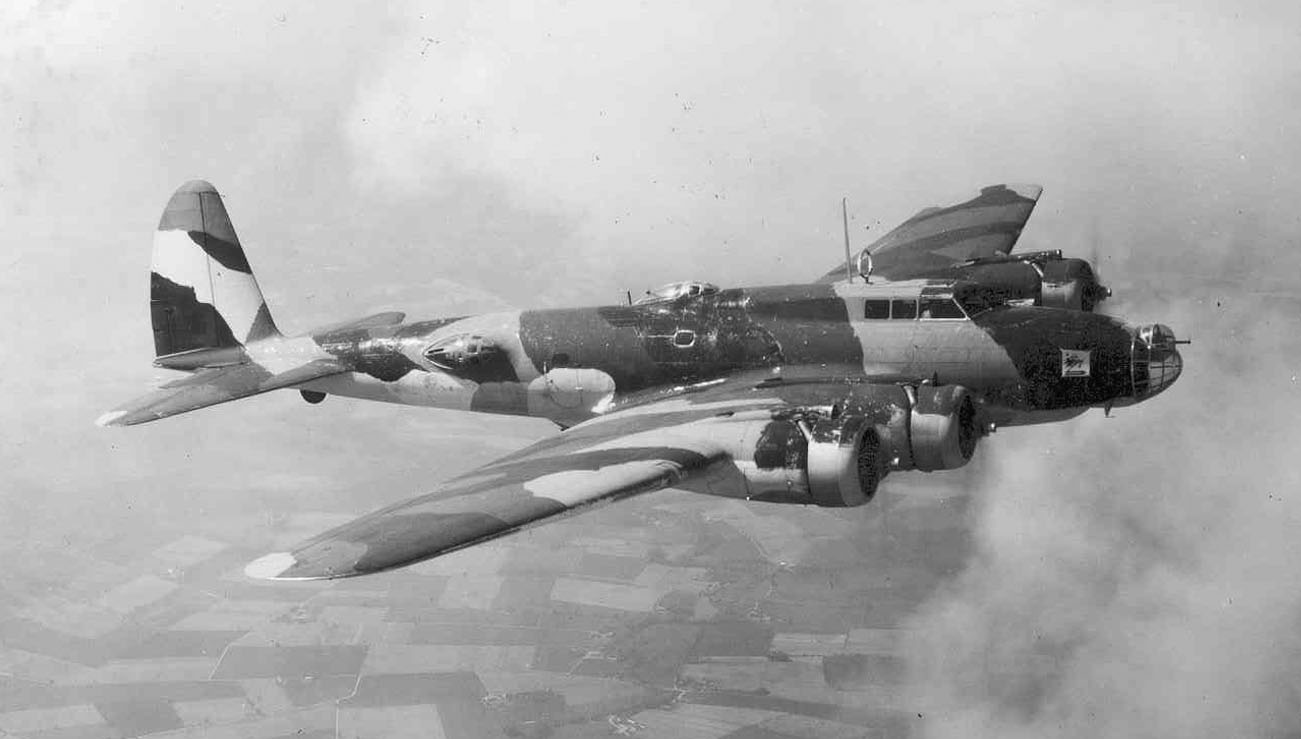
Boeing Y1B-17 (Ursprungsausführung)
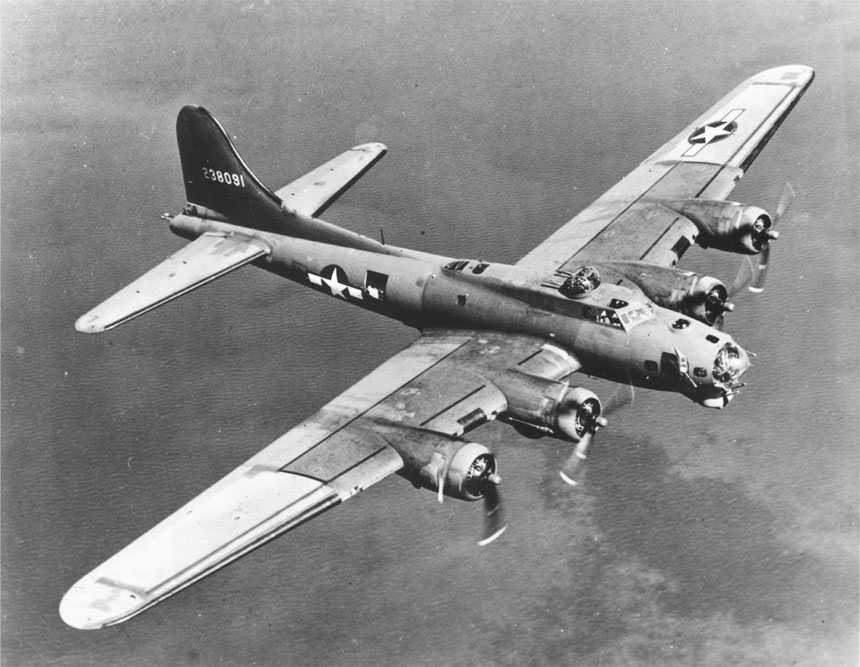
Boeing B-17G Flying Fortress
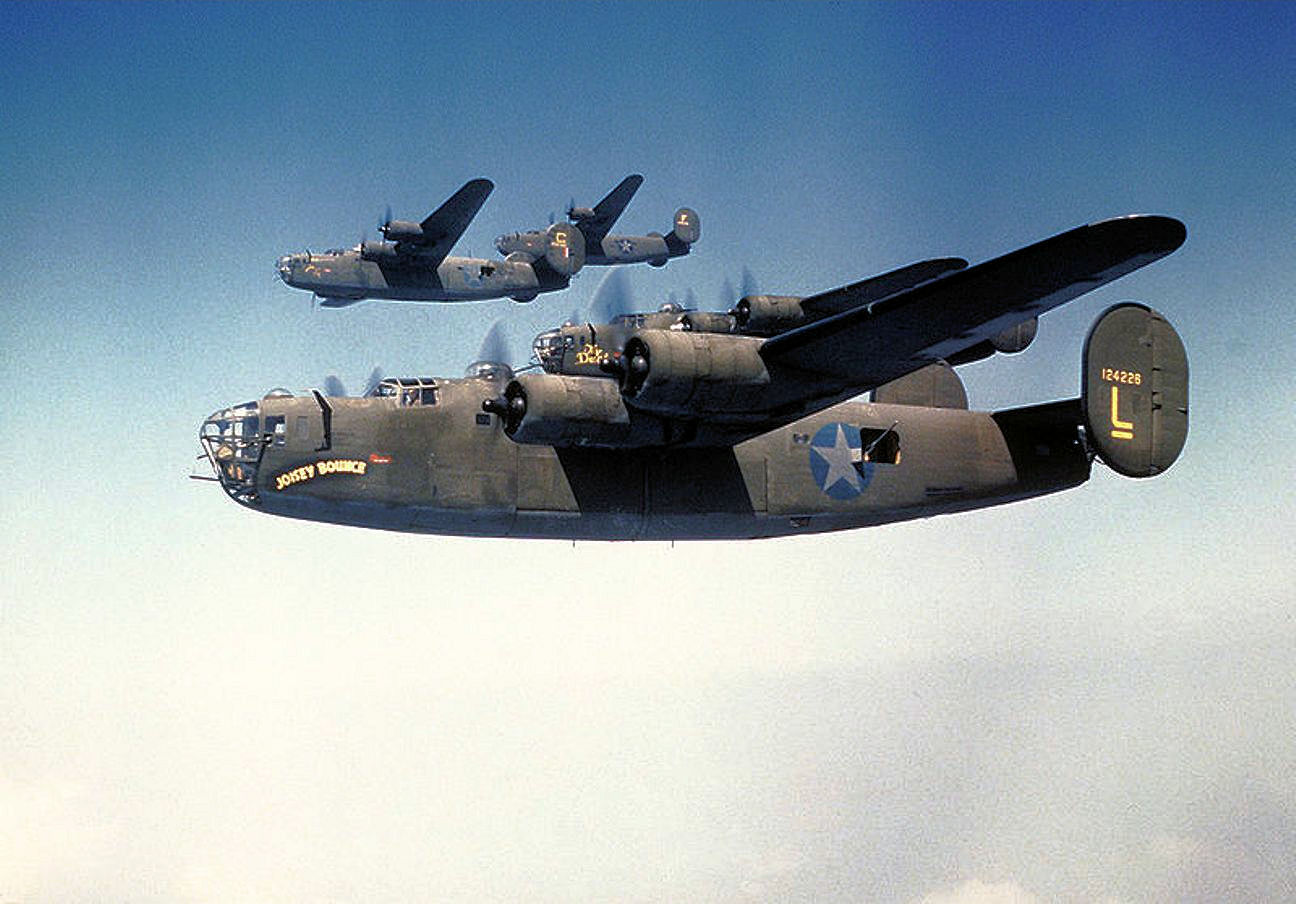
Consolidated B-24D Liberator
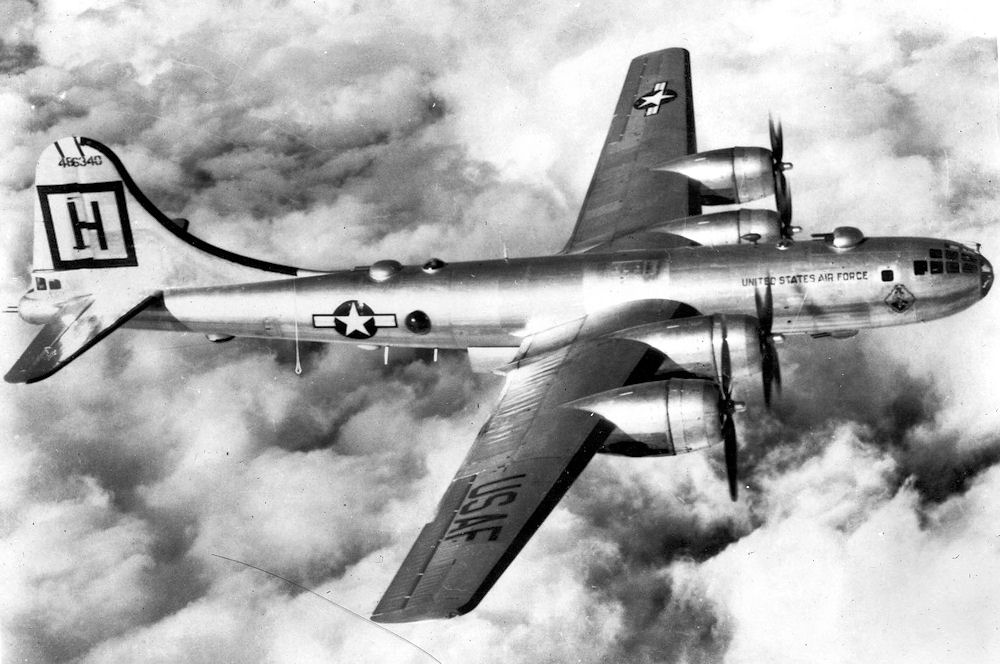
Boeing B-29 Superfortress
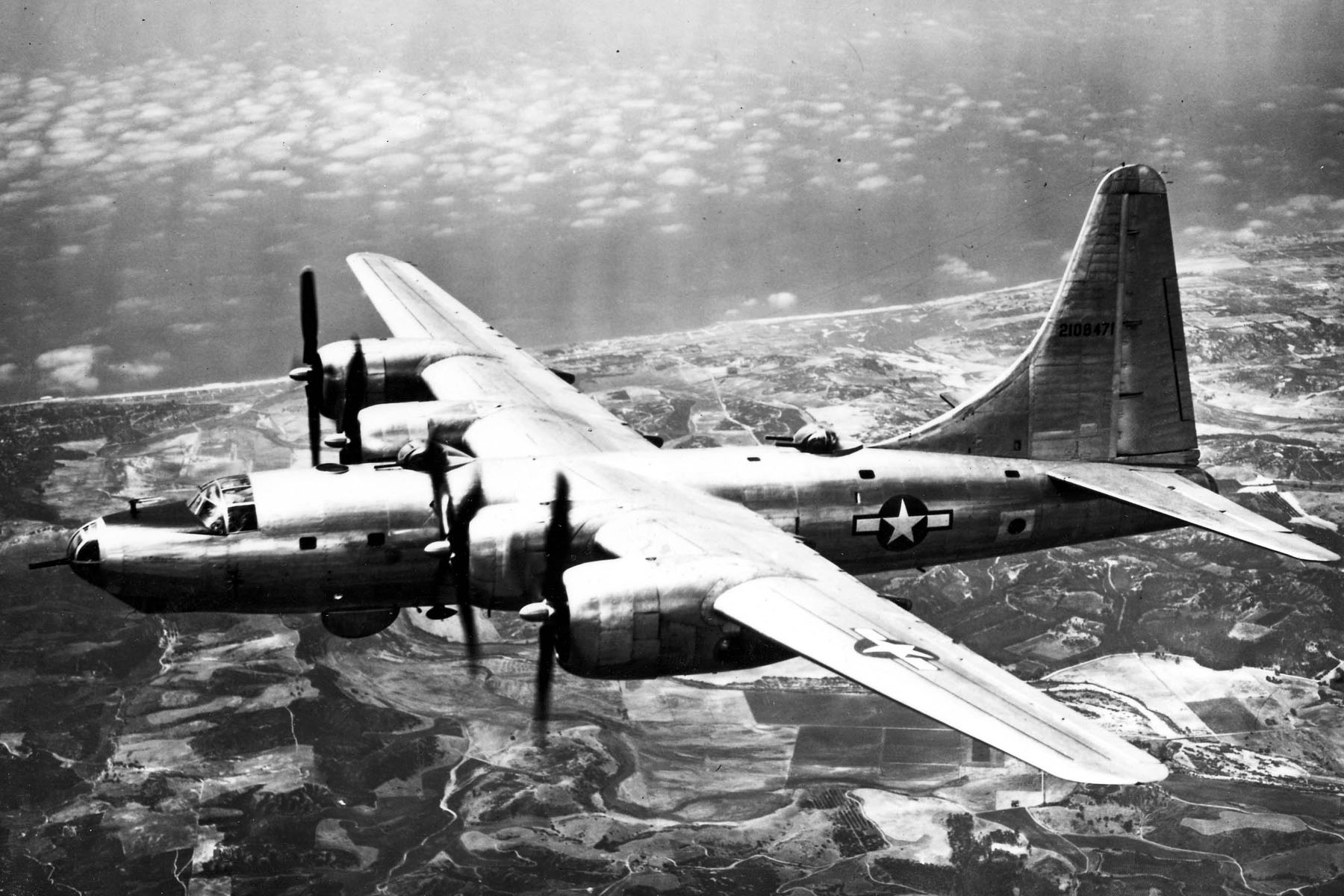
Consolidated B-32 Dominator

### Aufklärungsflugzeuge

#### Beobachtungsflugzeuge
- Douglas O-38 (1931)
- Douglas O-46 (1935)
- North American O-47 (1935)
- Curtiss O-52 Owl (1940)

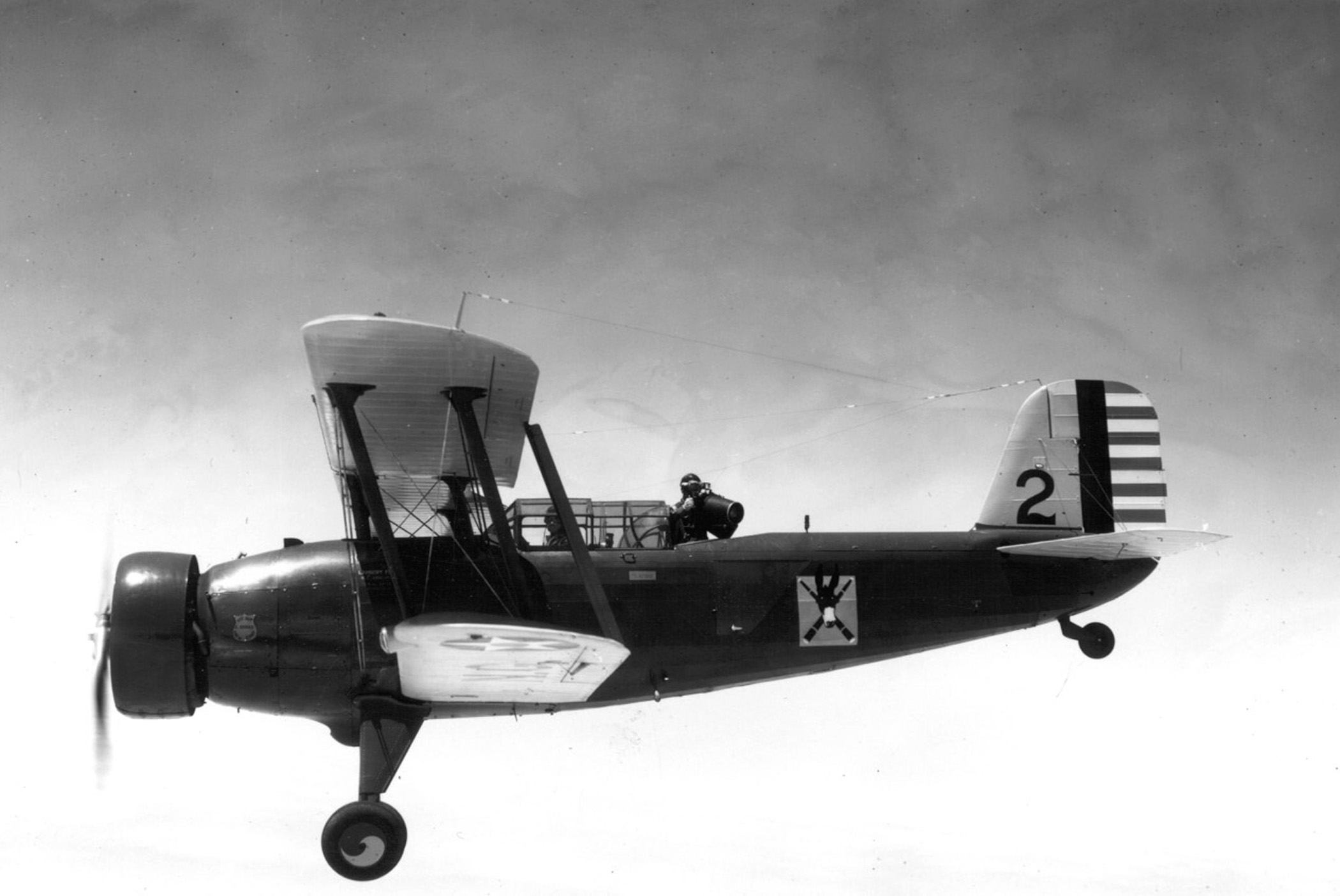
Douglas O-38E
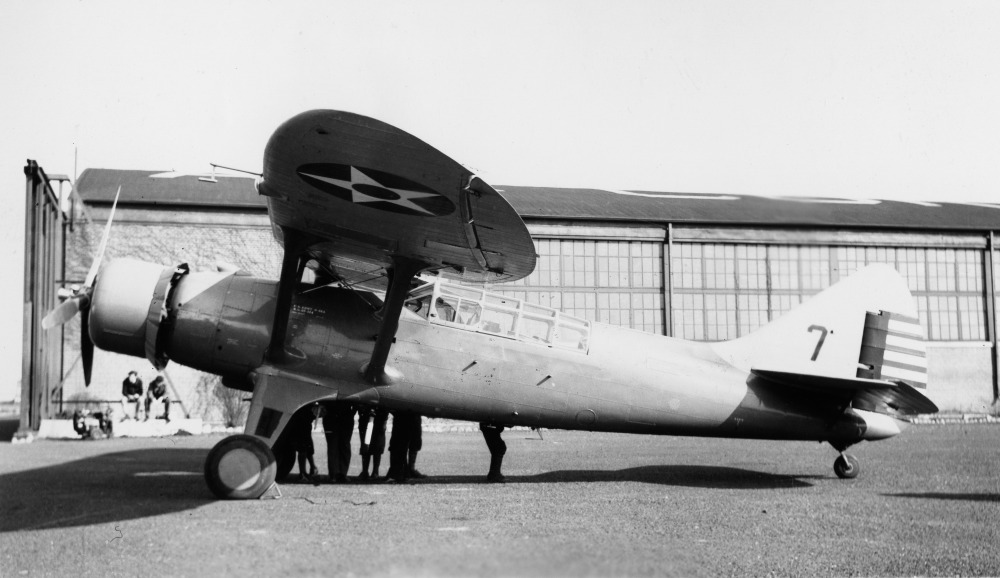
Douglas O-46A
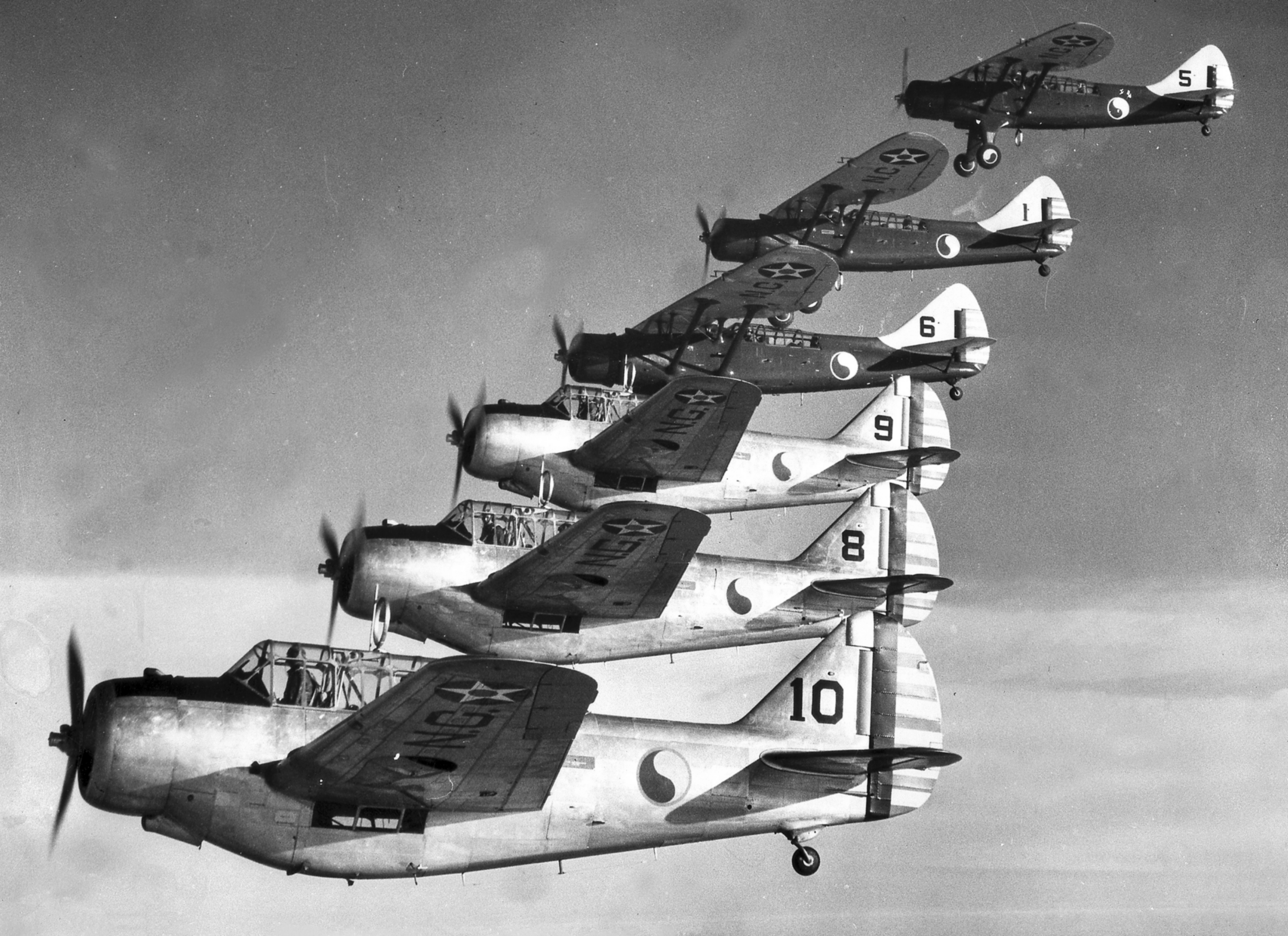
O-46A (hinten) und O-47 (vorne)
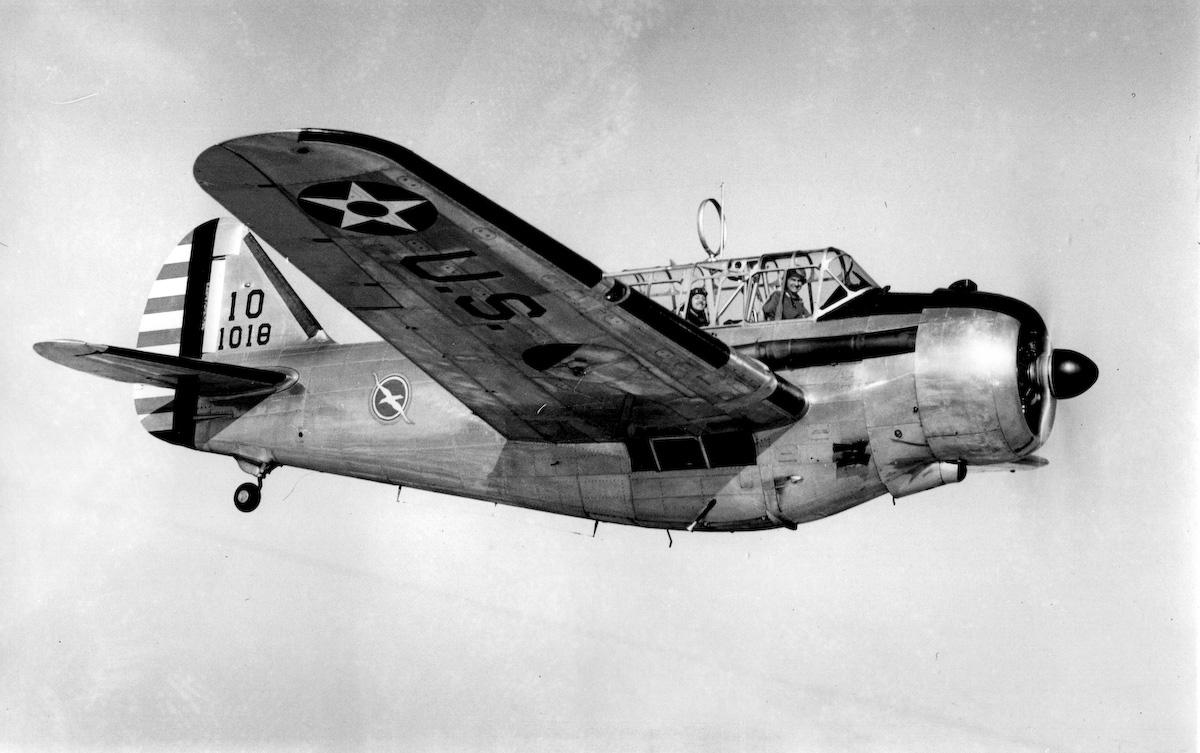
North American O-47B
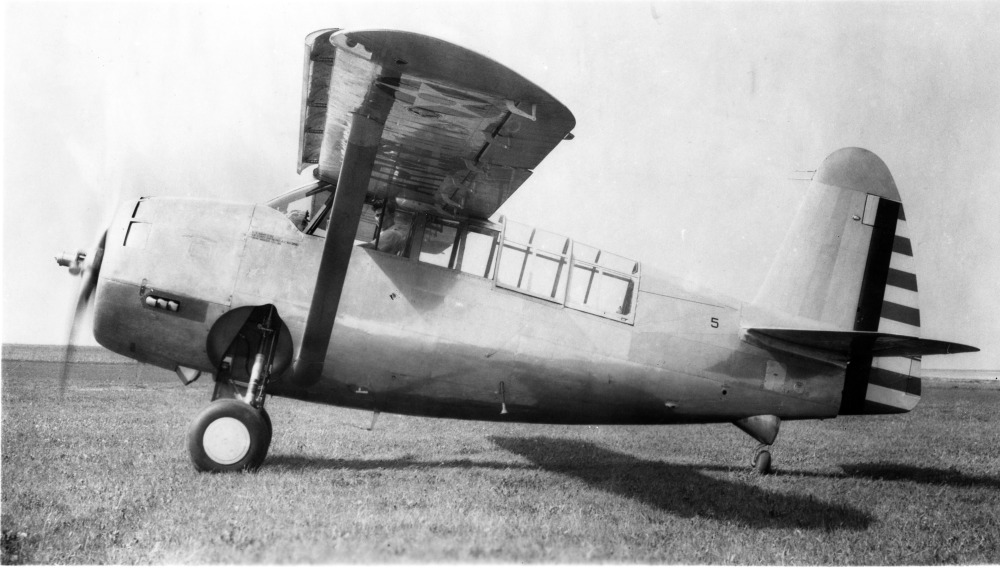
Curtiss O-52 Owl

#### Beobachtungs-Amphibienflugzeuge
Amphibienflugzeuge wurden von den USAAF, obwohl als Beobachtungsflugzeuge bezeichnet, zumeist zur Seenotrettung oder als Transportflugzeuge eingesetzt.
- Douglas OA-3/OA-4 – Douglas Dolphin (1930), ursprüngliche Bezeichnungen C-21 und C-26
- Sikorsky OA-8/OA-11 – Sikorsky S-43 „Baby Clipper“ (1935)
- Grumman OA-9/OA-13B Goose – Grumman G-21 (1937)
- Consolidated OA 10 Catalina (1935) – wie PBY/PBV der US Navy
- Grumman OA-12 Duck (1936) – wie J2F der US Navy
- Grumman OA-14A Widgeon – Grumman G-44 (1940)

Requirierte zivile Amphibienflugzeuge
- Grumman OA-13A Goose – Grumman G-21 (1937)
- Grumman OA-14 Widgeon – Grumman G-44 (1940)

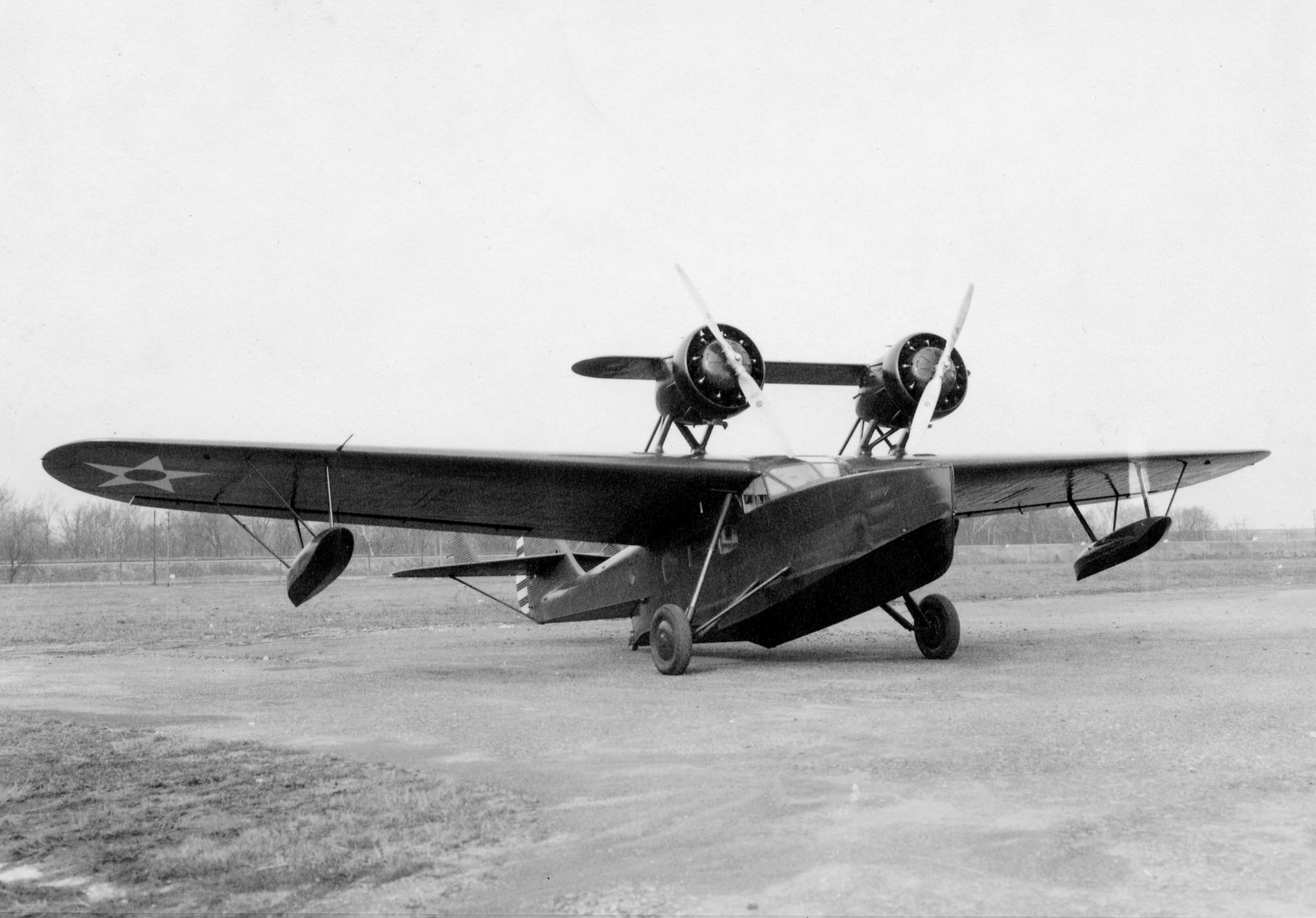
Douglas OA-3
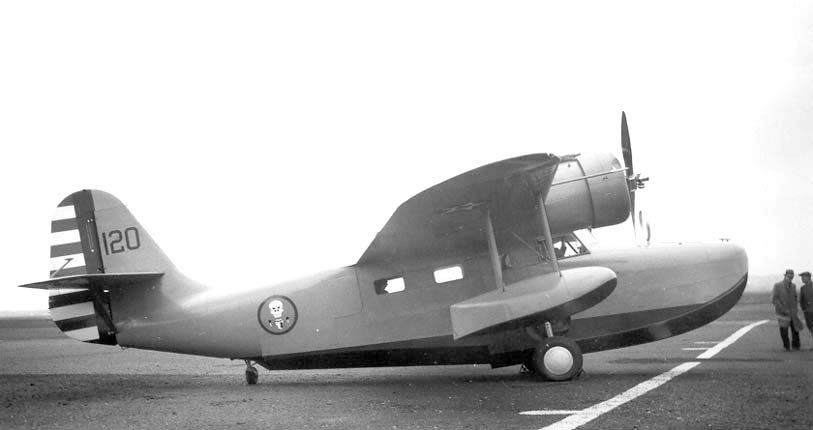
Grumman OA-9 Goose
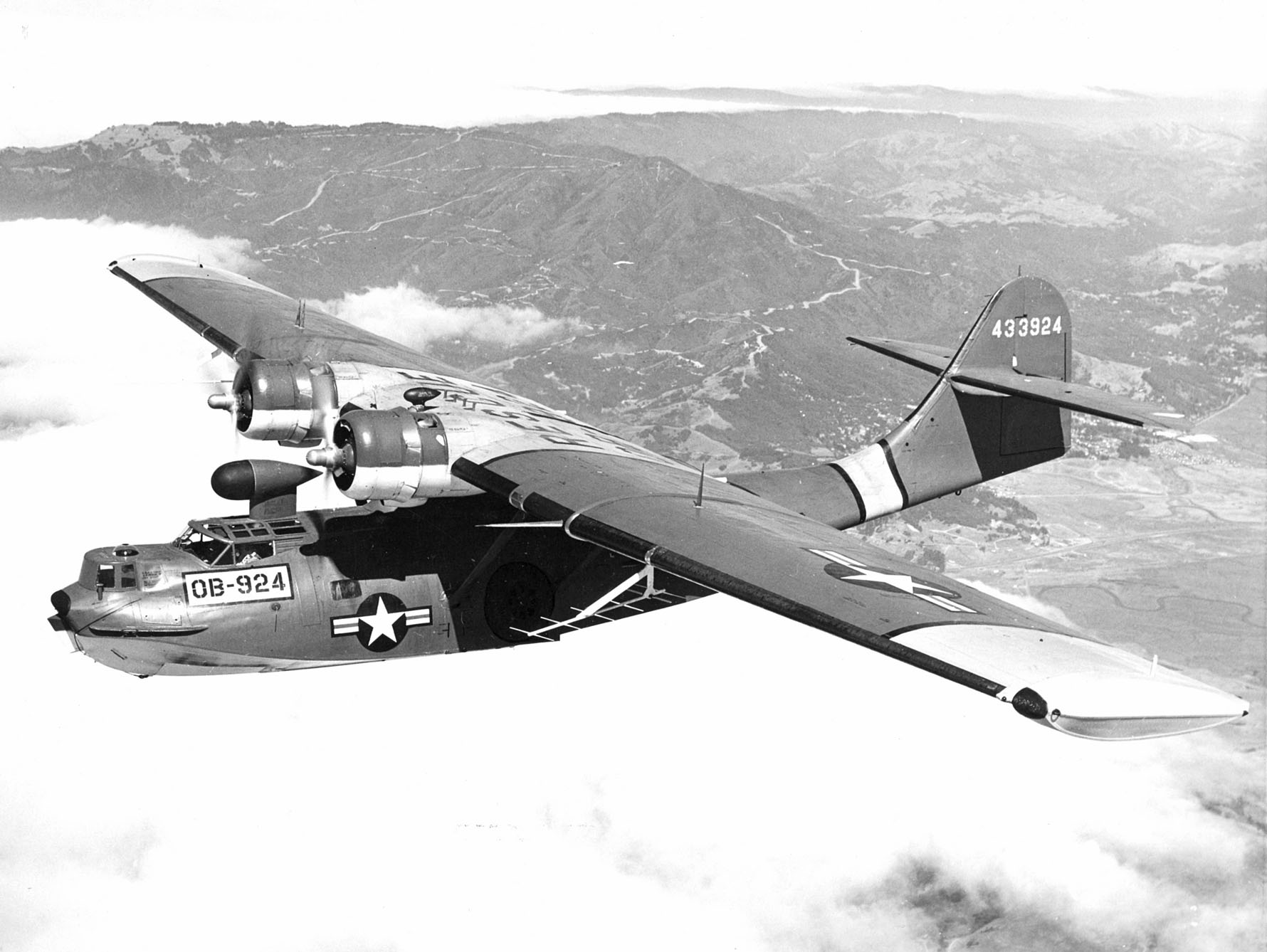
Consolidated OA-10A Catalina
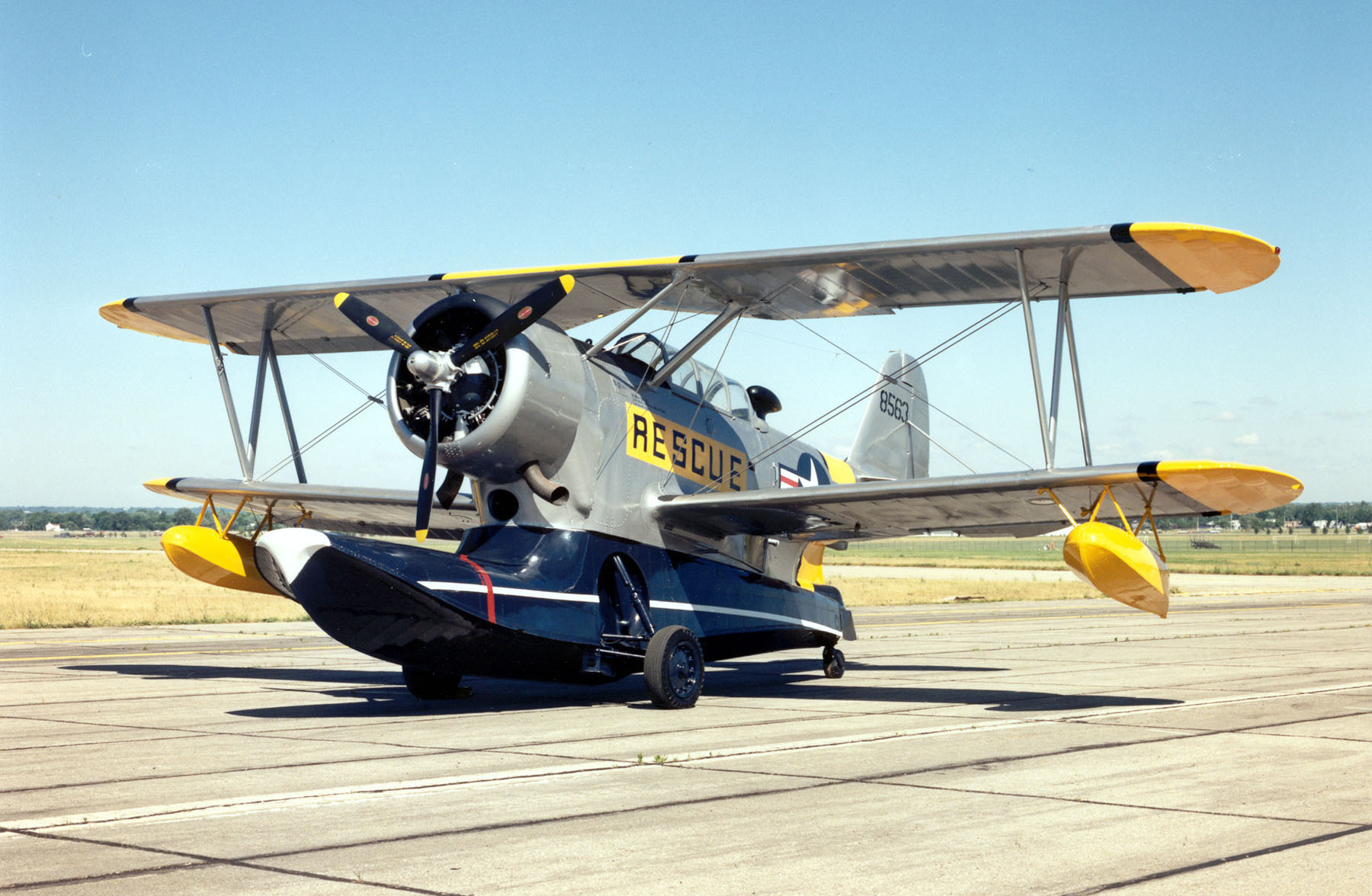
Grumman OA-12 Duck

#### Fotoaufklärer
- Beech F-2 – Beech Model 18 Twin Beech (1937)
- Douglas F-3 Havoc – Aufklärervariante der A-20 (1939)
- Lockheed F-4/F-5 Lightning – Aufklärervarianten der P-38 (1939)
- North American F-6 Mustang – Aufklärervariante der P-51 (1940)
- Consolidated F-7 Liberator – Aufklärervariante der B-24 (1939)
- de Havilland F-8 Mosquito – britische de Havilland Mosquito FR (1940), in Kanada für die USAAF gebaut
- Boeing F-9 Flying Fortress – Aufklärervariante der B-17 (1935)
- North American F-10 Mitchell – Aufklärervariante der B-25 (1940)

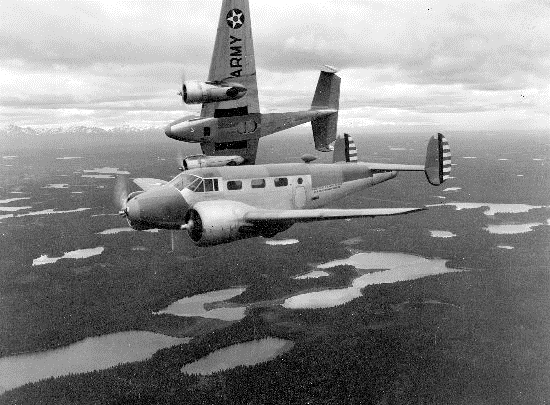
Beech F-2
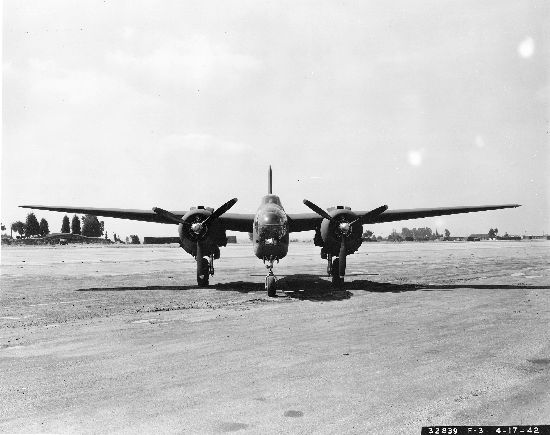
Douglas F-3 Havoc
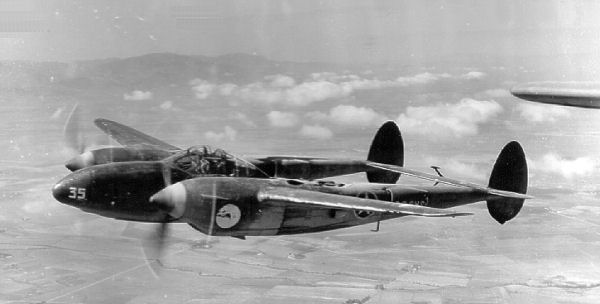
Lockheed F-4 Lightning
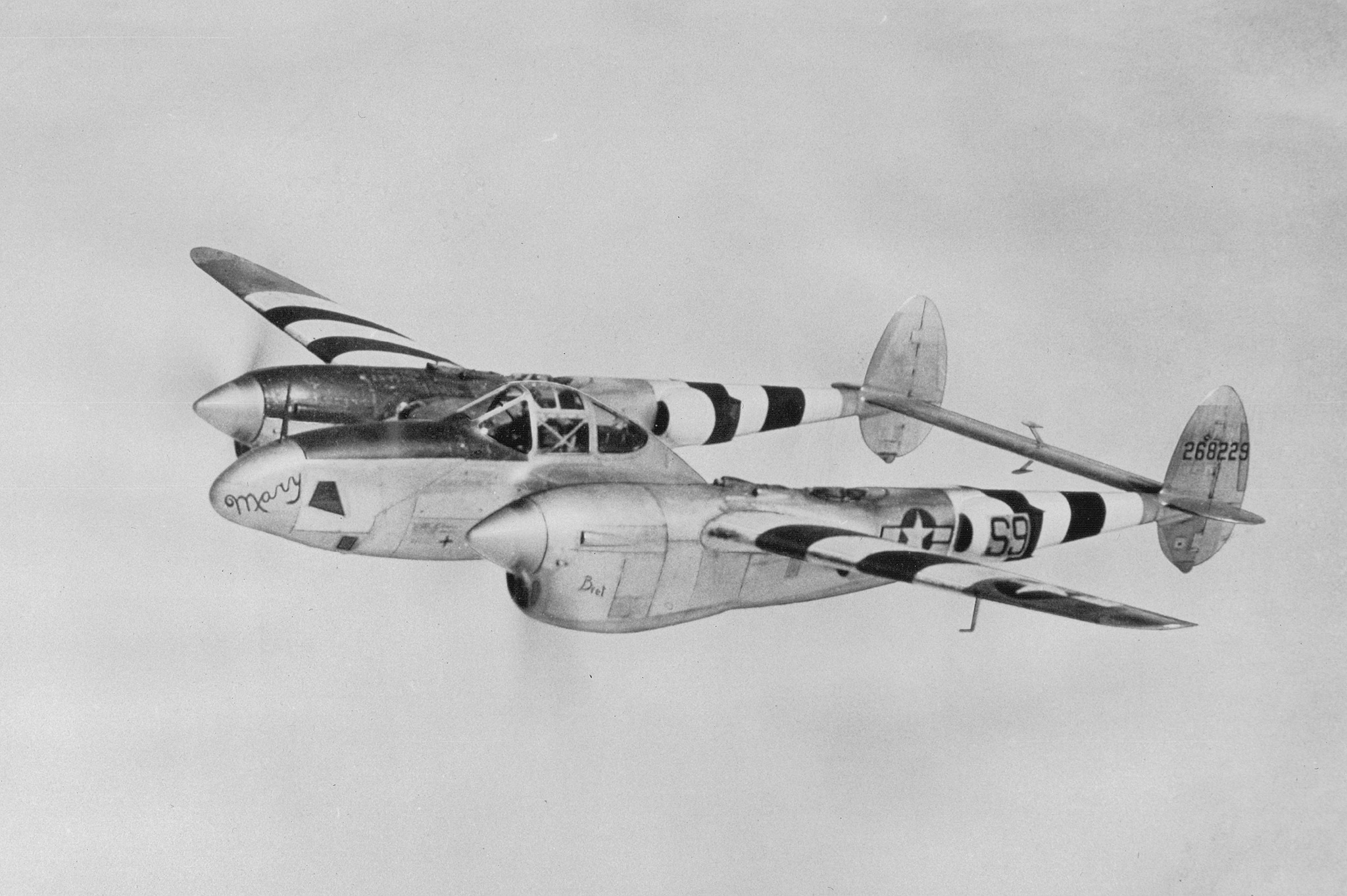
Lockheed F-5 Lightning
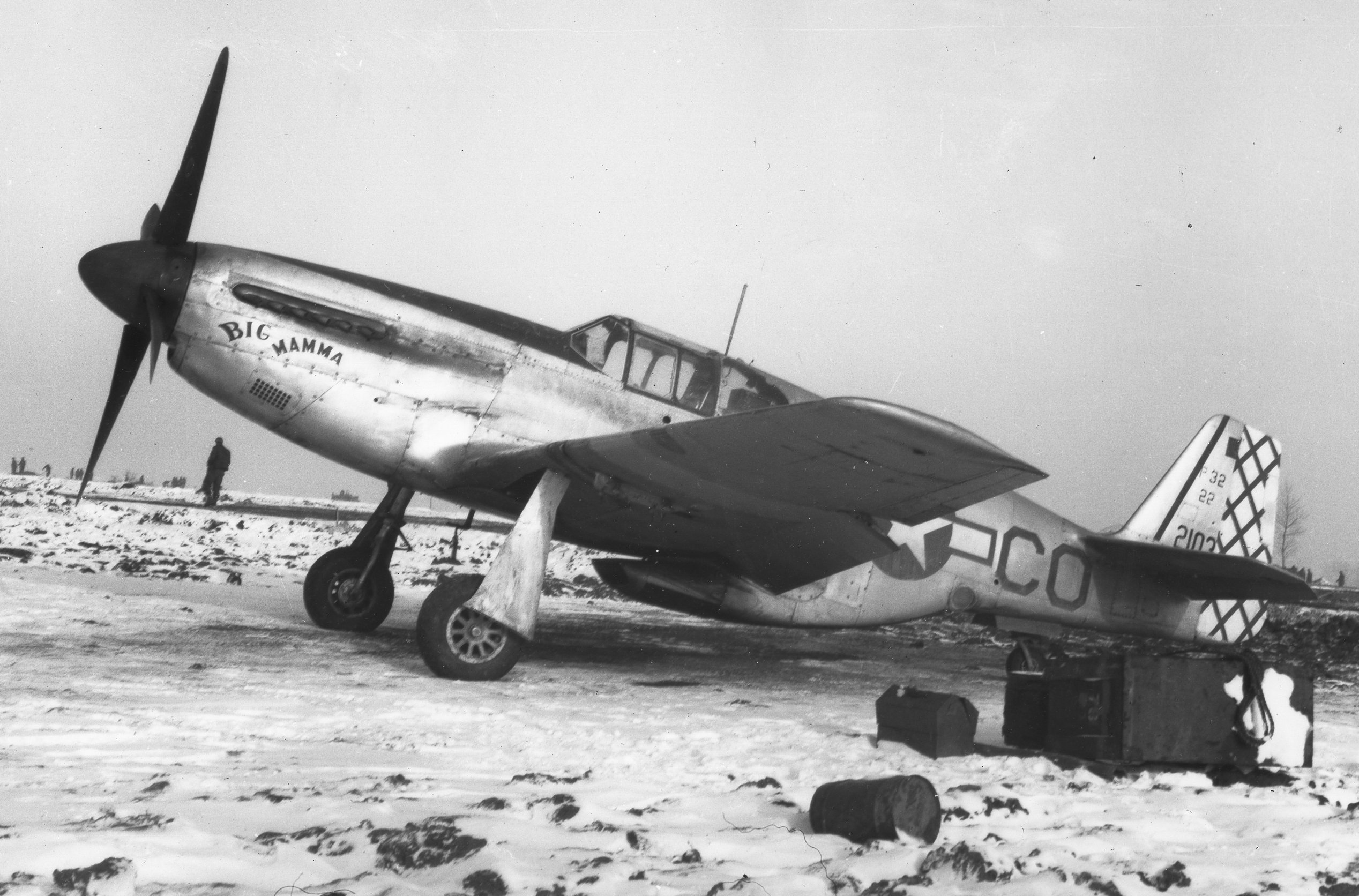
North American F-6C Mustang
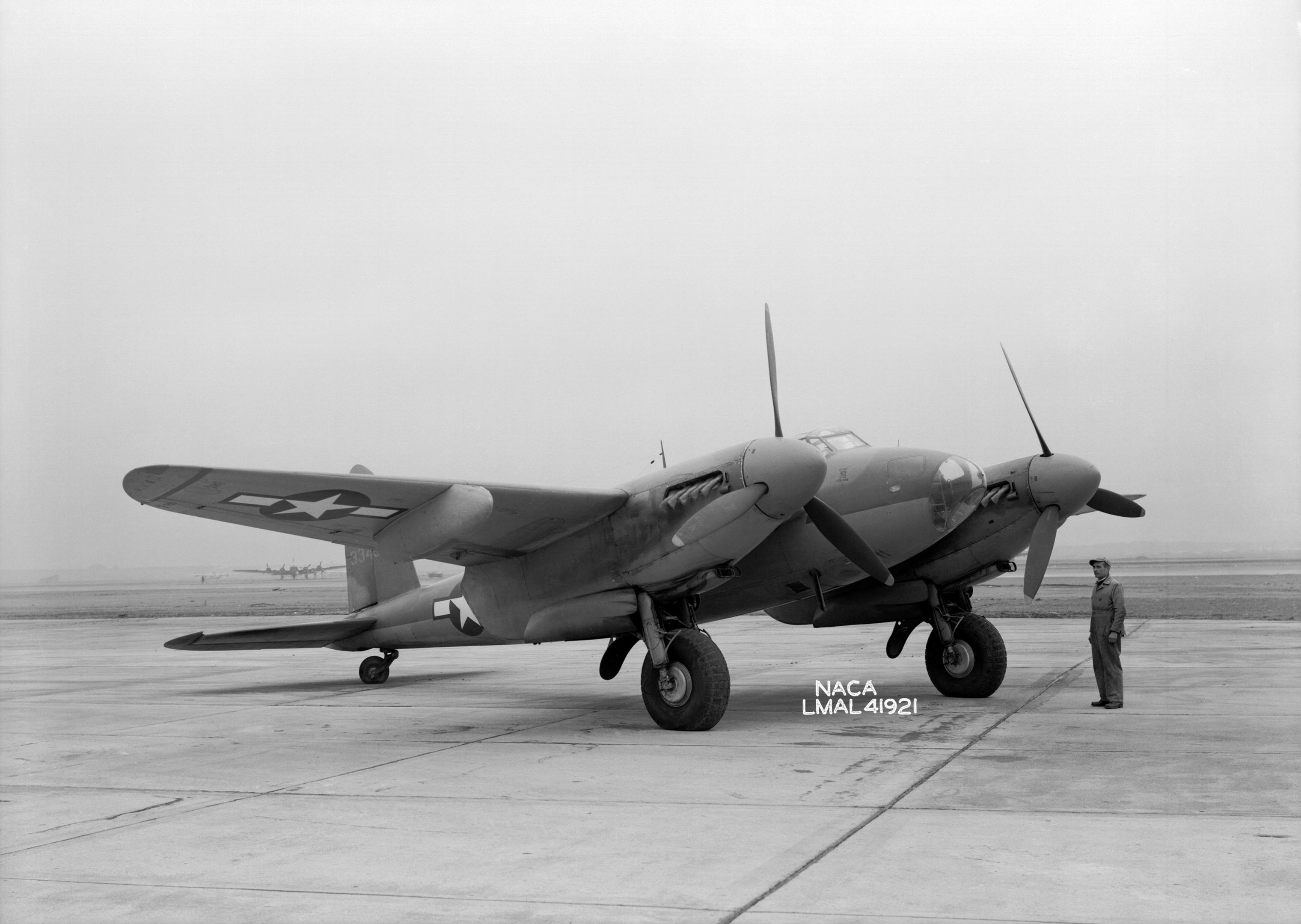
De Havilland F-8 Mosquito
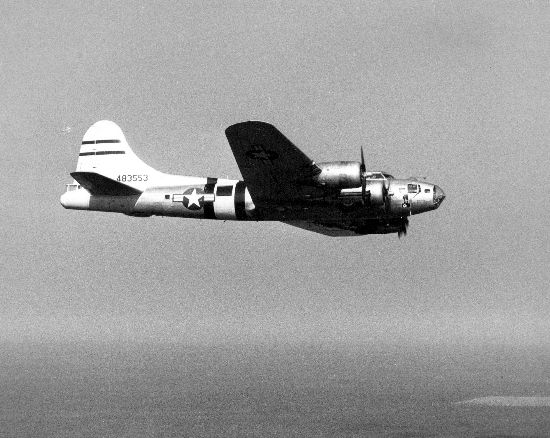
Boeing F-9 Flying Fortress
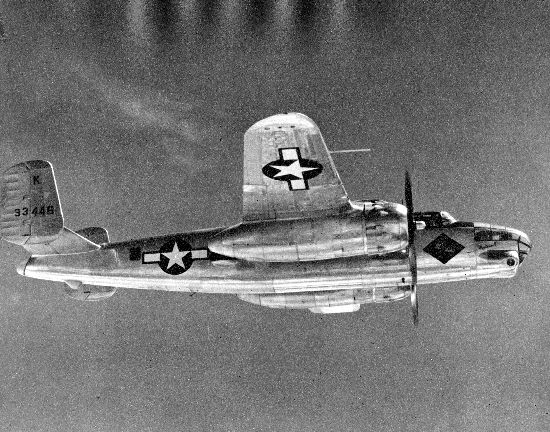
North American F-10 Mitchell

#### Landgestützte Seefernaufklärer
- Lockheed A-28/A-29 Hudson (1938)
- Lockheed B-34 Lexington/B-37 (1941)

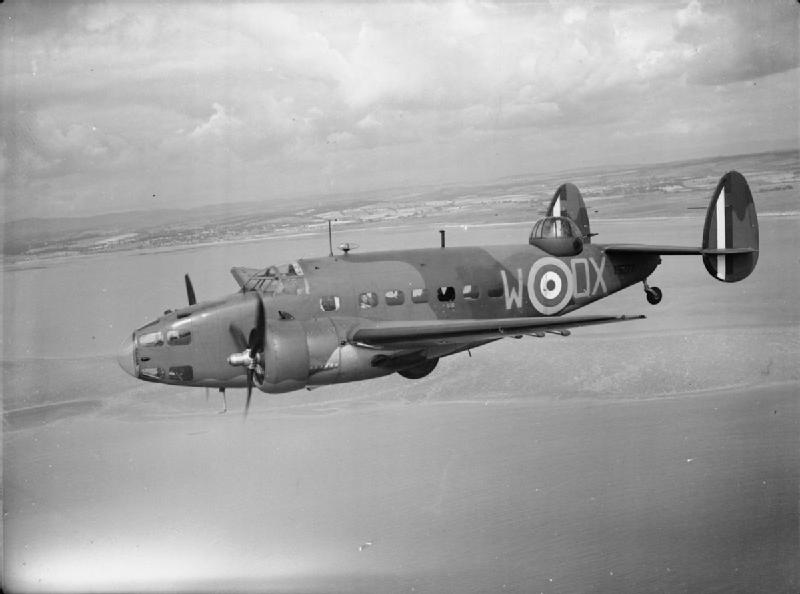
Lockheed Hudson Mk. I der RAF
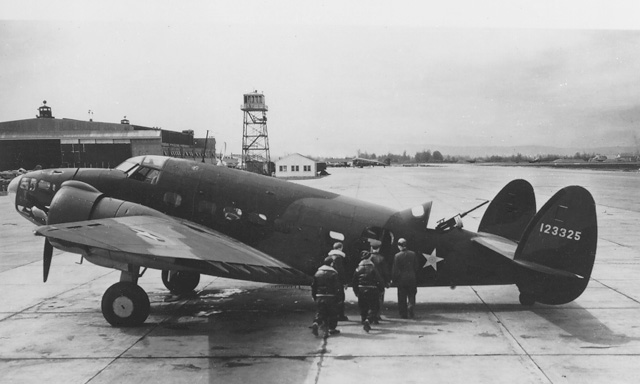
Lockheed A-29 Hudson
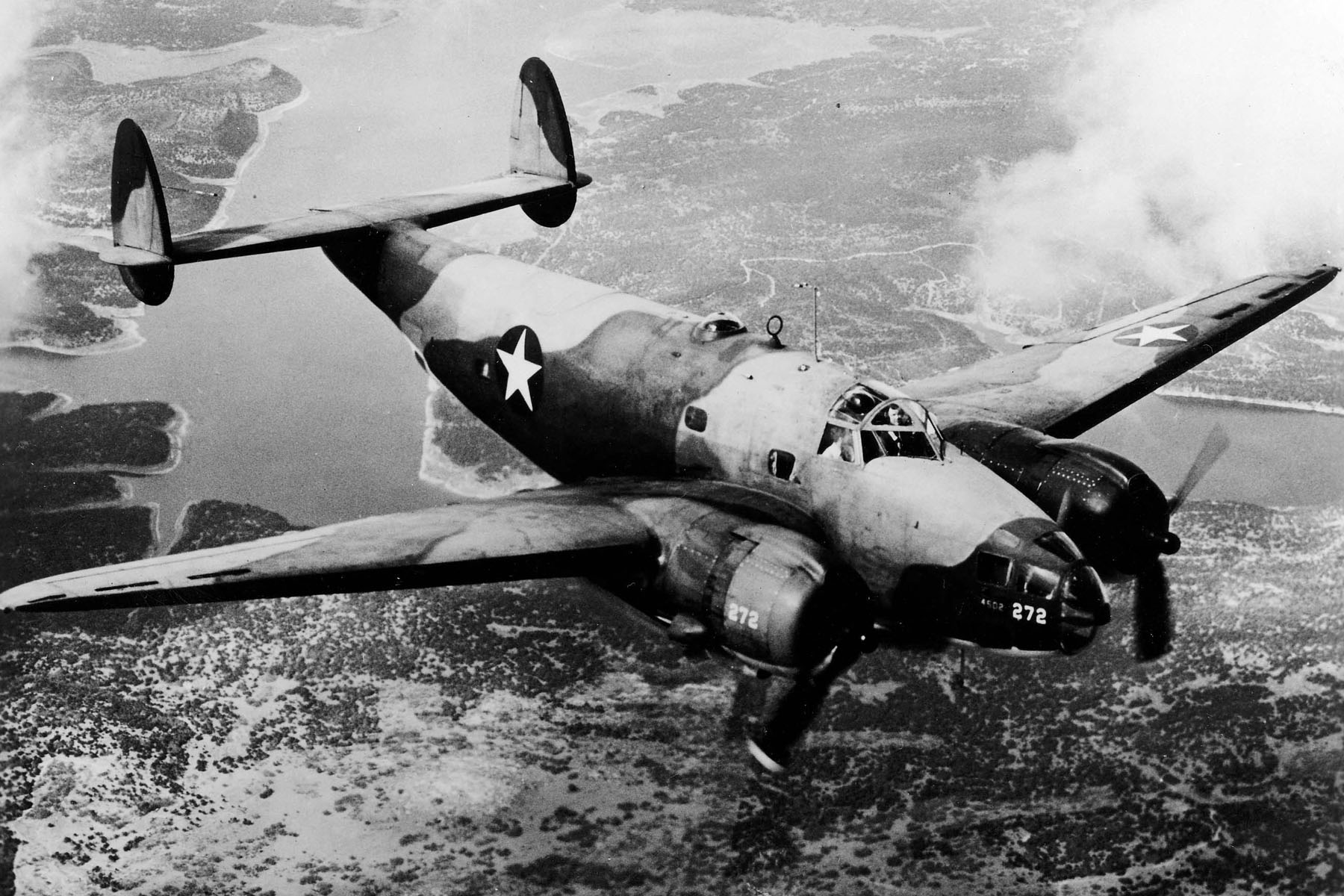
Lockheed B-34 Lexington
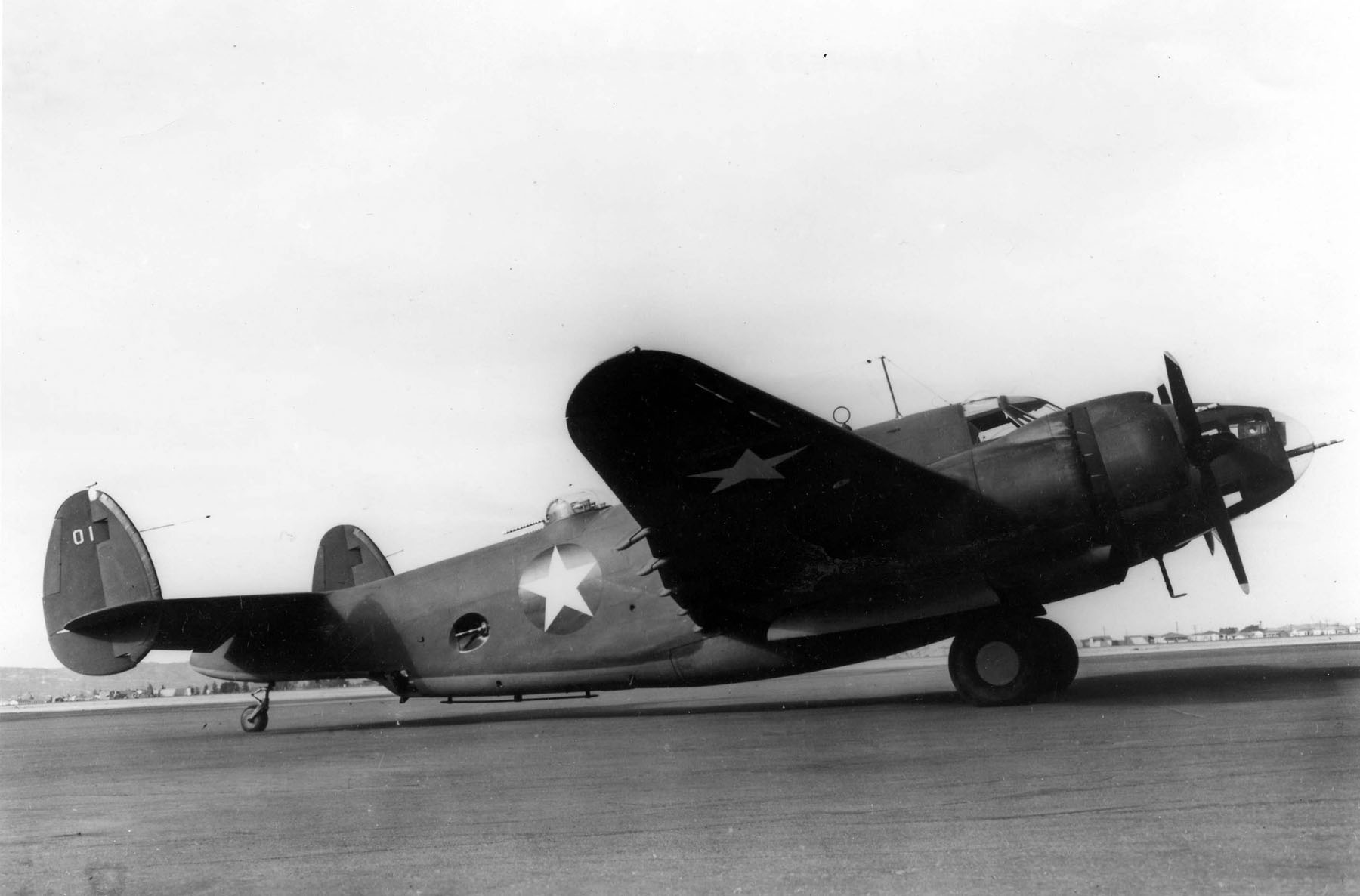
Lockheed B-37

### Transportflugzeuge und Lastensegler

#### Transportflugzeuge
- Douglas DC-2 (1934)
  - C-32 – DC-2, zur Erprobung übernommen
  - C-33 (1936) – militarisierte DC-2
  - C-34 – 2 Stück zum VIP-Transport
- Douglas „DC-2½“ (1937) – Hybrid mit Baugruppen von DC-2 und DC-3, nur für die USAAF gebaut
  - C-38 – ex C-33, zur Erprobung umgebaut
  - C-39 (1937) – militarisierte „DC-2½“
  - C-41/C-42 – 2 Einzelstücke zum VIP-Transport
- Douglas DC-3 (1935)
  - C-41A – Einzelstück zum VIP-Transport, für den Secretary of War
  - C-47 Skytrain (1941) – militarisierte DC-3
  - C-53 Skytrooper – Variante der C-47 zum Truppentransport
  - C-117 Skytrooper – Variante der C-47 zum Transport von Stabspersonal
- Curtiss CW-20 (1940)
  - C-46 Commando (1941) – militarisierte CW-20
  - C-55 – Werksprototyp CW-20, zur Erprobung übernommen
- Douglas C-54 Skymaster (1942) – militarisierte DC-4
- Lockheed 18 Lodestar (1939)
  - C-56 – Model 18-50 mit Wright R-1820 Cyclone
  - C-57 – Model 18-14 mit Pratt & Whitney R-1830 Twin Wasp
  - C-59 – Model 18-07 mit Pratt & Whitney R-1690 Hornet, ausschließlich via Lend-Lease für Großbritannien
  - C-60 – Model 18-56 mit Wright R-1820 Cyclone
  - C-60A (1942) – militarisierte Lodestar zum Truppentransport
  - C-66 – Einzelstück zum VIP-Transport, als Präsidentenmaschine an Brasilien
- Lockheed C-69 Constellation (1943) – Lockheed L-049
- Douglas C-74 Globemaster (1945) – Serienbau wegen Kriegsende eingestellt, kein Einsatz mehr im Zweiten Weltkrieg
- Curtiss C-76 Caravan (1943) – Curtiss CW-27, Holzkonstruktion, Serienbau abgebrochen
- Fairchild C-82 Packet (1944) – Fairchild 78, kein Einsatz mehr im Zweiten Weltkrieg
- Consolidated C-87 Liberator Express (1942) – Transportervariante der B-24
- Boeing C-97 Stratofreighter (1944) – Boeing 367, kein Einsatz mehr im Zweiten Weltkrieg

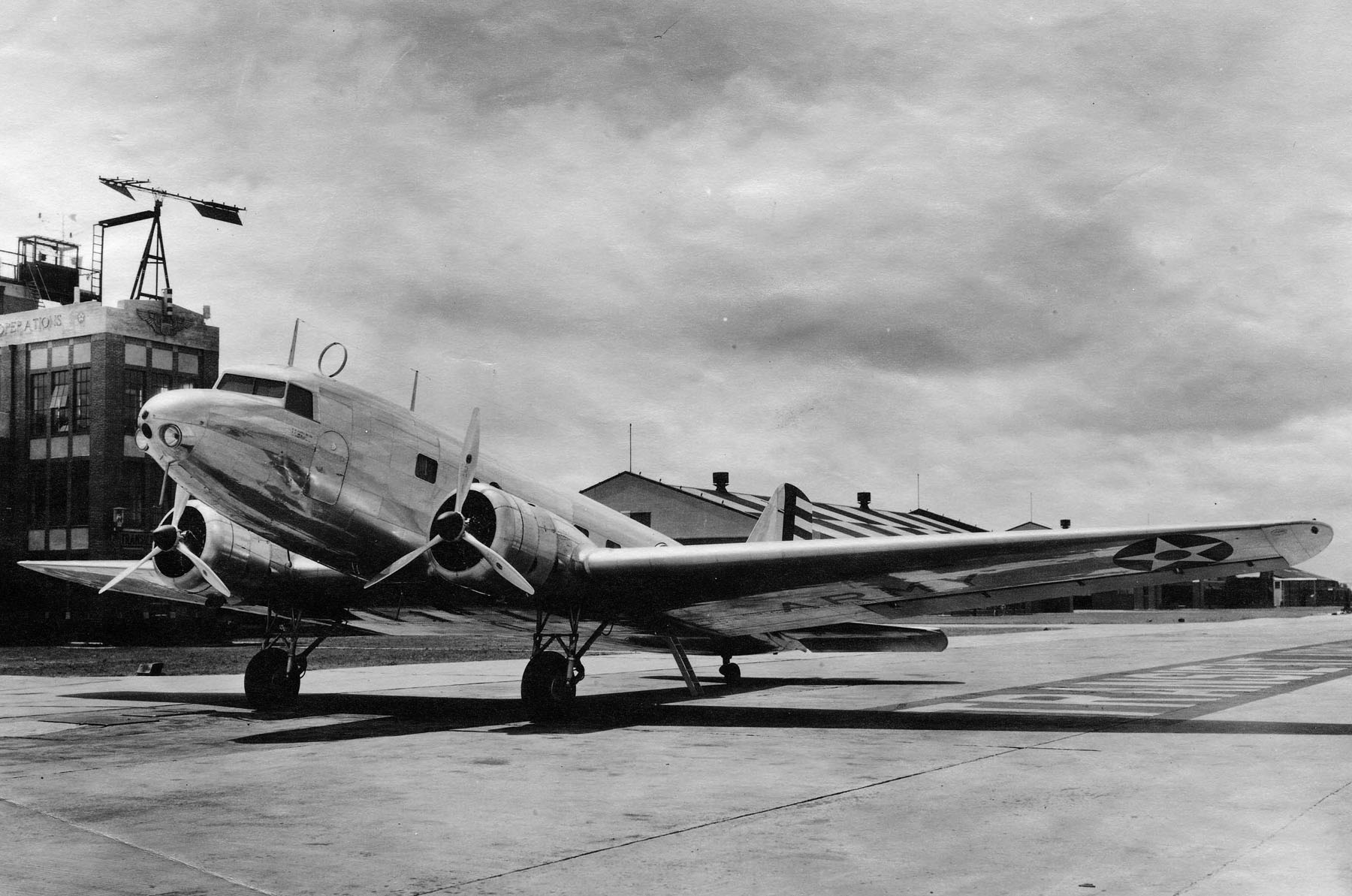
Douglas C-32
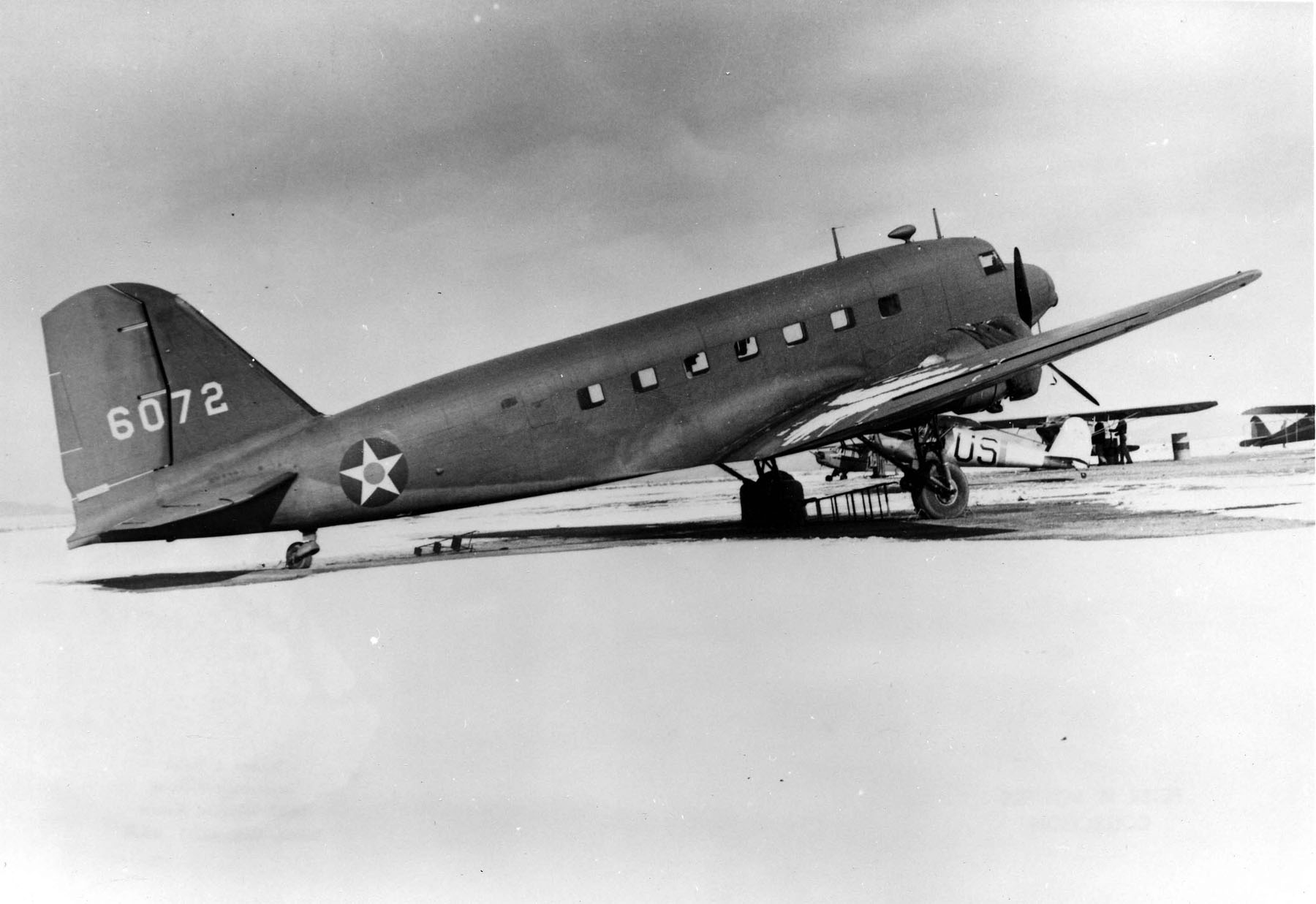
Douglas C-33
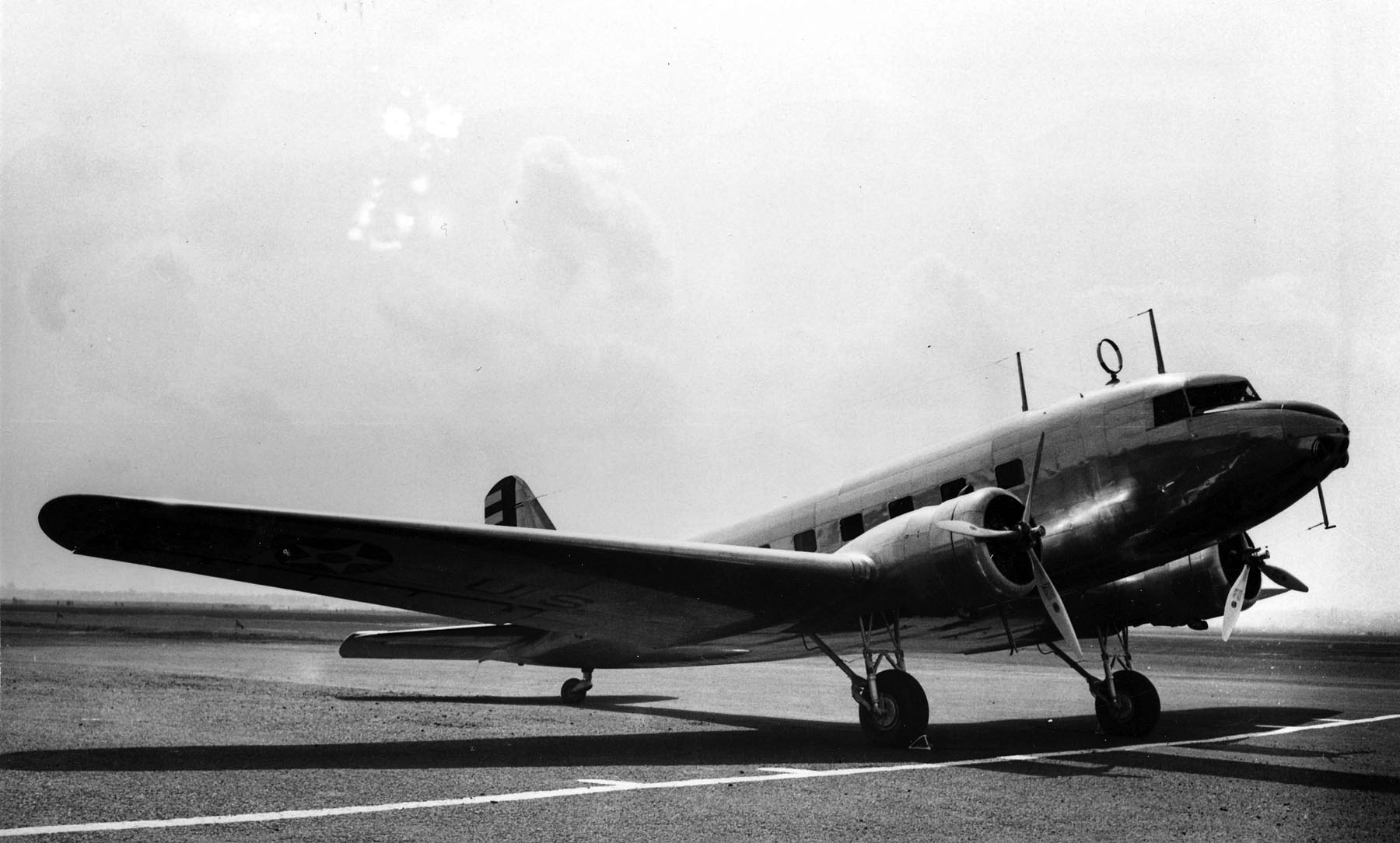
Douglas C-34
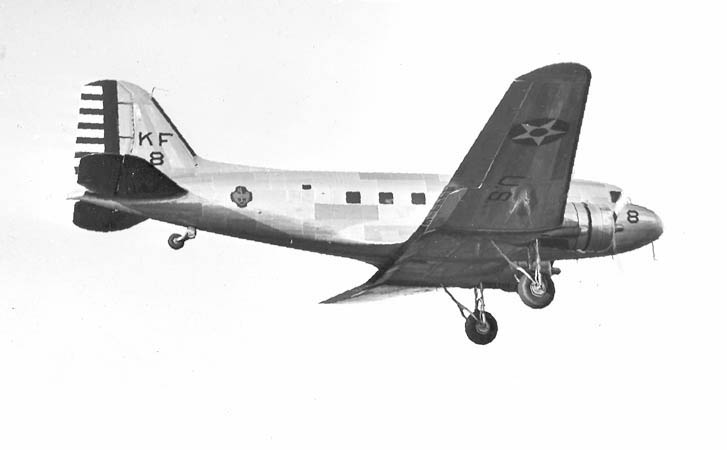
Douglas C-39
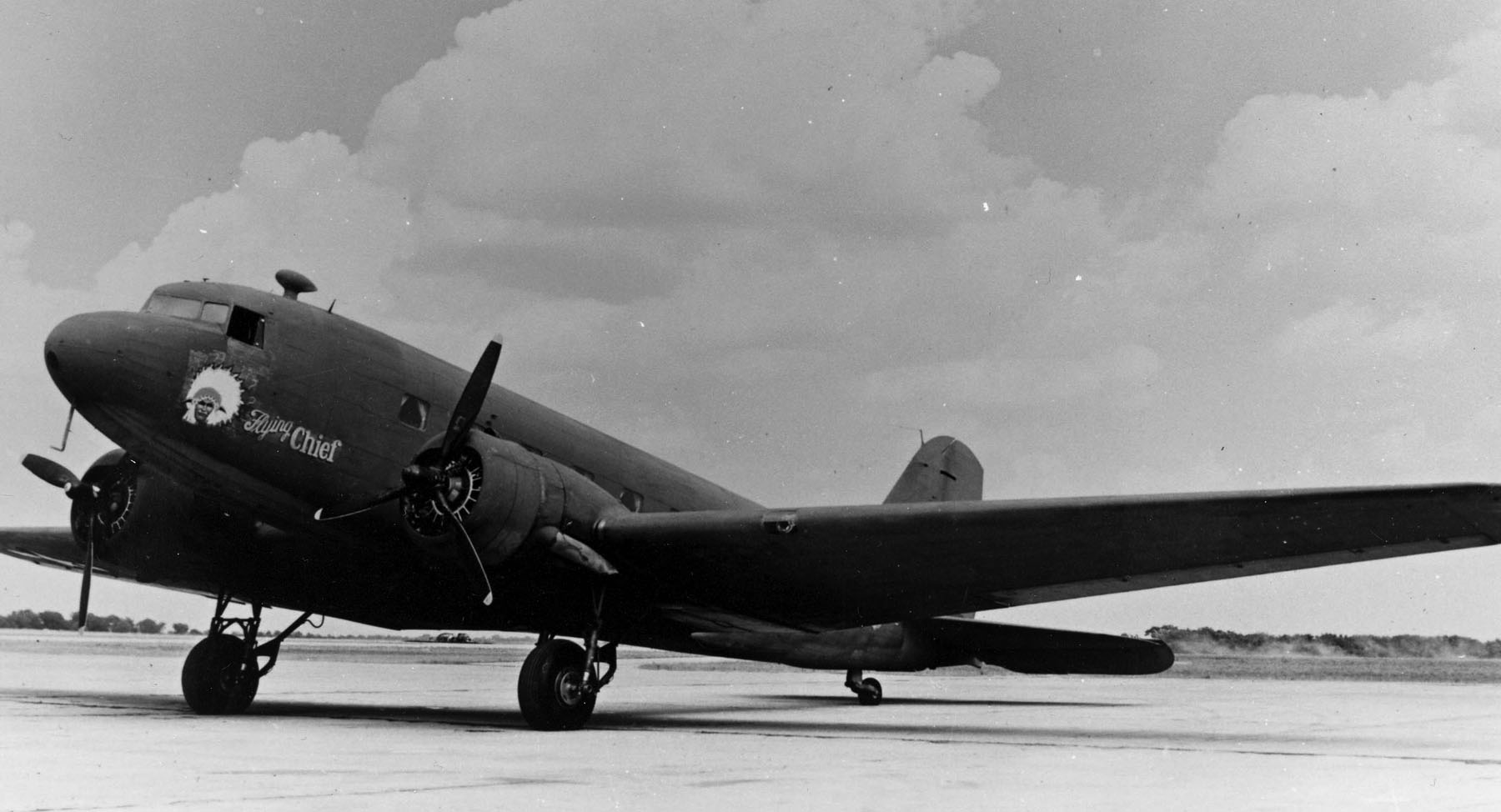
Douglas C-42
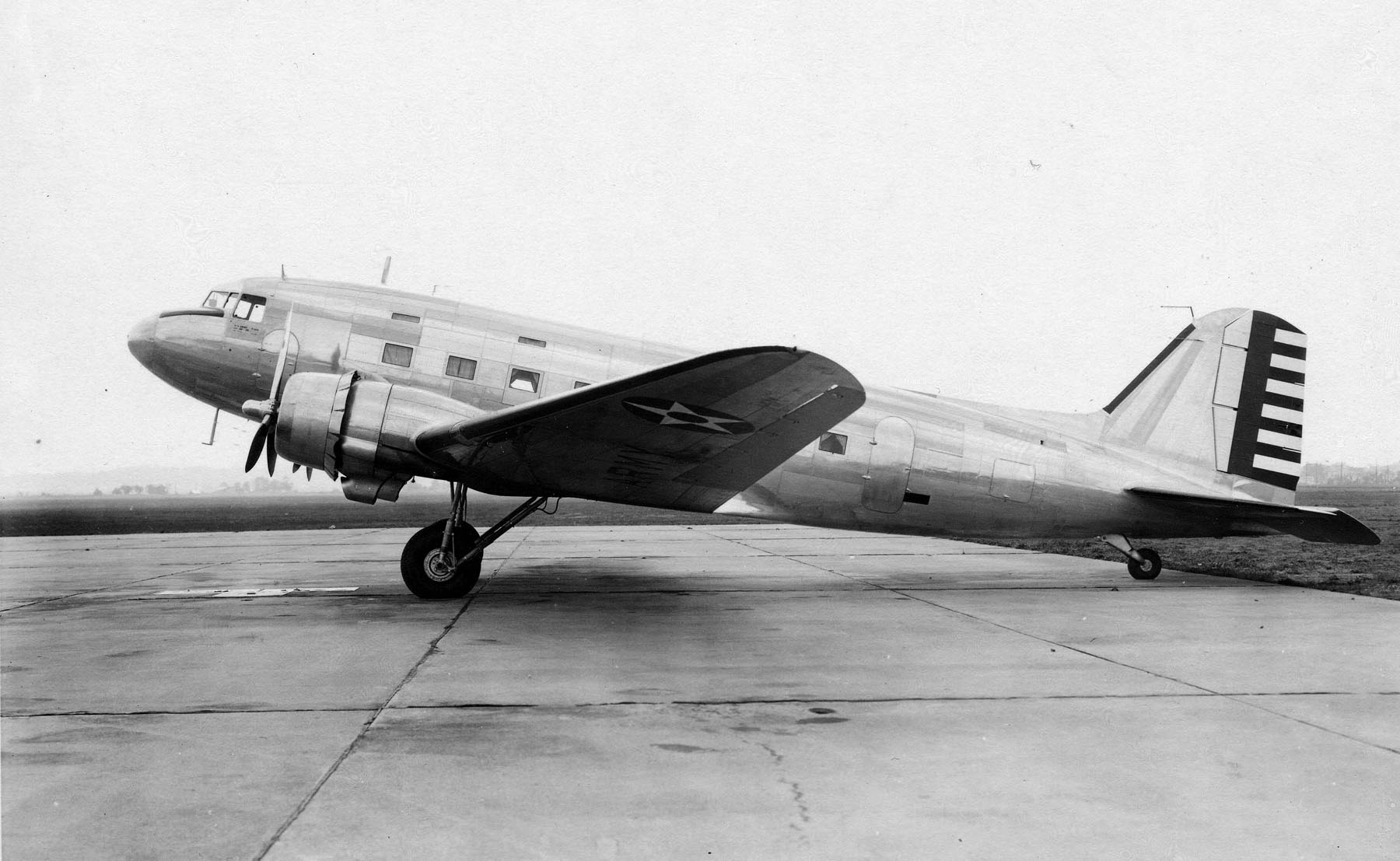
Douglas C-41A
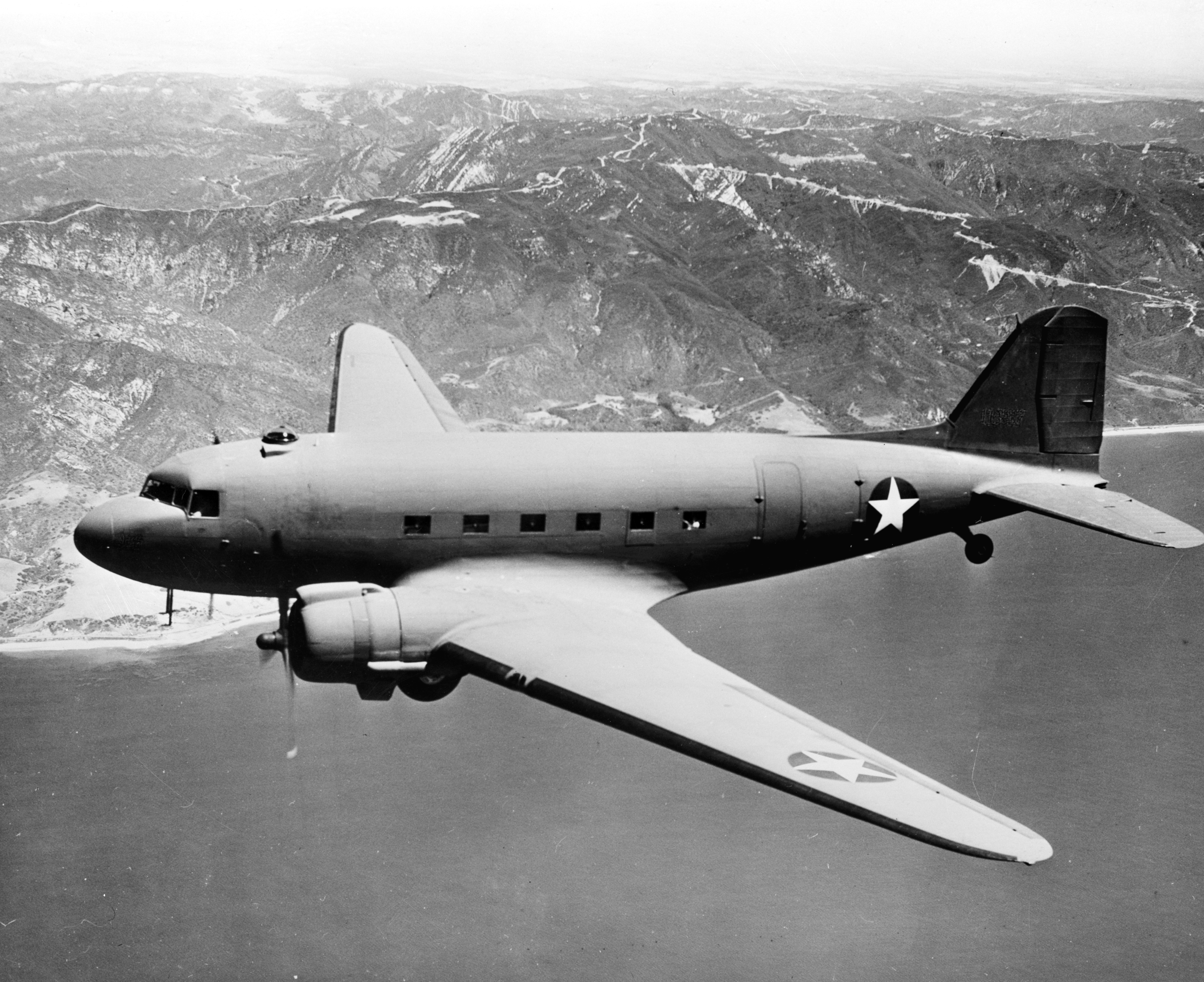
Douglas C-47 Skytrain
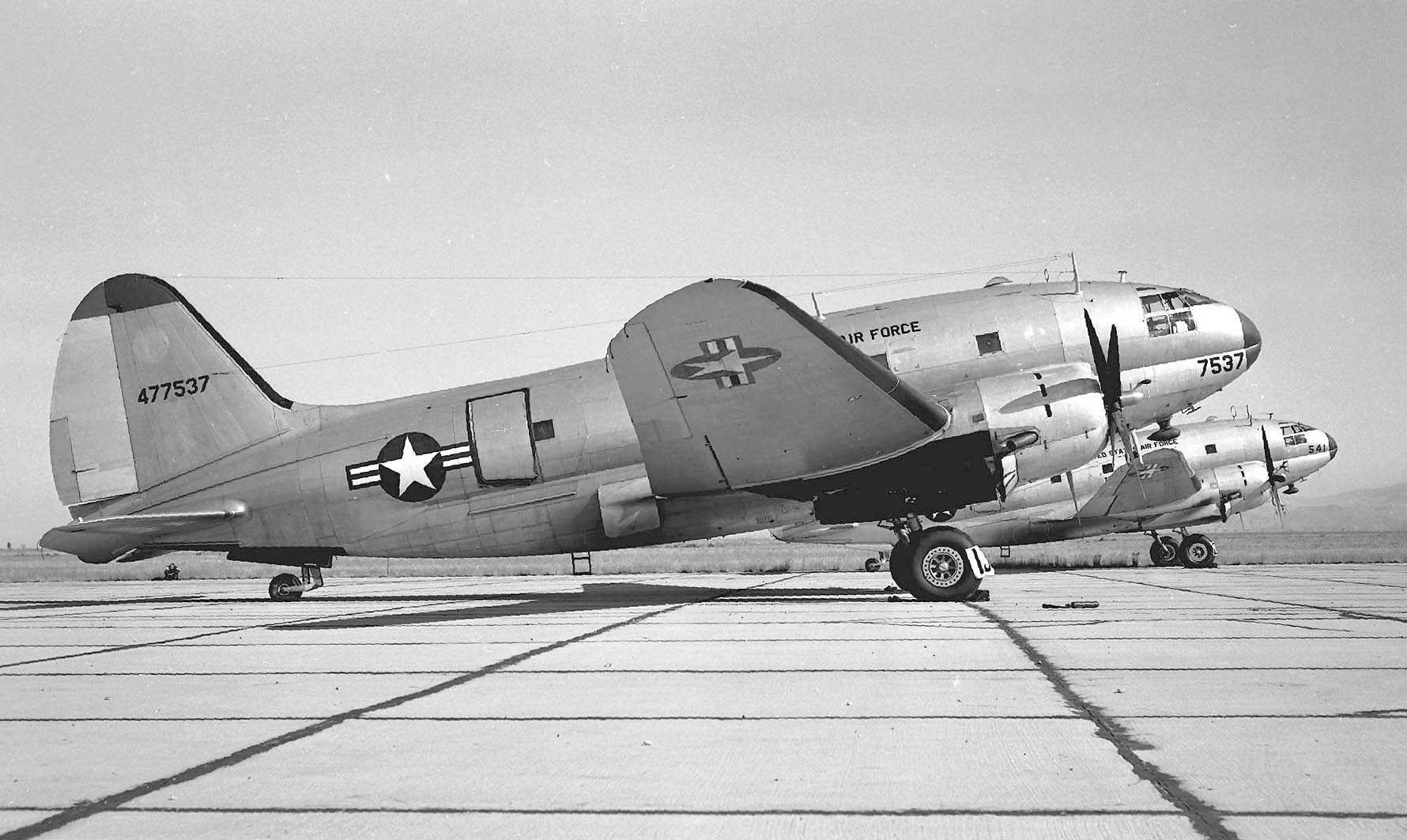
Curtiss C-46 Commando
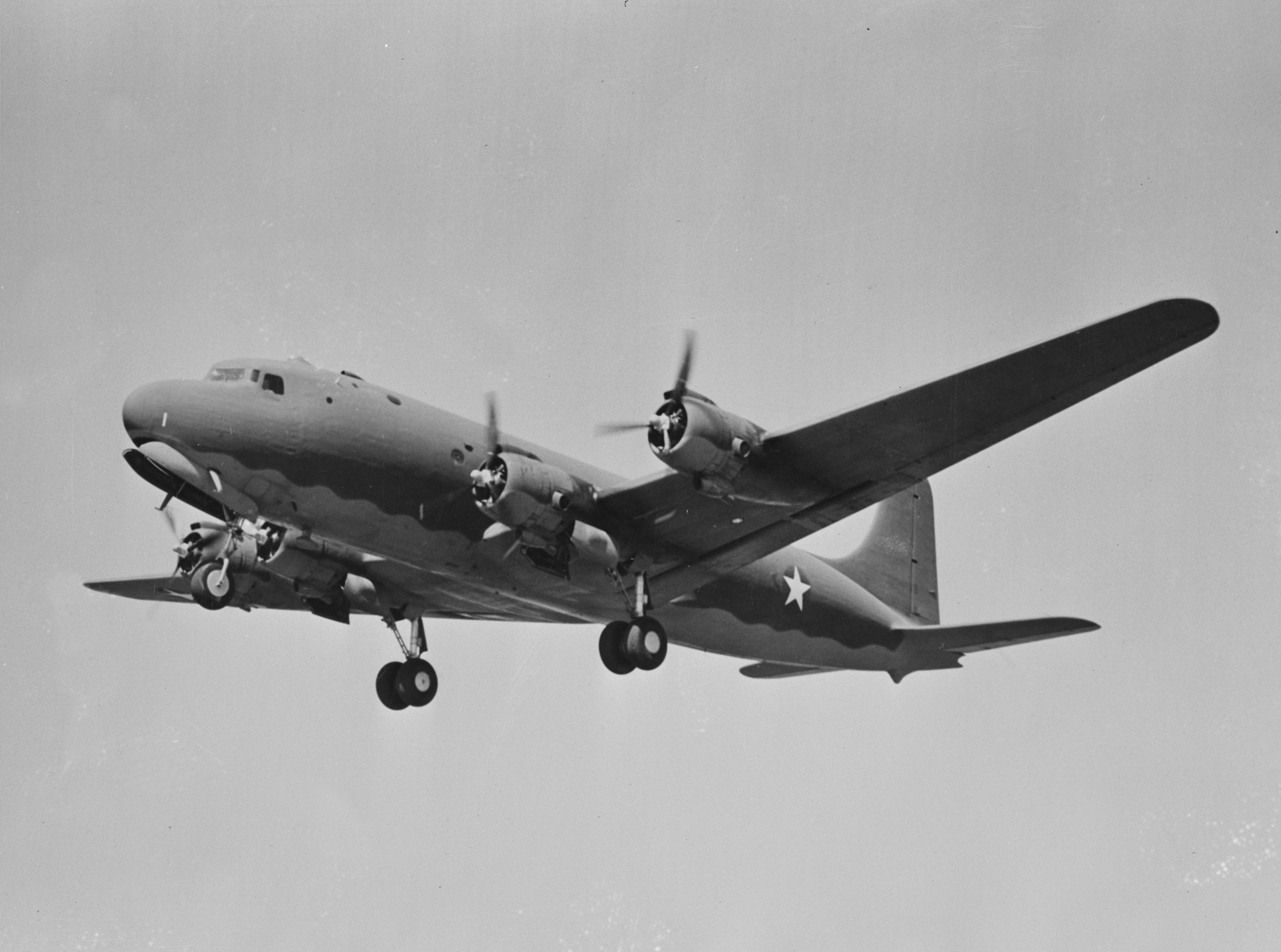
Douglas C-54 Skymaster
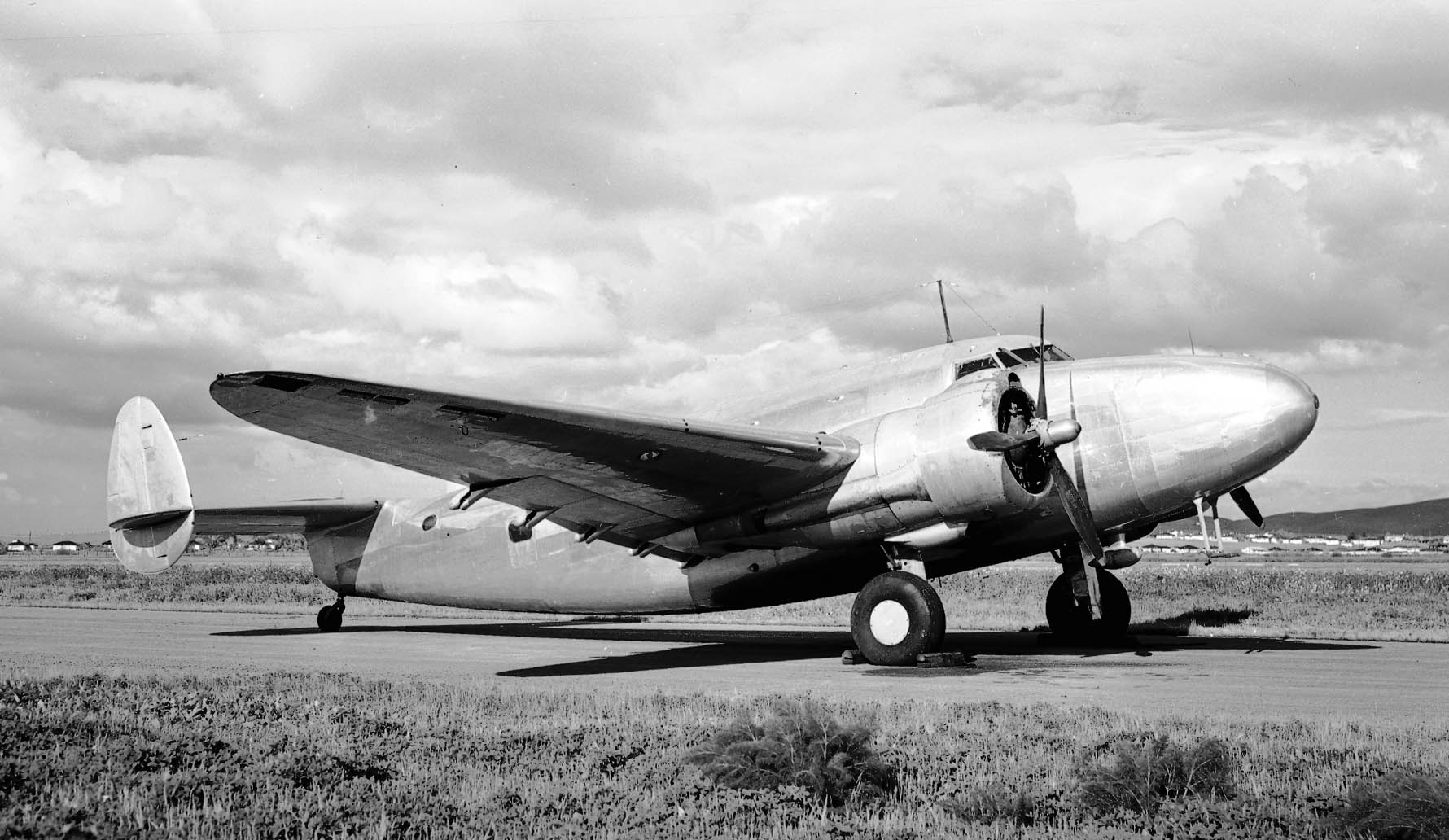
Lockheed C-60, Markierungen zum Verkauf entfernt
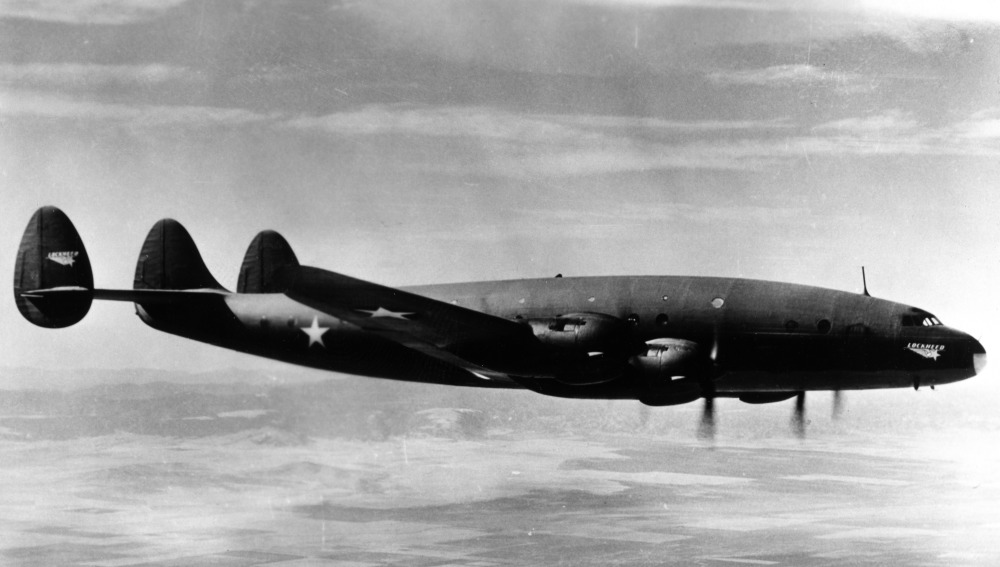
Lockheed C-69 Constellation
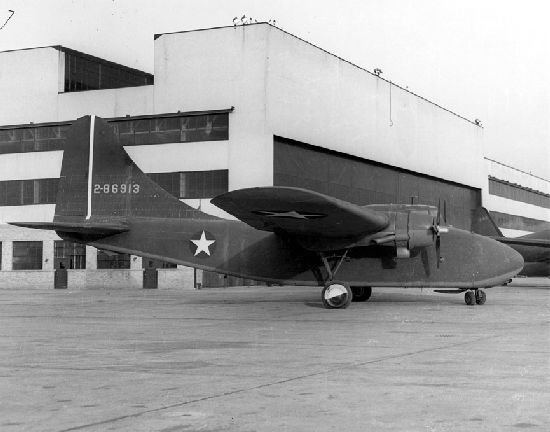
Curtiss C-76 Caravan
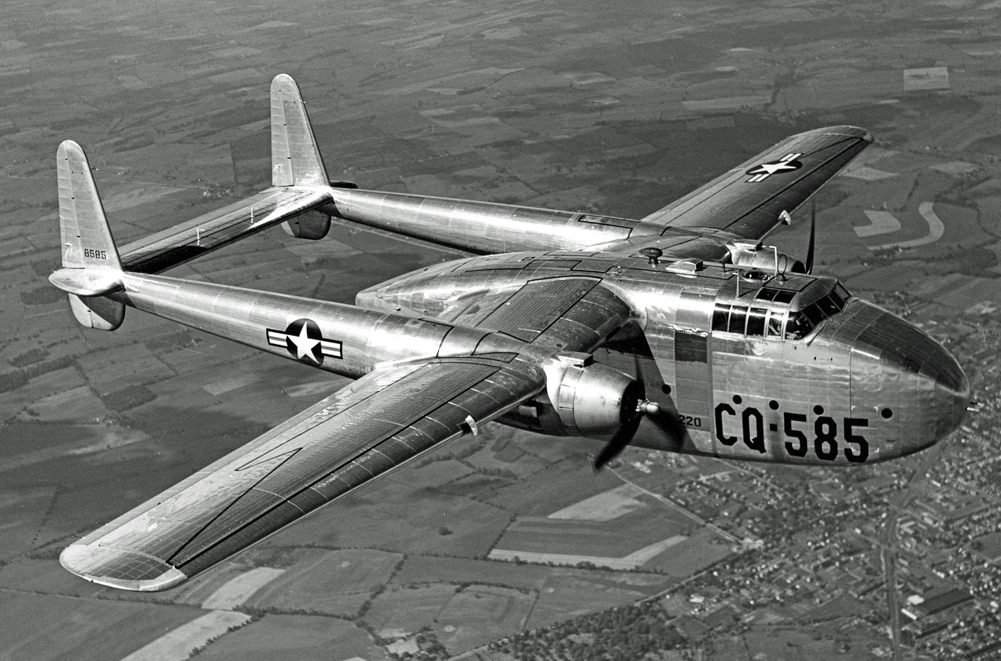
Fairchild C-82 Packet
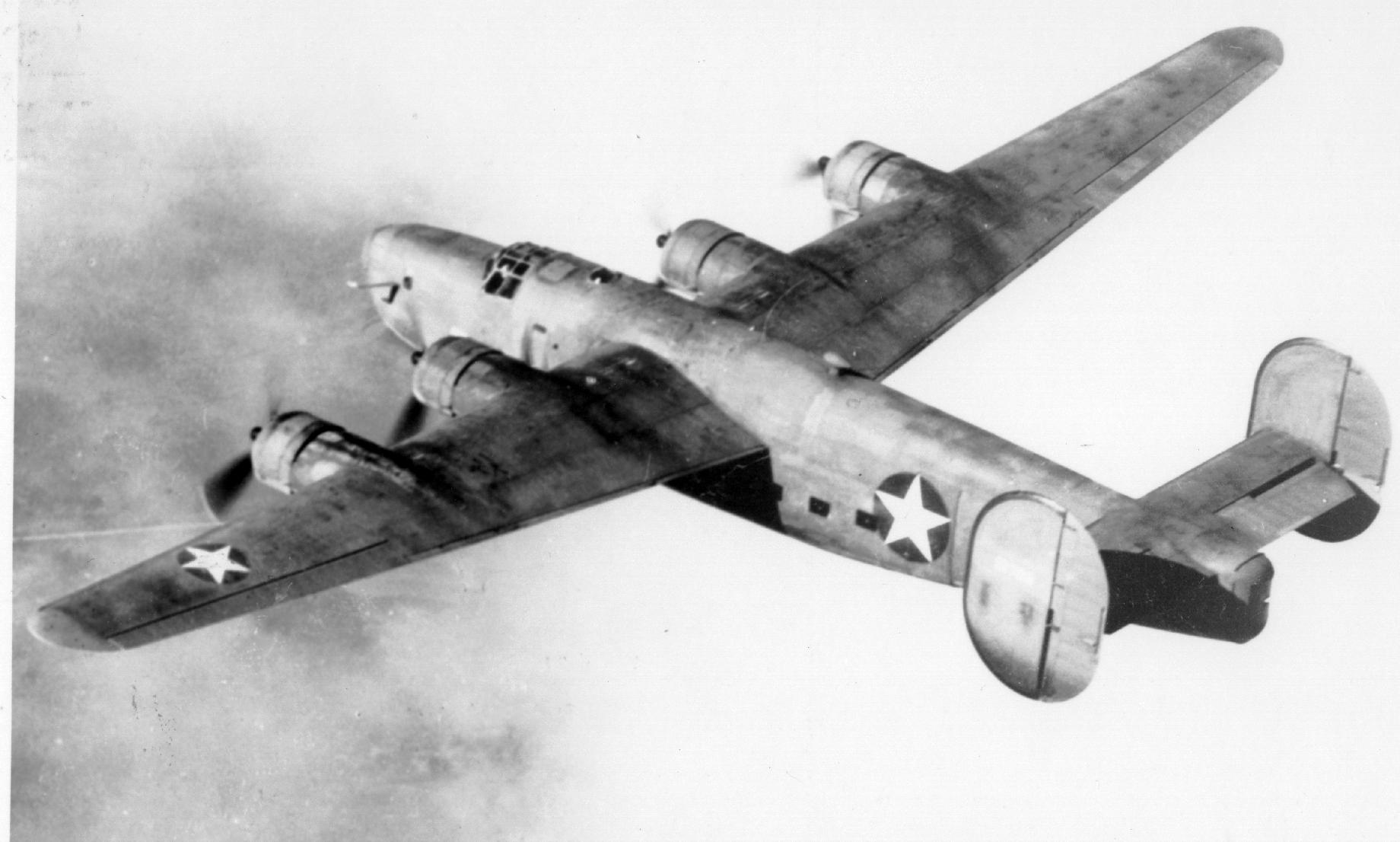
Consolidated C-87 Liberator Express
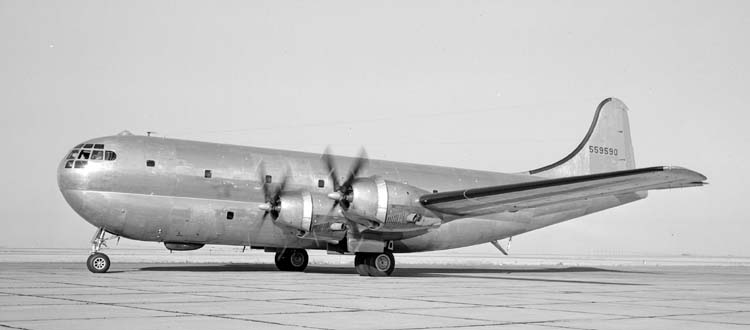
Boeing C-97 Stratofreighter

Requirierte zivile Verkehrsflugzeuge
Nach dem Kriegseintritt der USA wurden zahlreiche Verkehrsflugzeuge amerikanischer Fluggesellschaften für die USAAF requiriert.
- Douglas C-32A – Douglas DC-2
- Douglas C-48 bis C-52/C-68/C-84 – Douglas DC-3/DST
- Lockheed C-56A bis E – Lockheed 18 Lodestar
- Boeing C-73 – Boeing 247
- Boeing C-75 – Boeing 307 Stratoliner
- Junkers C-79 – Junkers Ju 52/3m, ex Syndicato Condor, 1942 beschlagnahmt
- Boeing C-98 – Boeing 314 Clipper, Flugboot
- Douglas C-110 – Douglas DC-5, ehemalige KNILM-Flugzeuge
- Lockheed C-111 – Lockheed 14 Super Electra, ehemalige KNILM-Flugzeuge

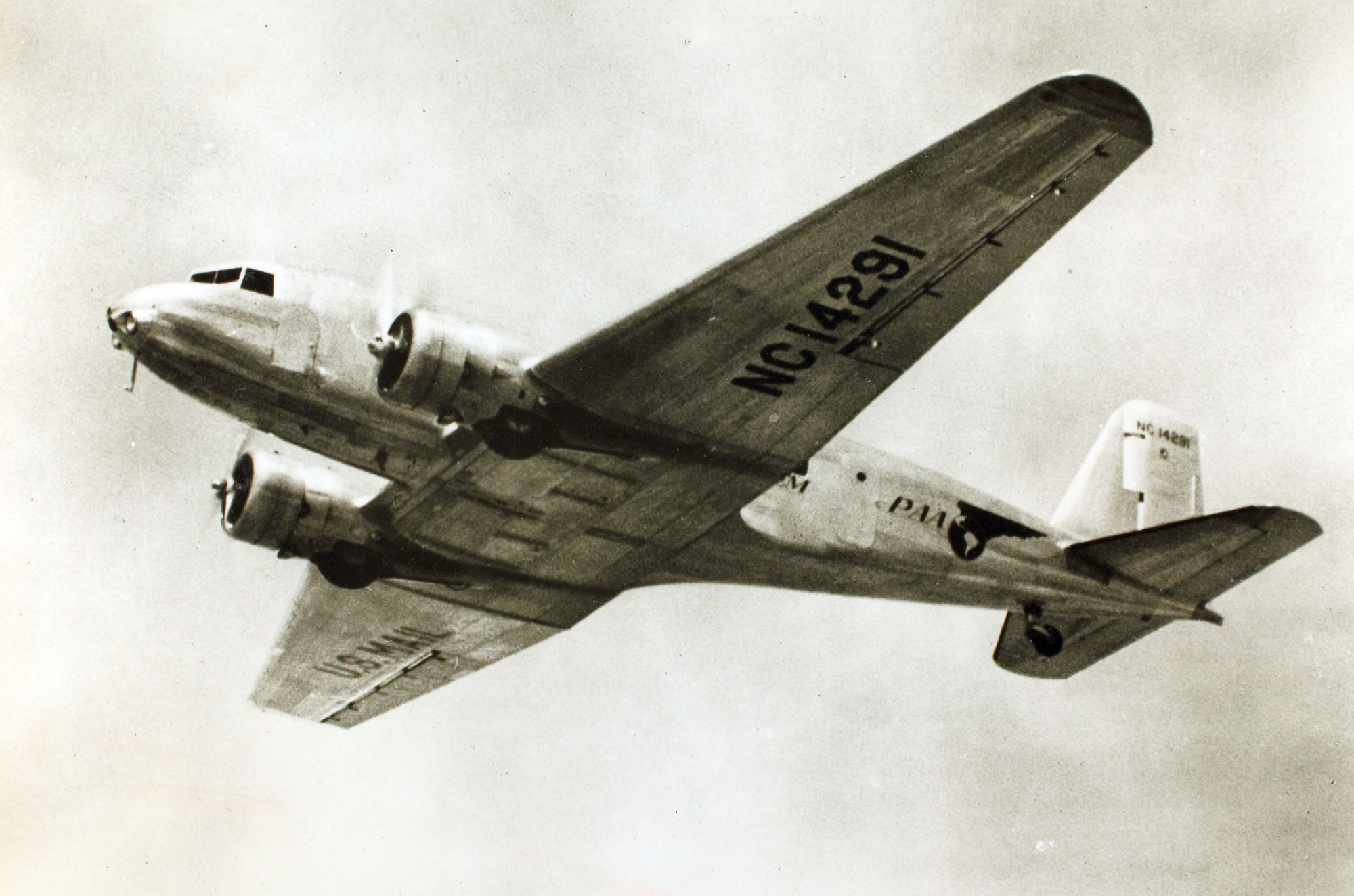
Douglas DC-2 der Pan Am
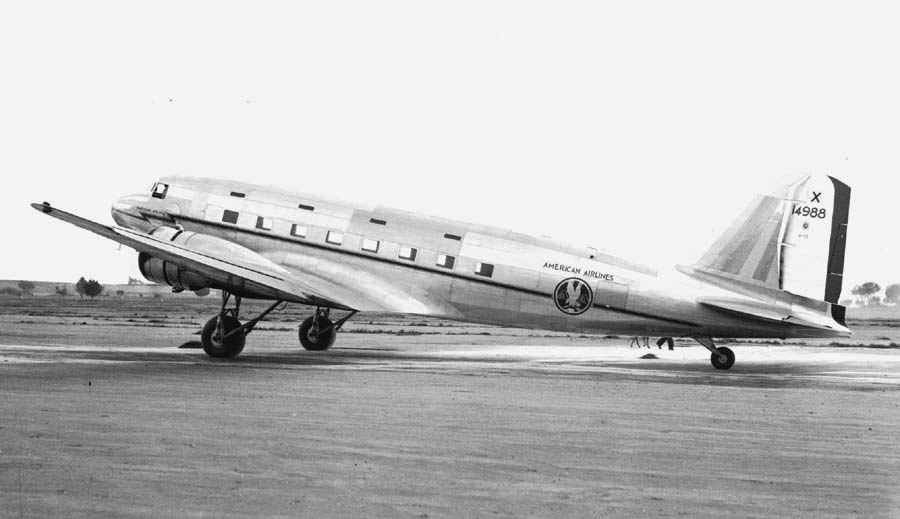
Douglas DST der American Airlines
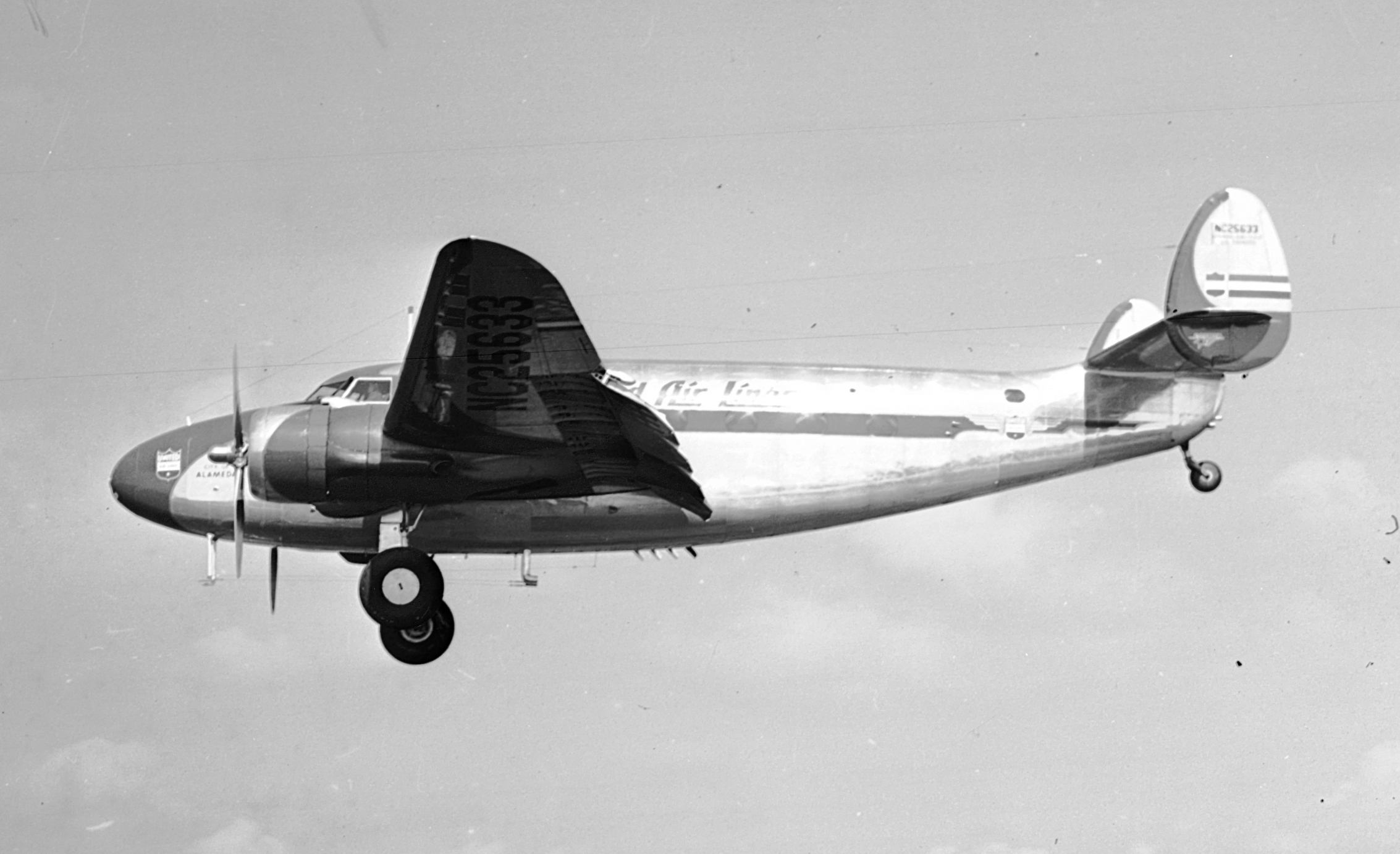
Lockheed 18 Lodestar der United Airlines
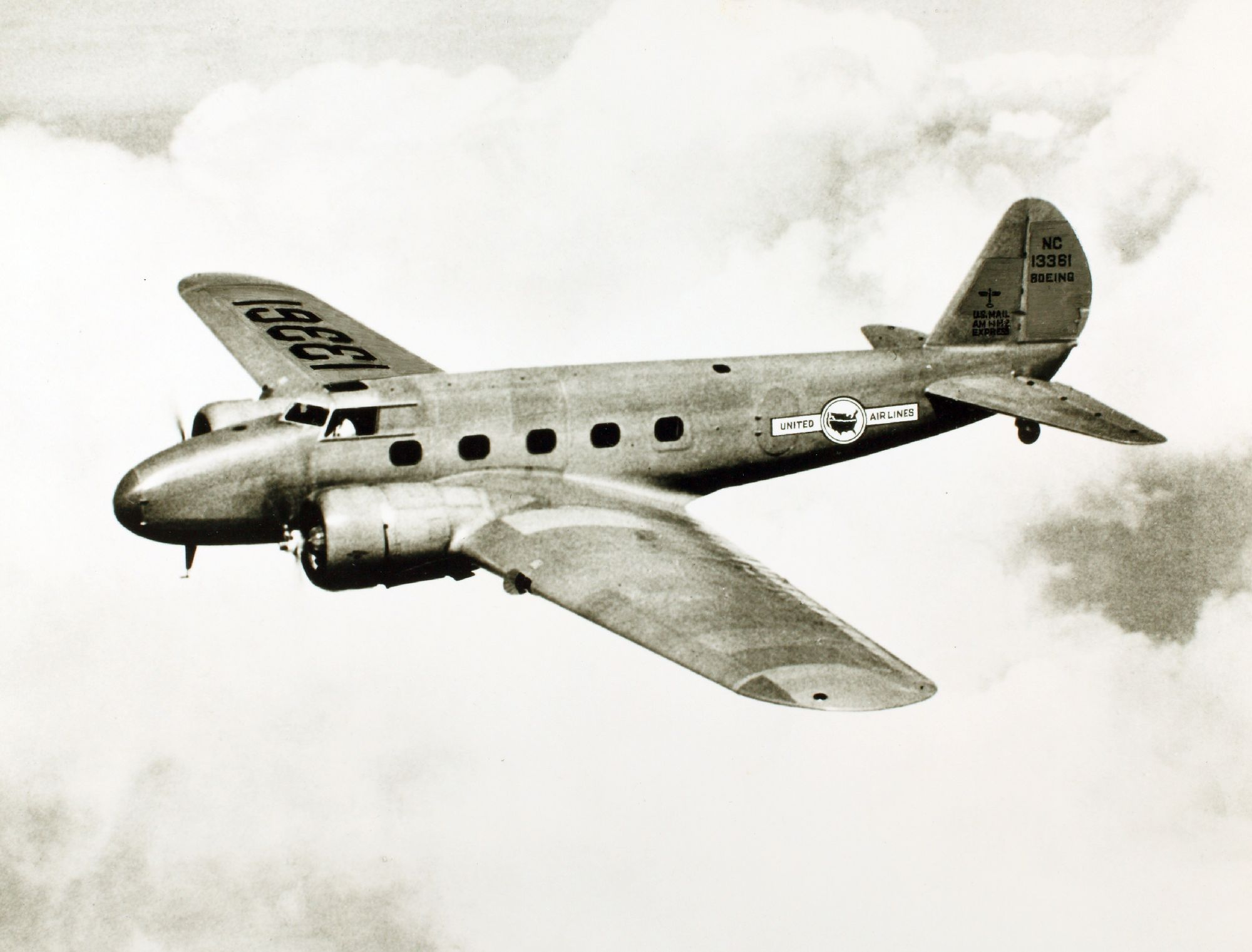
Boeing 247 der United Airlines
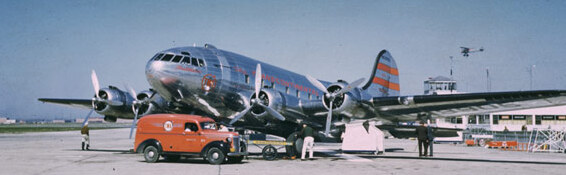
Boeing 307 Stratoliner der TWA
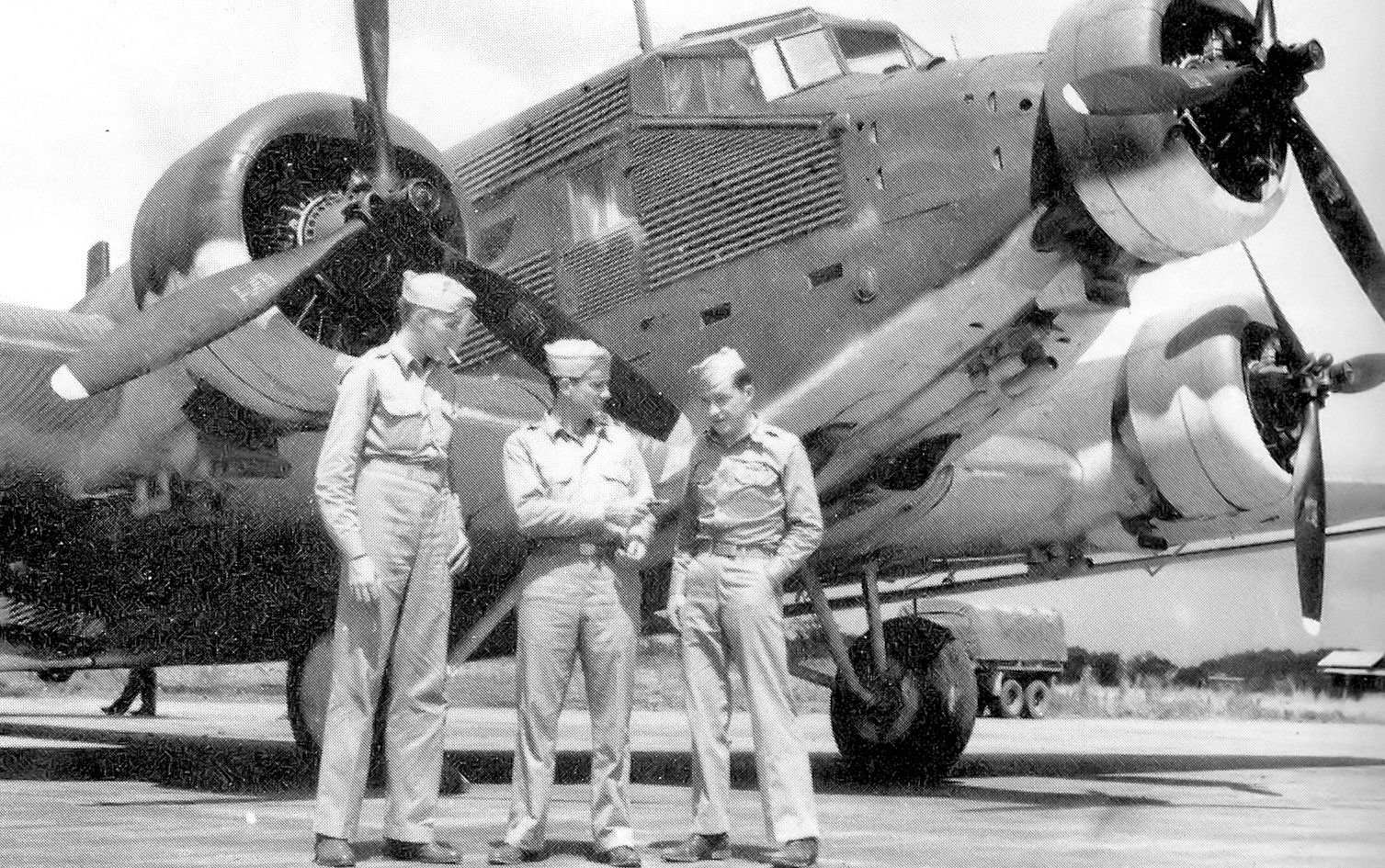
Junkers C-79
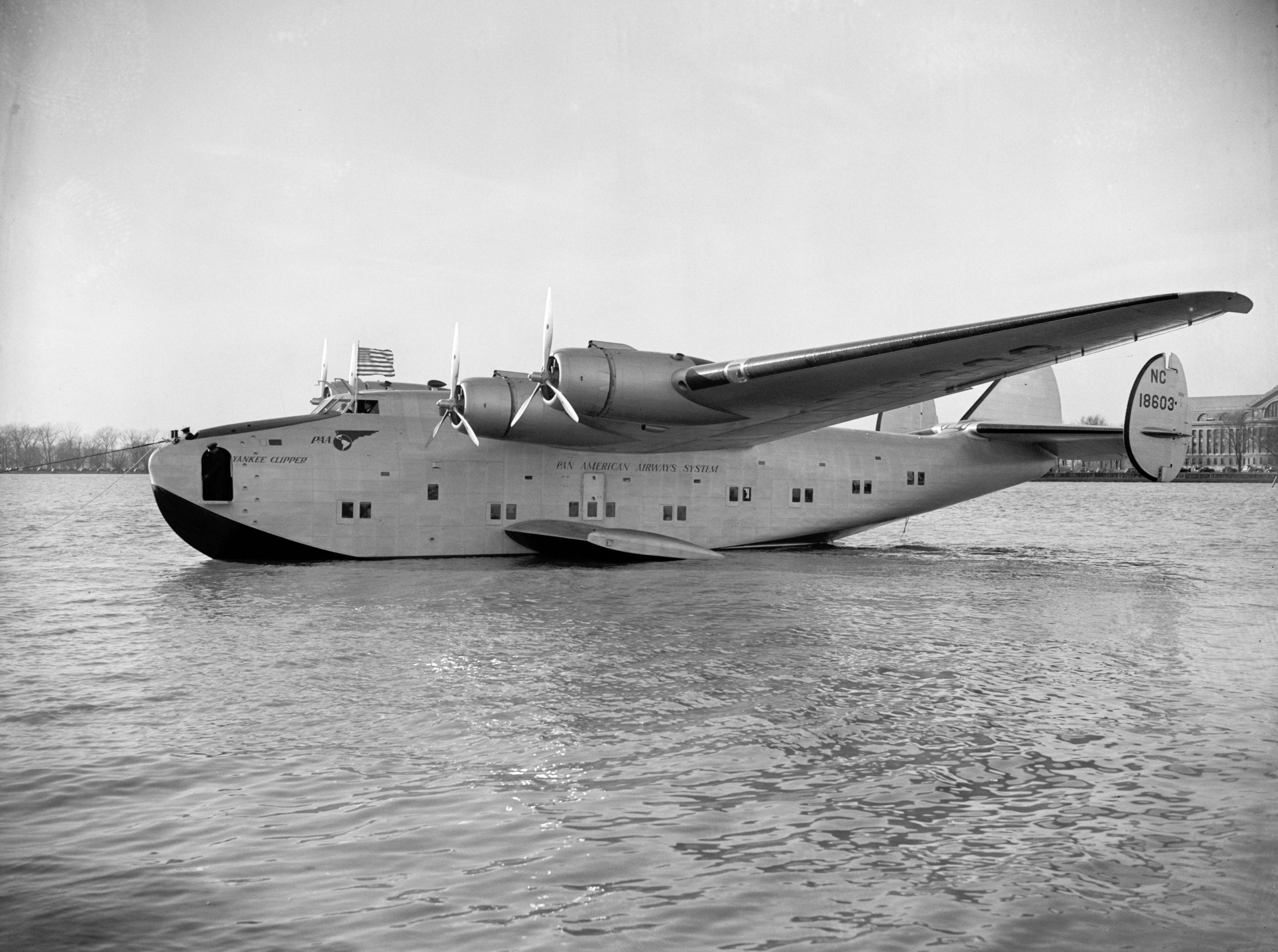
Boeing 314 Clipper der Pan Am
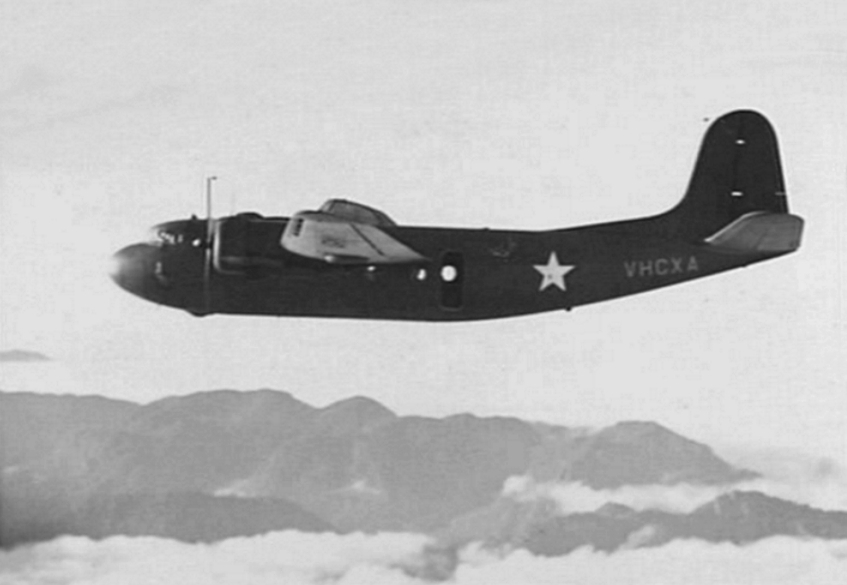
Douglas C-110
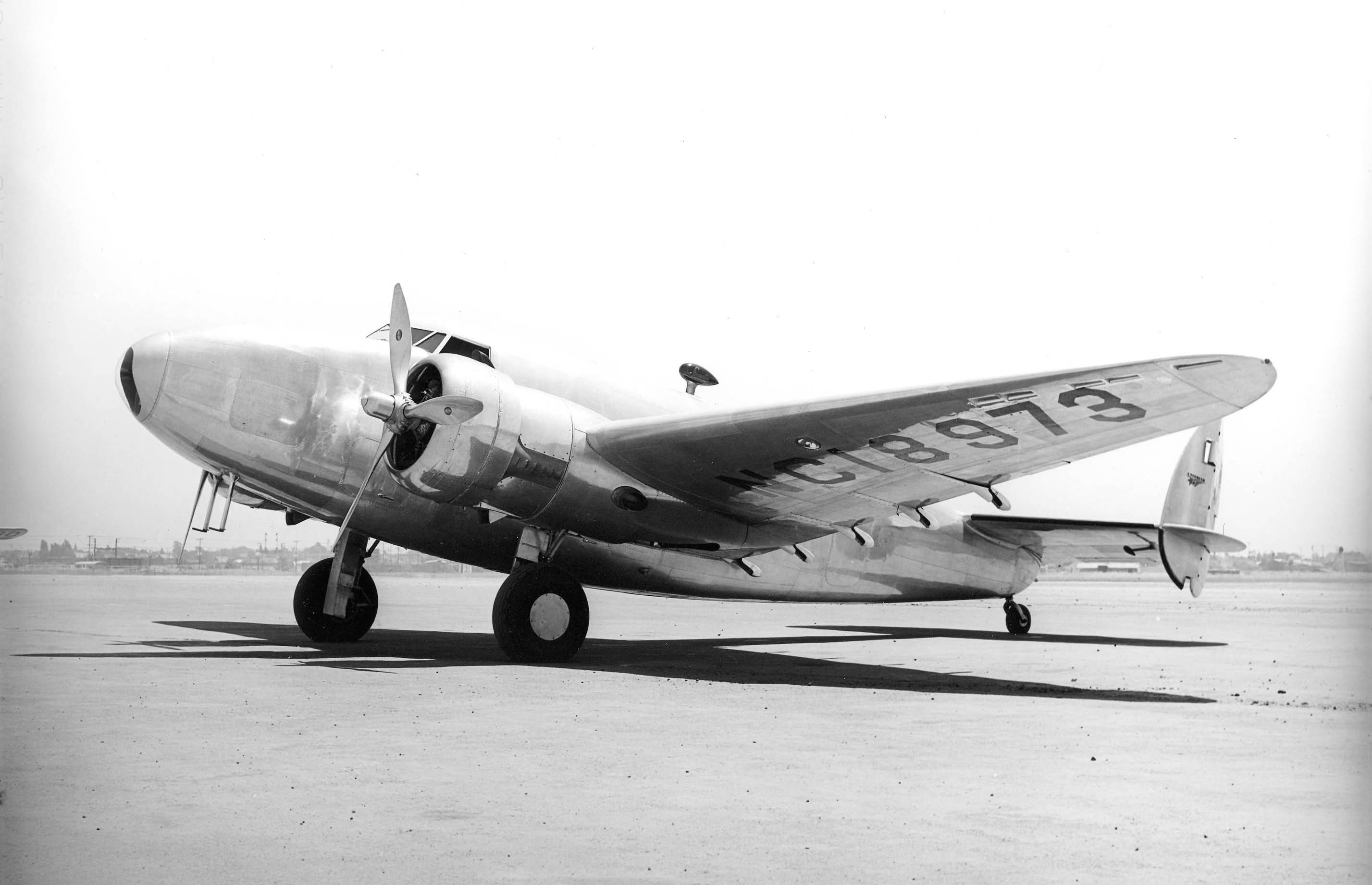
Lockheed 14 Super Electra

Umgebaute Bomber
- Douglas C-58 – ex B-18, 1942 umgebaut
- Boeing C-108 – ex B-17, 1943/44 zum VIP- bzw. Stabspersonaltransport umgebaut
- Consolidated C-109 – ex B-24, 1944 zum Kraftstofftransport umgebaut

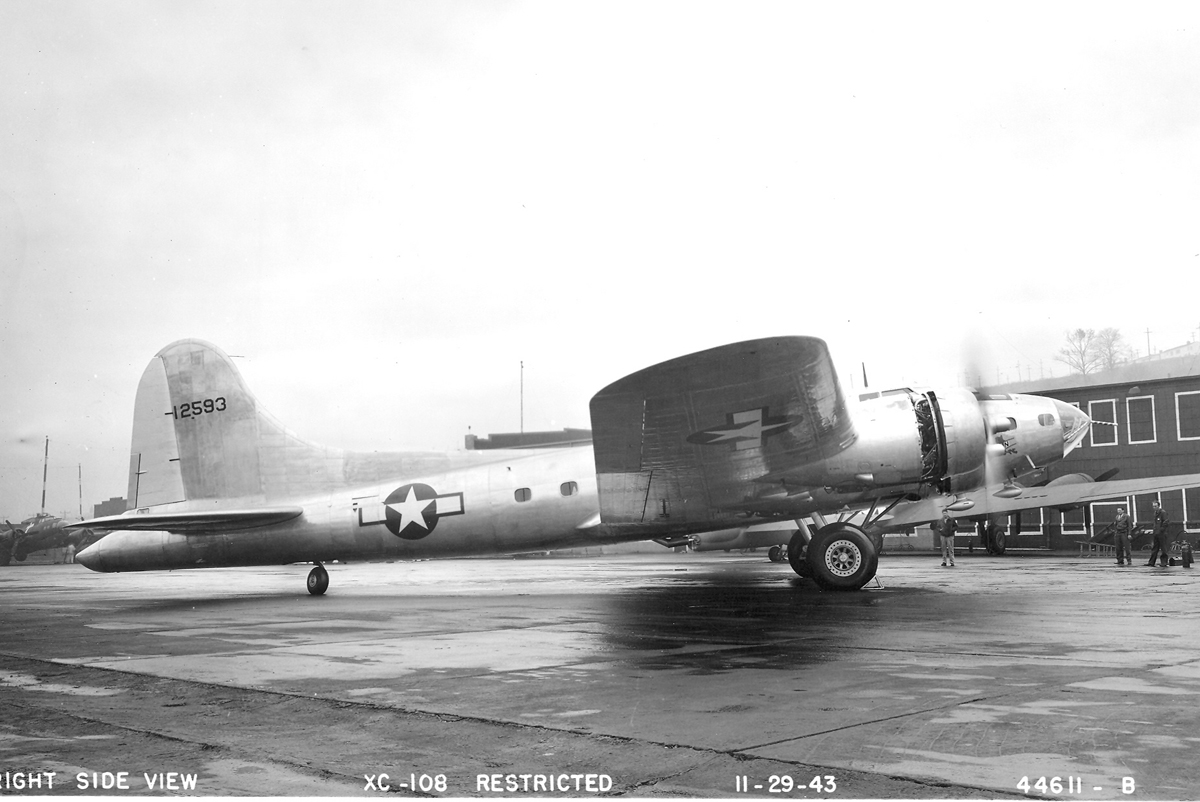
Boeing XC-108 von General MacArthur
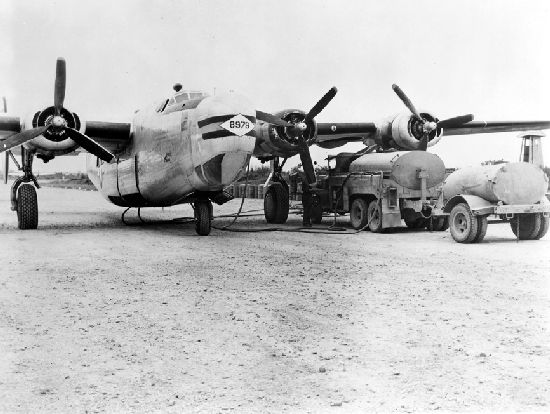
Consolidated C-109 beim Entladen

#### Lastensegler
- Waco CG-3 (1942)
- Waco CG-4 (1942)
- Waco CG-13 (1943)
- Waco CG-15 (1944)

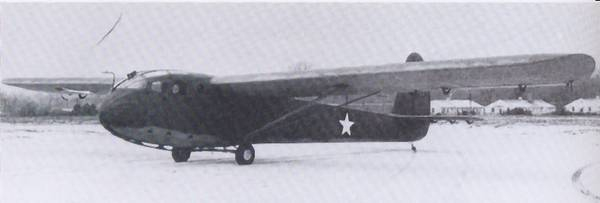
Waco CG-3
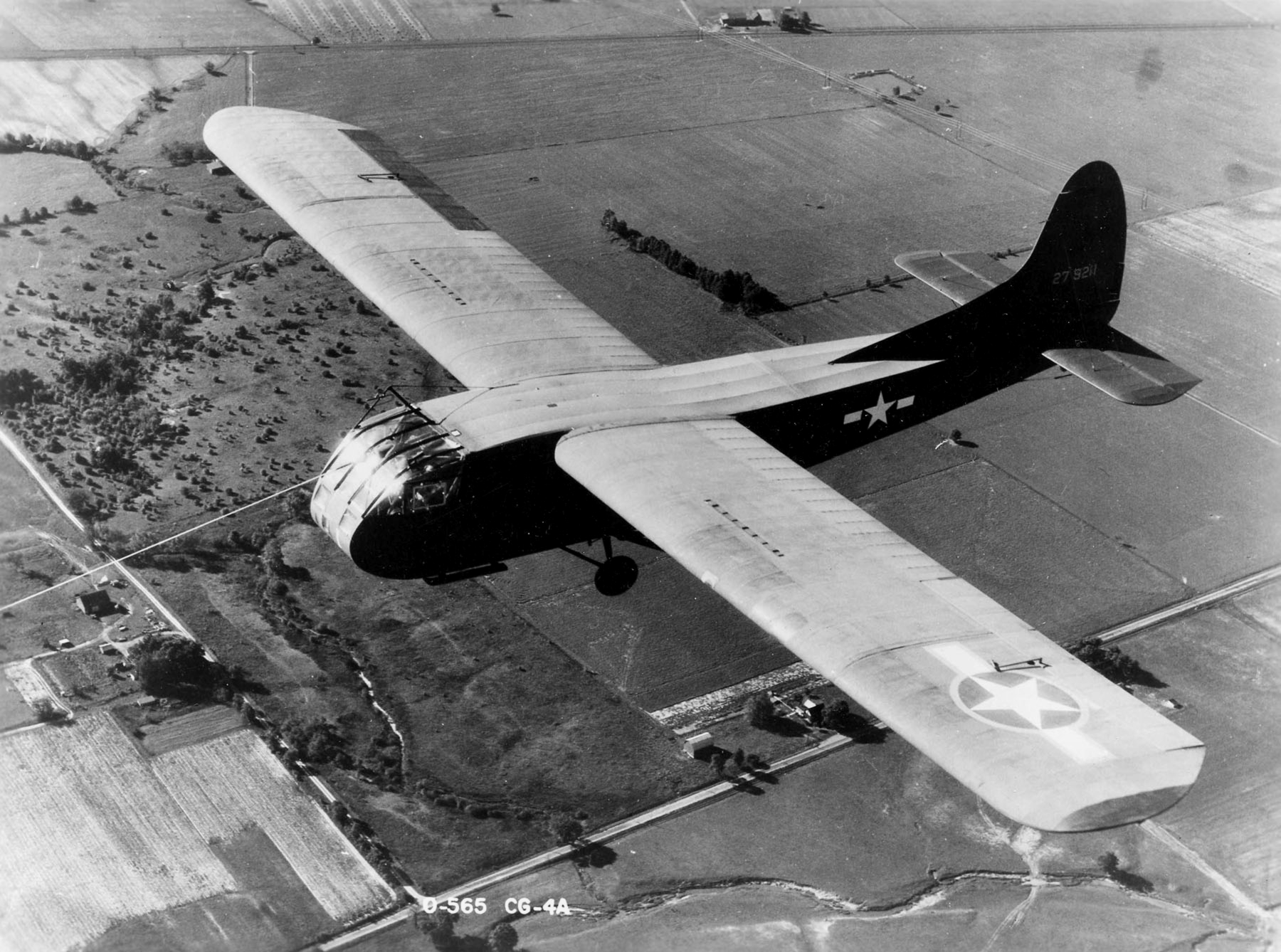
Waco CG-4
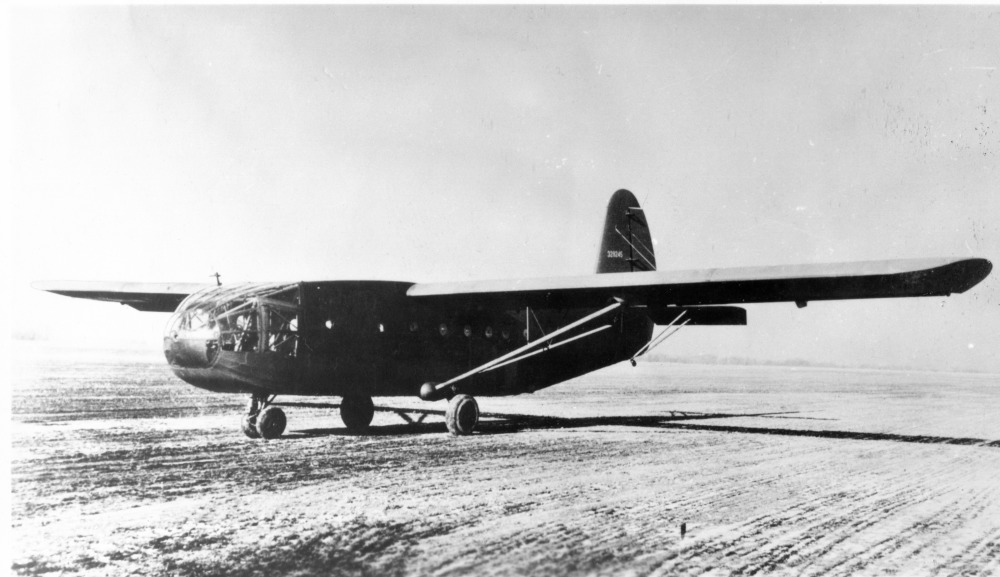
Waco CG-13
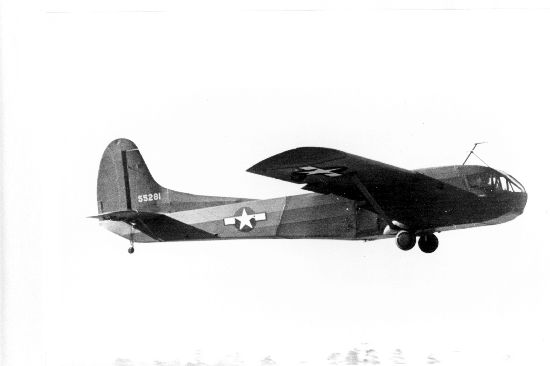
Waco CG-15

### Mehrzweck-, Verbindungs- und Schulflugzeuge

#### Mehrzweckflugzeuge
- Lockheed UC-36/UC-37 – Lockheed 10 Electra (1934)
- Lockheed UC-40 – Lockheed 12 Electra Junior (1936)
- Beechcraft UC-43 Traveler – Beechcraft 17 Staggerwing (1932)
- Beechcraft UC-45 Expeditor – Beechcraft 18 Twin Beech (1937)
- Fairchild UC-61 Forwarder – Fairchild 24 (1932)
- Noorduyn UC-64 Norseman – Noorduyn Norseman (1935)
- Cessna UC-78 Bobcat – Cessna T-50 (1939)

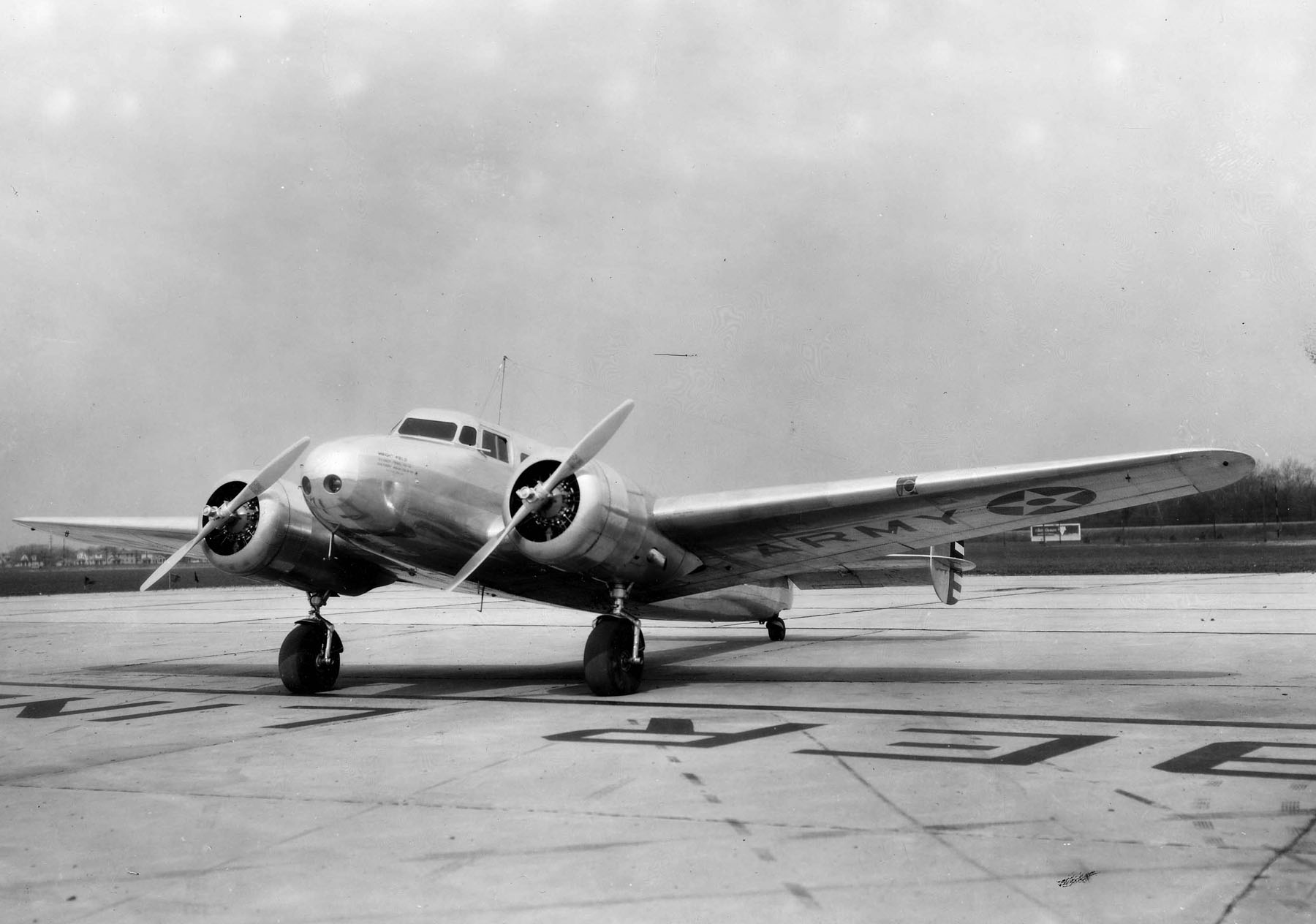
Lockheed UC-36
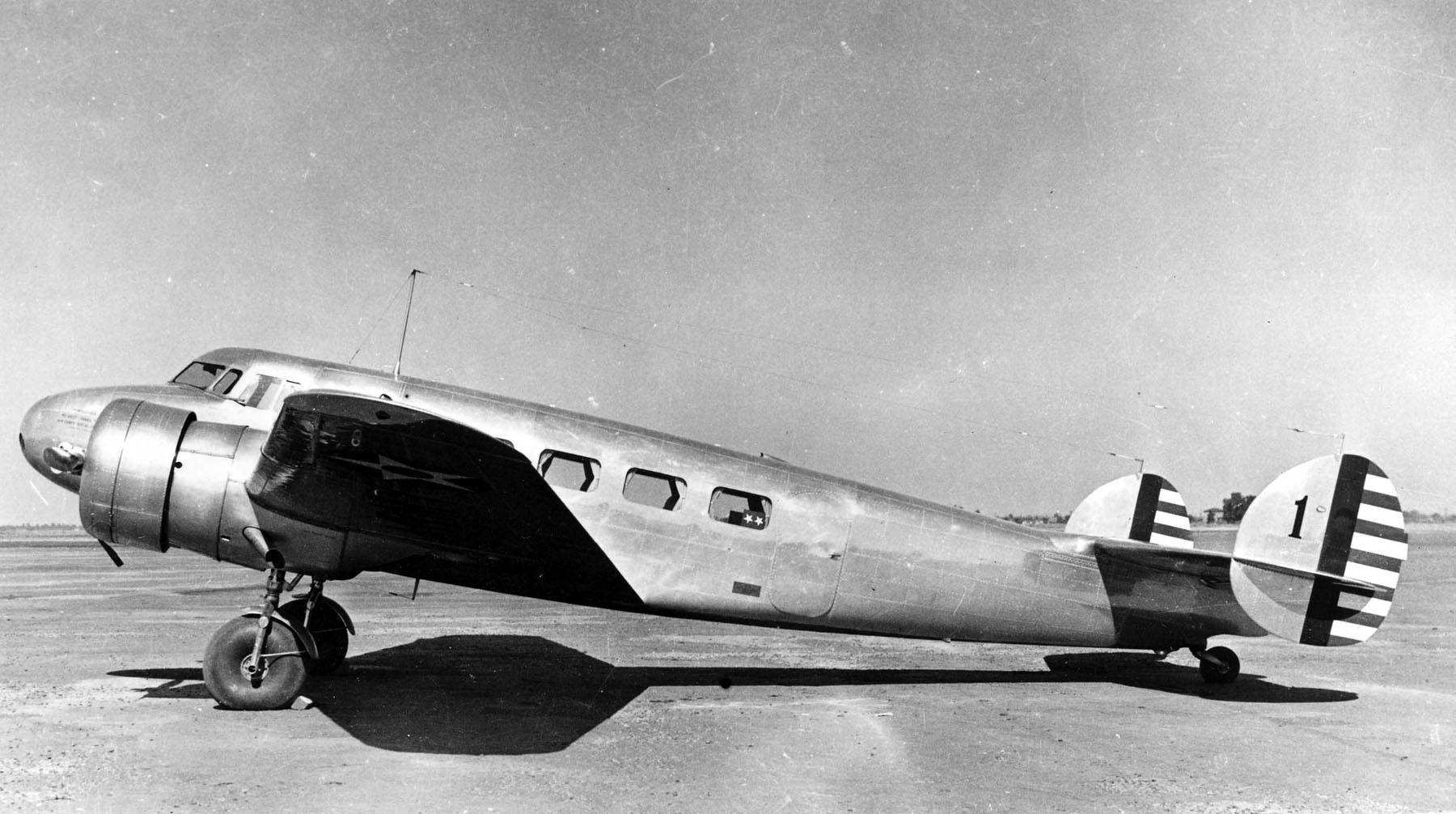
Lockheed UC-37
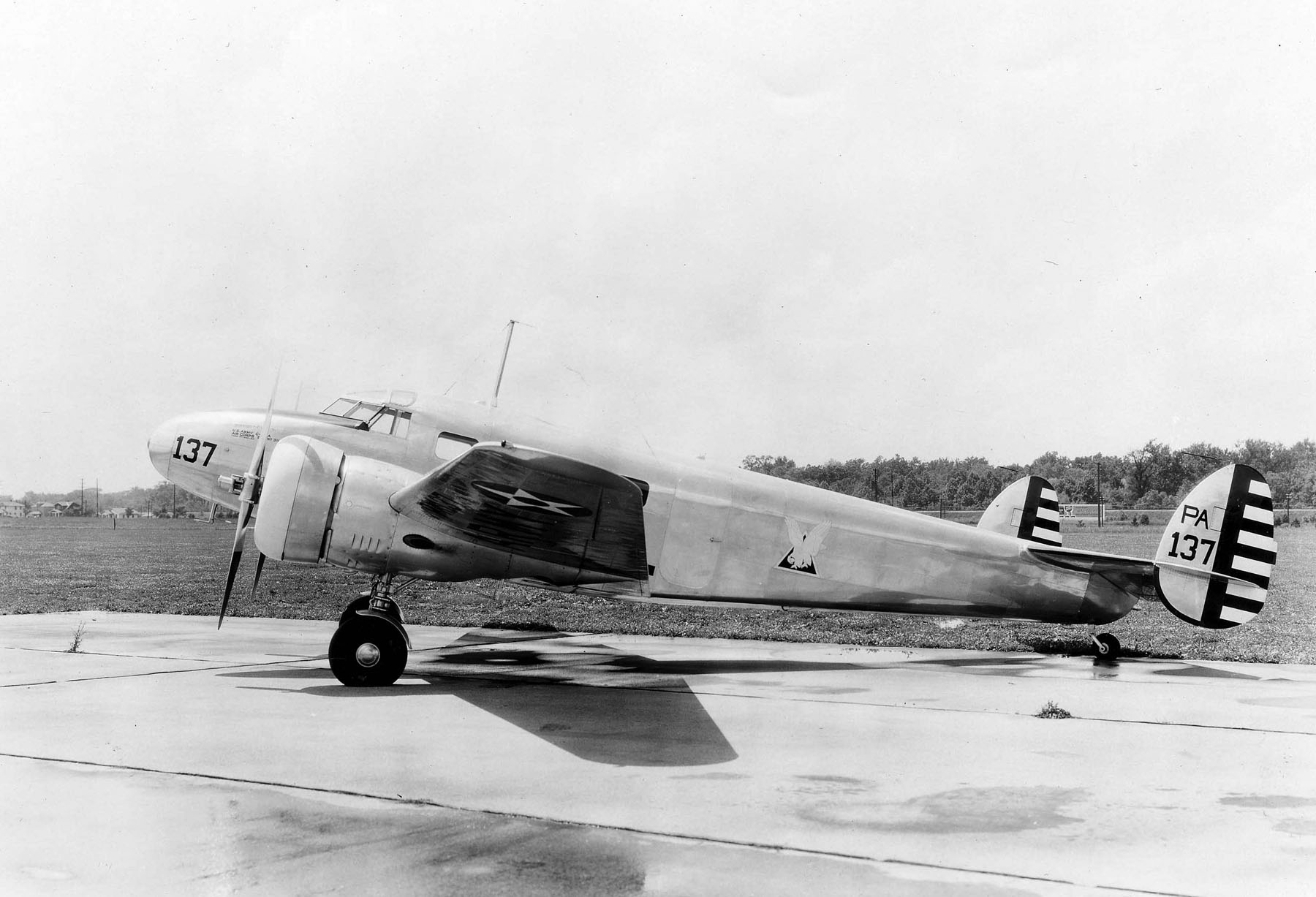
Lockheed UC-40
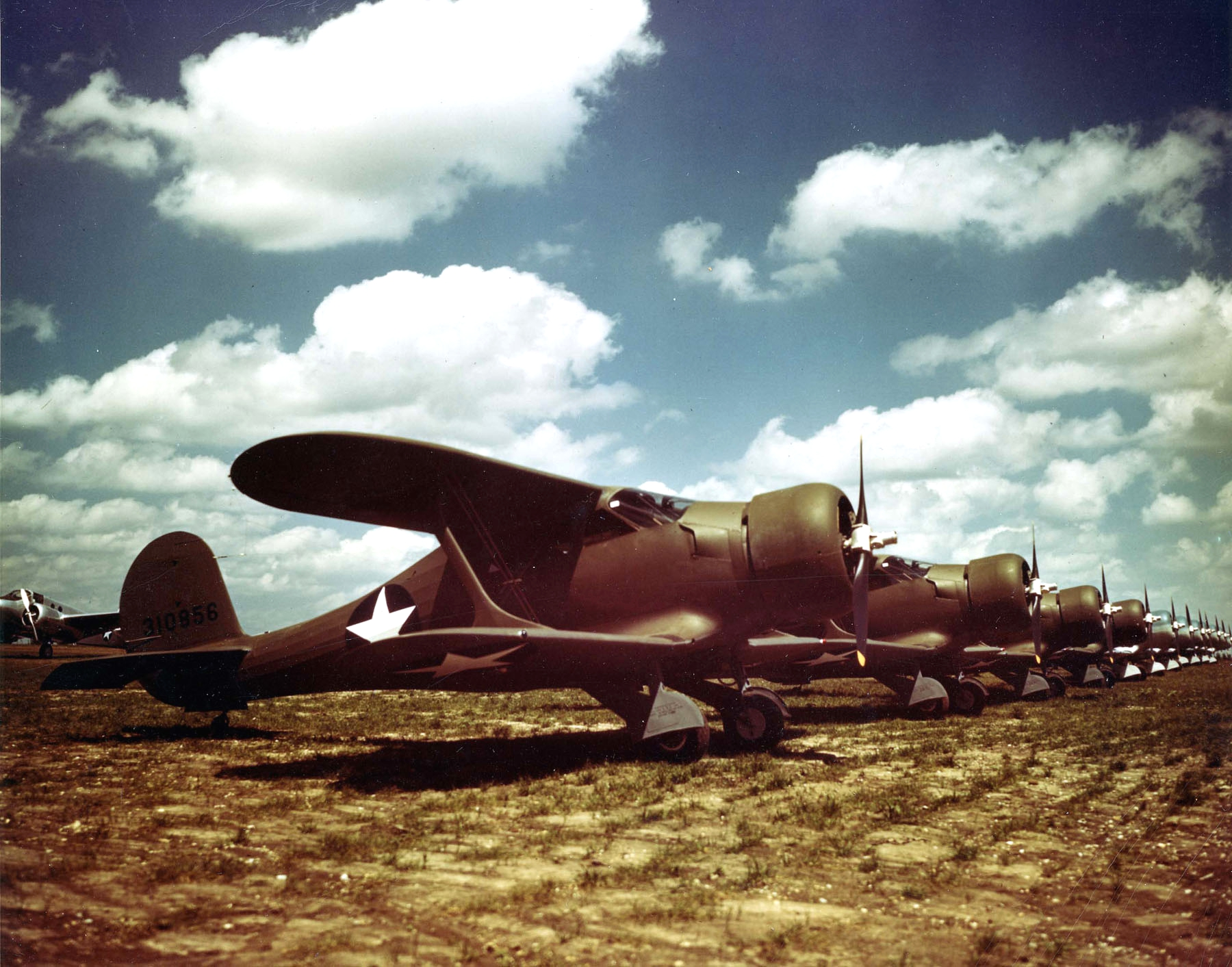
Beechcraft UC-43 Traveler
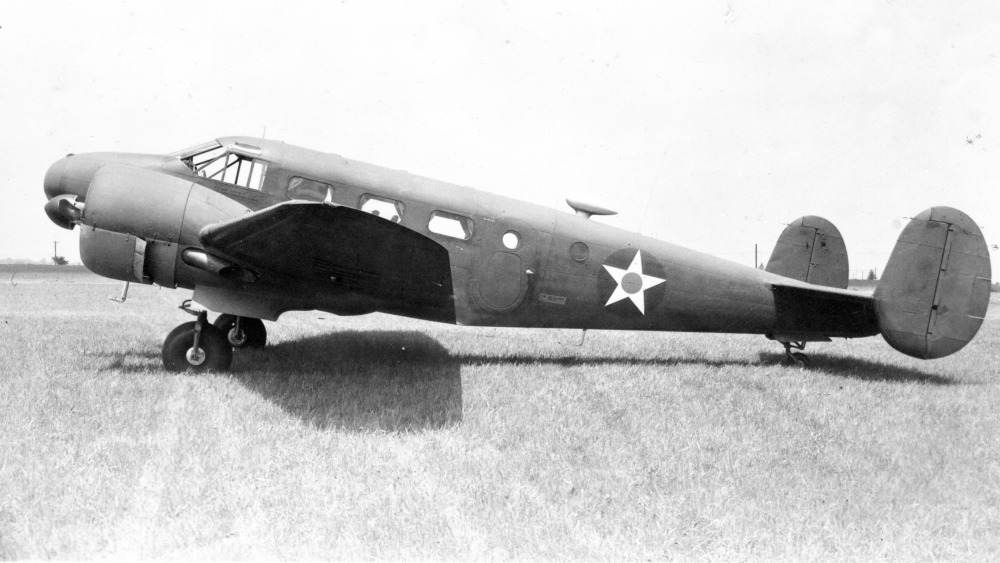
Beechcraft UC-45 Expeditor
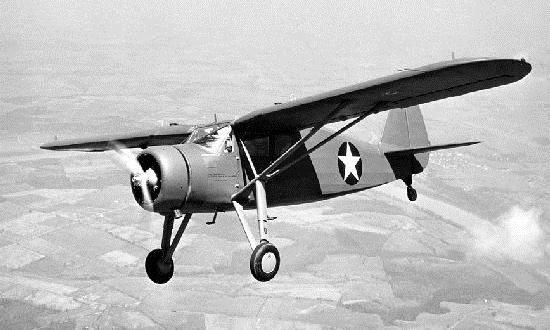
Fairchild UC-61 Forwarder
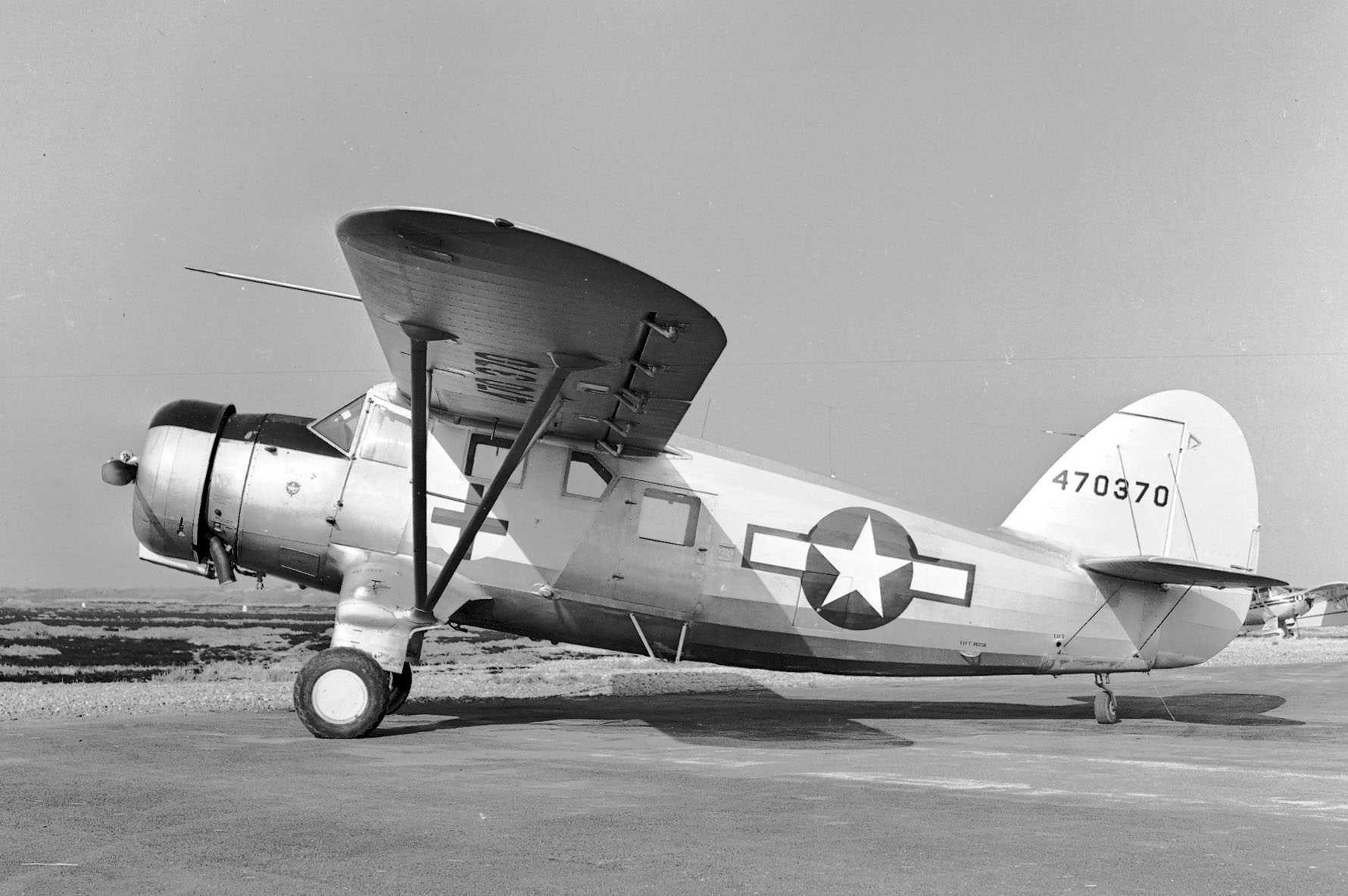
Noorduyn UC-64 Norseman
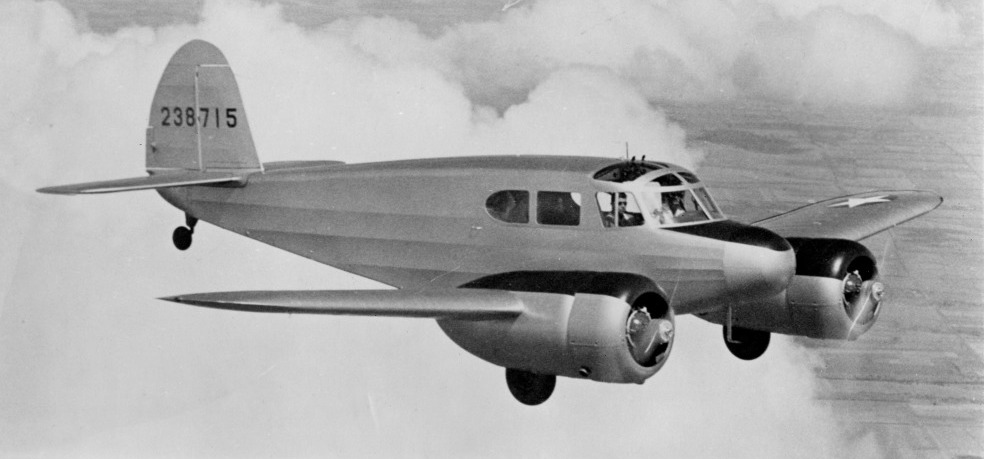
Cessna UC-78 Bobcat

Requirierte zivile Mehrzweckflugzeuge
Nach dem Kriegseintritt der USA wurden zahlreiche Reise- und Sportflugzeuge privater Eigner für die USAAF requiriert. Diejenigen Typen, die von den USAAF auch selbst in Serie beschafft wurden (siehe oben), sind nicht im Bild dargestellt.
- Lockheed UC-36A bis C – Lockheed 10 Electra
- Lockheed UC-40D – Lockheed 12 Electra Junior
- Beech UC-43A bis K – Beech 17 Staggerwing
- Beech UC-45C – Beech 18 Twin Beech
- Fairchild UC-61B bis J – Fairchild 24
- Howard UC-70 – Howard DGA-15 (DGA = „Damned Good Airplane“)
- Spartan UC-71 – Spartan 7W Executive
- Waco UC-72 – Sammelbezeichnung für verschiedene einmotorige Waco-Typen
- Cessna UC-77 – Cessna DC-6, DC-6A, C-34 und C-37
- Cessna UC-78A – Cessna T-50
- Harlow UC-80 – Harlow PJC-2
- Stinson UC-81 – Stinson Reliant
- Piper UC-83 – Piper J-3 Cub und J-4 Cub Coupe
- Lockheed UC-85 – Lockheed 9 Orion
- Fairchild UC-86 – Fairchild 24
- Fairchild UC-88 – Fairchild 45
- Hamilton UC-89 – Hamilton H-47
- Luscombe UC-90 – Luscombe 8
- Stinson UC-91 – Stinson SM-6000 Air Liner
- Funk UC-92 – Funk Model B
- Cessna UC-94 – Cessna C-165 Airmaster
- Taylorcraft UC-95 – Taylorcraft Model B-65
- Fairchild UC-96 – Fairchild FC-2W-2
- Northrop UC-100 – Northrop Gamma 2D
- Lockheed UC-101 – Lockheed Vega 5C
- Rearwin UC-102 – Rearwin Sportster
- Grumman UC-103 – Grumman G-32 Gulfhawk

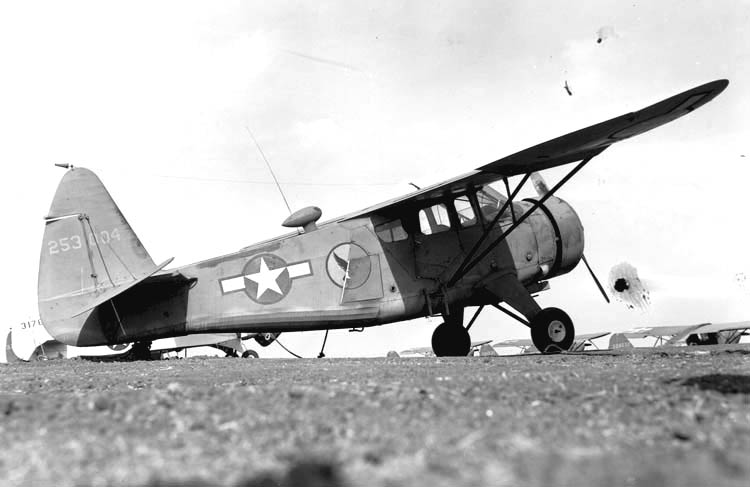
Howard UC-70
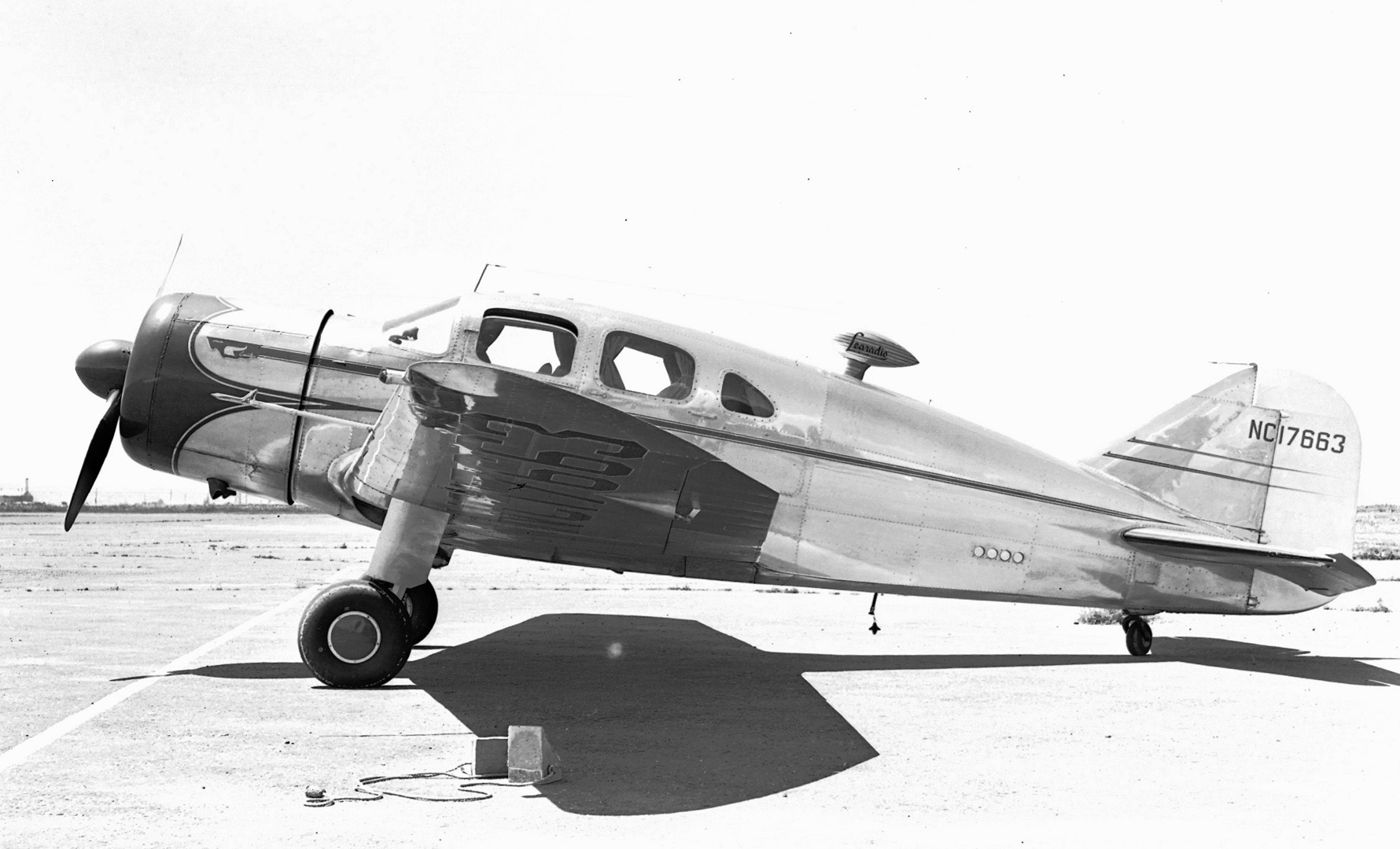
Spartan 7W Executive
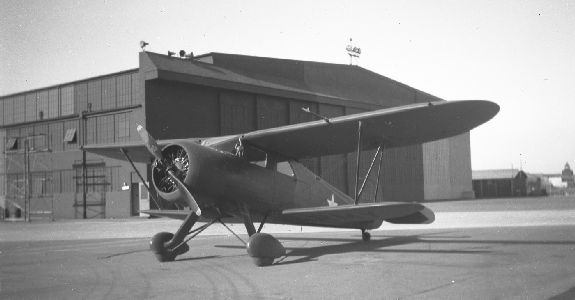
Waco UC-72
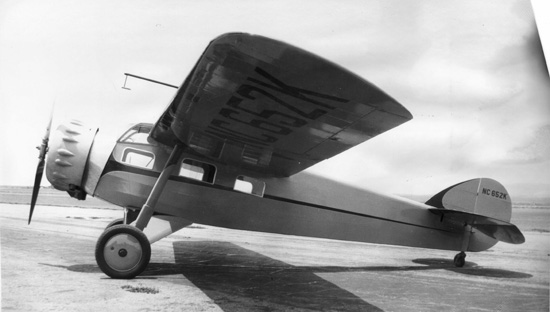
Cessna DC-6A
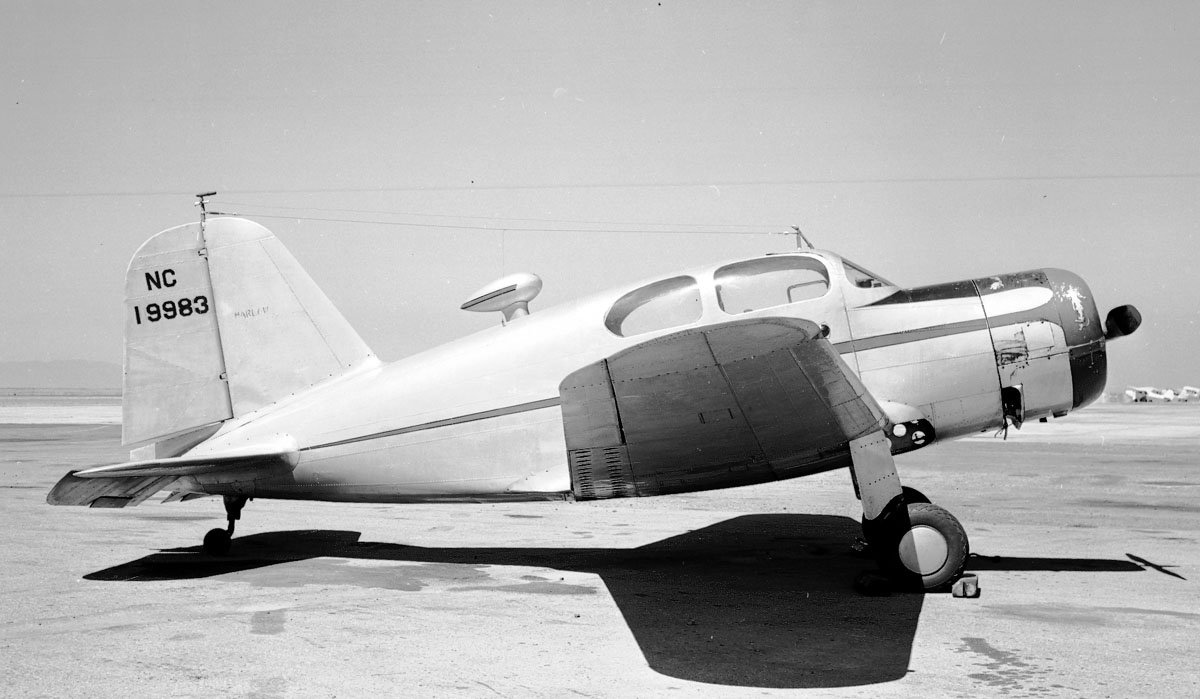
Harlow PJC-2
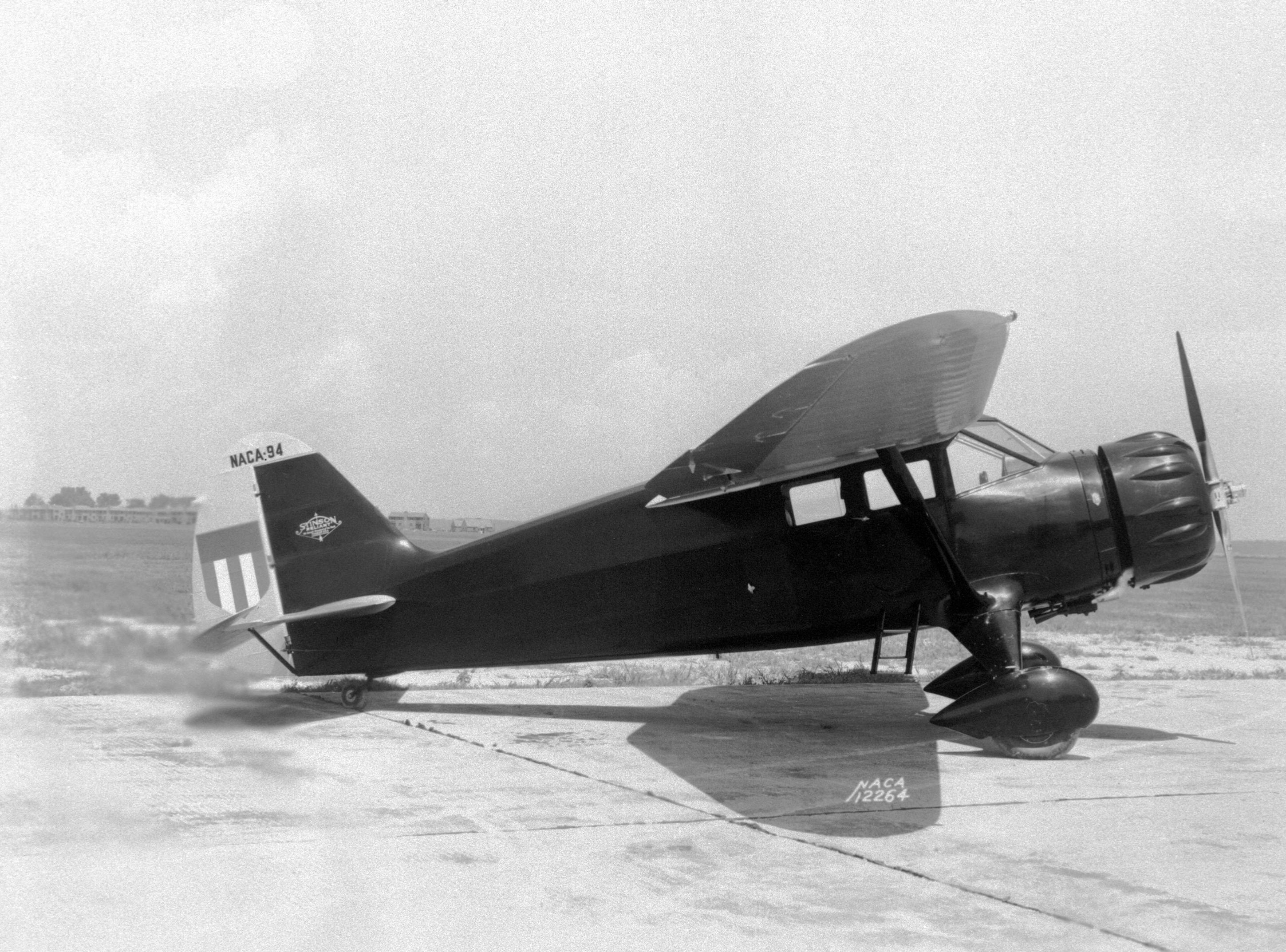
Stinson Reliant
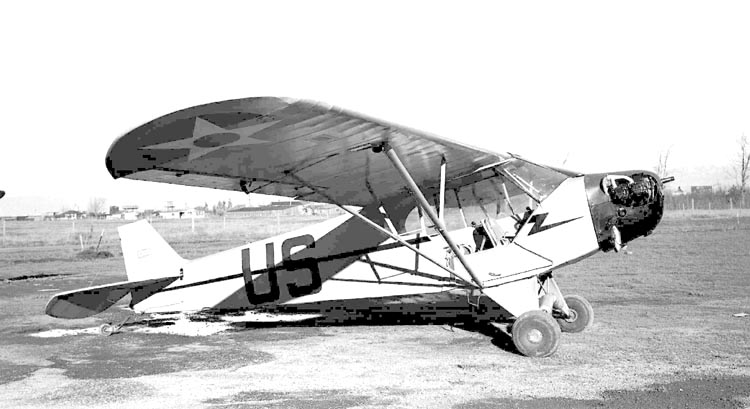
Piper J-3 Cub
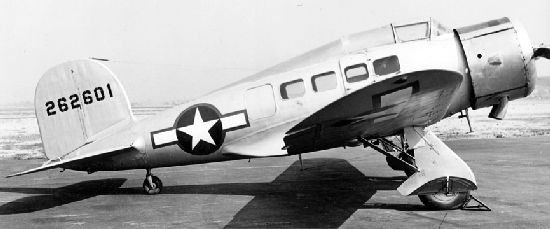
Lockheed UC-85
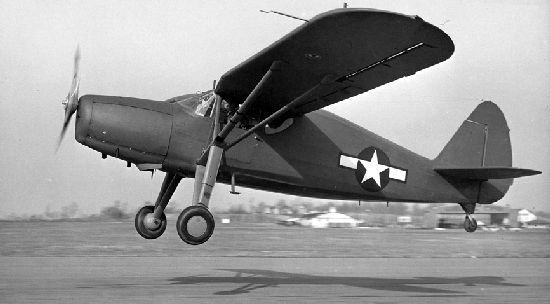
Fairchild UC-86
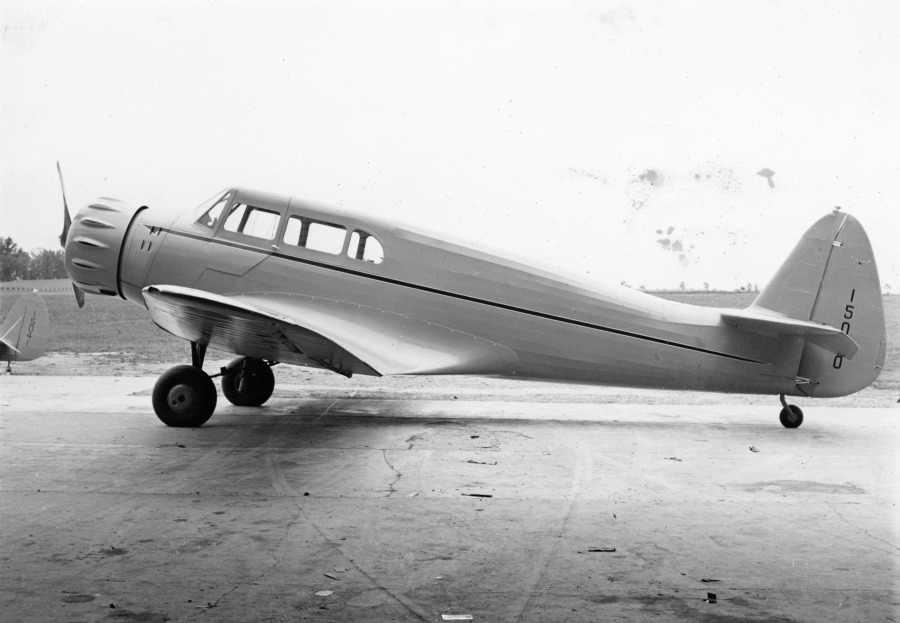
Fairchild 45
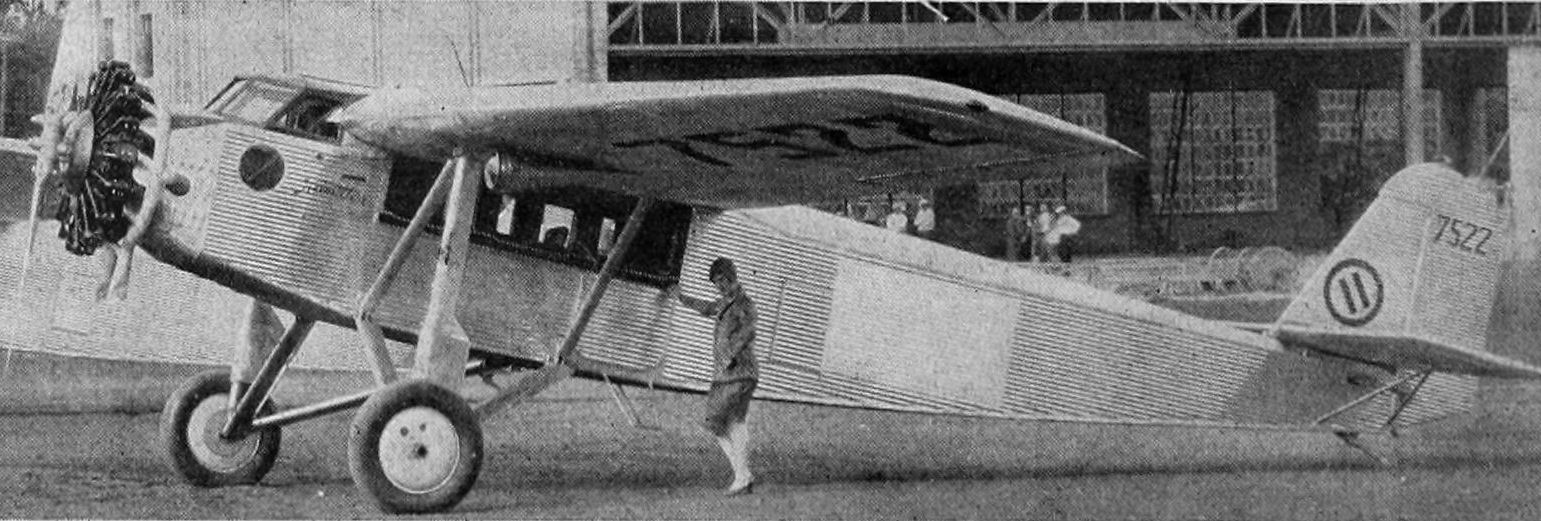
Hamilton H-47 Metalplane
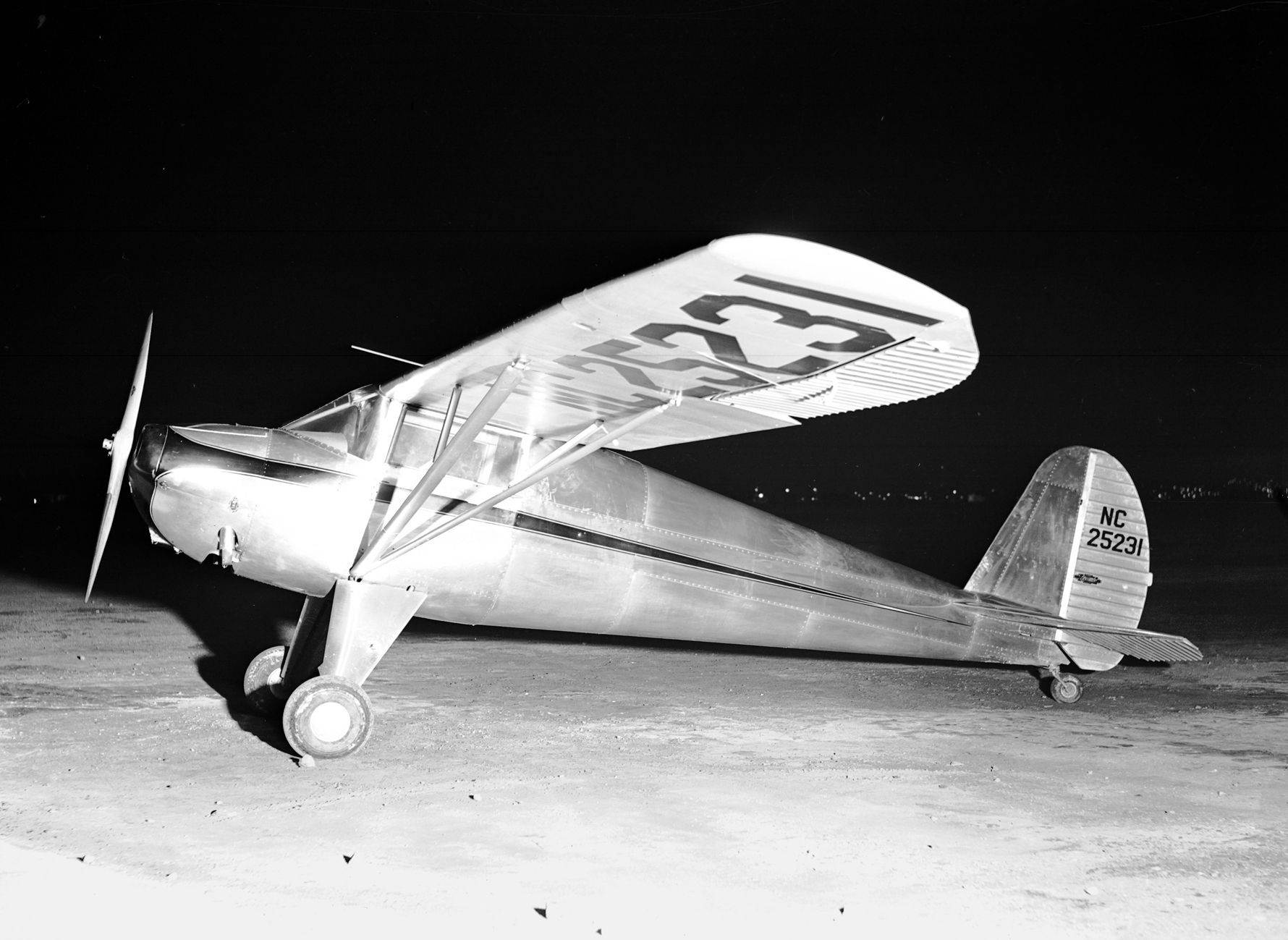
Luscombe 8
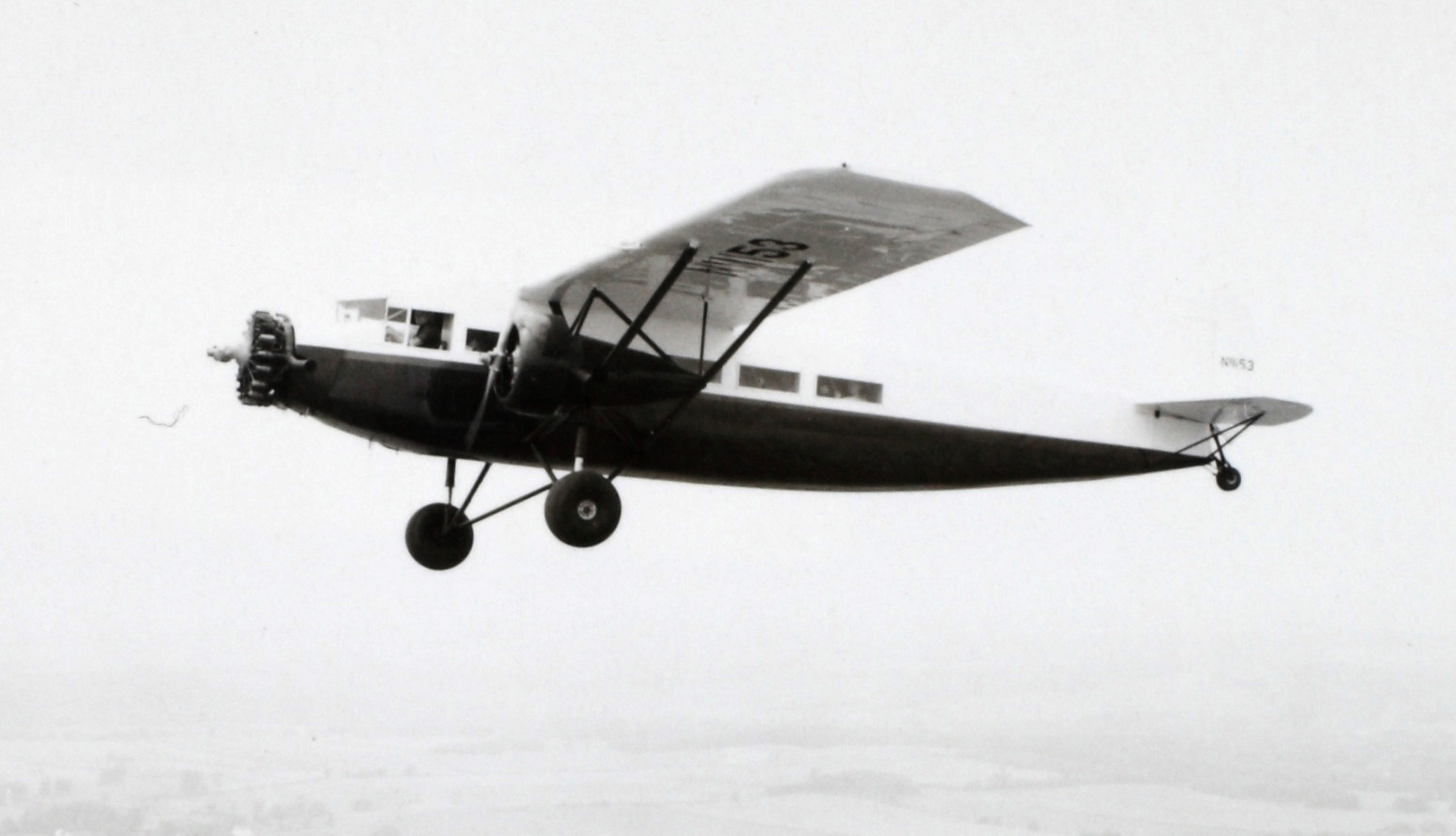
Stinson SM-6000 Air Liner
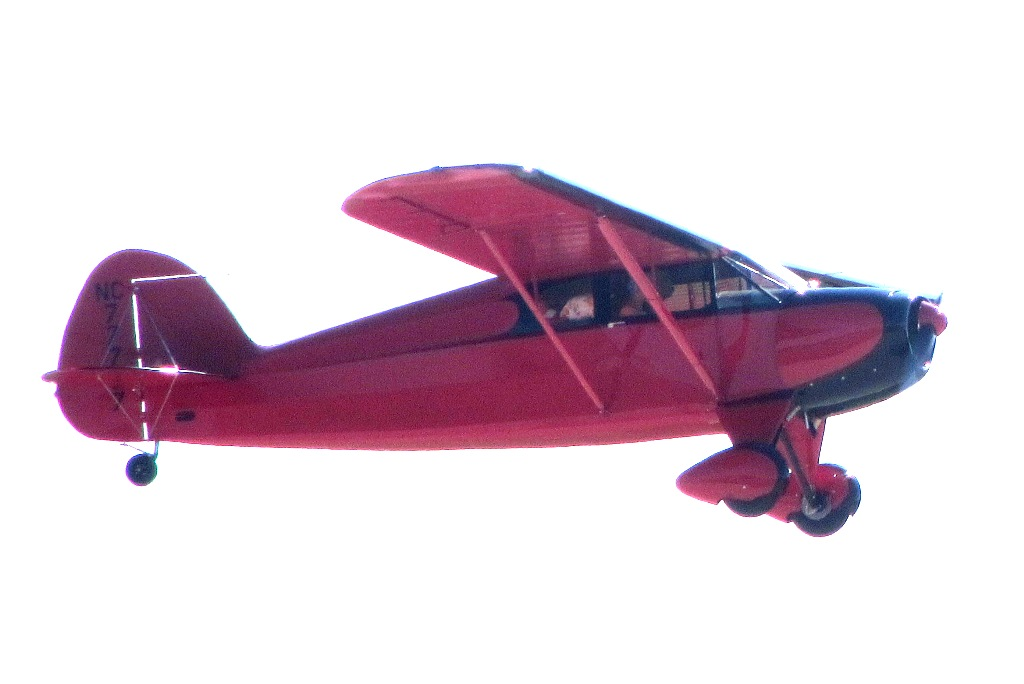
Funk Model B
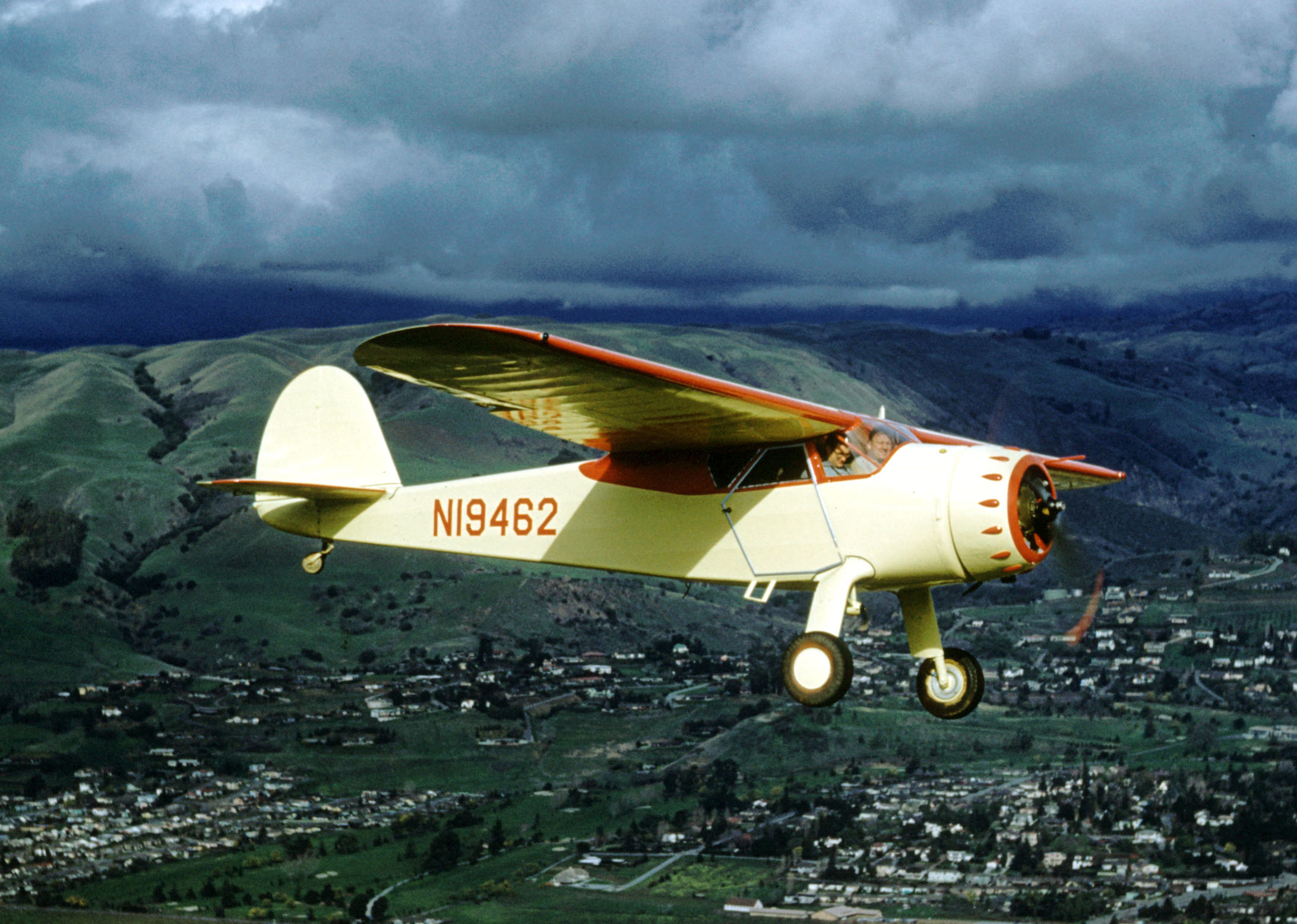
Cessna C-165
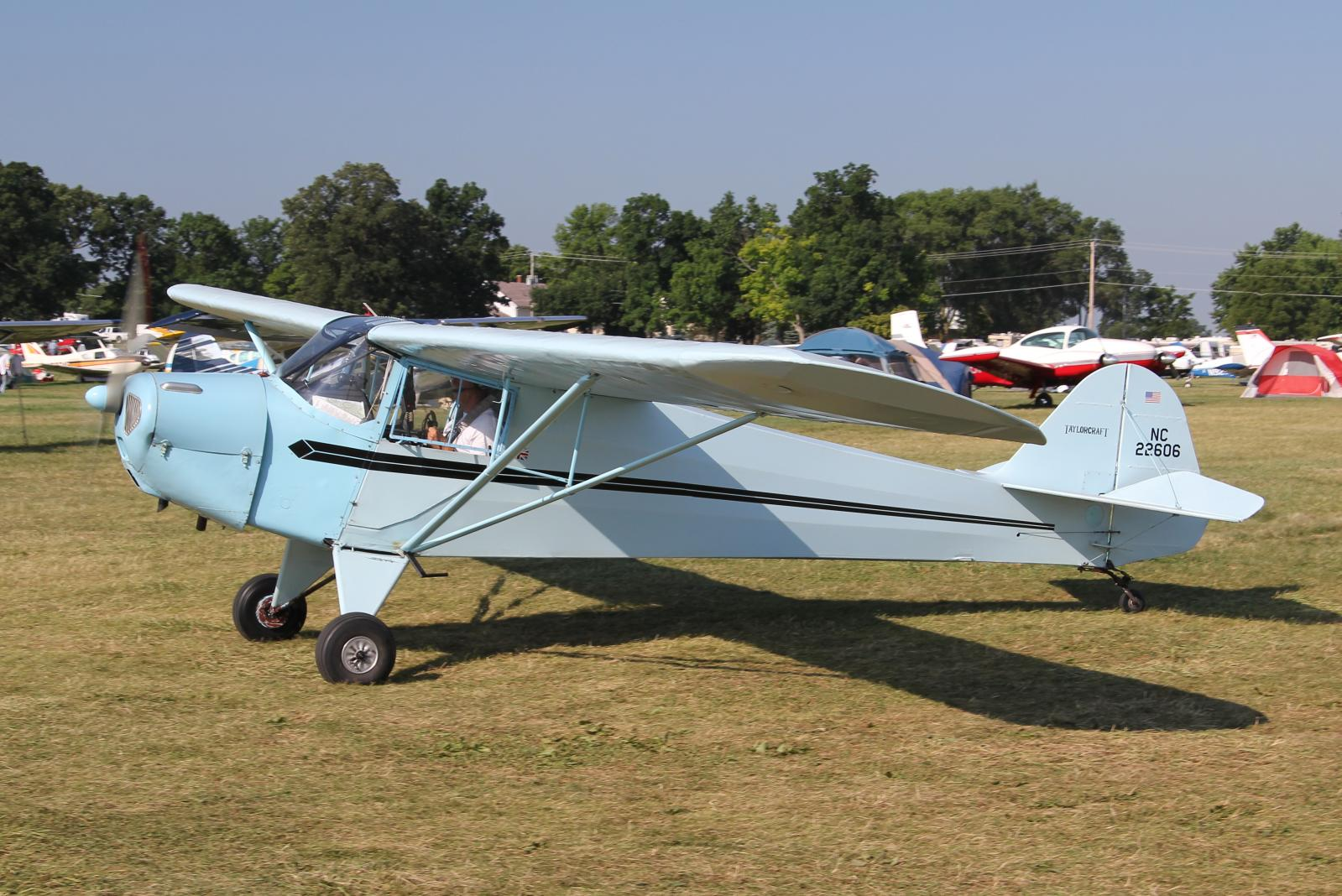
Taylorcraft BL-65
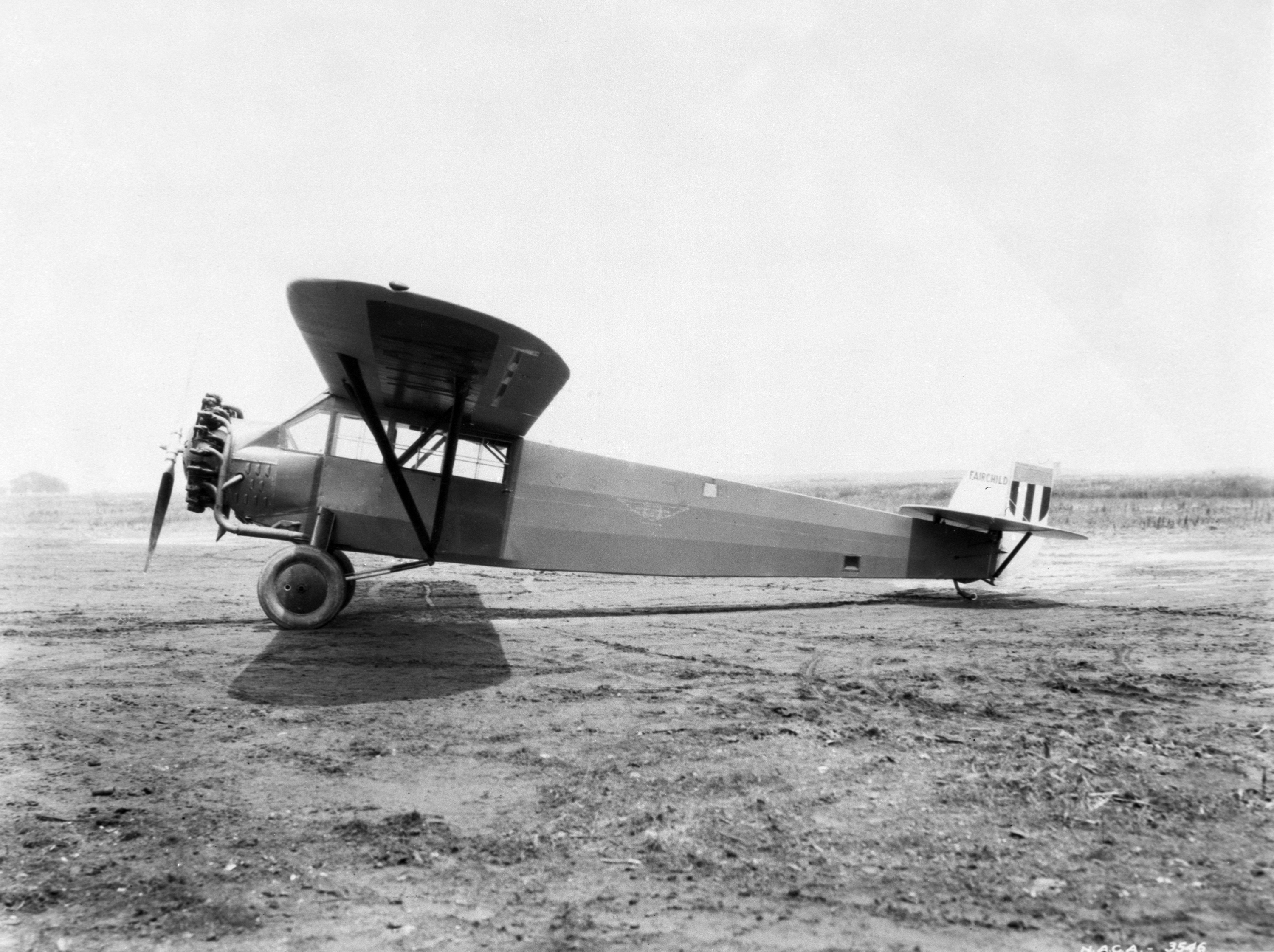
Fairchild FC-2W2
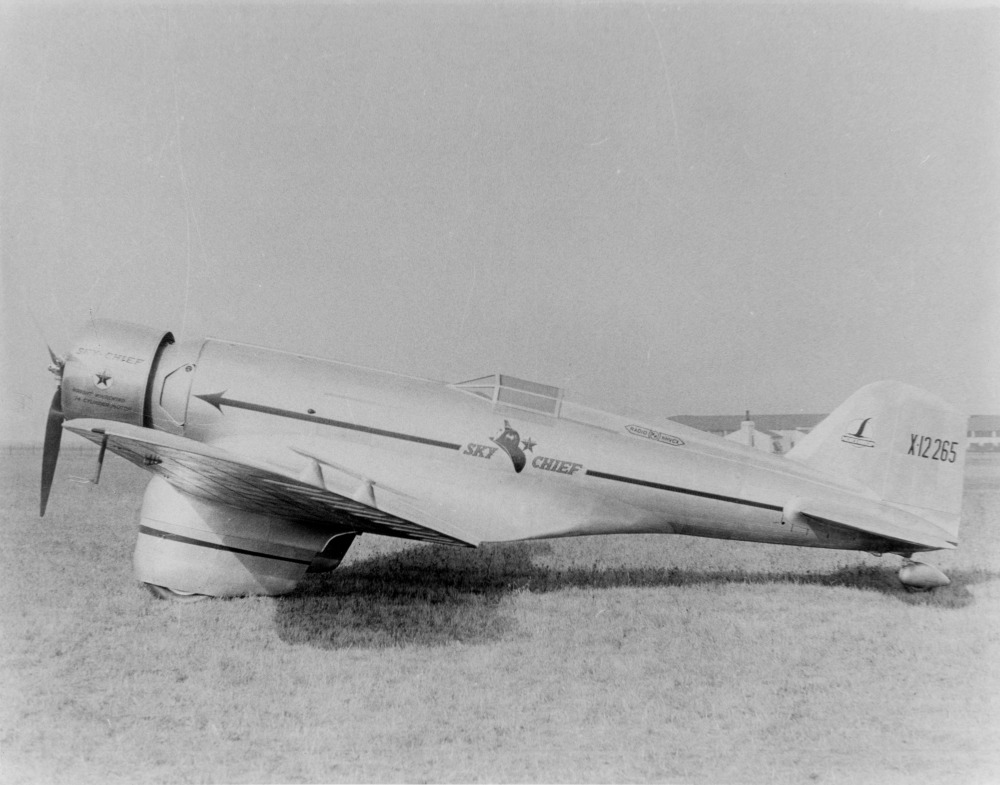
Northrop Gamma
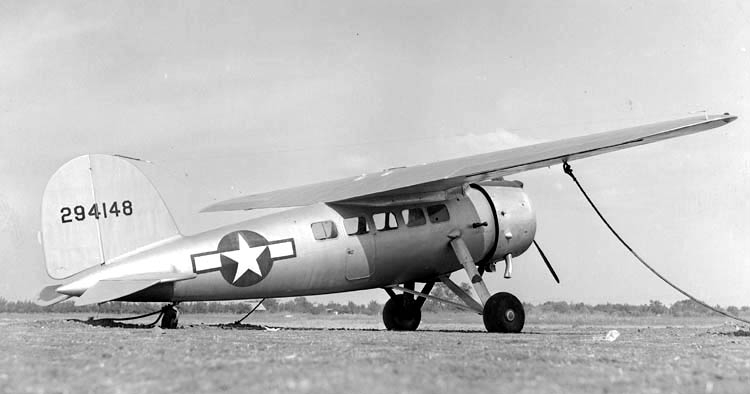
Lockheed UC-101
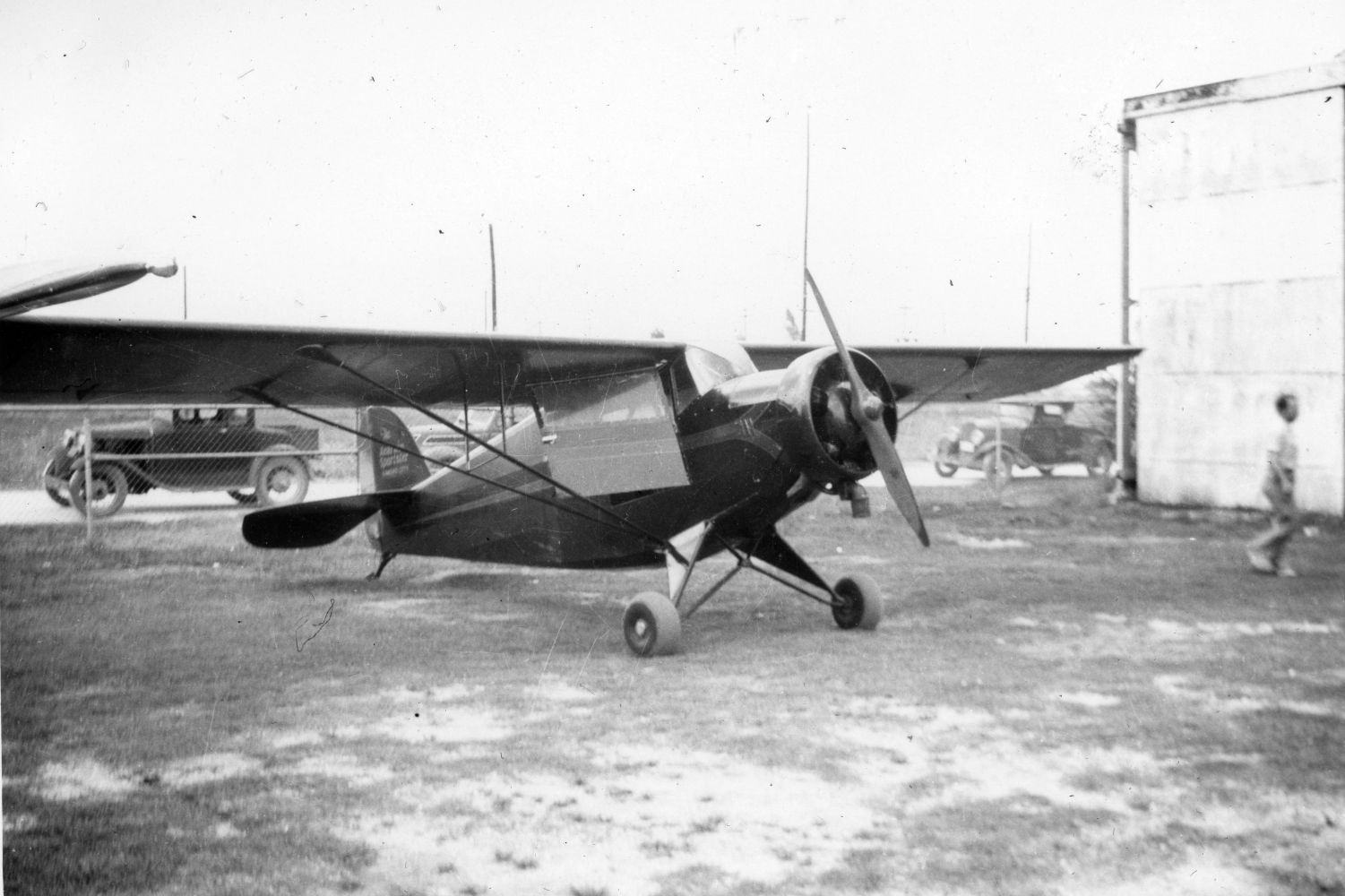
Rearwin Sportster
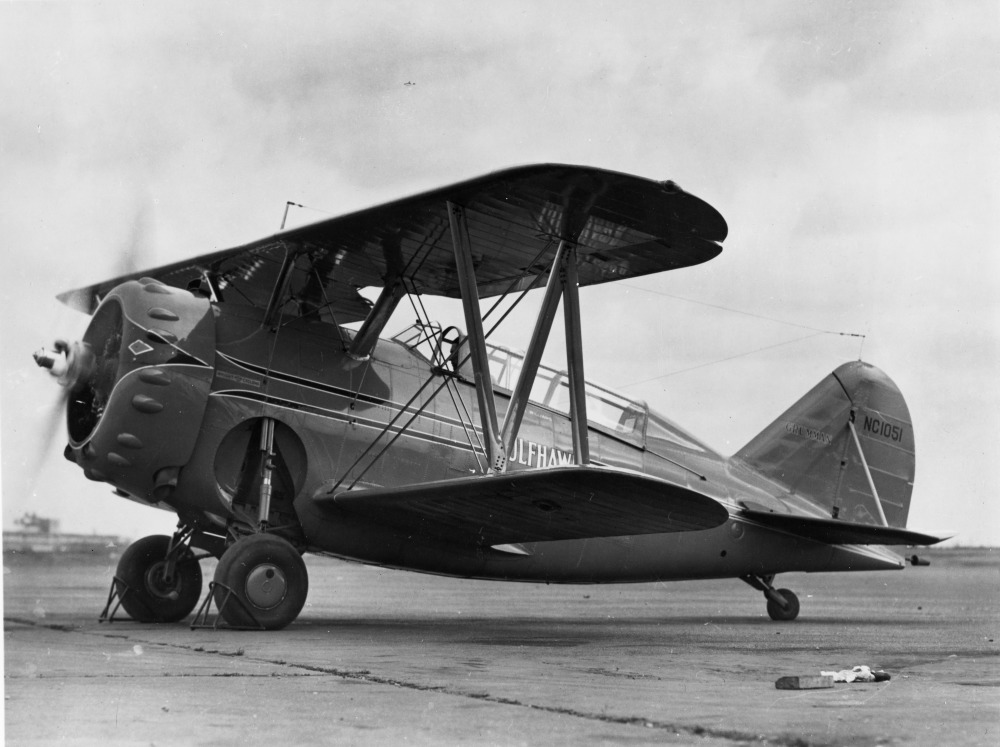
Grumman G-32 Gulfhawk

Umgebaute Bomber
- Douglas UC-67 – ex B-23, 1942 umgebaut

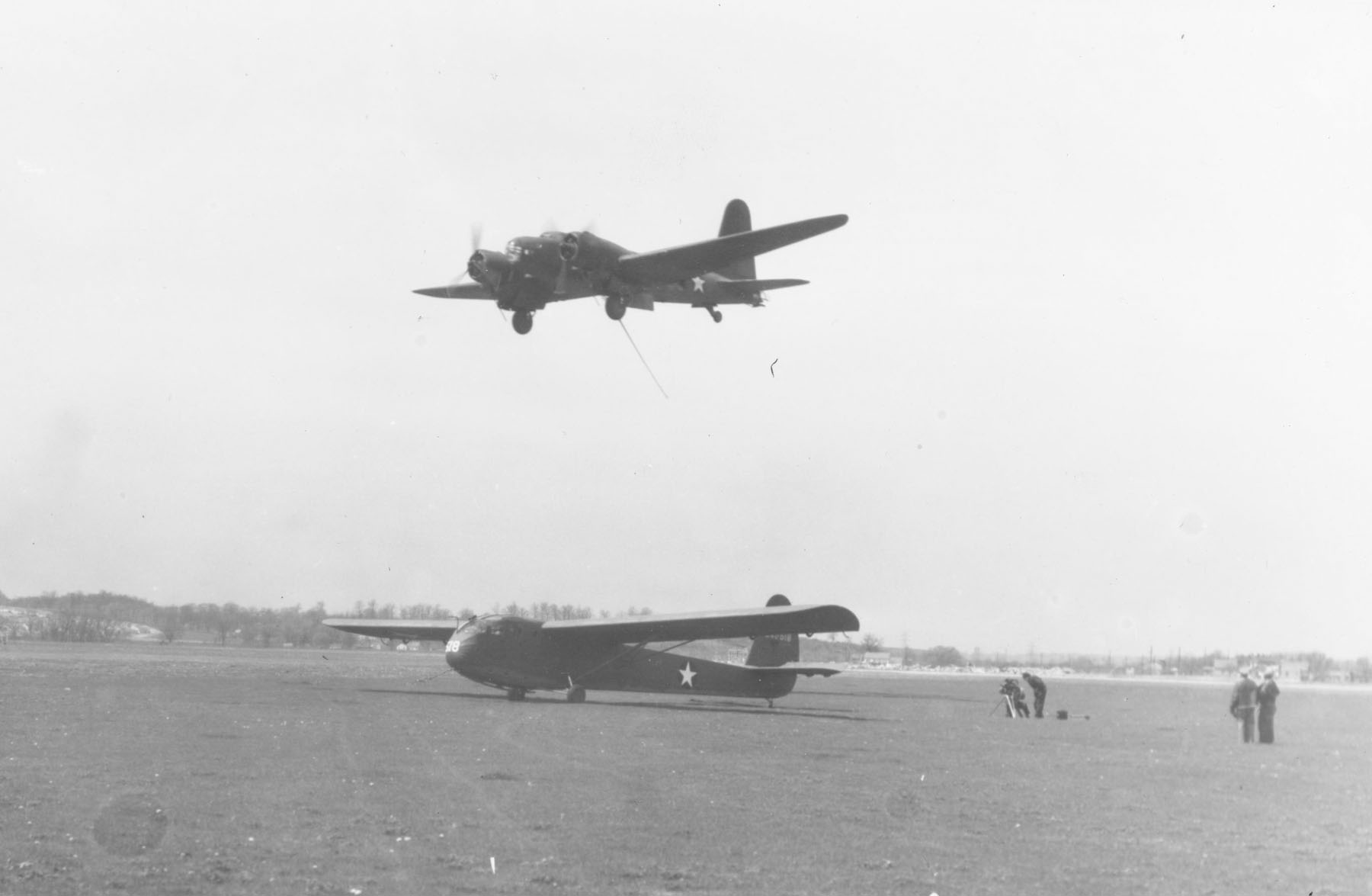
Douglas UC-67 über Waco CG-3

#### Verbindungsflugzeuge
- Stinson L-1 Vigilant (bis 1942: O-49) – Stinson Model 74
- Taylorcraft L-2 Grasshopper (bis 1942: O-57) – Taylorcraft Model D Tandem Trainer
- Aeronca L-3 Grasshopper (bis 1942: O-58) – Aeronca 65 TC Defender
- Piper L-4 Grasshopper (bis 1942: O-59) – Piper J-3 Cub
- Stinson L-5 Sentinel (bis 1942: O-62)
- Interstate L-6 (bis 1942: O-63) – Interstate S-1B Cadet

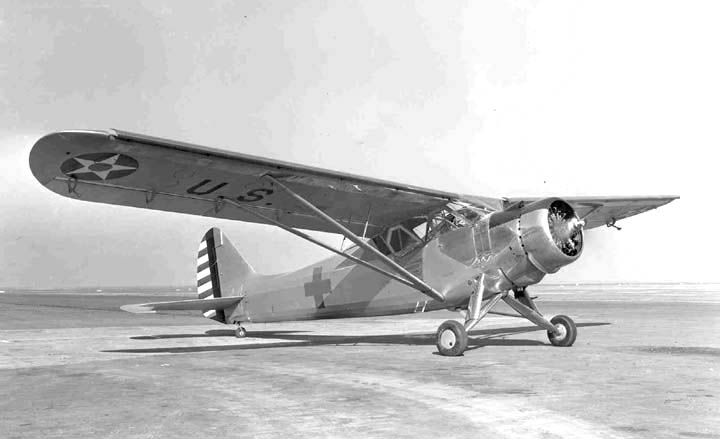
Stinson L-1 Vigilant
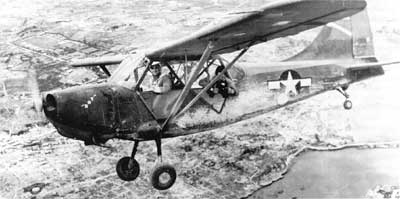
Taylorcraft L-2 Grasshopper
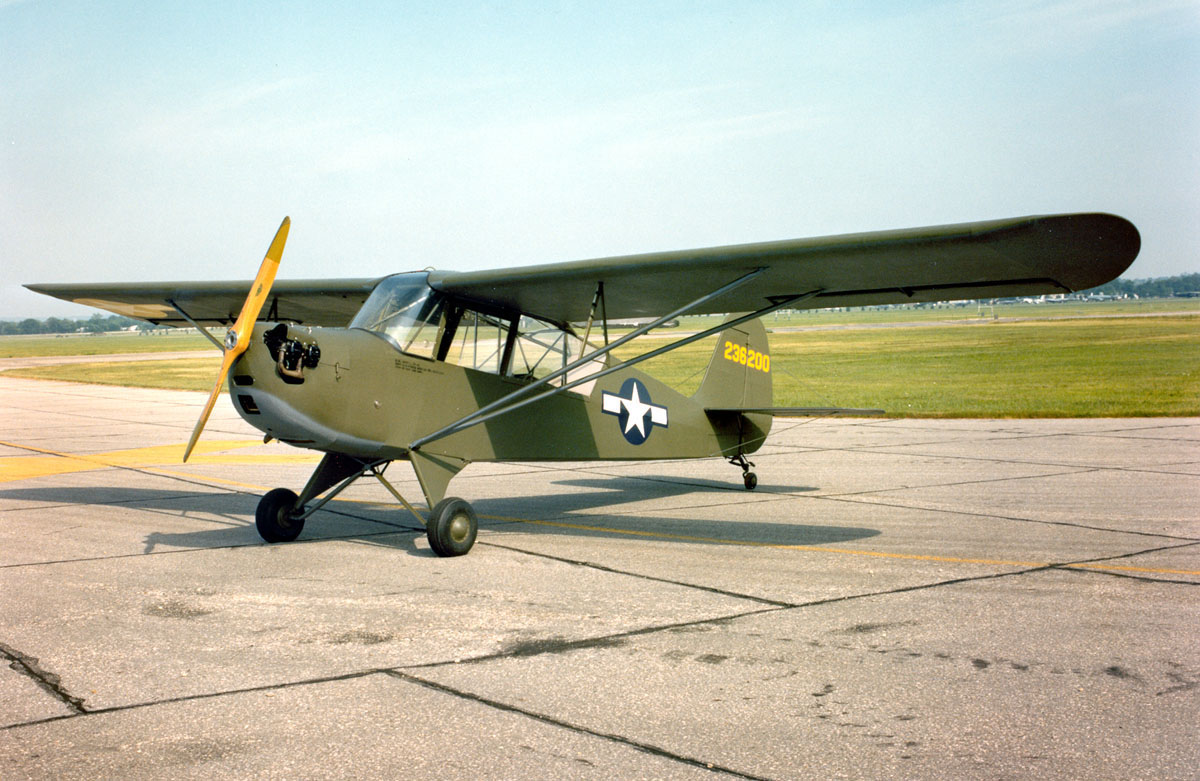
Aeronca L-3 Grasshopper
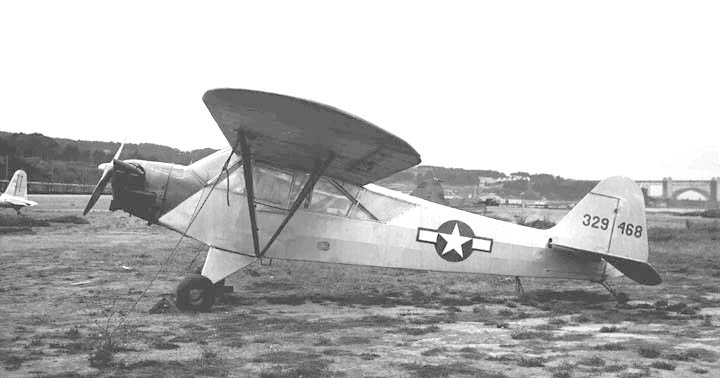
Piper L-4 Grasshopper
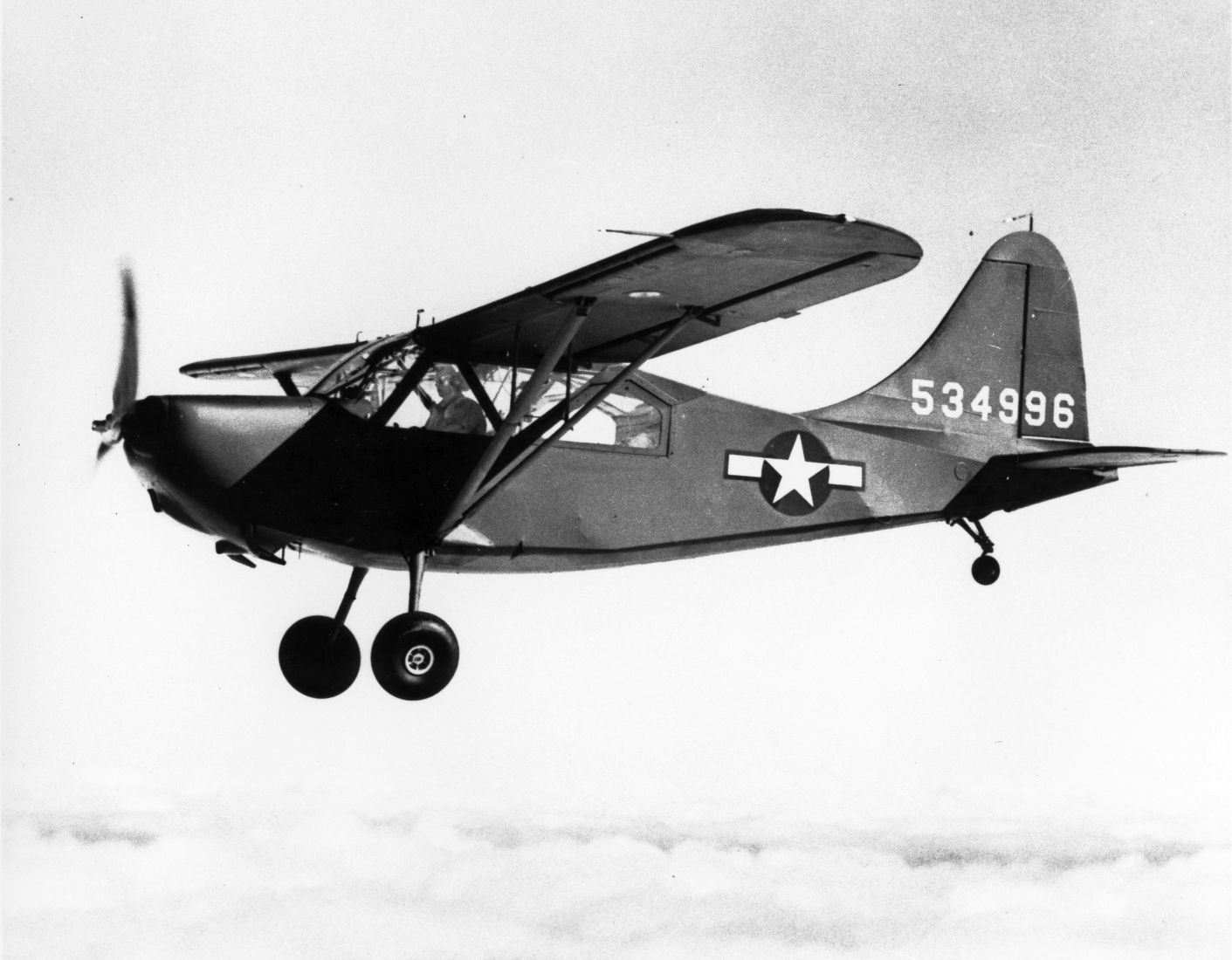
Stinson L-5 Sentinel
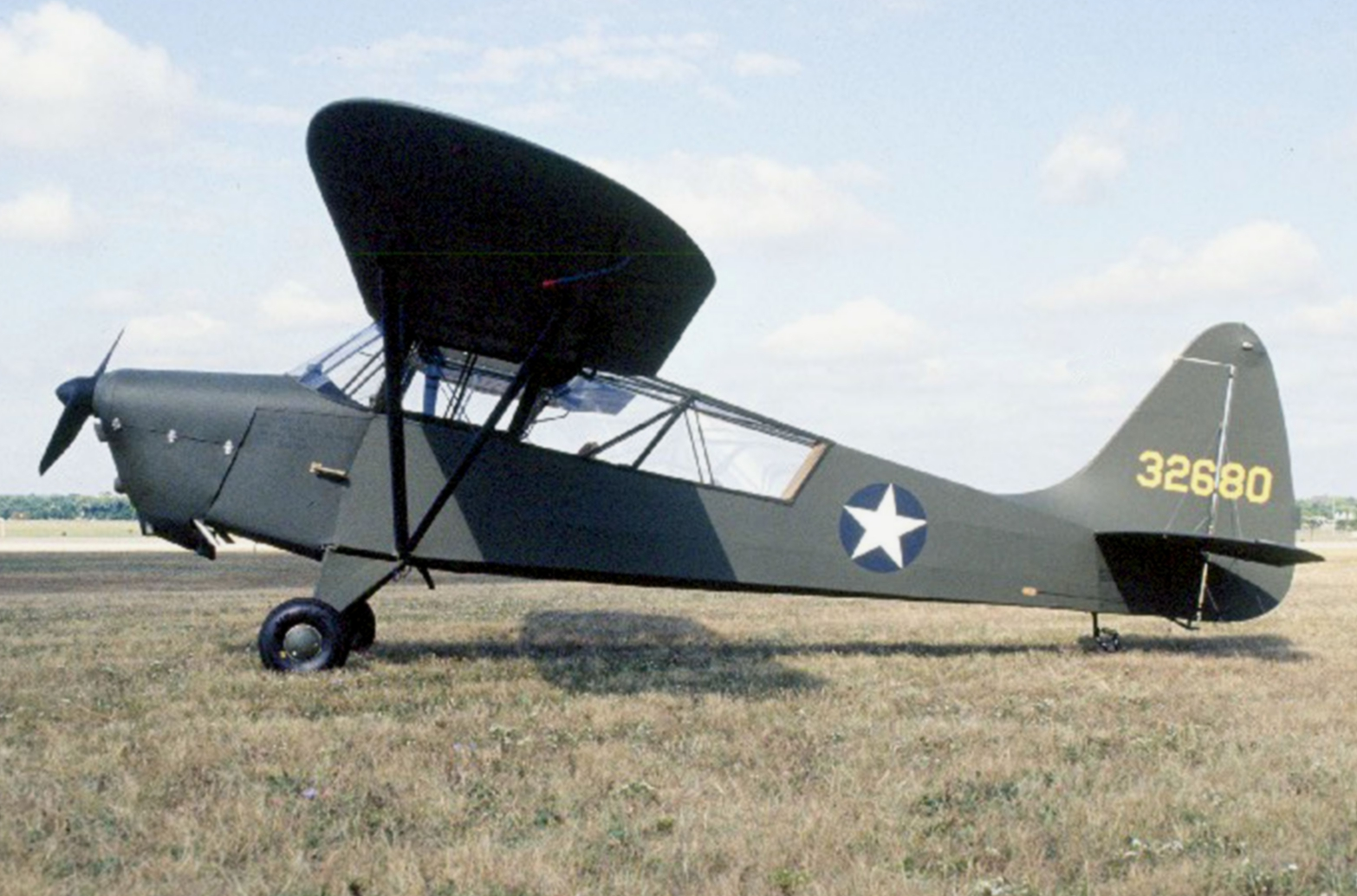
Interstate L-6

#### Anfänger-Schulflugzeuge
- Boeing-Stearman PT-13/PT-17/PT-18/PT-27 Kaydet – Boeing-Stearman Model 75 (1936)
- Ryan PT-16/PT-20/PT-21/PT 22 Recruit – Ryan ST (1934)
- Fairchild PT-19/PT-23/PT-26 – Fairchild M-62 (1939)
- de Havilland PT-24 – pro-forma-Bezeichnung für DH.82C Tiger Moth (1931), von de Havilland Canada für Lend-Lease an Kanada gebaut

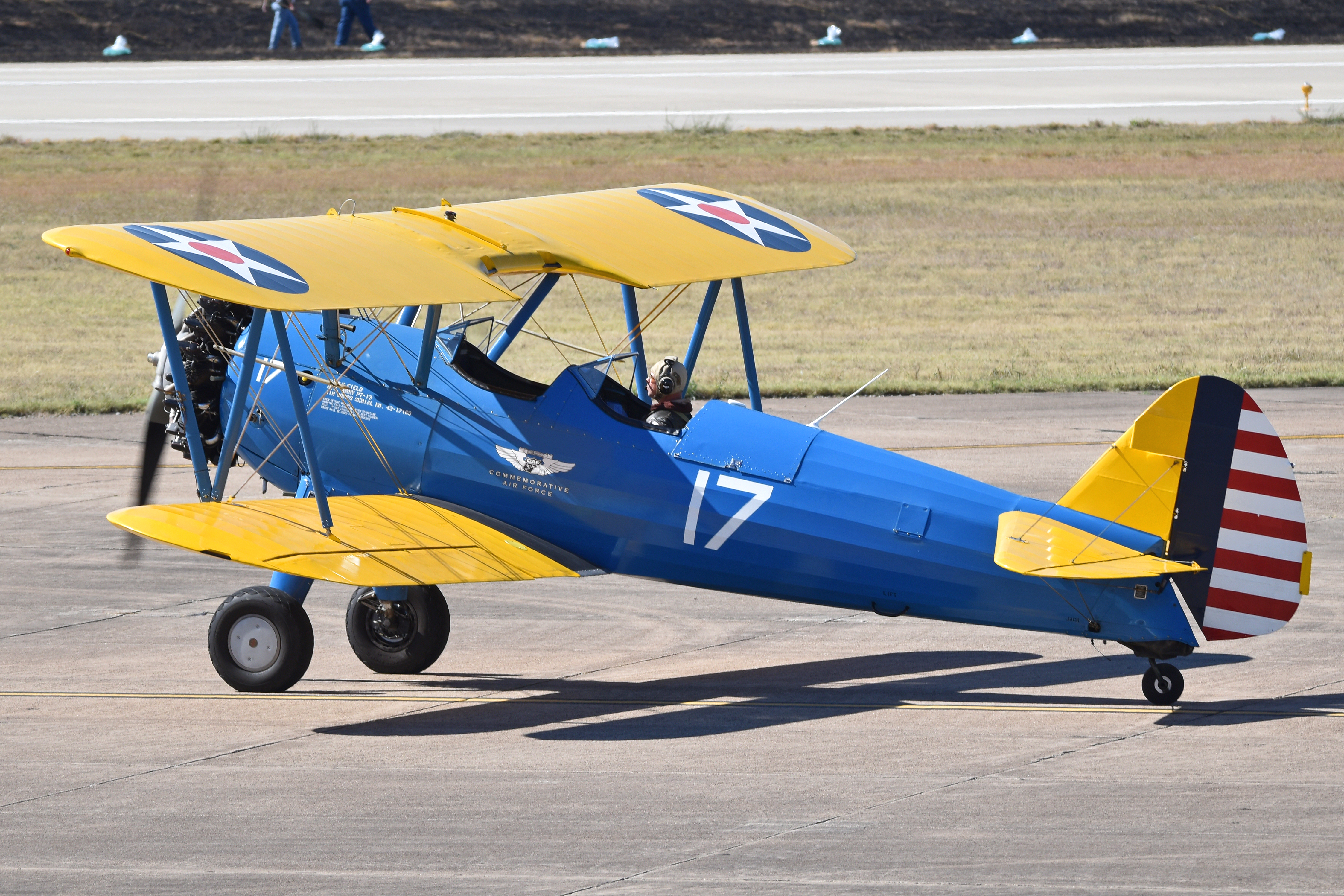
Boeing-Stearman PT-13D Kaydet
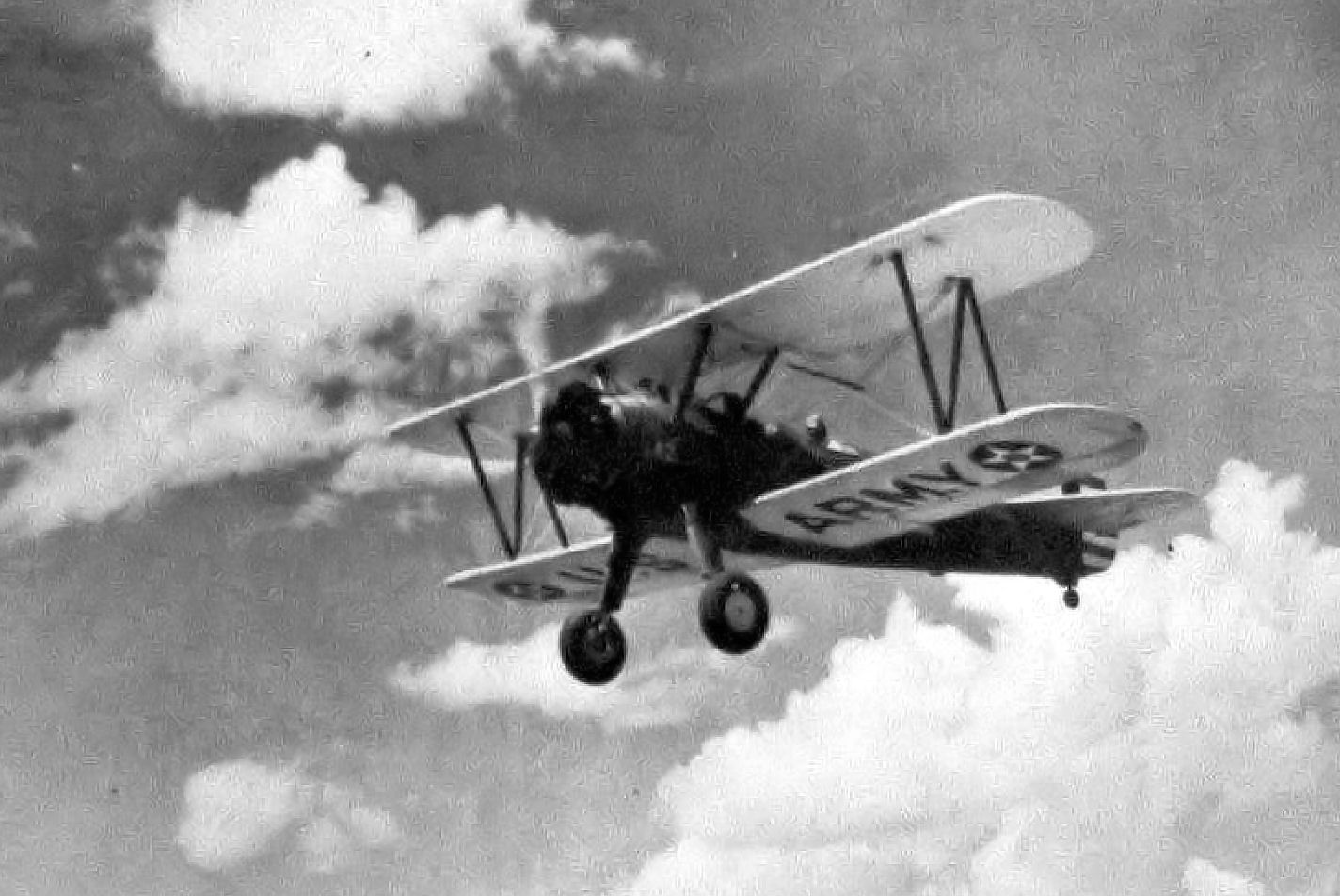
Boeing-Stearman PT-17 Kaydet
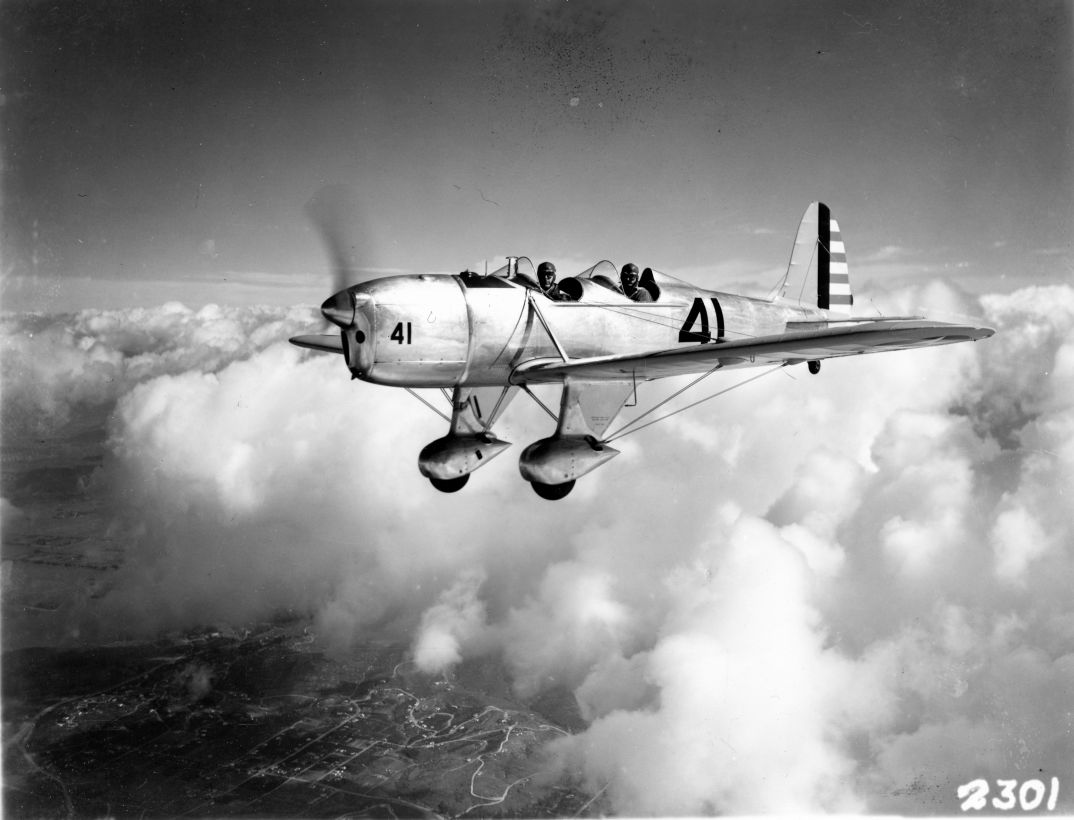
Ryan PT-20
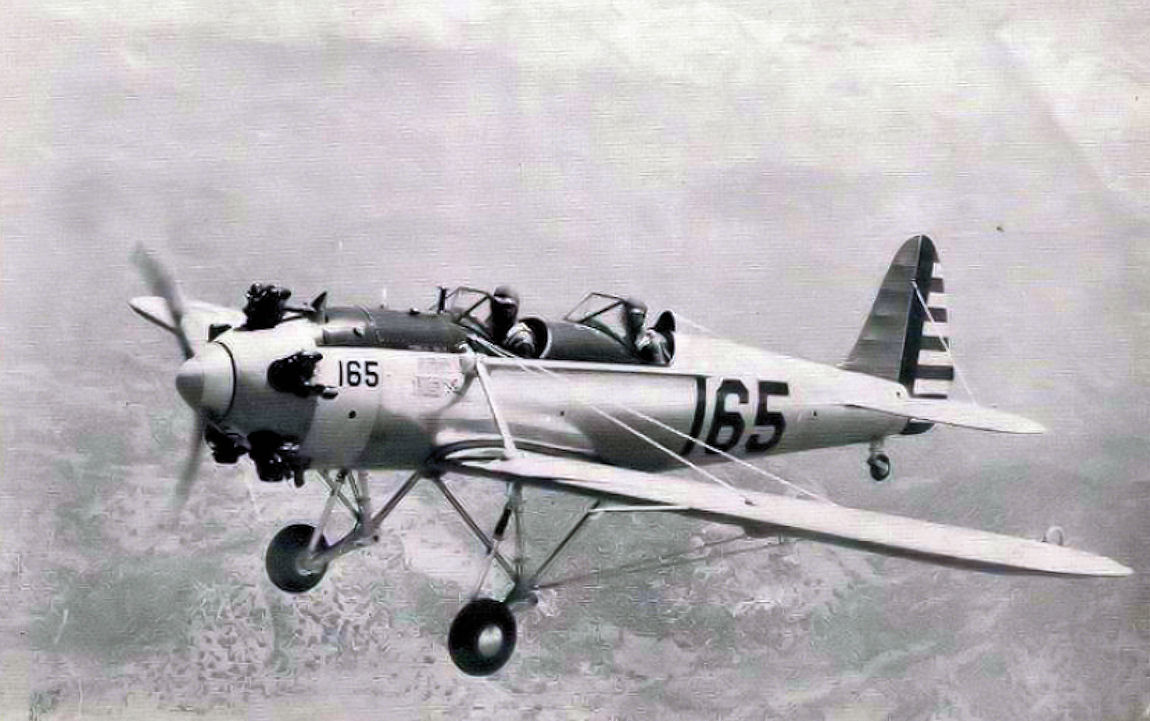
Ryan PT-22 Recruit
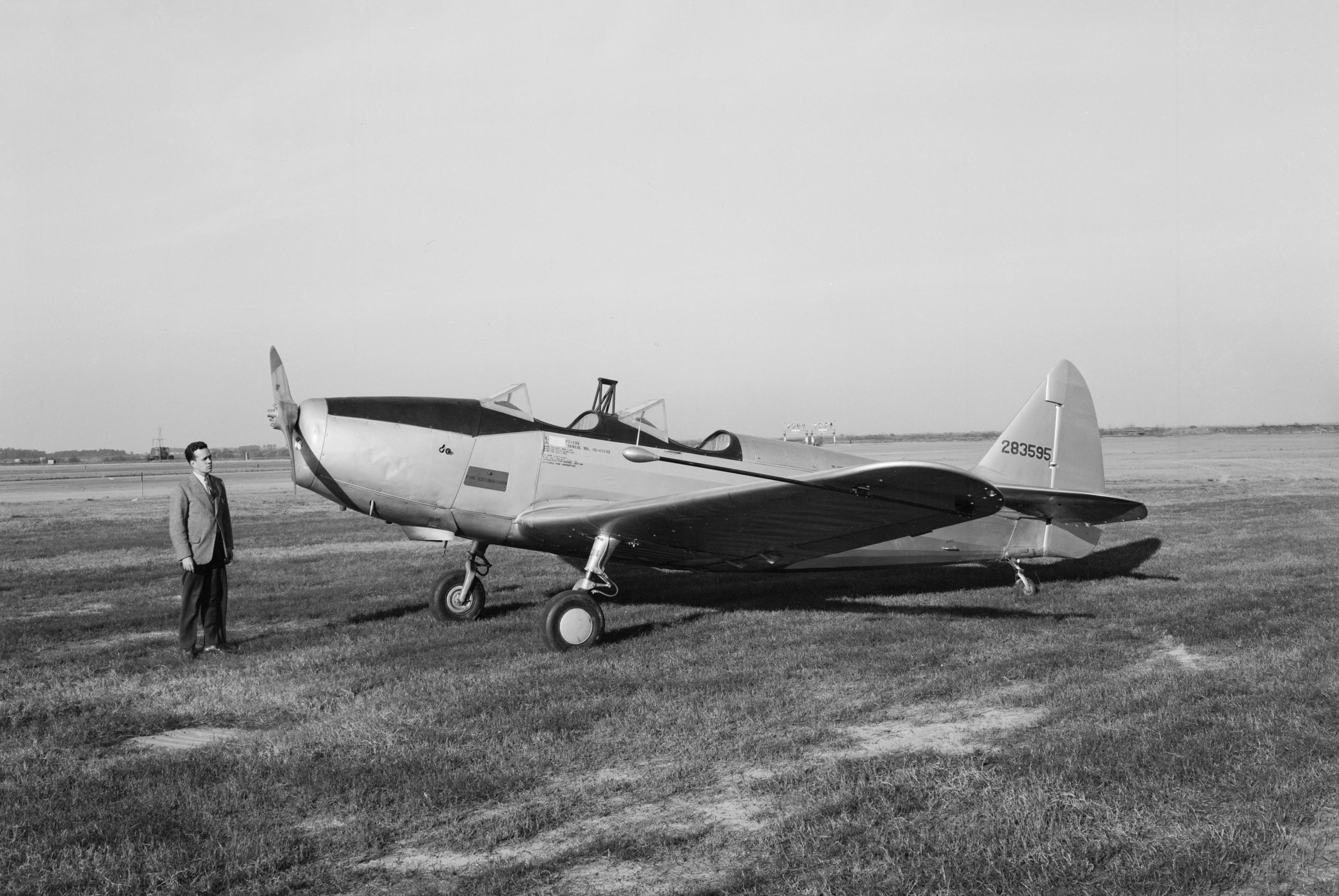
Fairchild PT-19A
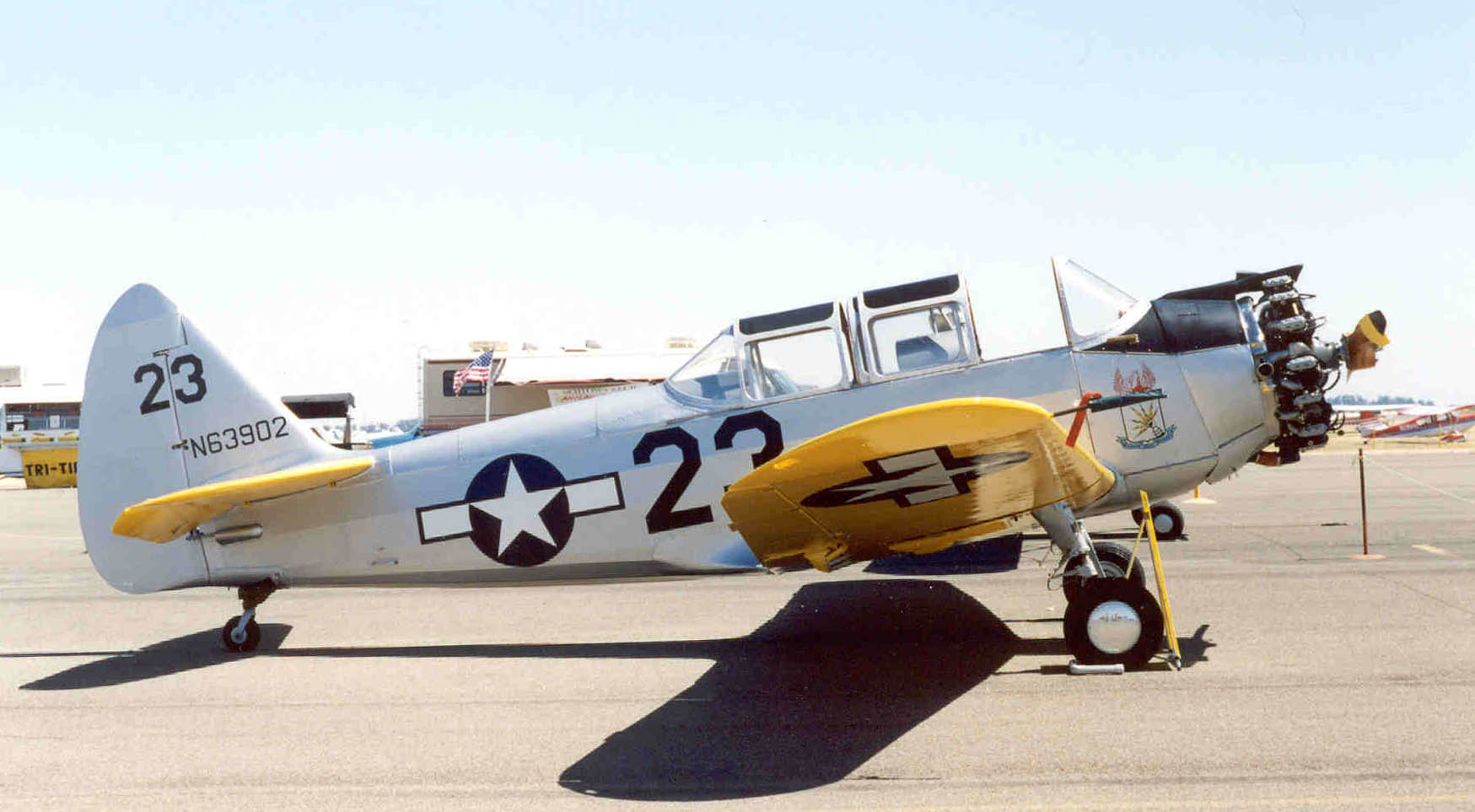
Fairchild PT-23A in Privatbesitz
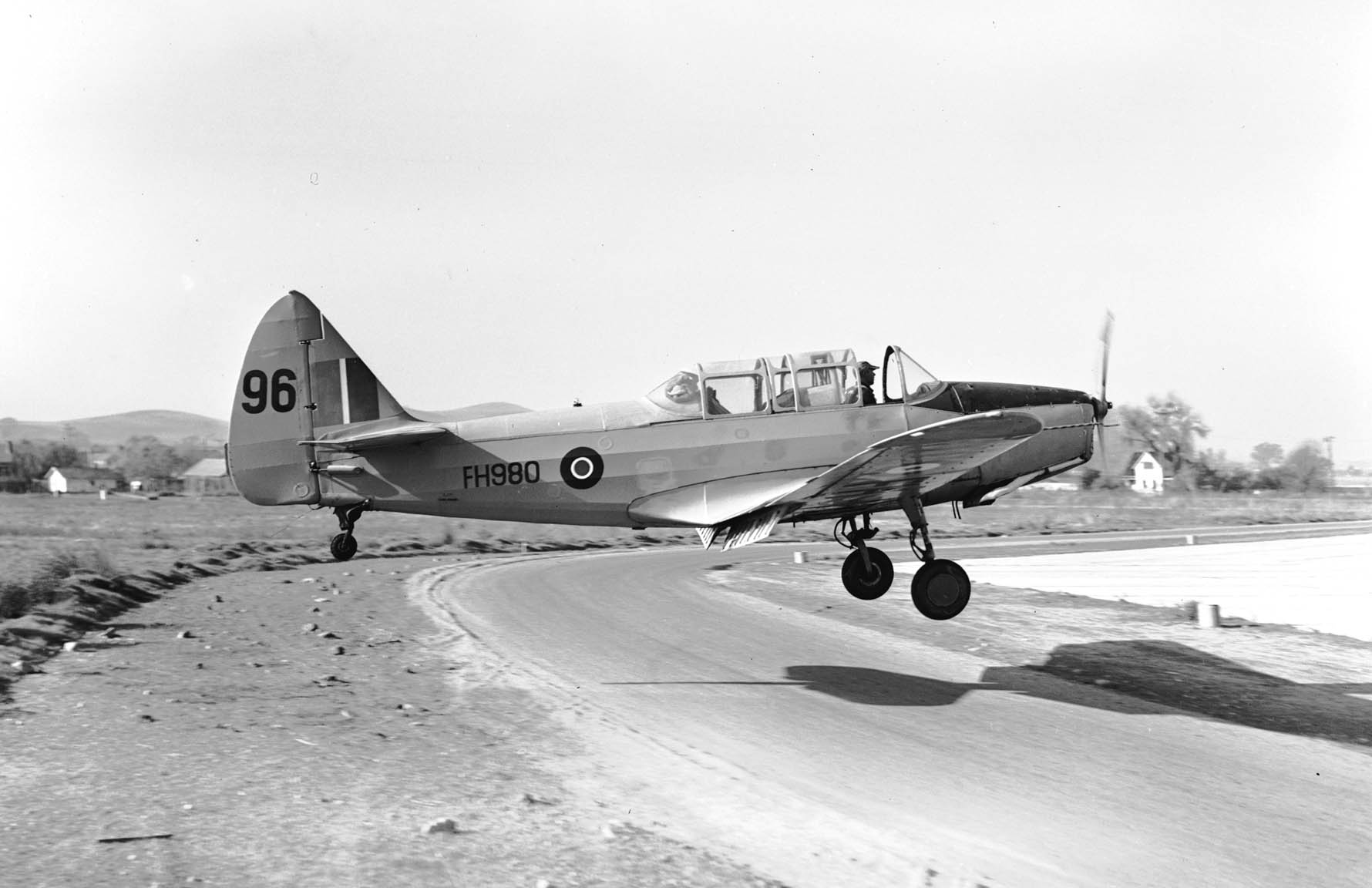
Fairchild Cornell (PT-26) der RCAF
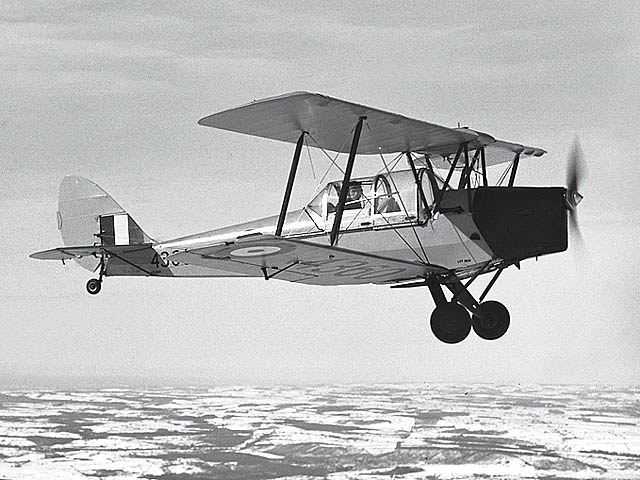
DH.82C Tiger Moth der RCAF

#### Fortgeschrittenen-Schulflugzeuge
Basic Trainer
- North American BT-9/BT-14 (1936)
- Fleetwings BT-12 Sophomore (1939) – Ganzmetallkonstruktion aus rostfreiem Stahl
- Vultee BT-13/BT-15 Valiant (1940)

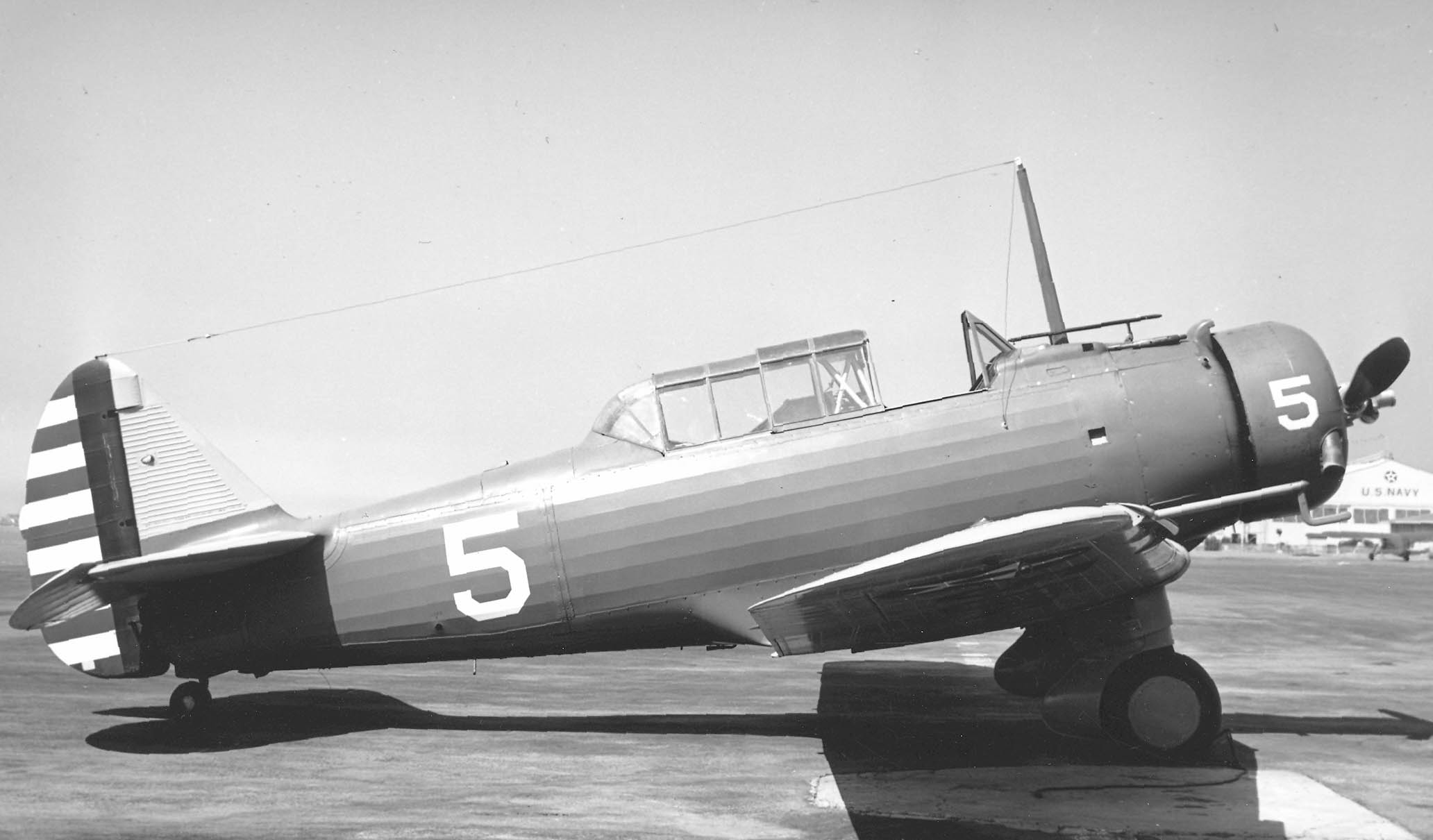
North American BT-9C
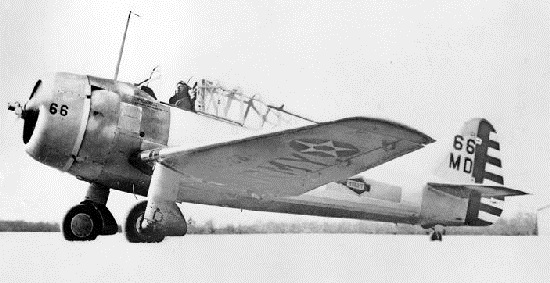
Fleetwings XBT-12 Sophomore
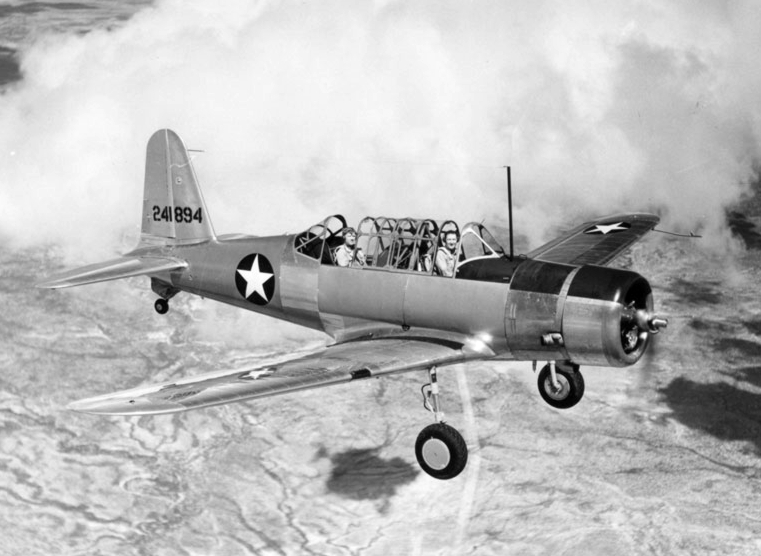
Vultee BT-15 Valiant
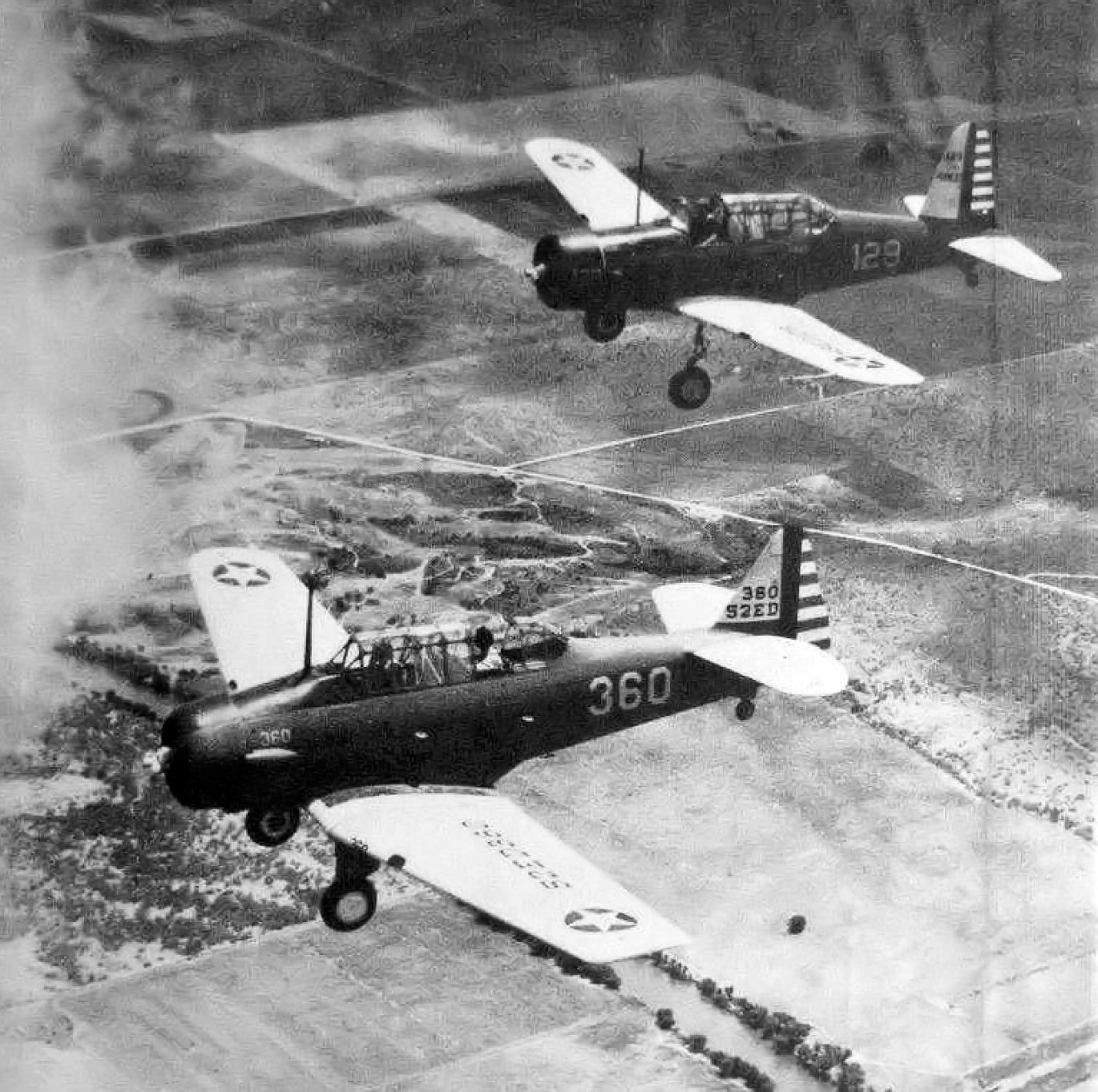
BT-14 im Vorder-, BT-13 im Hintergrund

Basic Combat/Advanced Trainer
- North American BC-1/BC-2/AT-6/AT-16 Texan (1937)
- Cessna AT-8/AT-17 Bobcat – Cessna T-50 (1939)
- Curtiss-Wright AT-9 Jeep (1941)
- Beech AT-10 Wichita (1941)
- Republic AT-12 Guardsman – Seversky SEV-2PA (1935), vor Auslieferung beschlagnahmte schwedische B6
- Stinson AT-19 – Stinson Reliant (1933)

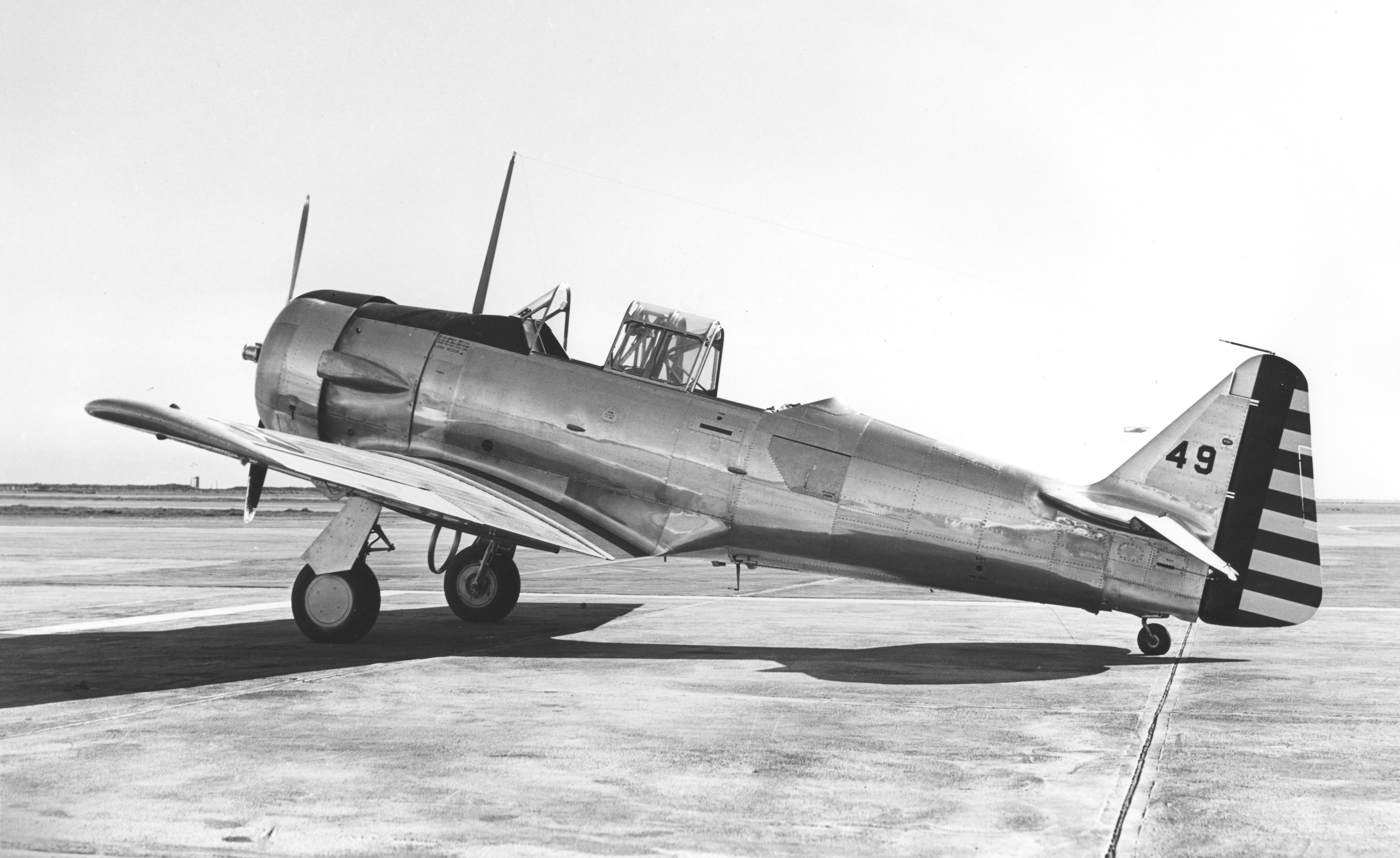
North American BC-1A
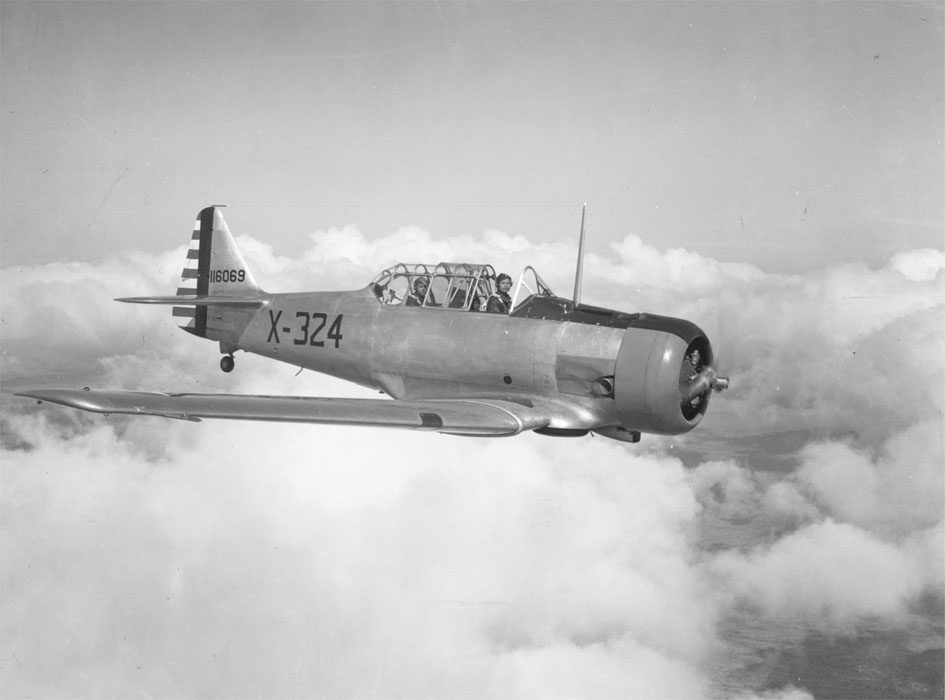
North American AT-6A Texan
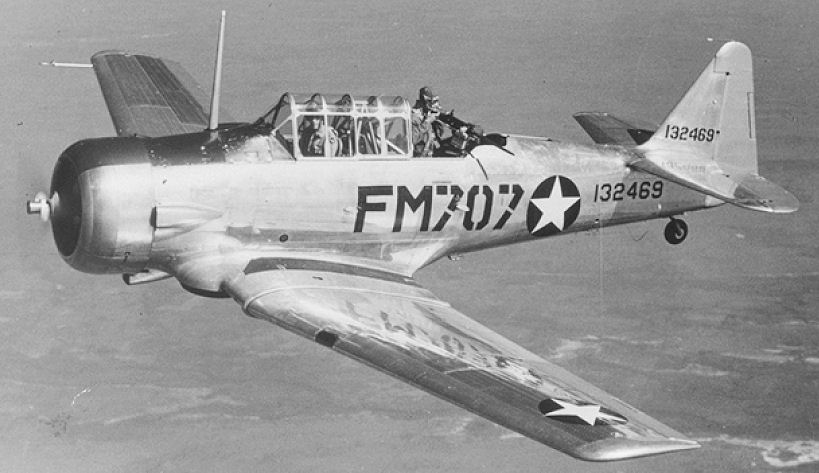
North American AT-6C Texan
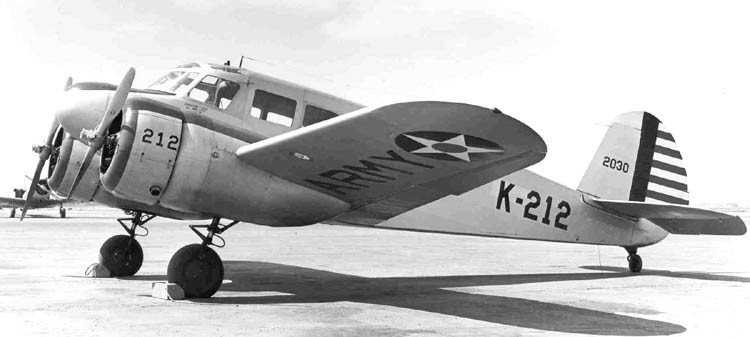
Cessna AT-17 Bobcat
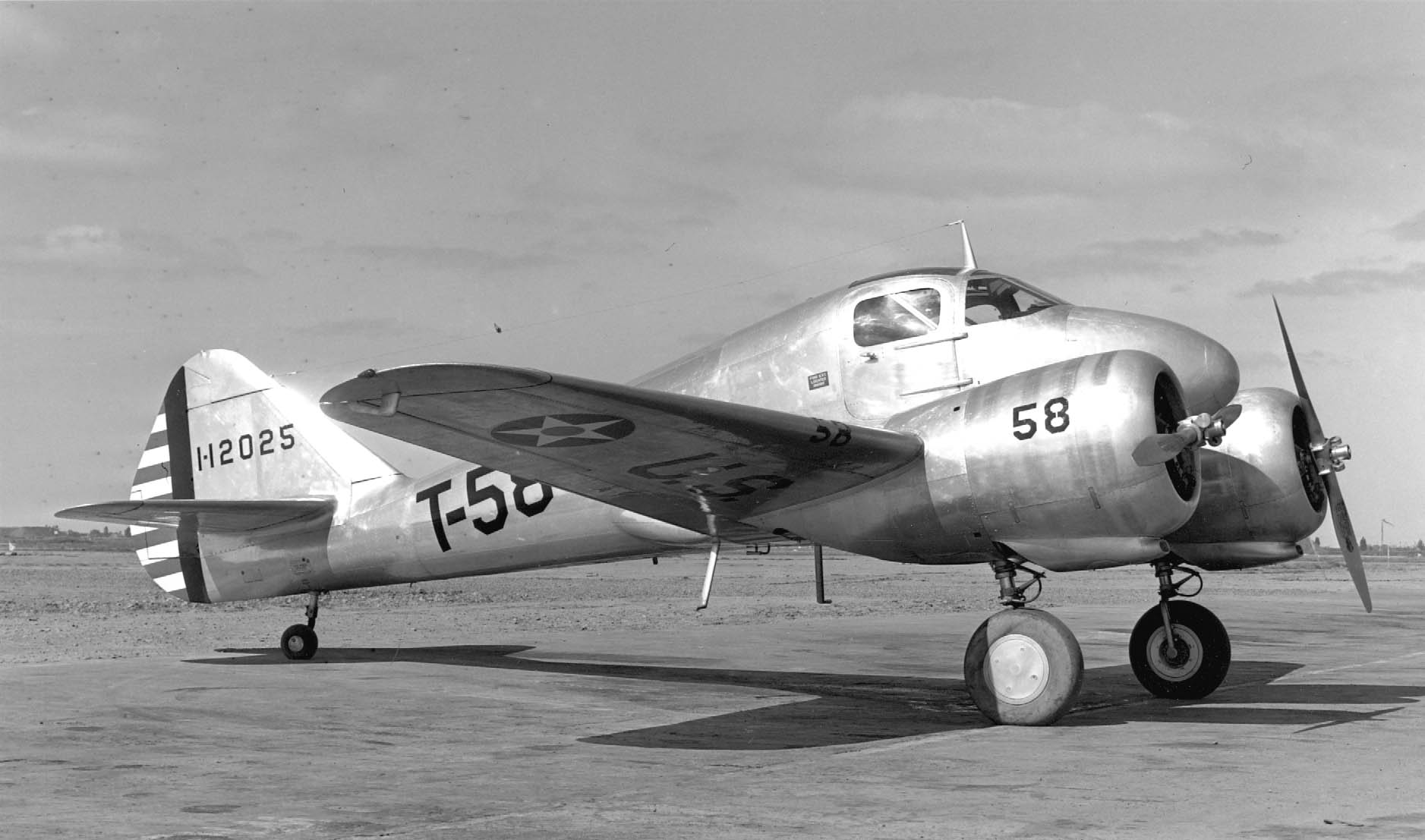
Curtiss-Wright AT-9A Jeep
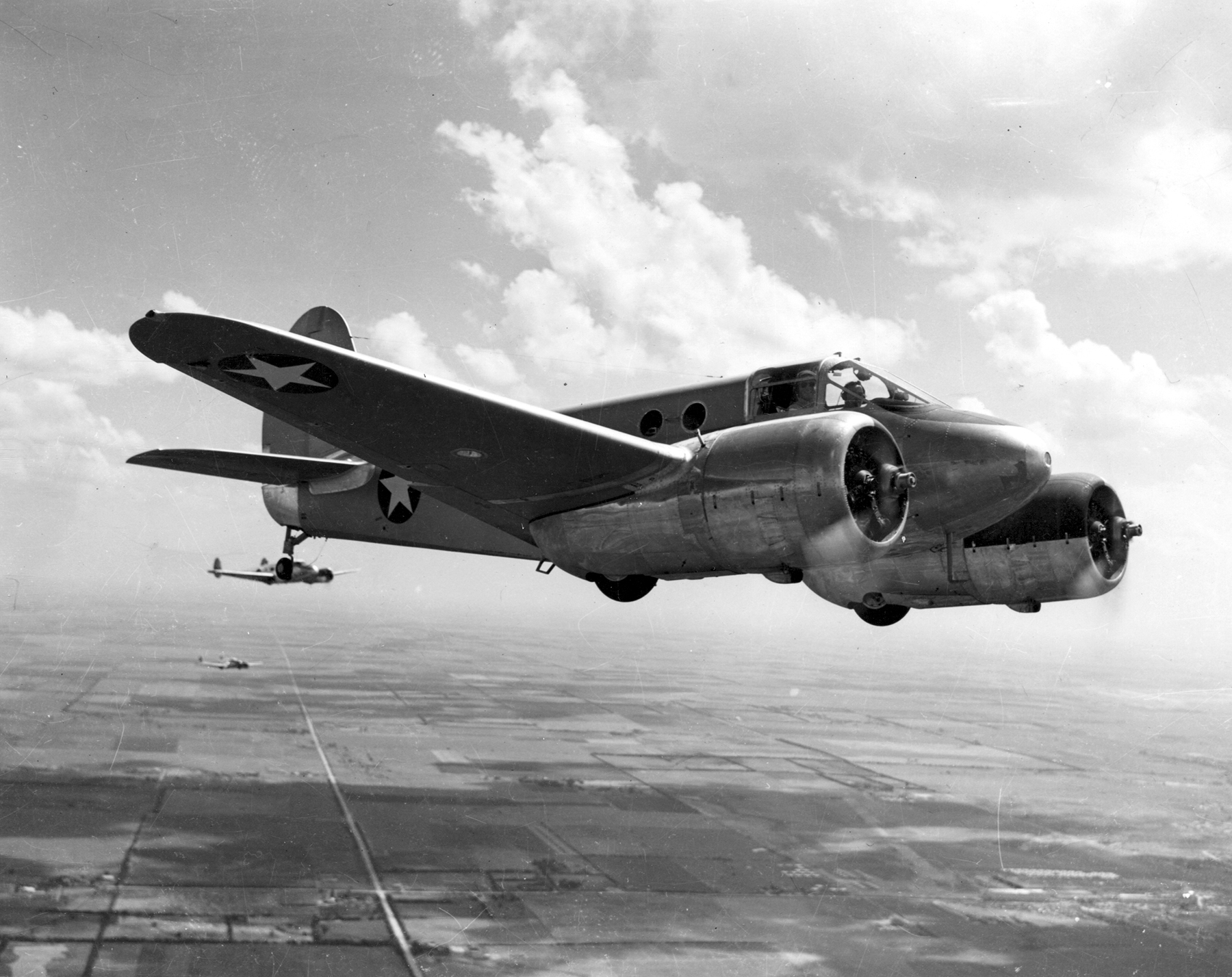
Beech AT-10 Wichita
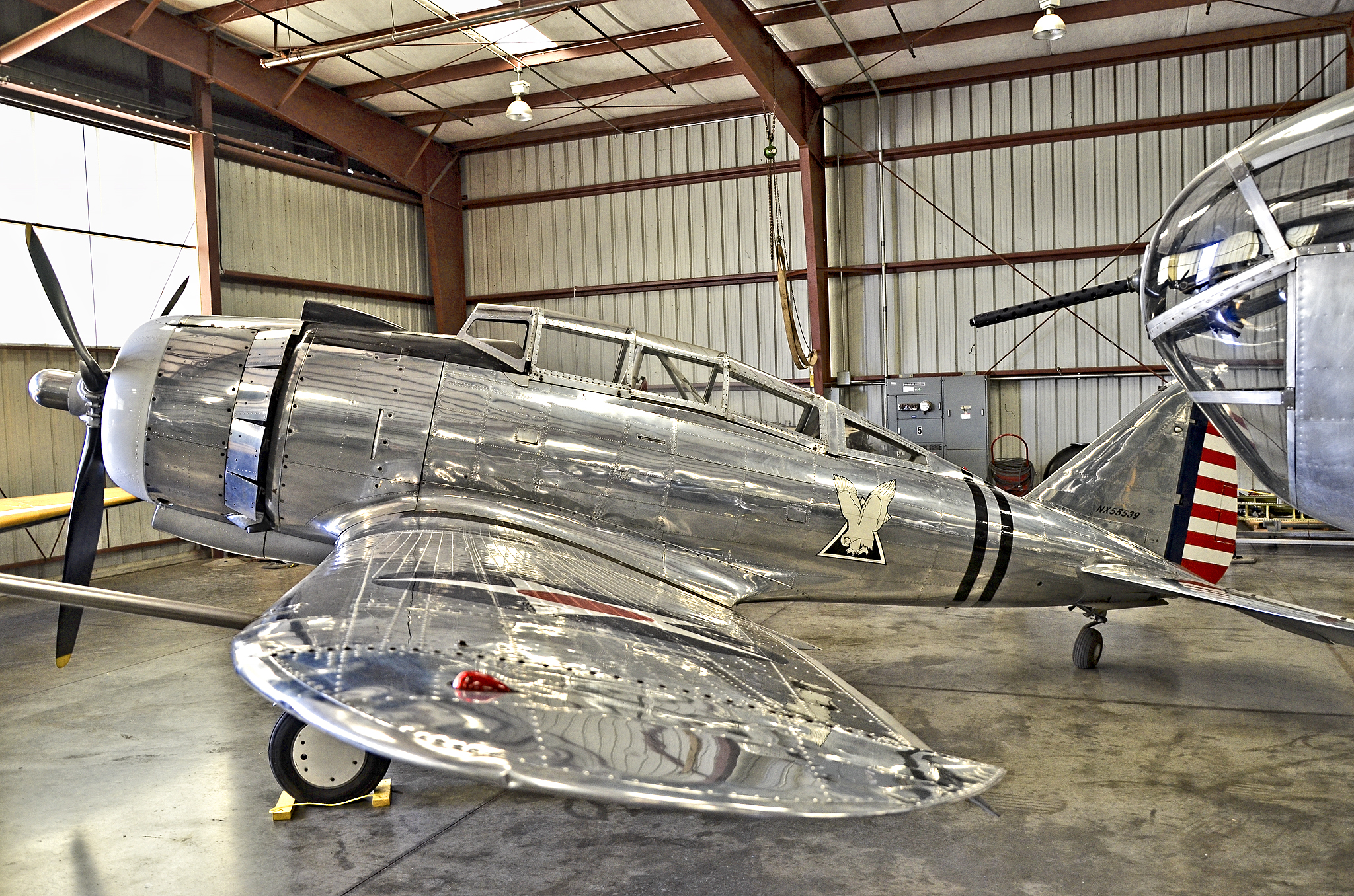
Seversky AT-12 Guardsman
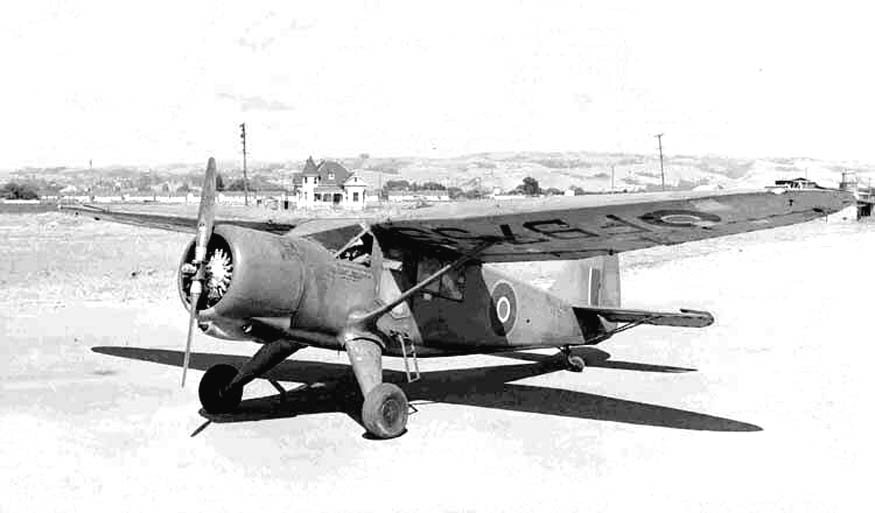
Stinson AT-19 als Reliant der RAF

#### Schulflugzeuge zur Besatzungsausbildung
- Beech AT-7 Navigator/AT-11 Kansan – Beech 18 Twin Beech (1937)
- Lockheed AT-18 – Trainervariante der A-29 Hudson (1938)
- Avro AT-20 – britische Avro Anson (1935), von Federal in Kanada für die USAAF gebaut
- Fairchild AT-21 Gunner (1943)
- Consolidated AT-22 Liberator – Trainervariante der B-24 Liberator (1939)
- Martin AT-23 Marauder – Trainervariante der B-26 Marauder (1940)
- North American AT-24 Mitchell – Trainervariante der B-25 Mitchell (1940)

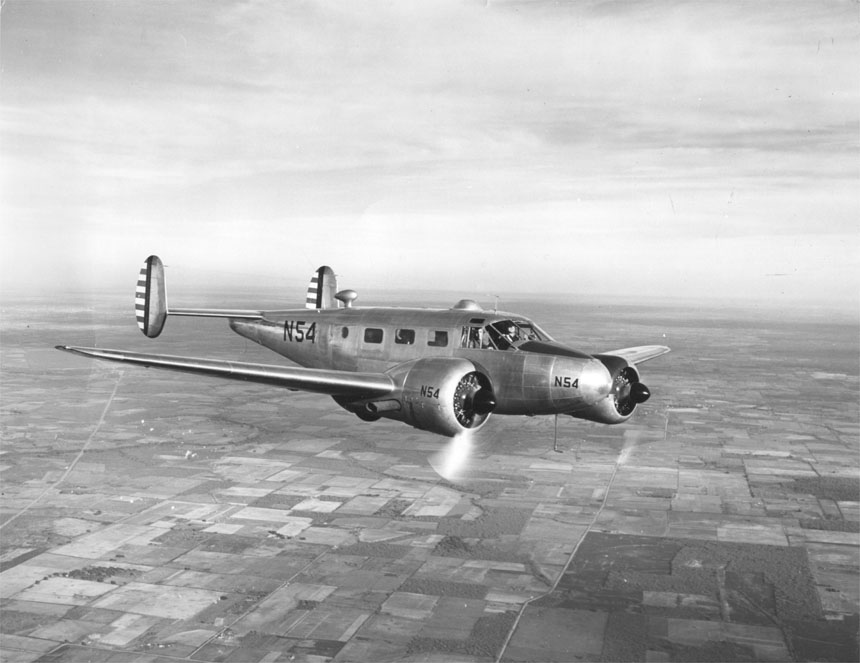
Beech AT-7 Navigator
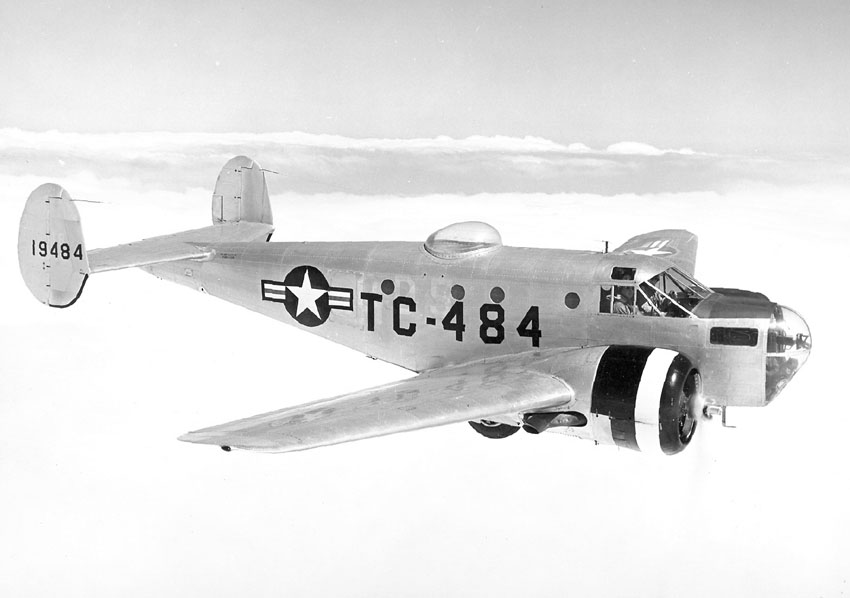
Beech AT-11 Kansan
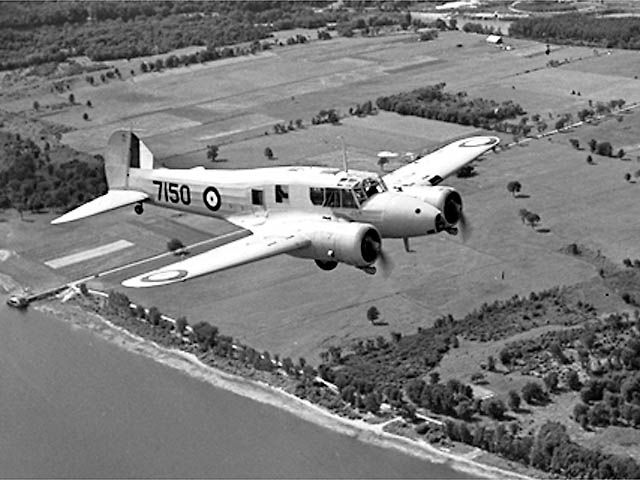
Avro Anson der RCAF
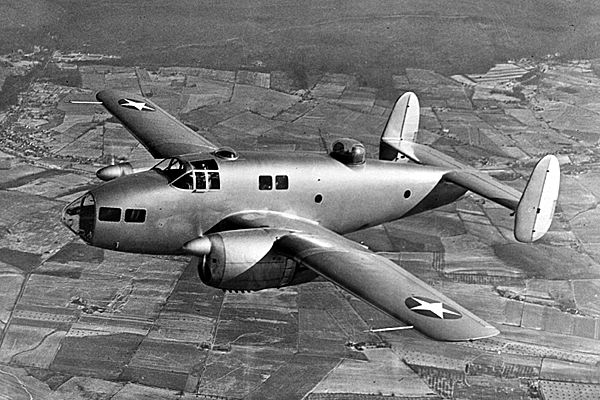
Fairchild AT-21 Gunner

### Versuchsmuster und Prototypen

#### Jagdflugzeuge
Einmotorige Jagdflugzeuge
- Curtiss YP-37 (1937)
- Seversky XP-41 (1939)
- Curtiss XP-42 (1939)
- Curtiss XP-46 (1941)
- Vultee XP-54 Swoose Goose (1943)
- Curtiss-Wright XP-55 Ascender (1943)
- Northrop XP-56 Black Bullett (1943)
- Curtiss XP-60 (1941) – 6 unterschiedliche Prototypen einer Entwicklungslinie
- Curtiss XP-62 (1943)
- Republic XP-72 (1944)
- Bell XP-77 (1944) – Leichtjagdflugzeug aus Holz

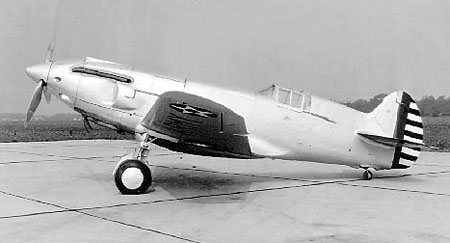
Curtiss YP-37
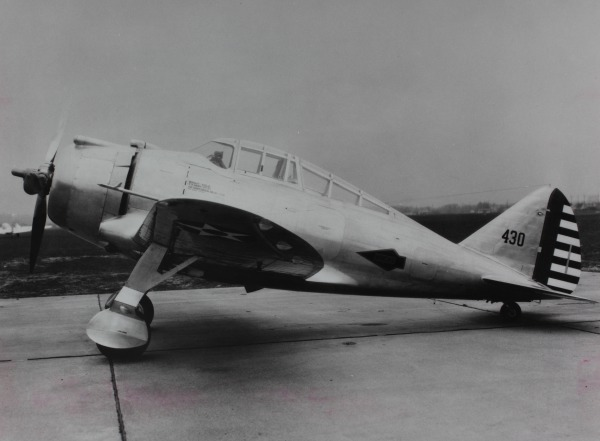
Seversky XP-41
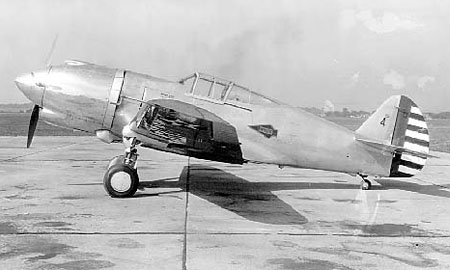
Curtiss XP-42
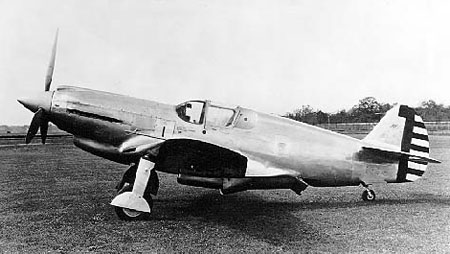
Curtiss XP-46
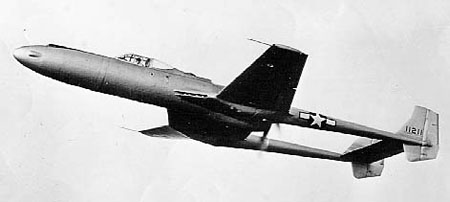
Vultee XP-54 Swoose Goose
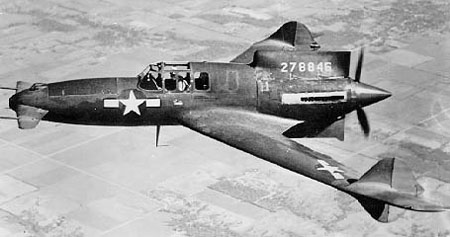
Curtiss-Wright XP-55 Ascender
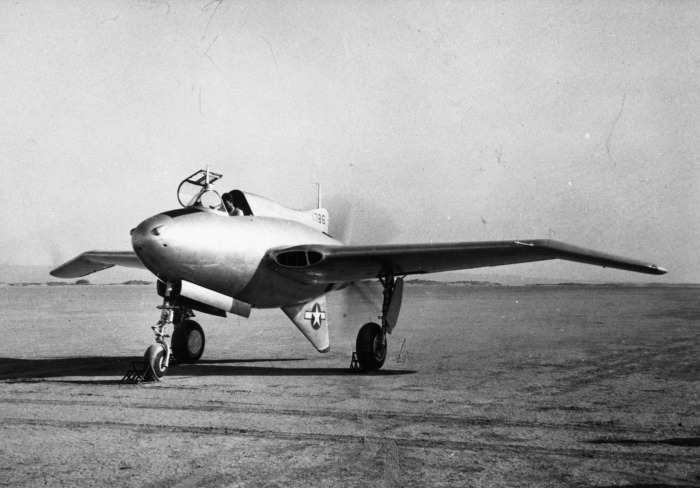
Northrop XP-56 Black Bullett
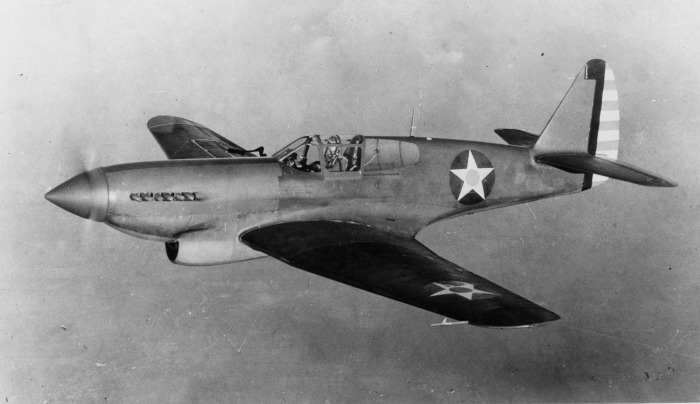
Curtiss XP-60
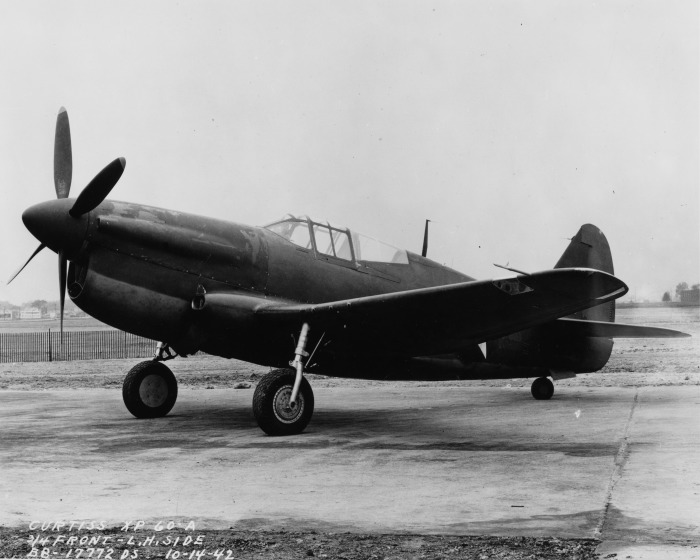
Curtiss XP-60A
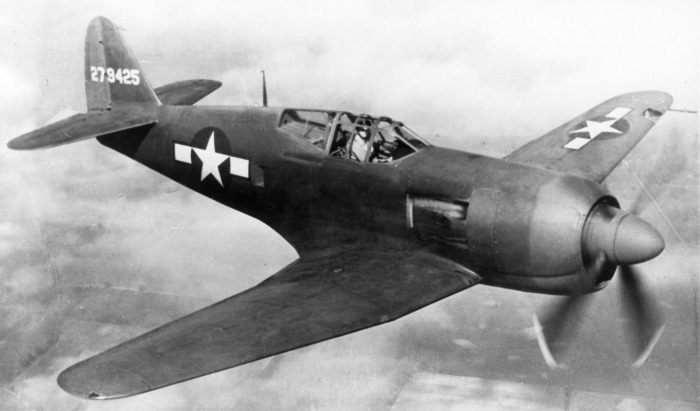
Curtiss XP-60C
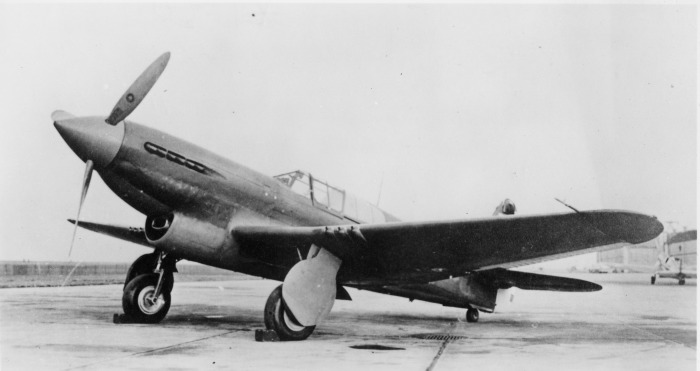
Curtiss XP-60D
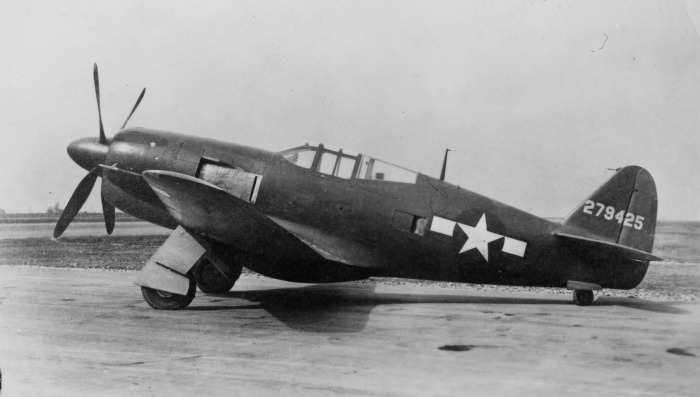
Curtiss XP-60E
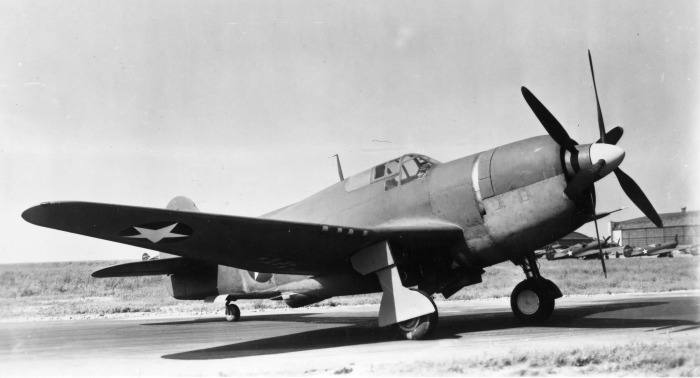
Curtiss XP-62
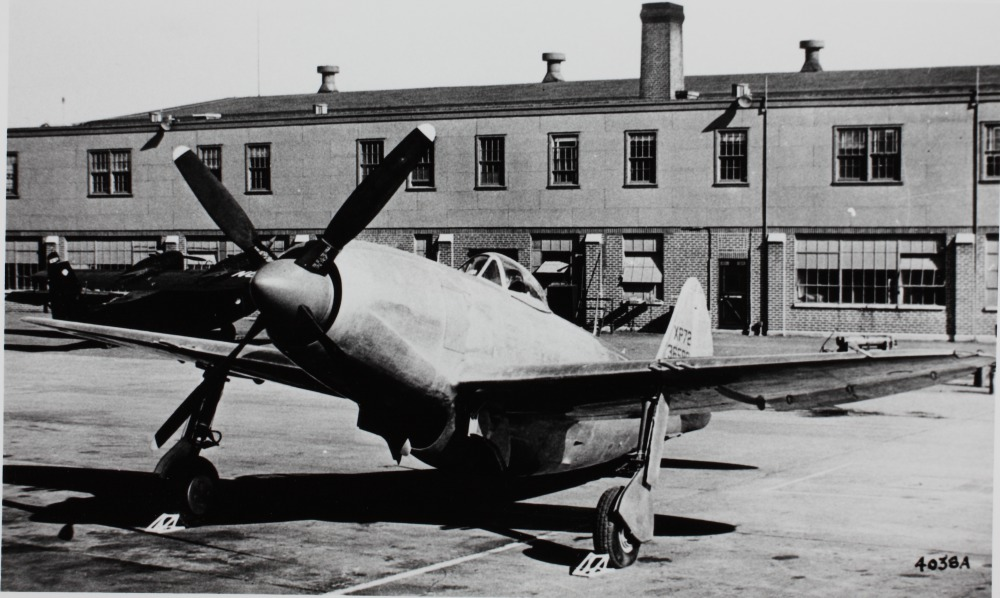
Republic XP-72
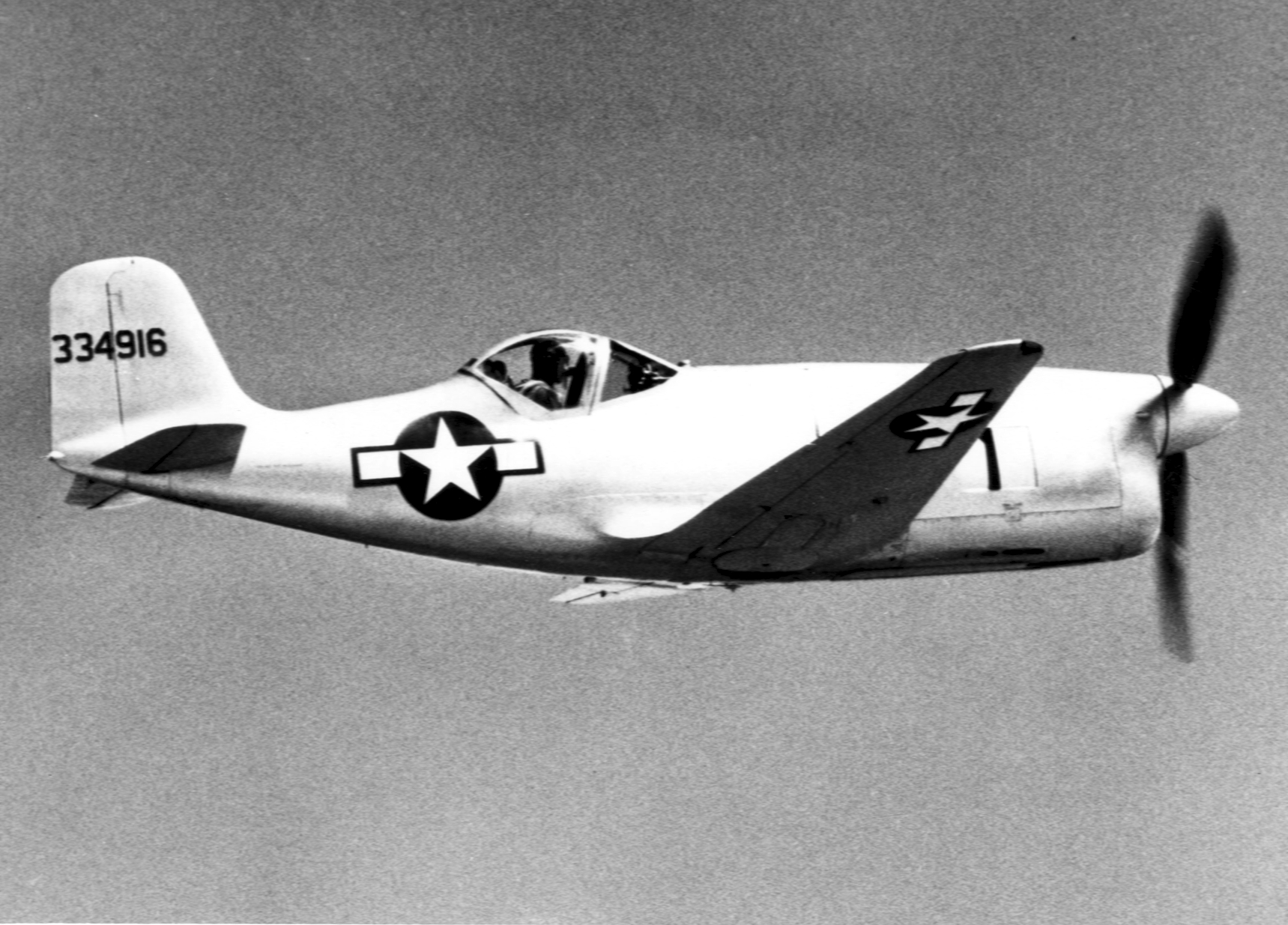
Bell XP-77

Zweimotorige Jagdflugzeuge
- Bell YFM-1 Airacuda (1937)
- Lockheed XP-49 (1942)
- Grumman XP-50 (1941)
- Lockheed XP-58 Chain Lightning (1944)
- McDonnell XP-67 (1944)

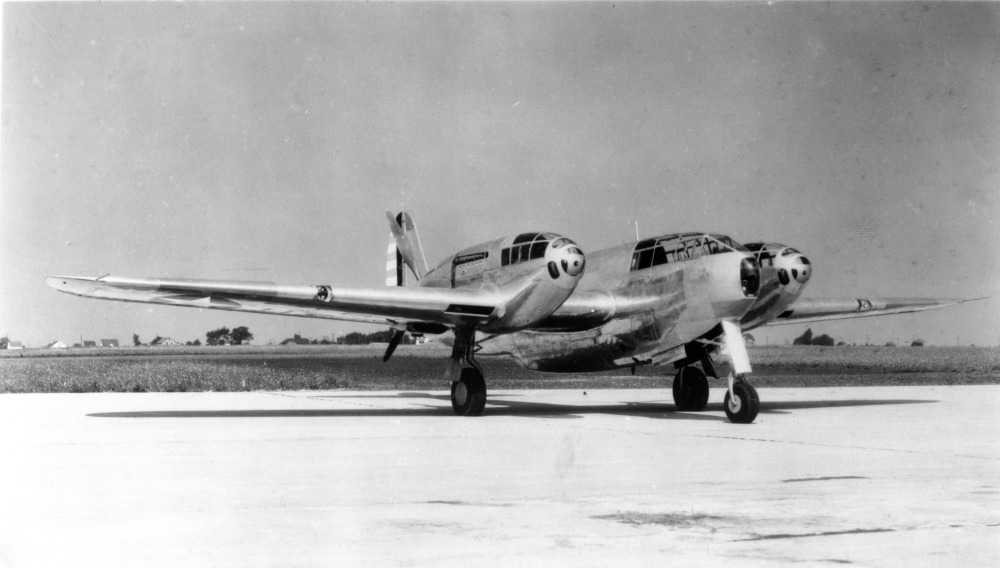
Bell YFM-1 Airacuda
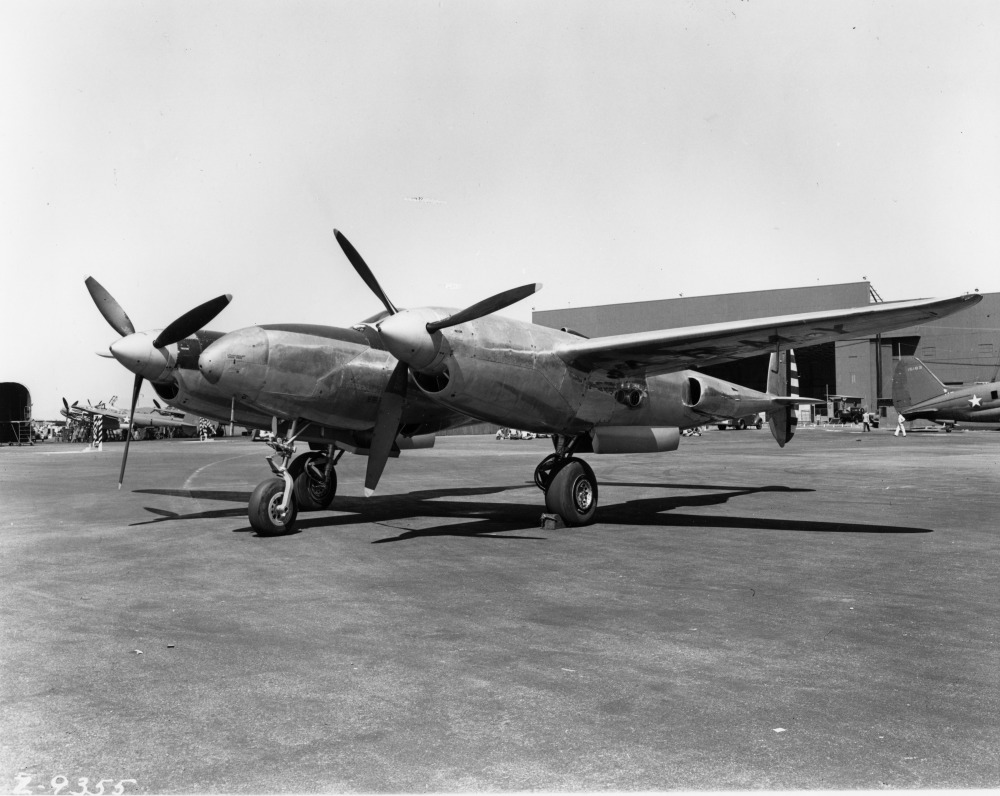
Lockheed XP-49
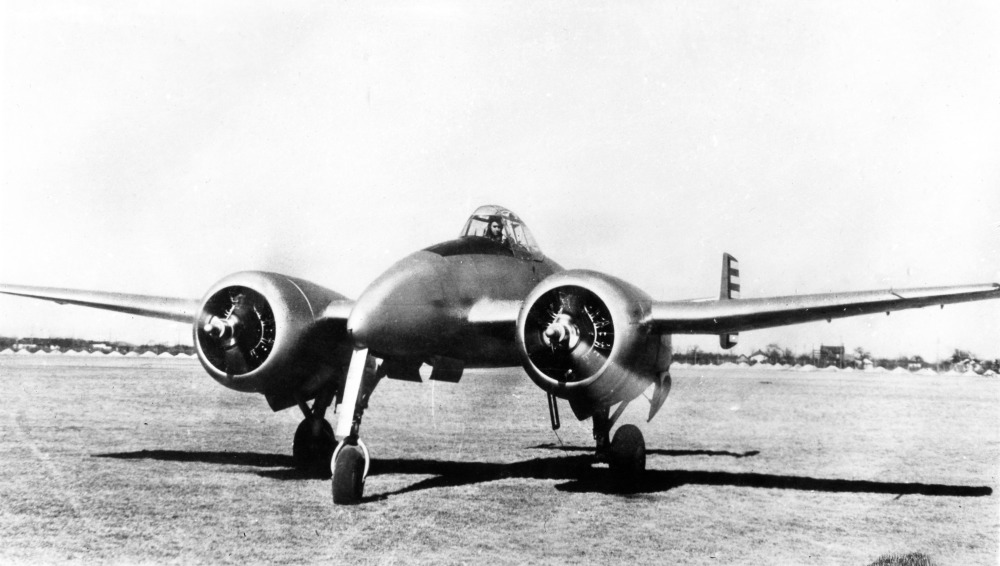
Grumman XP-50
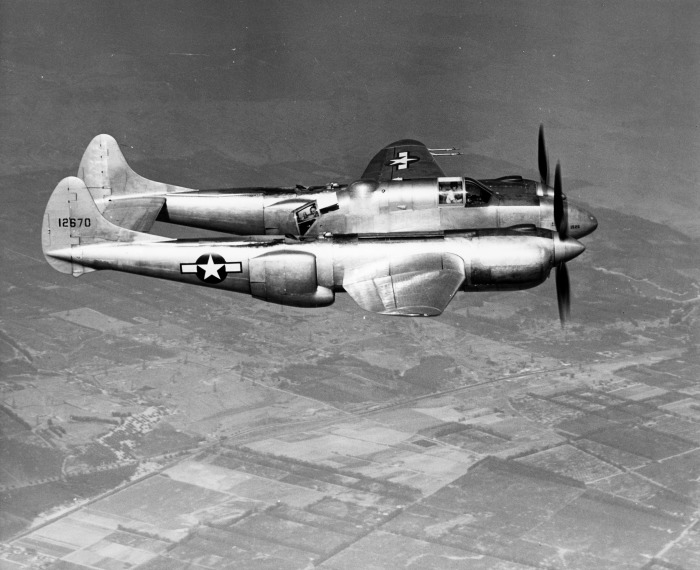
Lockheed XP-58 Chain Lightning
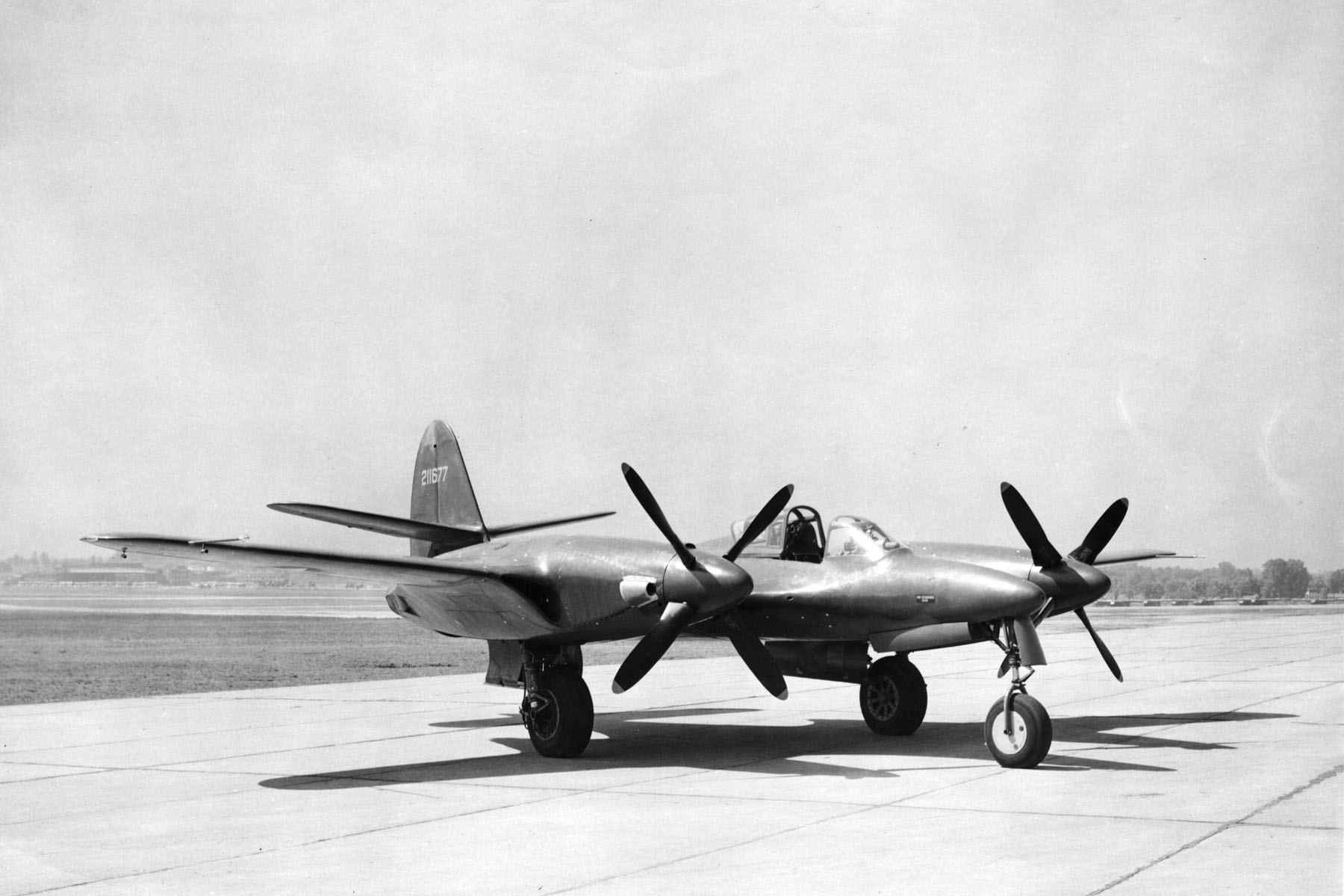
McDonnell XP-67

Strahlgetriebene Jagdflugzeuge
- Convair XP-81 (1945) – Mischantrieb mit Turboprop- und Strahltriebwerk
- Bell XP-83 (1945) – Strahltriebwerk

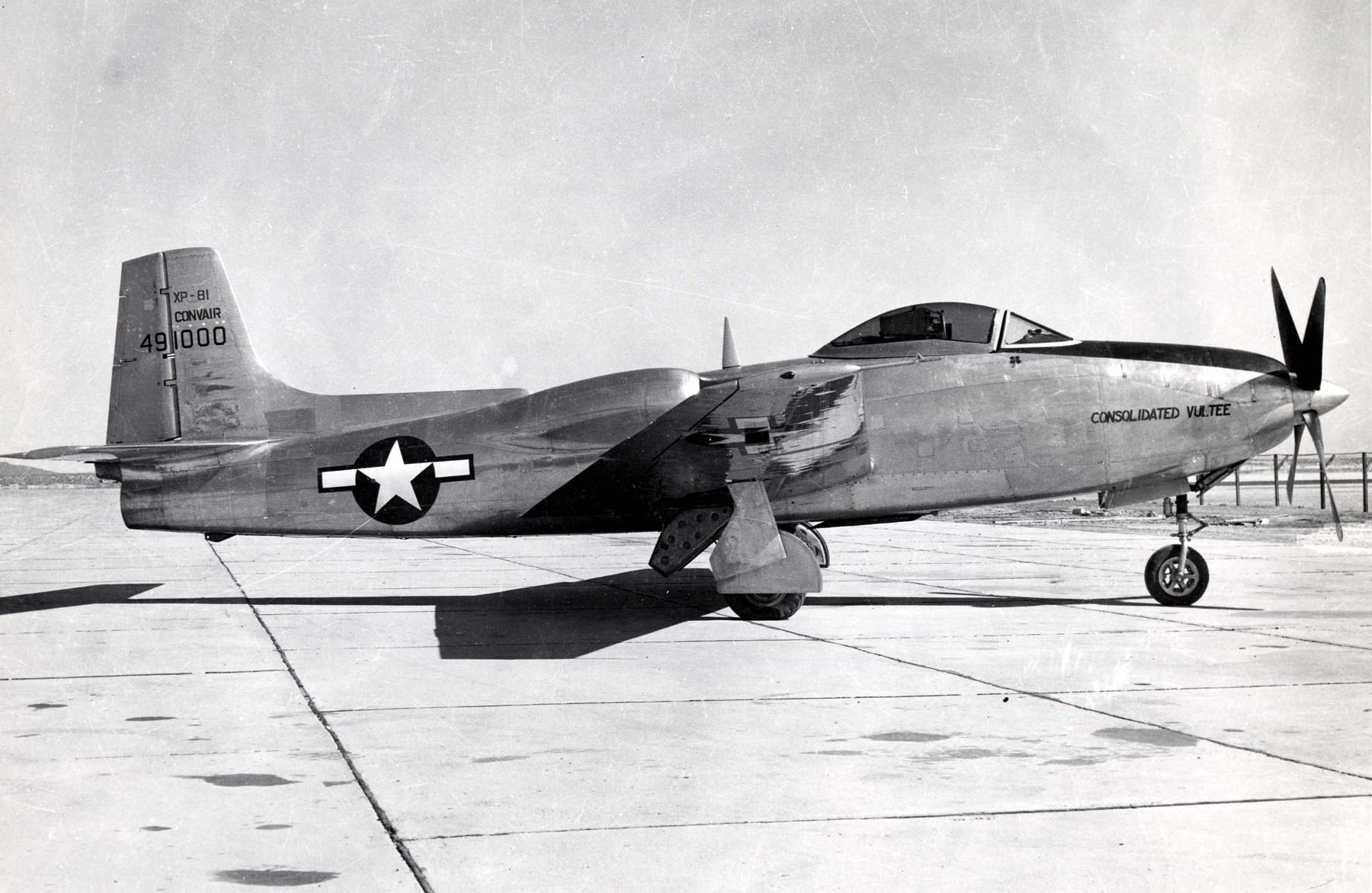
Convair XP-81
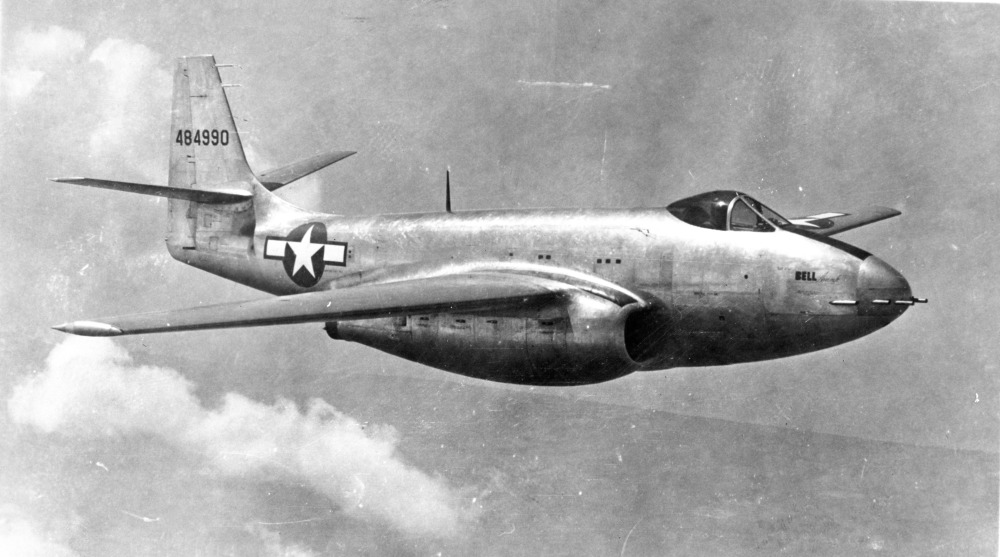
Bell XP-83

#### Bombenflugzeuge
Leichte Bomber und Erdkampfflugzeuge
- Stearman XA-21 (1938)
- North American NA-40 (1939) – während Erprobung abgestürzt
- Brewster XA-32 (1943)
- Hughes XA-37 (1943)
- Beech XA-38 Grizzly (1944)
- Vultee XA-41 (1944)

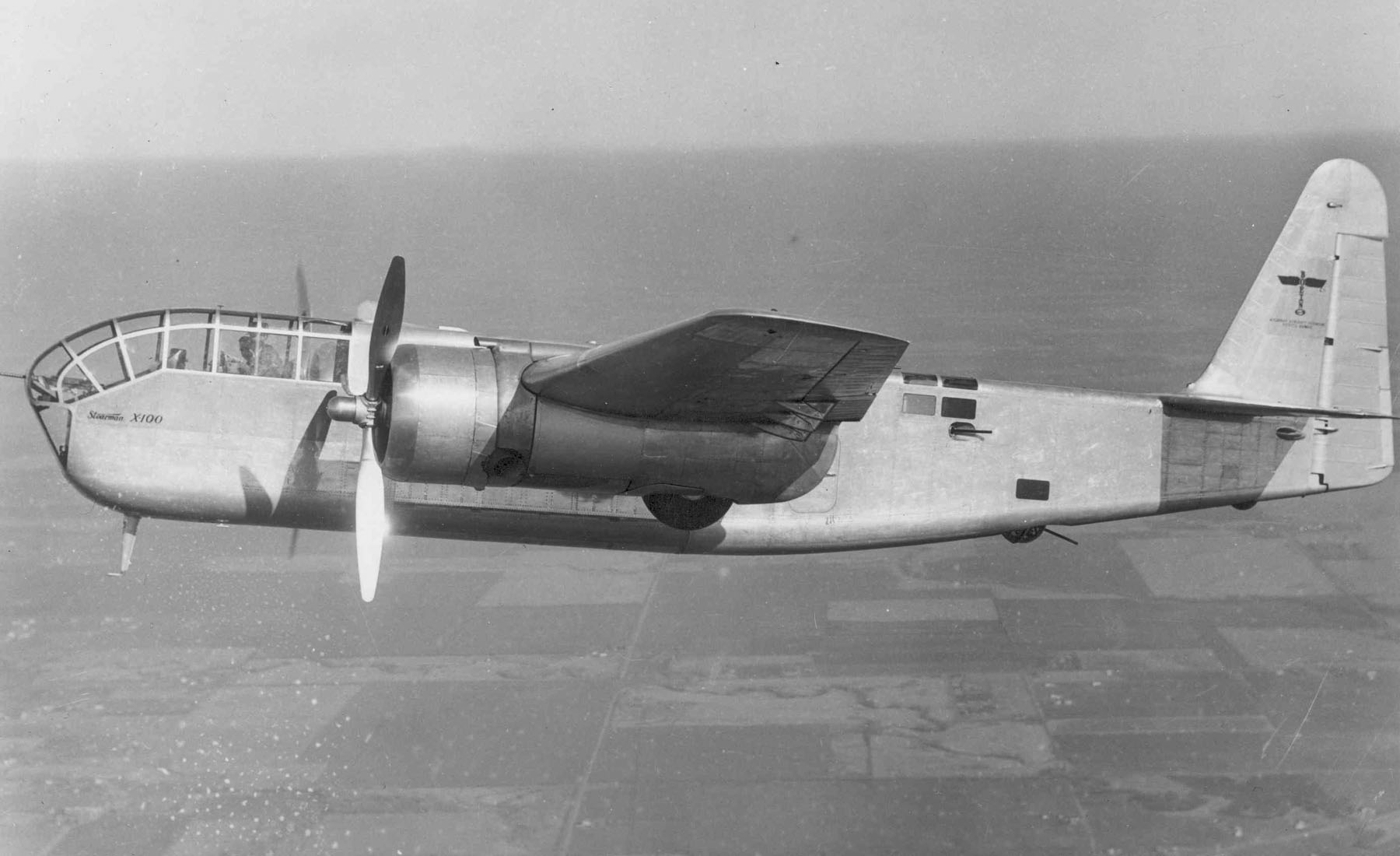
Stearman XA-21
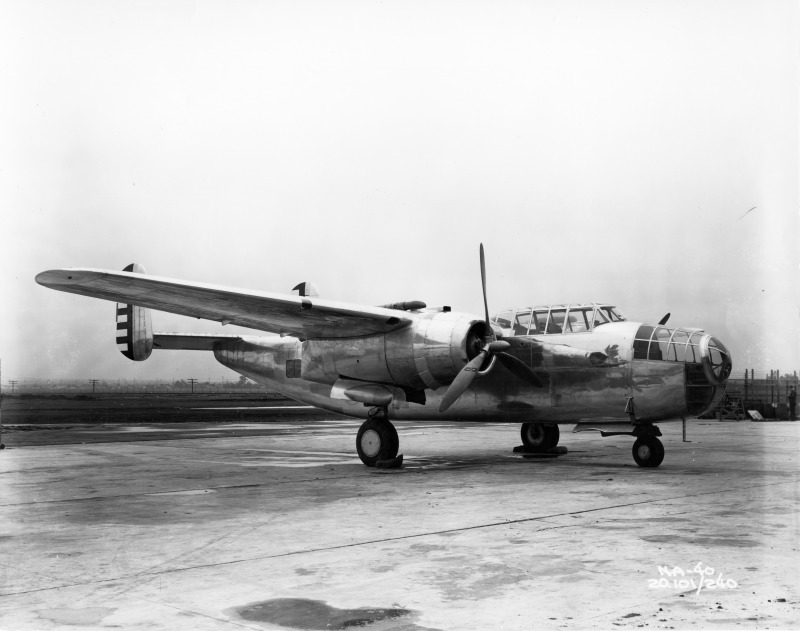
North American NA-40
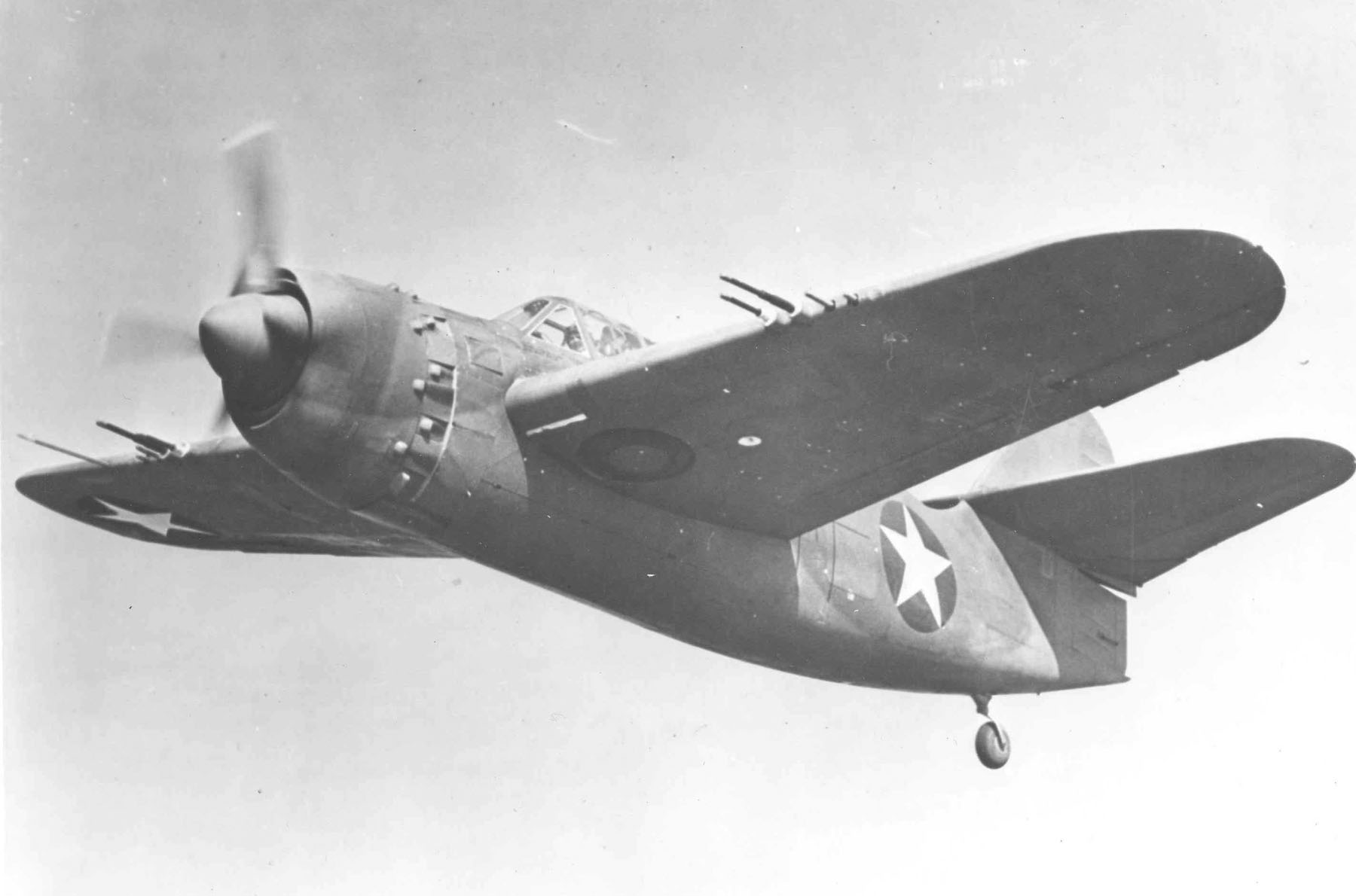
Brewster XA-32
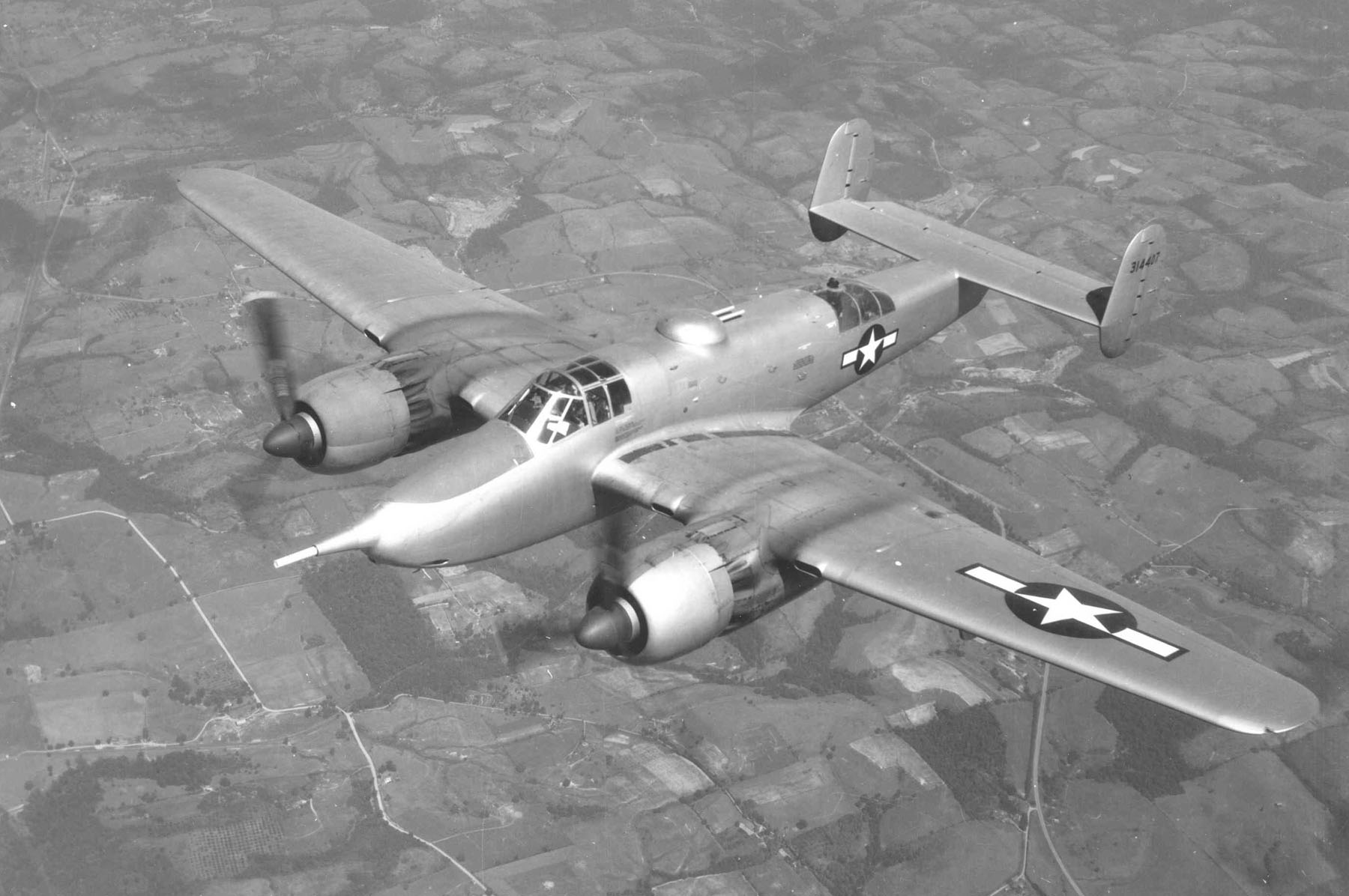
Beech XA-38 Grizzly
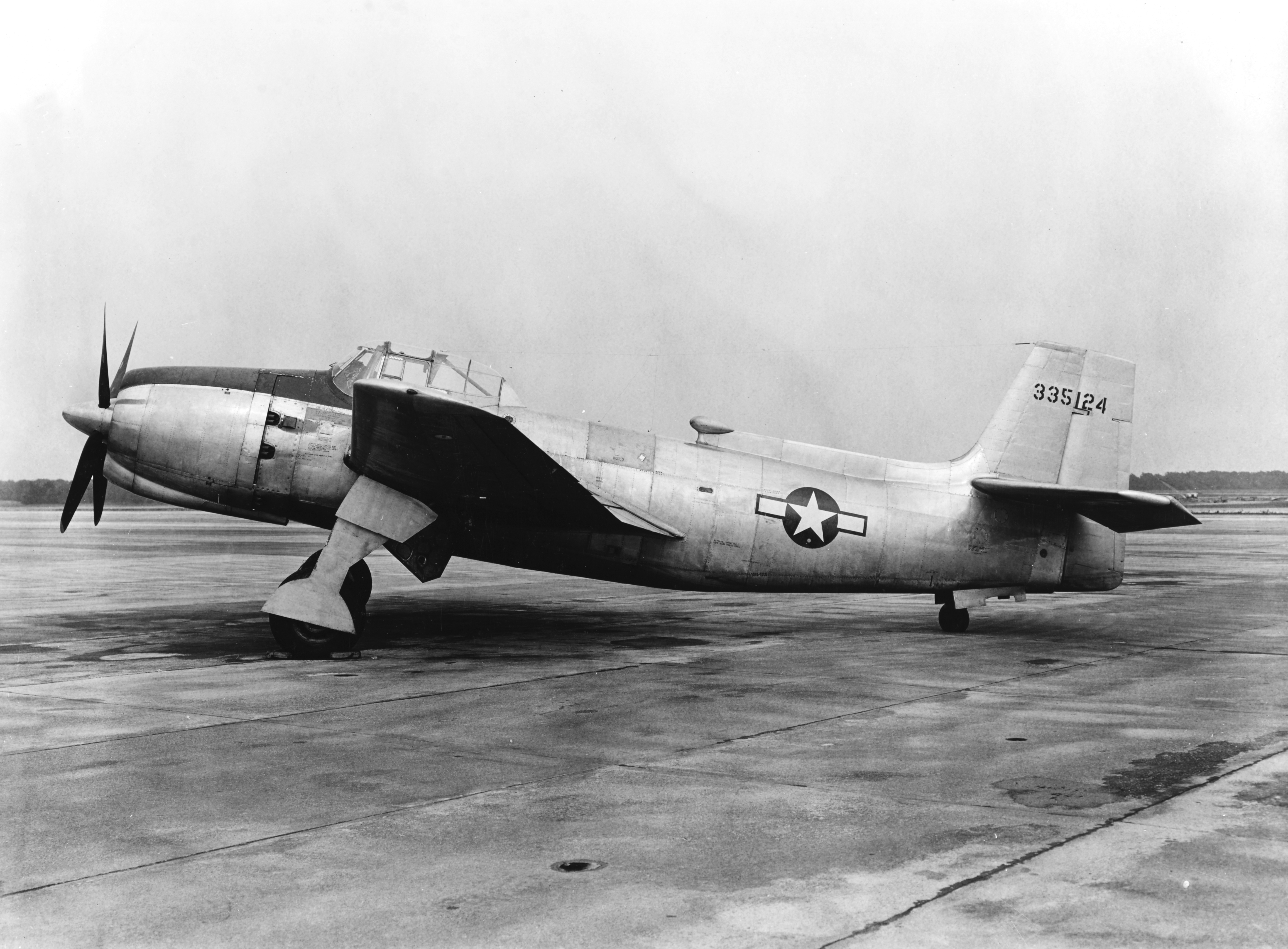
Vultee XA-41

Mittelschwere Bomber
- North American XB-21 (1936)
- Douglas XB-42 Mixmaster (1944) – ursprüngliche Bezeichnung XA-42

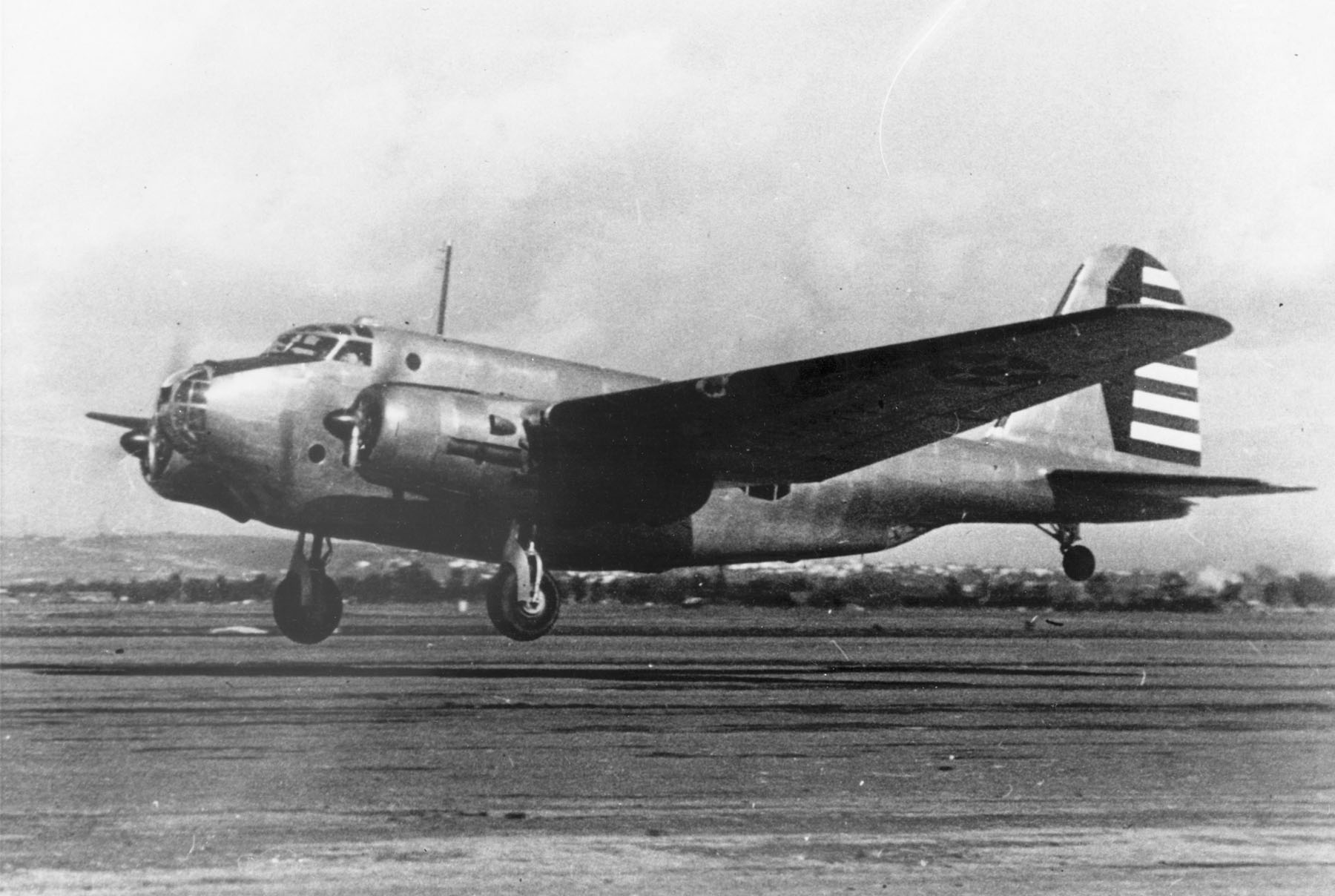
North American XB-21
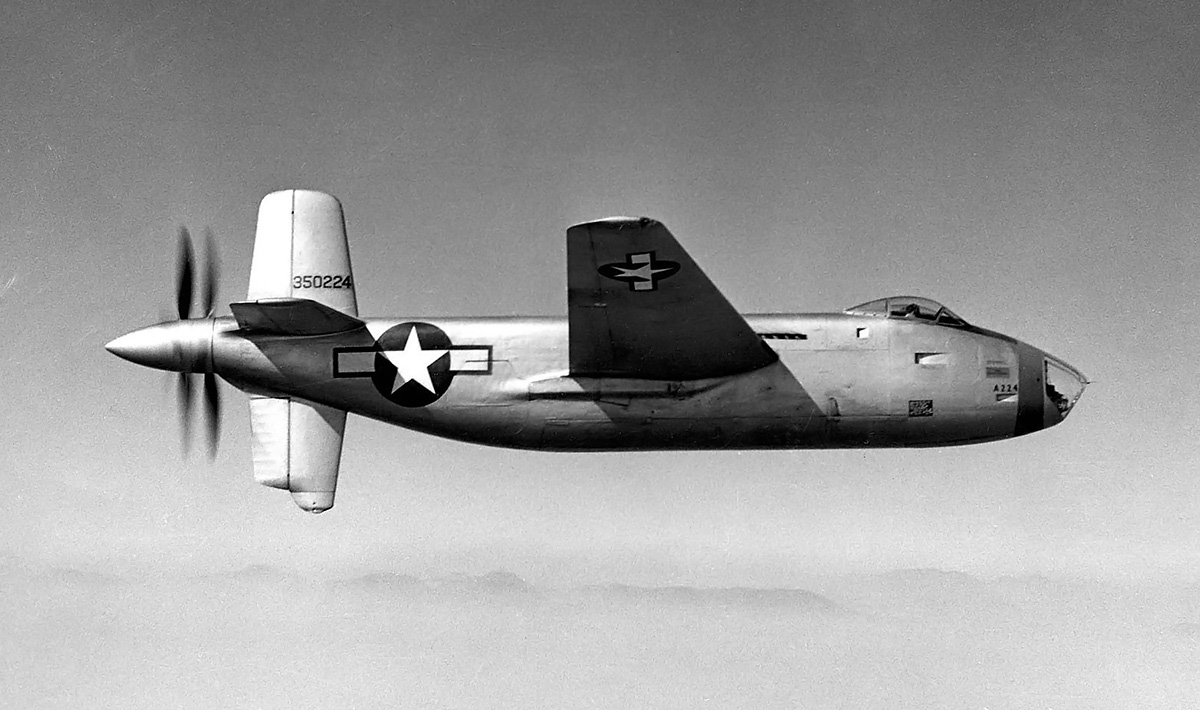
Douglas XB-42 Mixmaster

Schwere Bomber
- Boeing XB-15 (1937) – 1943 in Transportflugzeug XC-105 umgebaut
- Douglas XB-19 (1941)

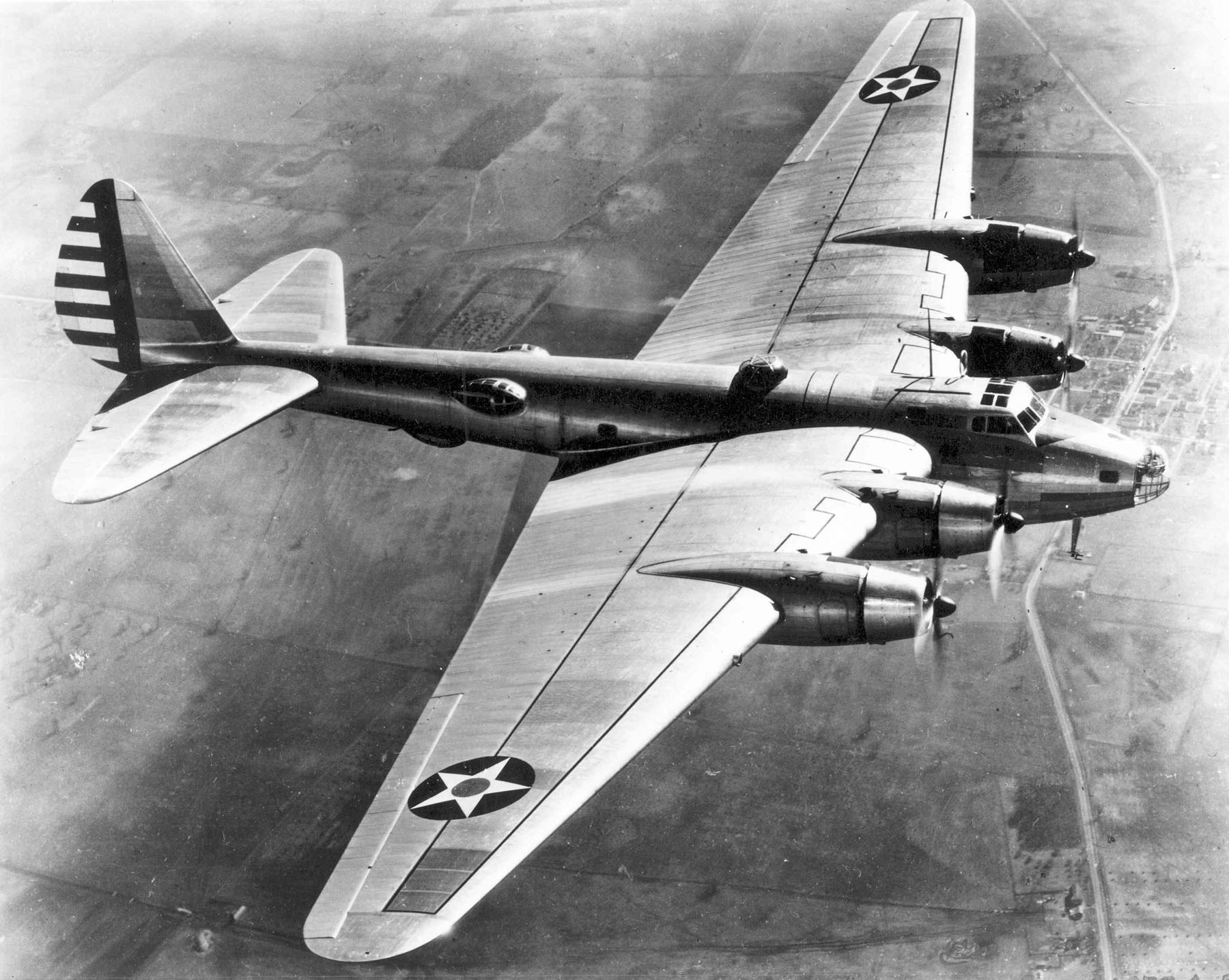
Boeing XB-15
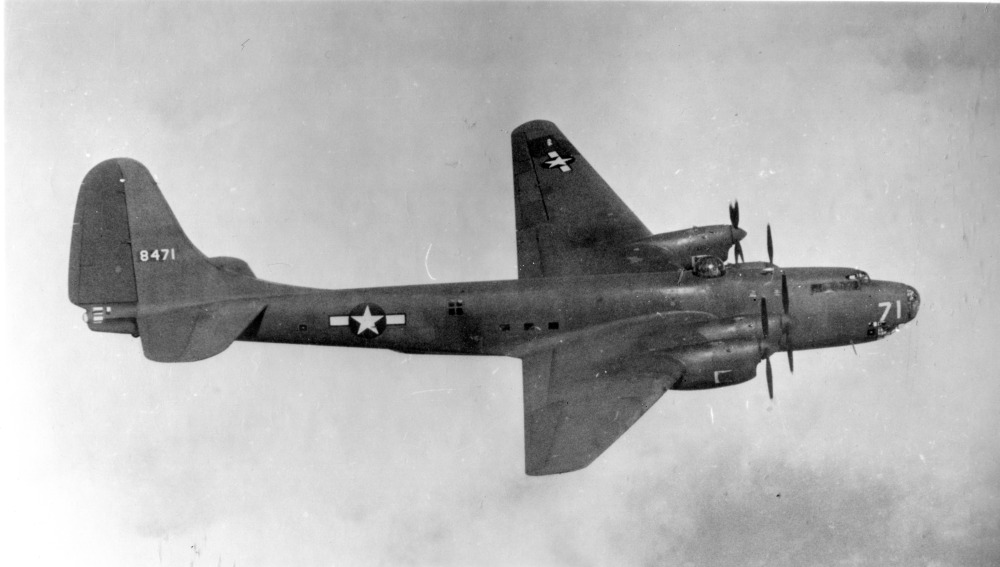
Douglas XB-19

#### Transportflugzeuge und Lastensegler
Transportflugzeuge
- Cessna XC-106 Loadmaster (1943) – Cessna P-260, Holzkonstruktion, Serienbau storniert

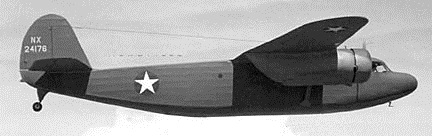
Cessna XC-106 Loadmaster

#### Mehrzweck-, Verbindungs- und Schulflugzeuge
Verbindungsflugzeuge

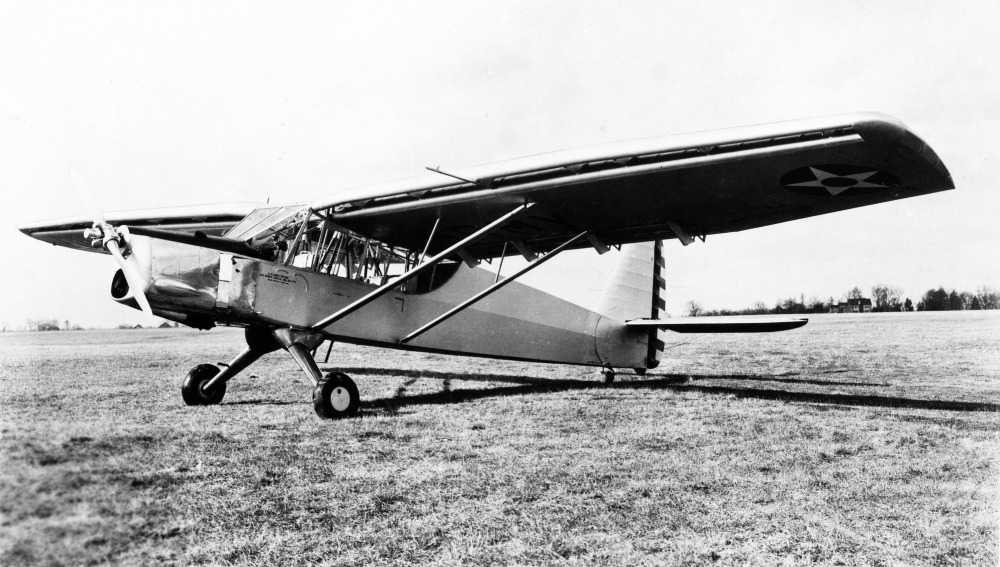
Bellanca YO-50
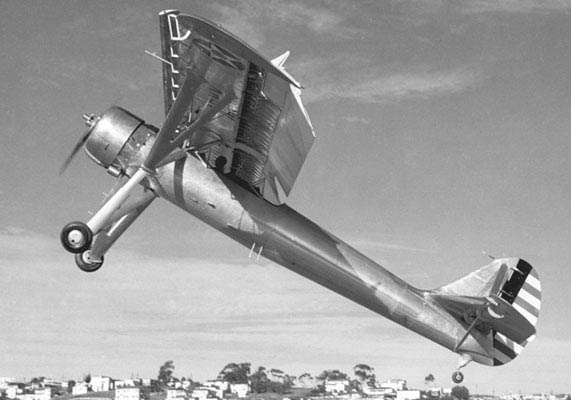
Ryan YO-51 Dragonfly
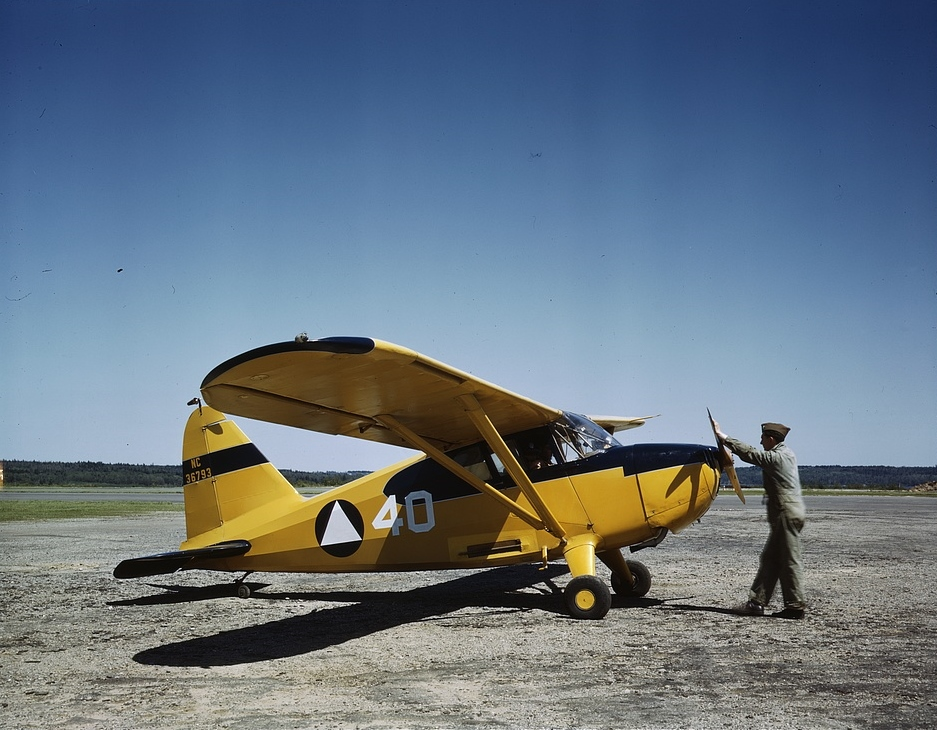
Stinson YO-54 – Model 105 Voyager
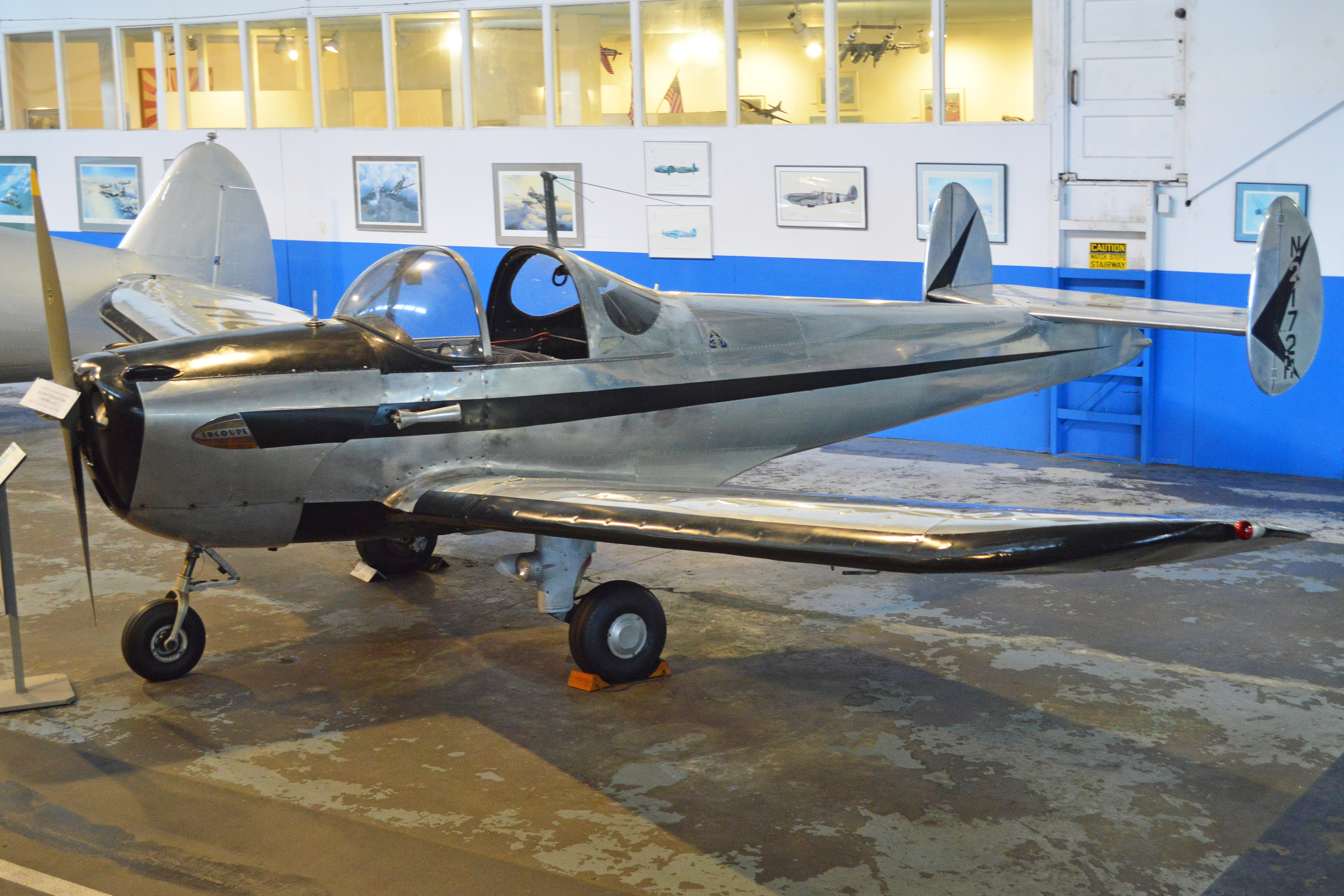
ERCO YO-55 – Model 415 C Ercoupe

- Bellanca YO-50
- Ryan YO-51 Dragonfly
- Stinson Voyager
- ERCO Ercoupe

## Flugzeuge derUS Navy, desUS Marine Corpsund derUS Coast Guard

### Jagdflugzeuge

#### Einmotorige trägergestützte Jagdflugzeuge
- Grumman FF (1931) – als lizenzgebaute Goblin nurmehr in Kanada in Einsatzstaffeln
- Grumman F2F (1933)
- Grumman F3F (1935)
- Grumman F4F Wildcat (1937) – als FM auch von General Motors gebaut
- Brewster F2A Buffalo (1937)
- Vought F4U Corsair (1940) – als F3A und FG auch von Brewster und Goodyear gebaut
- Grumman F6F Hellcat (1942)
- Grumman F8F Bearcat (1944) – kein Kampfeinsatz mehr im Zweiten Weltkrieg
- Goodyear F2G Corsair (1945) – Weiterentwicklung der F4U zur „Super Corsair“, Serienbau abgebrochen

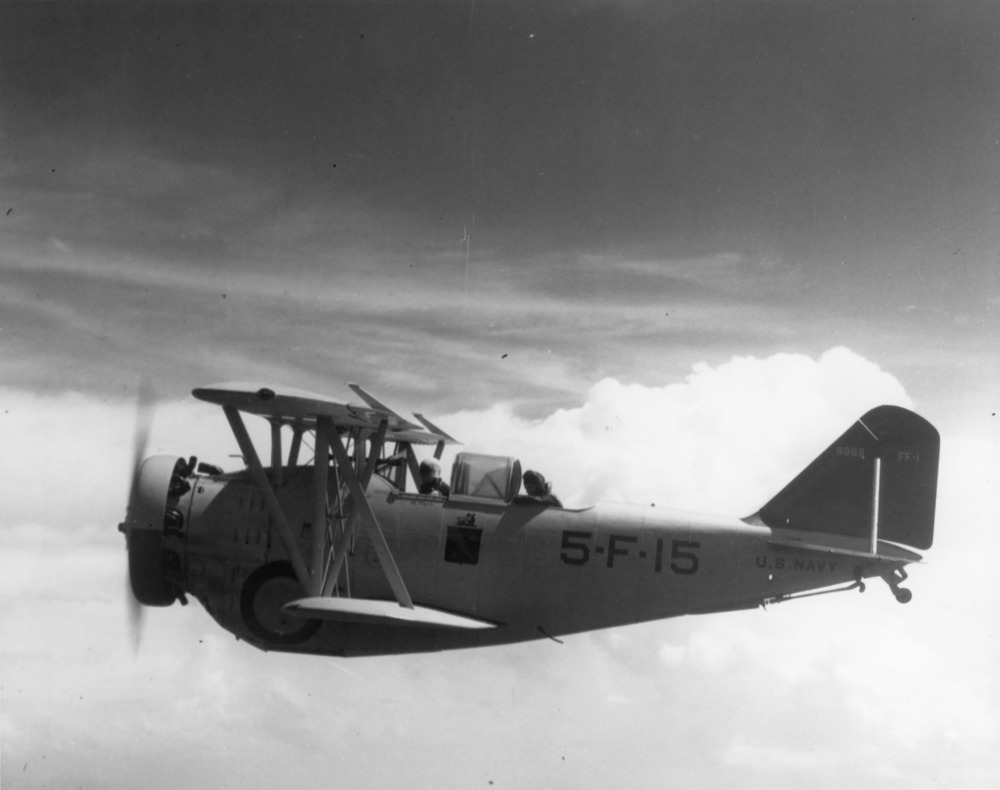
Grumman FF-1
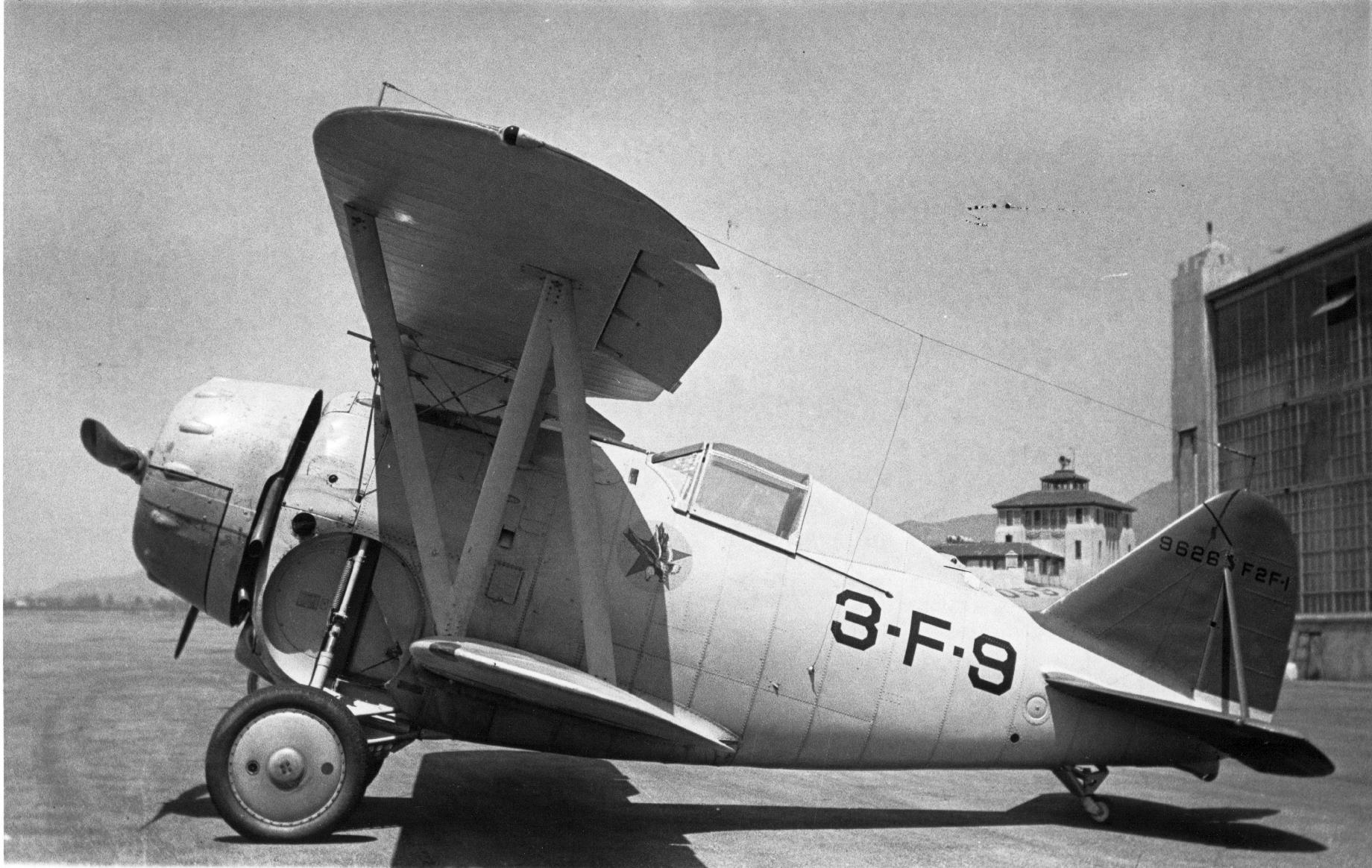
Grumman F2F-1
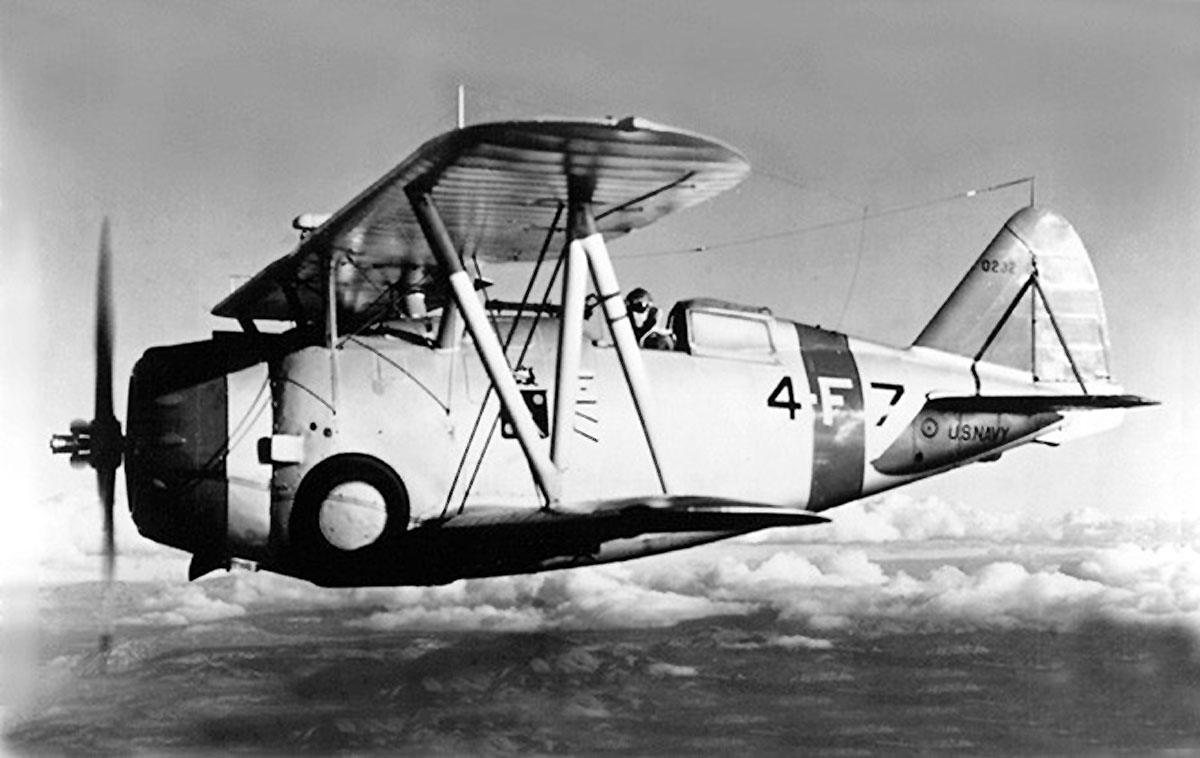
Grumman F3F-1
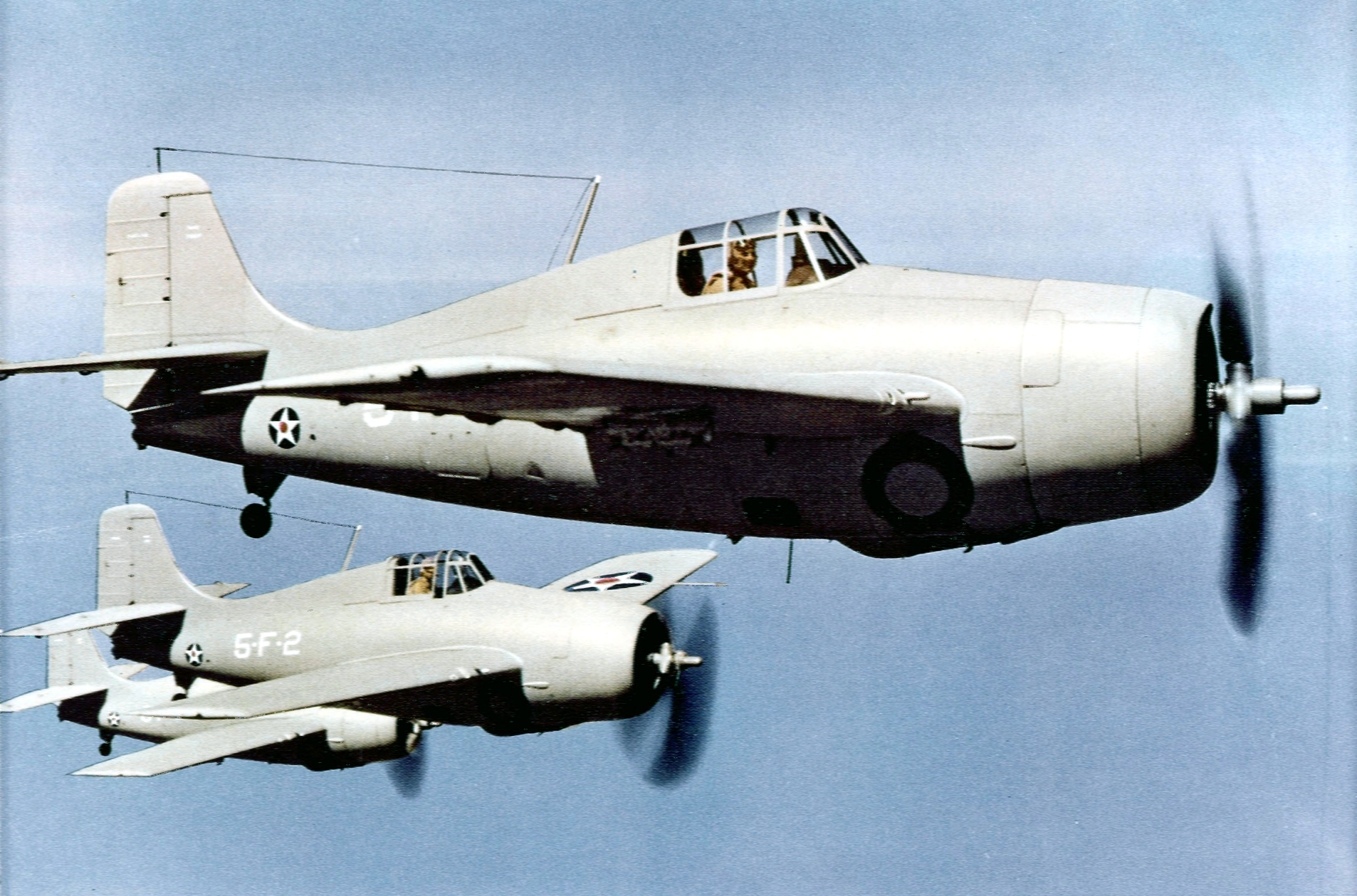
Grumman F4F-3 Wildcat
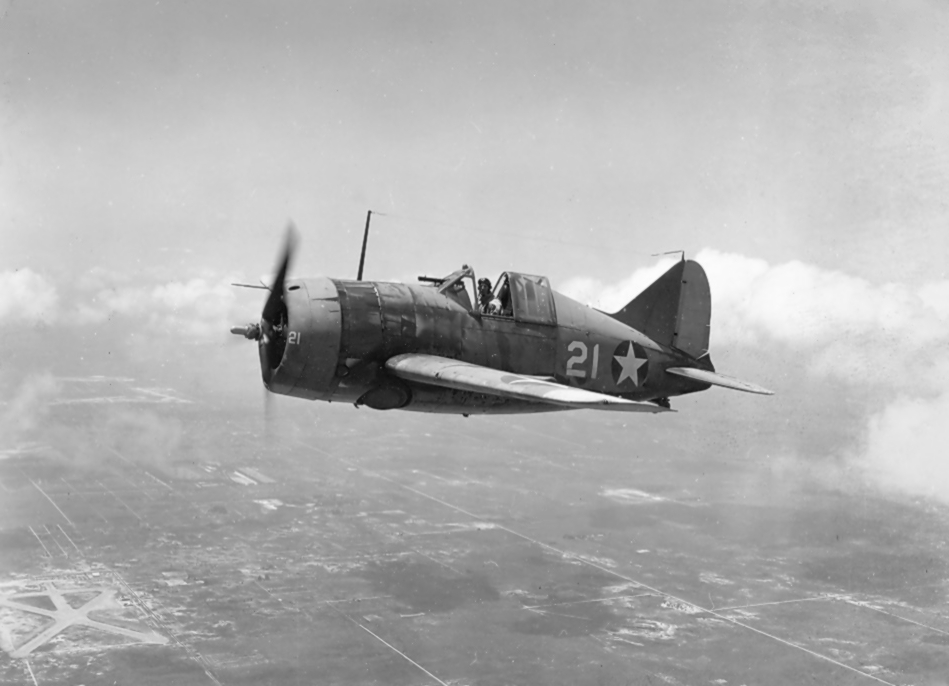
Brewster F2A-3 Buffalo
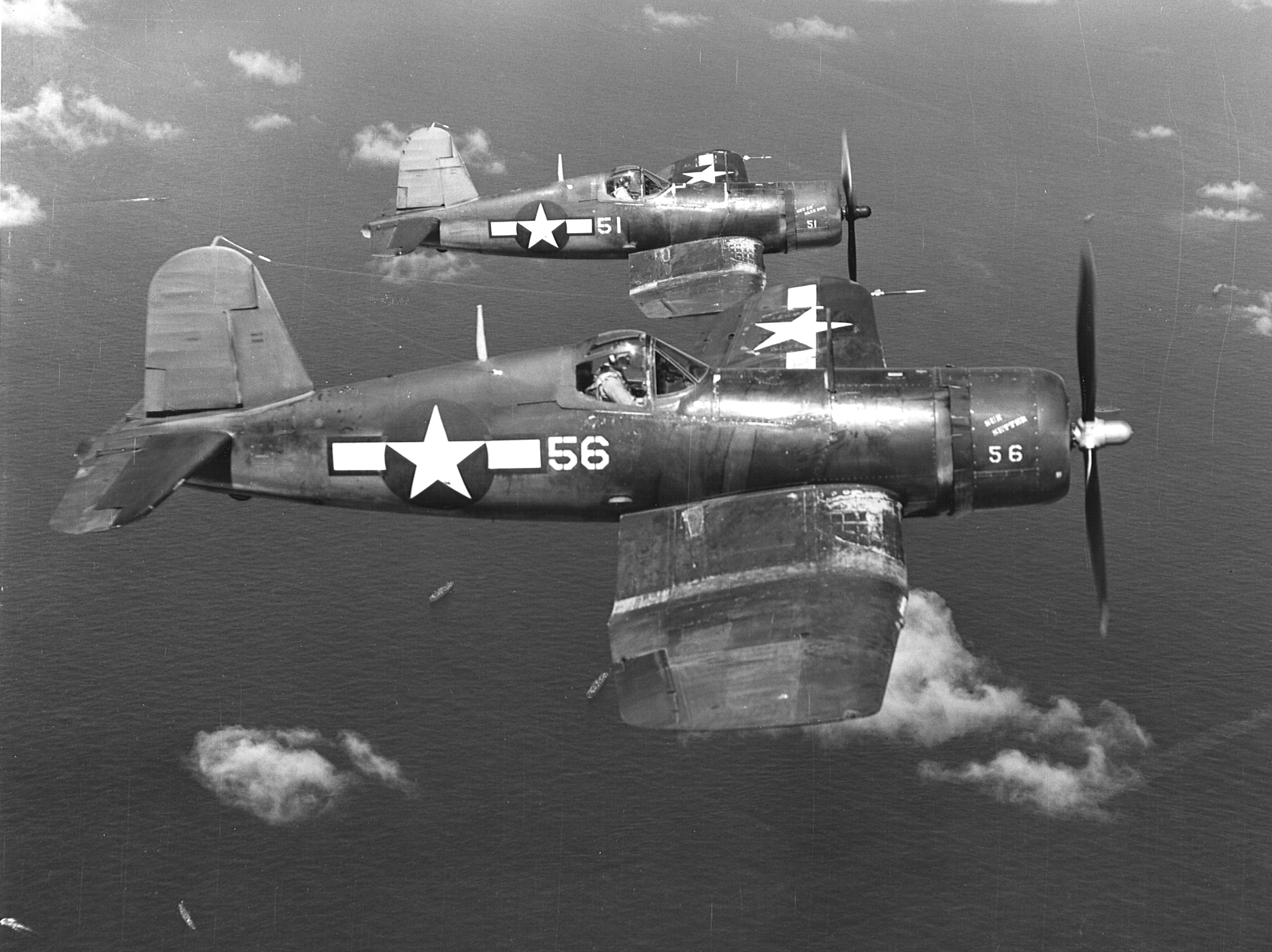
Vought F4U-1 Corsair
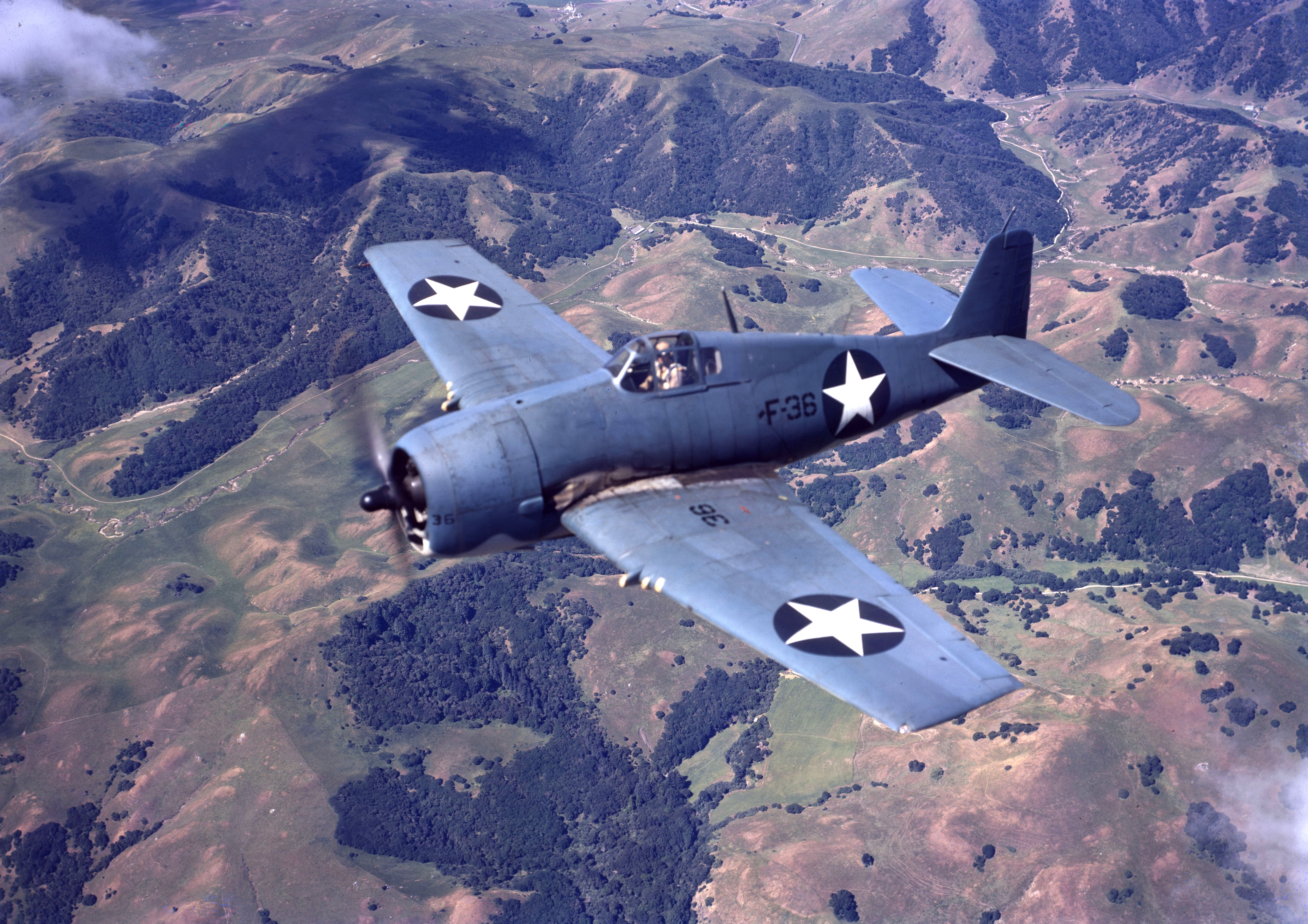
Grumman F6F-3 Hellcat
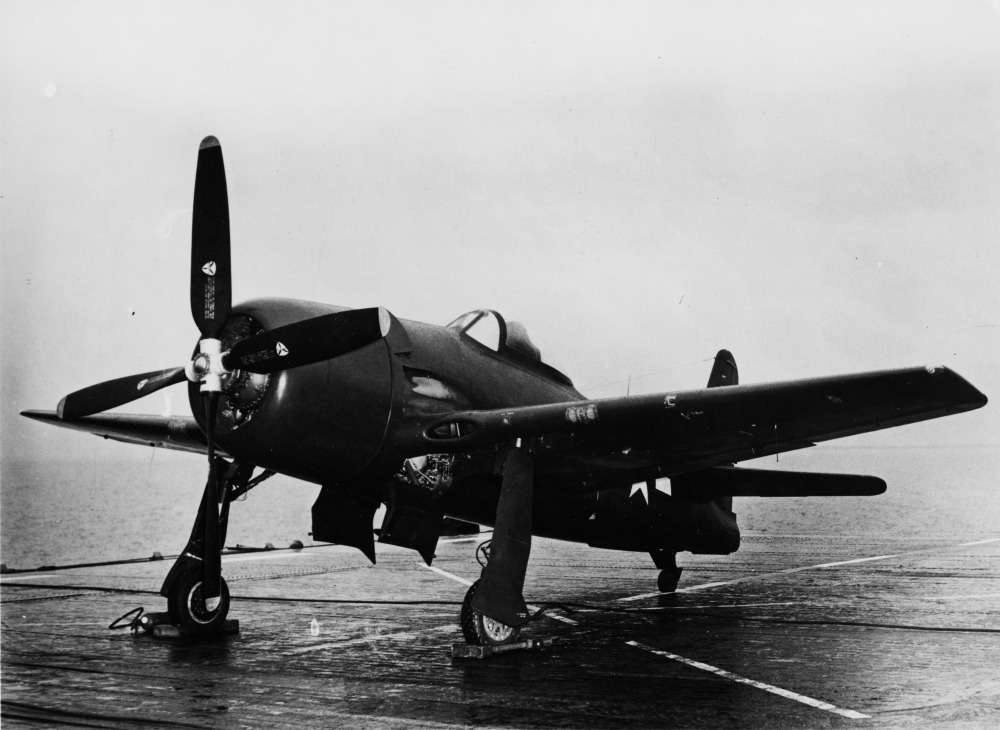
Grumman F8F-1 auf USS Charger (CVE-30)
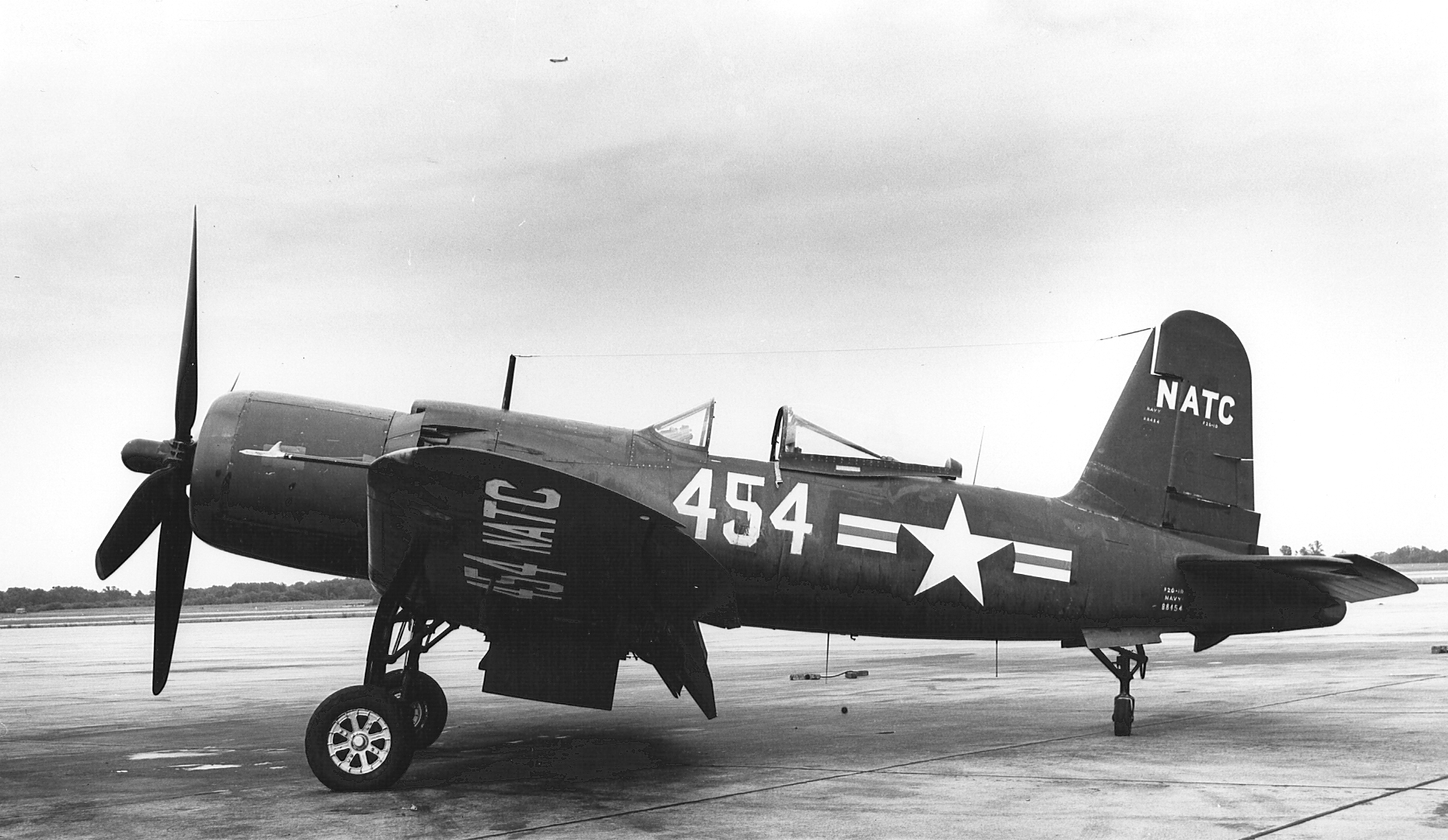
Goodyear F2G-1D

#### Zweimotorige trägergestützte Jagdflugzeuge
- Grumman F7F Tigercat (1943) – kein Kampfeinsatz mehr im Zweiten Weltkrieg

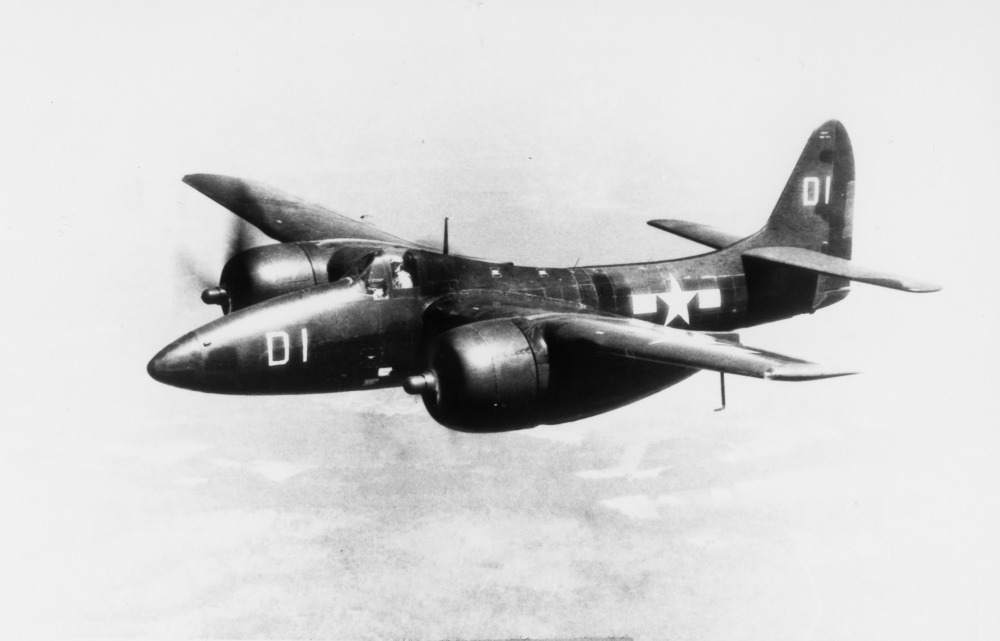
Grumman F7F-1
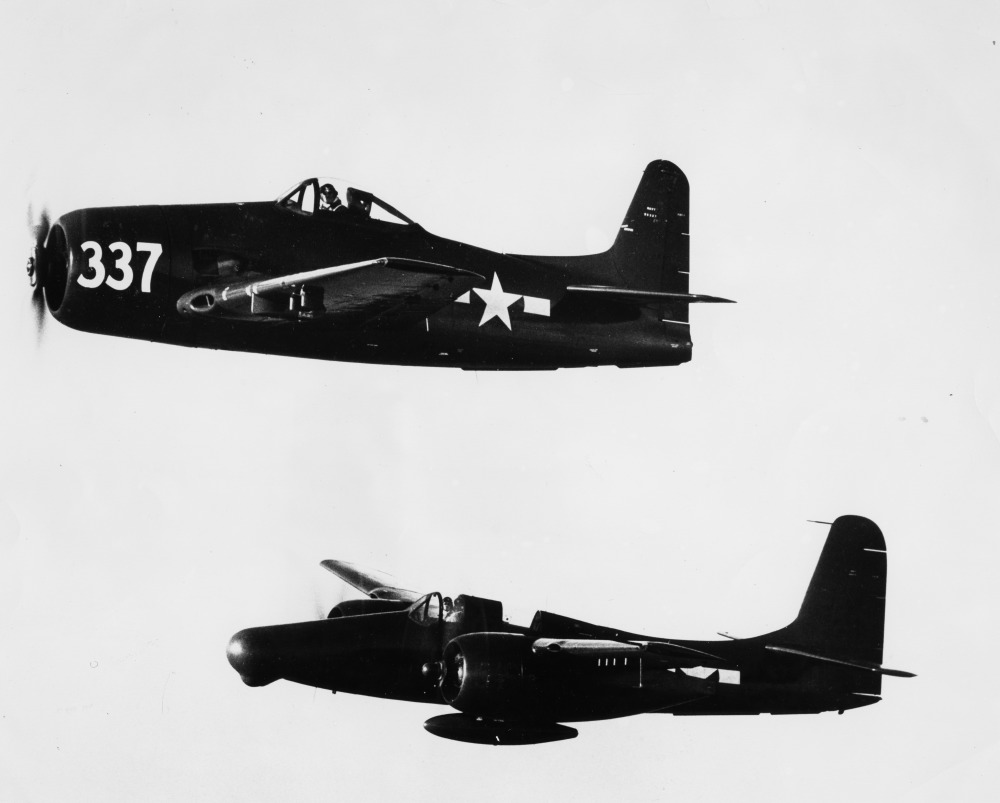
Grumman F8F-1 und F7F-3N

#### Strahlgetriebene trägergestützte Jagdflugzeuge
- Ryan FR Fireball (1944) – Mischantrieb mit Kolbenmotor- und Strahltriebwerk, kein Kampfeinsatz mehr im Zweiten Weltkrieg
- McDonnell FH Phantom (1945) – ursprünglich als FD bezeichnet, kein Kampfeinsatz mehr im Zweiten Weltkrieg

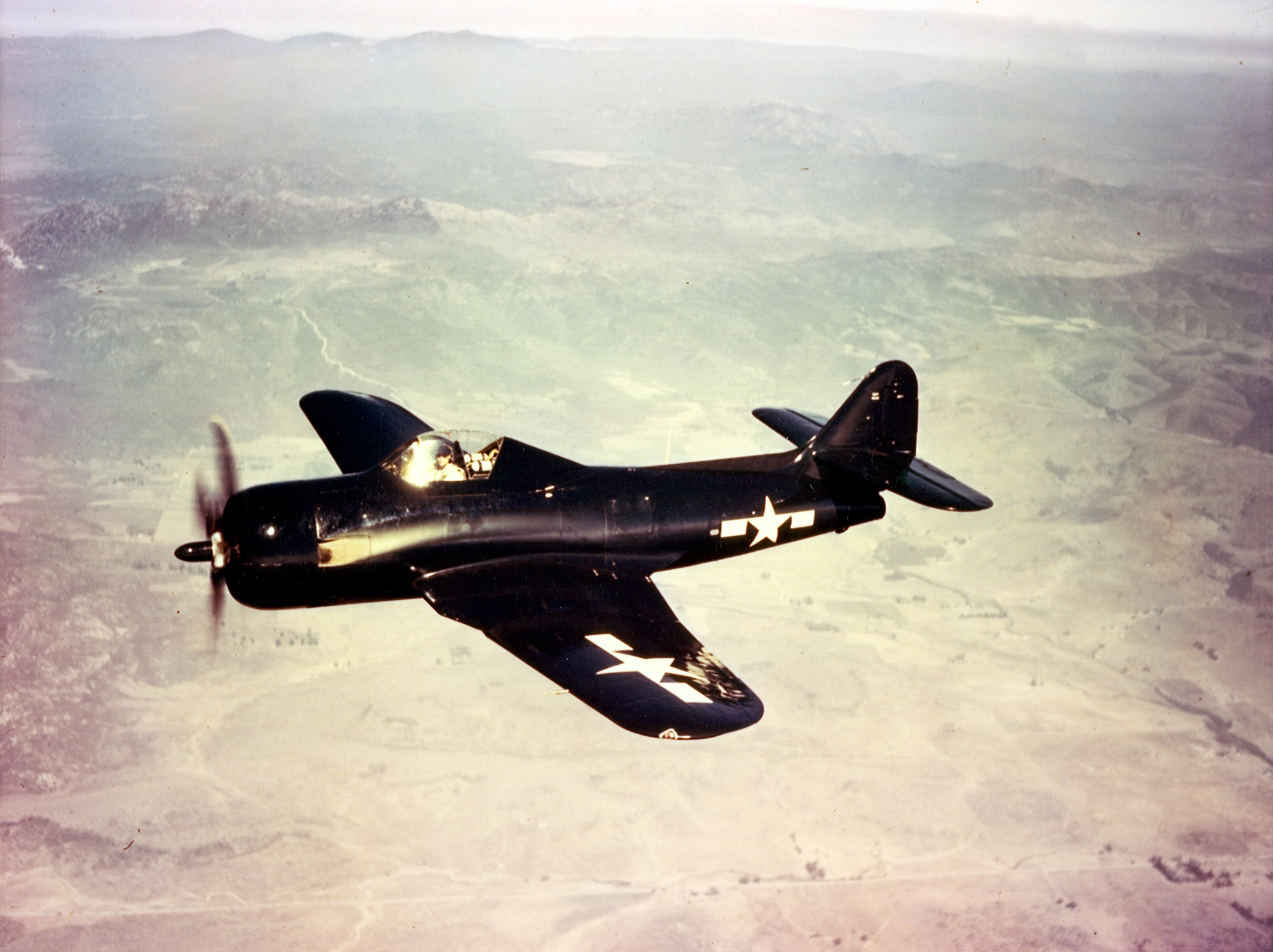
Ryan FR-1 Fireball
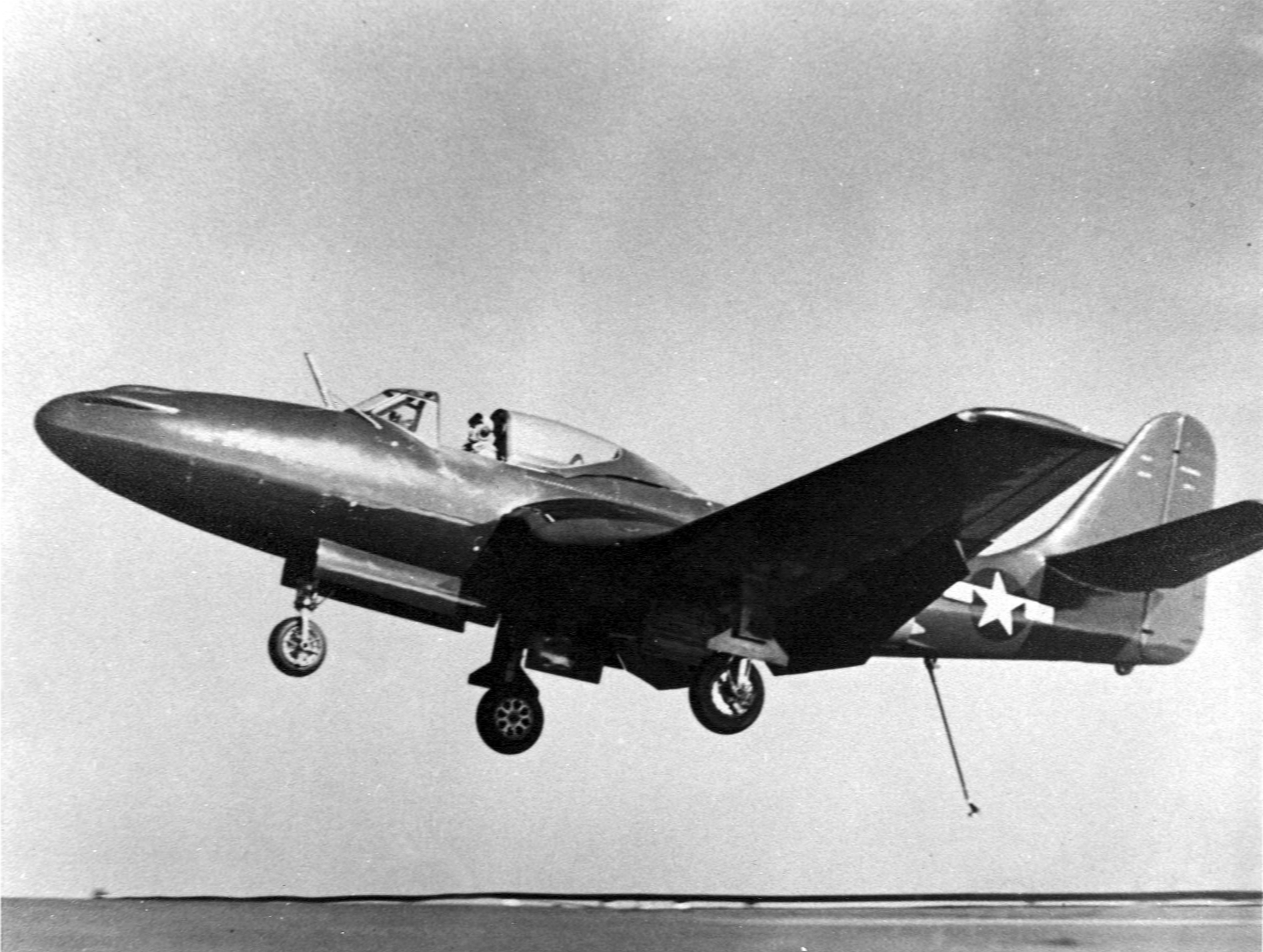
McDonnell XFD-1 Phantom

### Bombenflugzeuge

#### Trägergestützte Torpedobomber
- Martin T4M/Great Lakes TG (1927)
- Douglas TBD Devastator (1935)
- Grumman TBF Avenger (1941) – als TBM auch von General Motors gebaut
- Consolidated TBY Sea Wolf – Serienversion des Prototyps Vought XTBU (1941), kein Kampfeinsatz mehr im Zweiten Weltkrieg
- Douglas BTD Destroyer (1943) – kein Kampfeinsatz mehr im Zweiten Weltkrieg

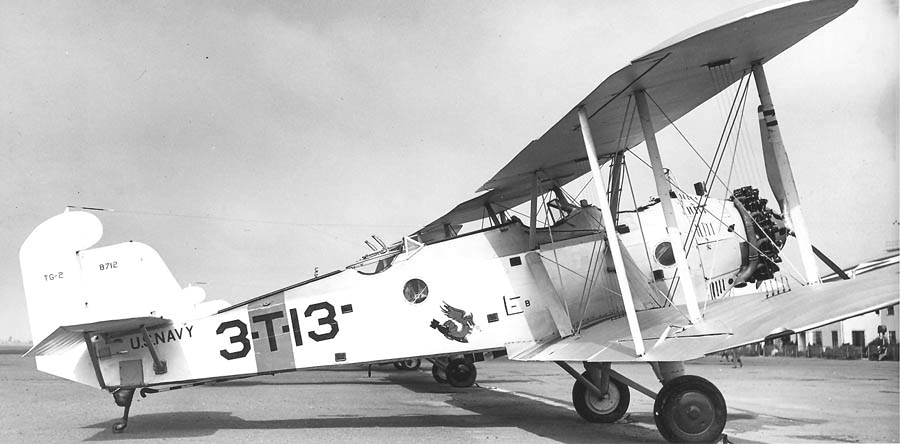
Great Lakes TG-2
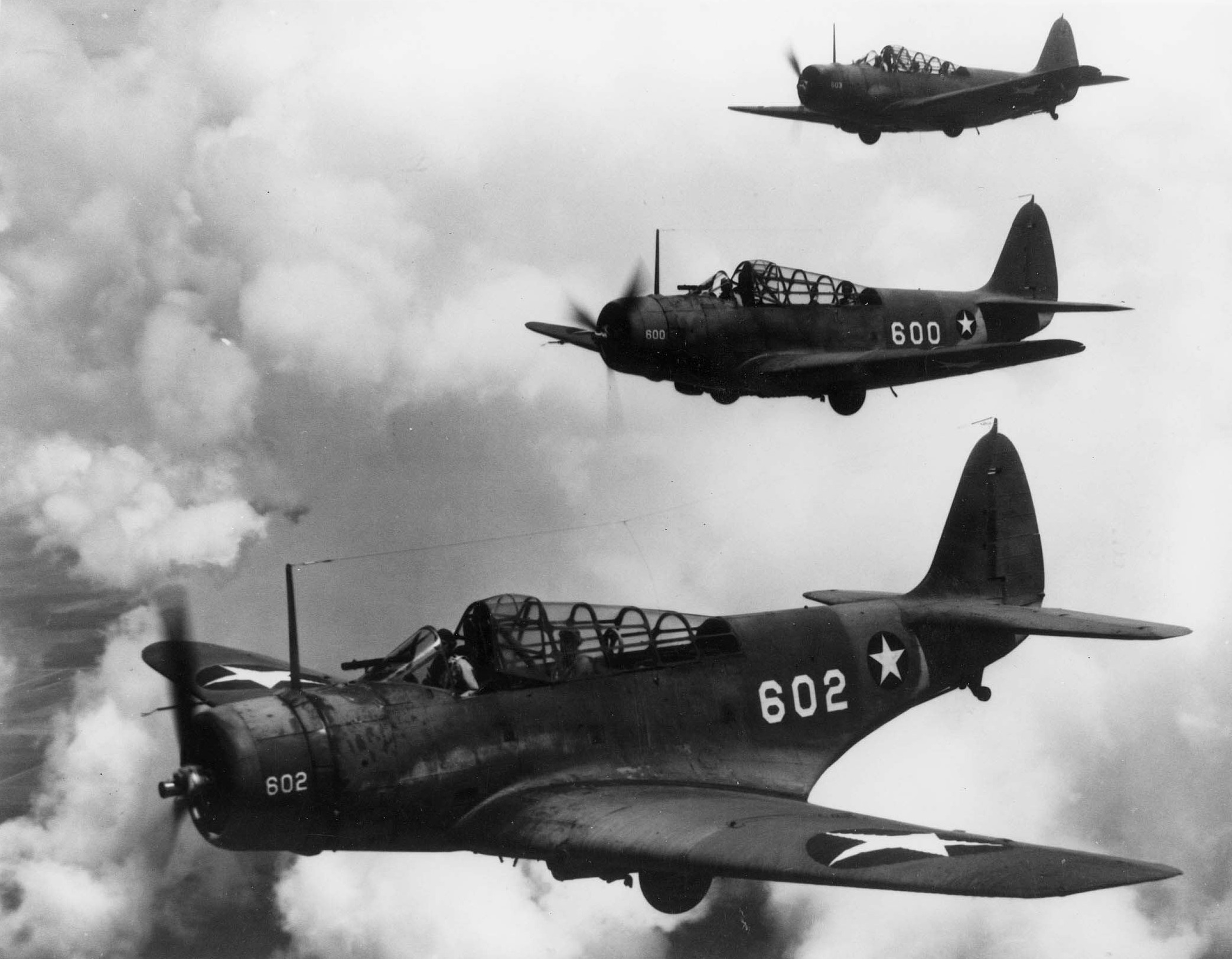
Douglas TBD-1 Devastator
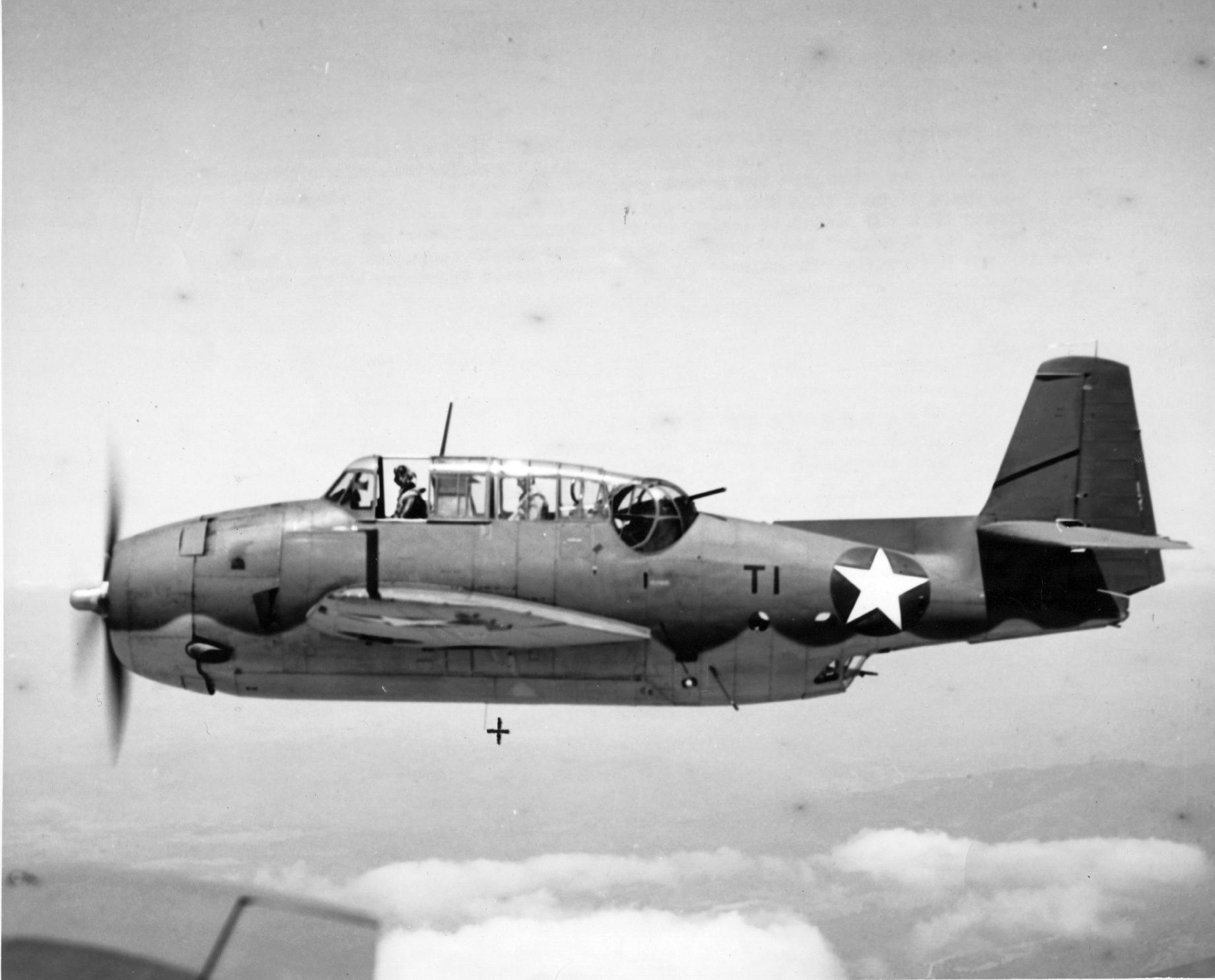
Grumman TBF-1 Avenger
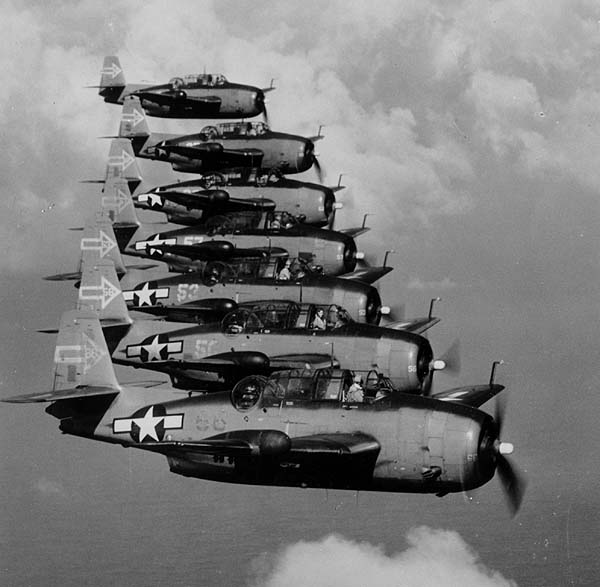
Grumman TBM-3D Avenger
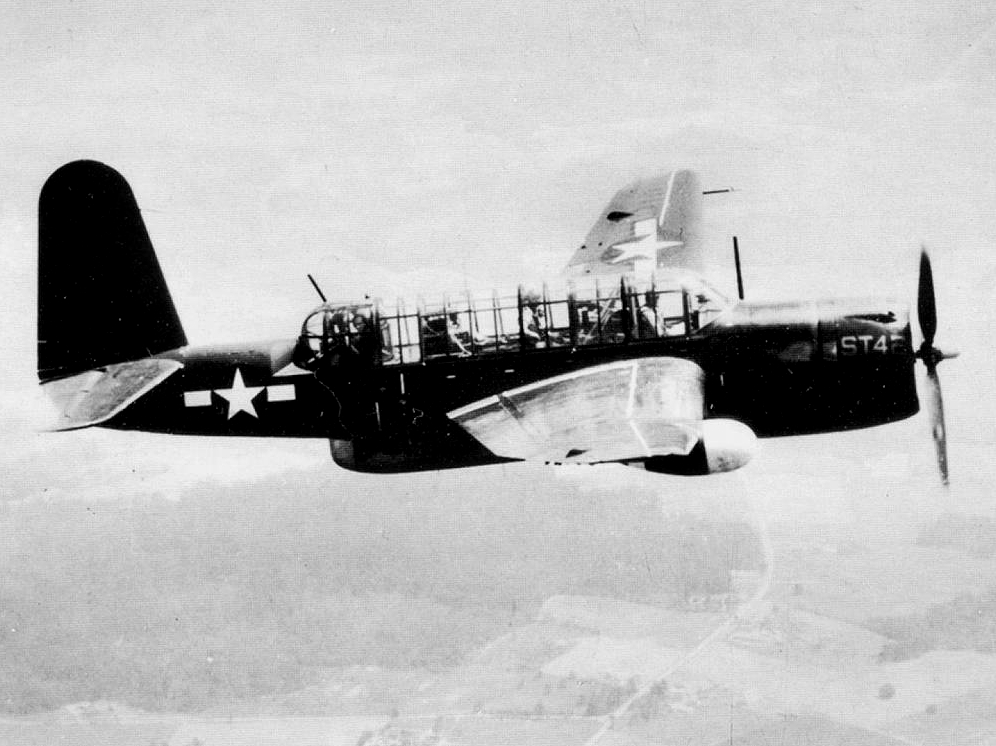
Consolidated TBY-2 Sea Wolf
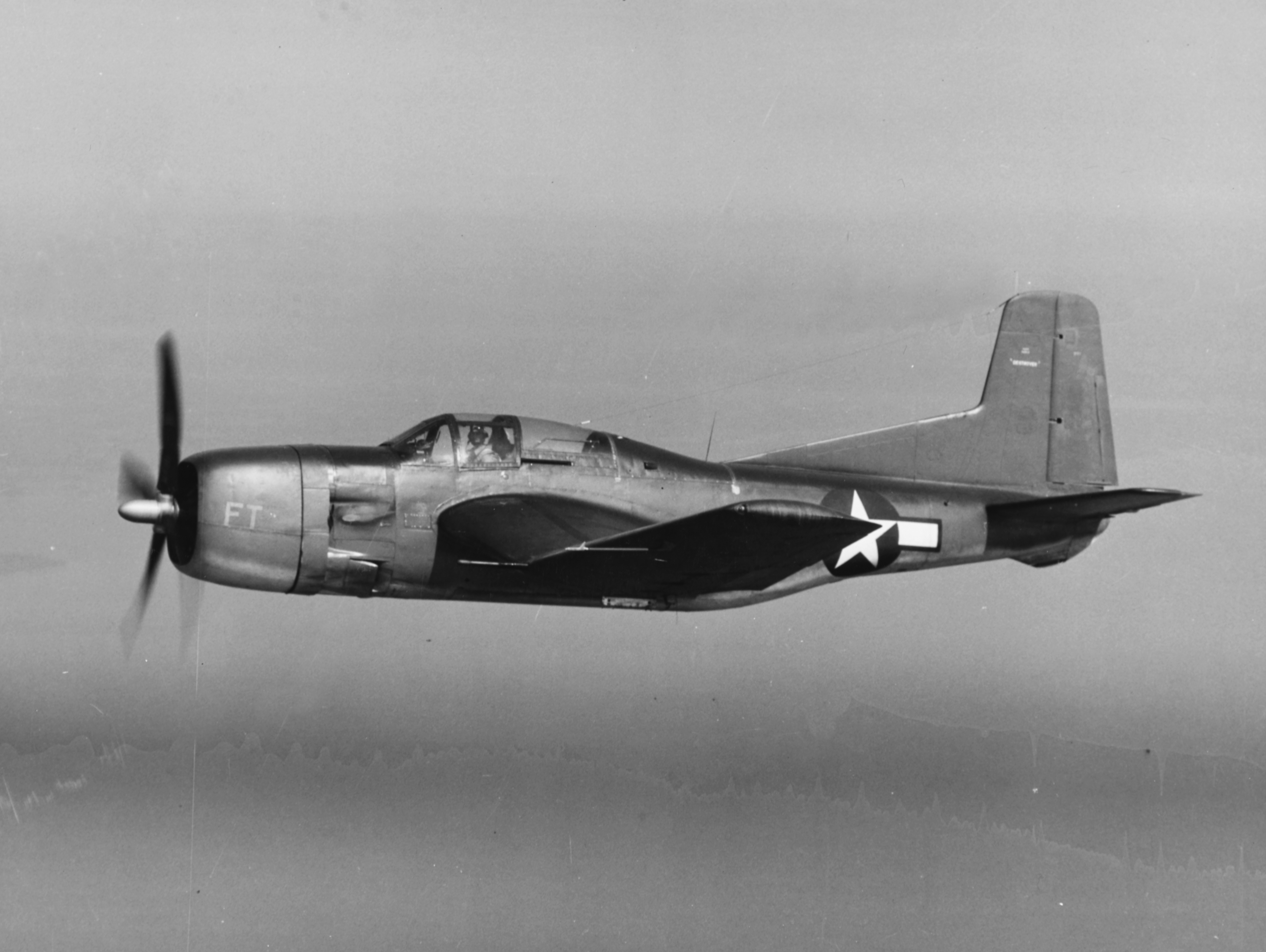
Douglas BTD-1 Destroyer

#### Trägergestützte Sturzkampfbomber
- Great Lakes BG (1933)
- Vought SBU Corsair (1933)
- Northrop BT (1935)
- Curtiss SBC Helldiver (1935)
- Vought SB2U Vindicator (1936)
- Naval Aircraft Factory SBN – Serienversion des Prototyps Brewster XSBA (1936)
- Douglas SBD Dauntless (1940)
- Curtiss SB2C Helldiver (1940) – als SBF und SBW auch von Fairchild Canada und Canadian Car and Foundry gebaut
- Brewster SB2A Buccaneer (1941)

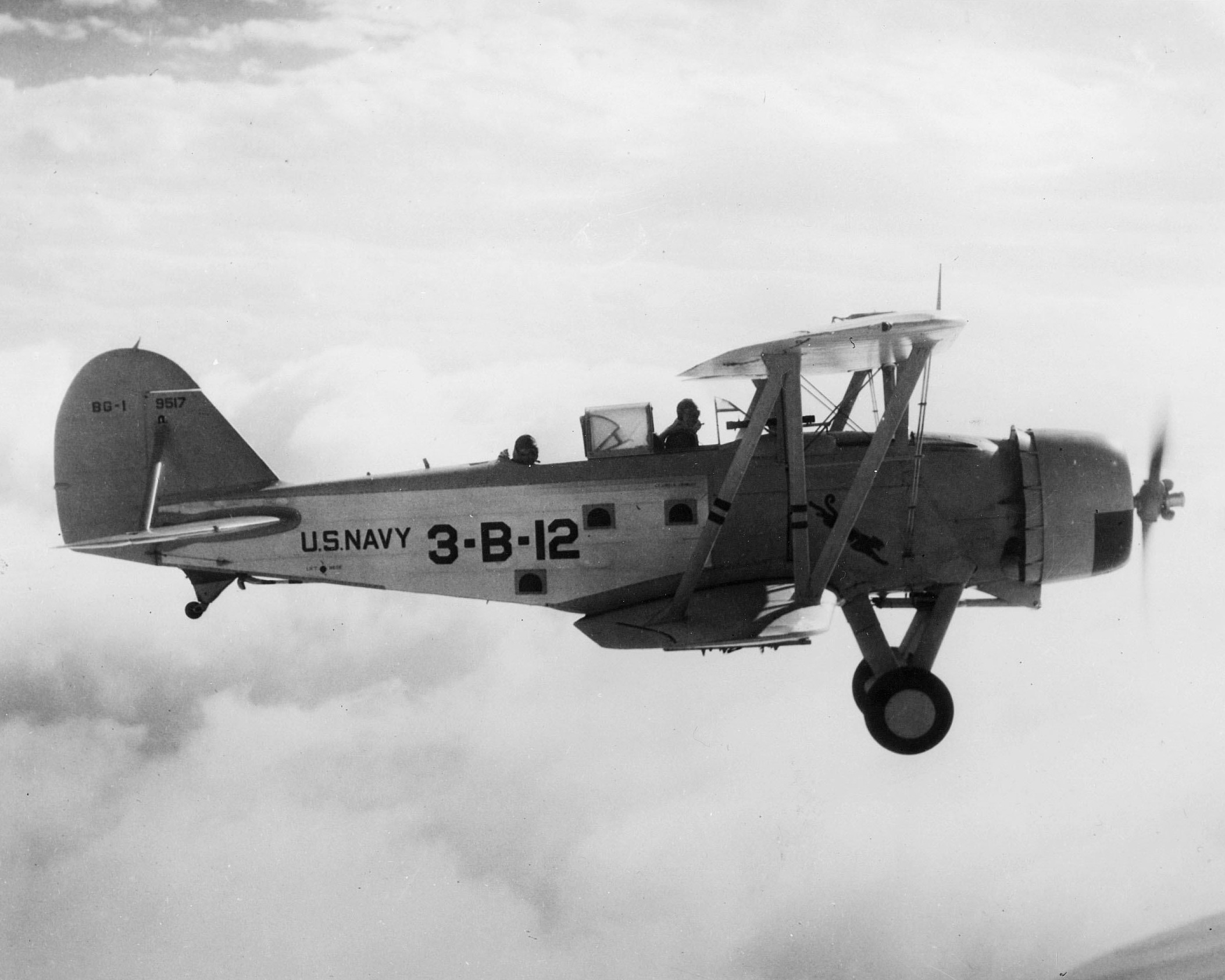
Grat Lakes BG-1
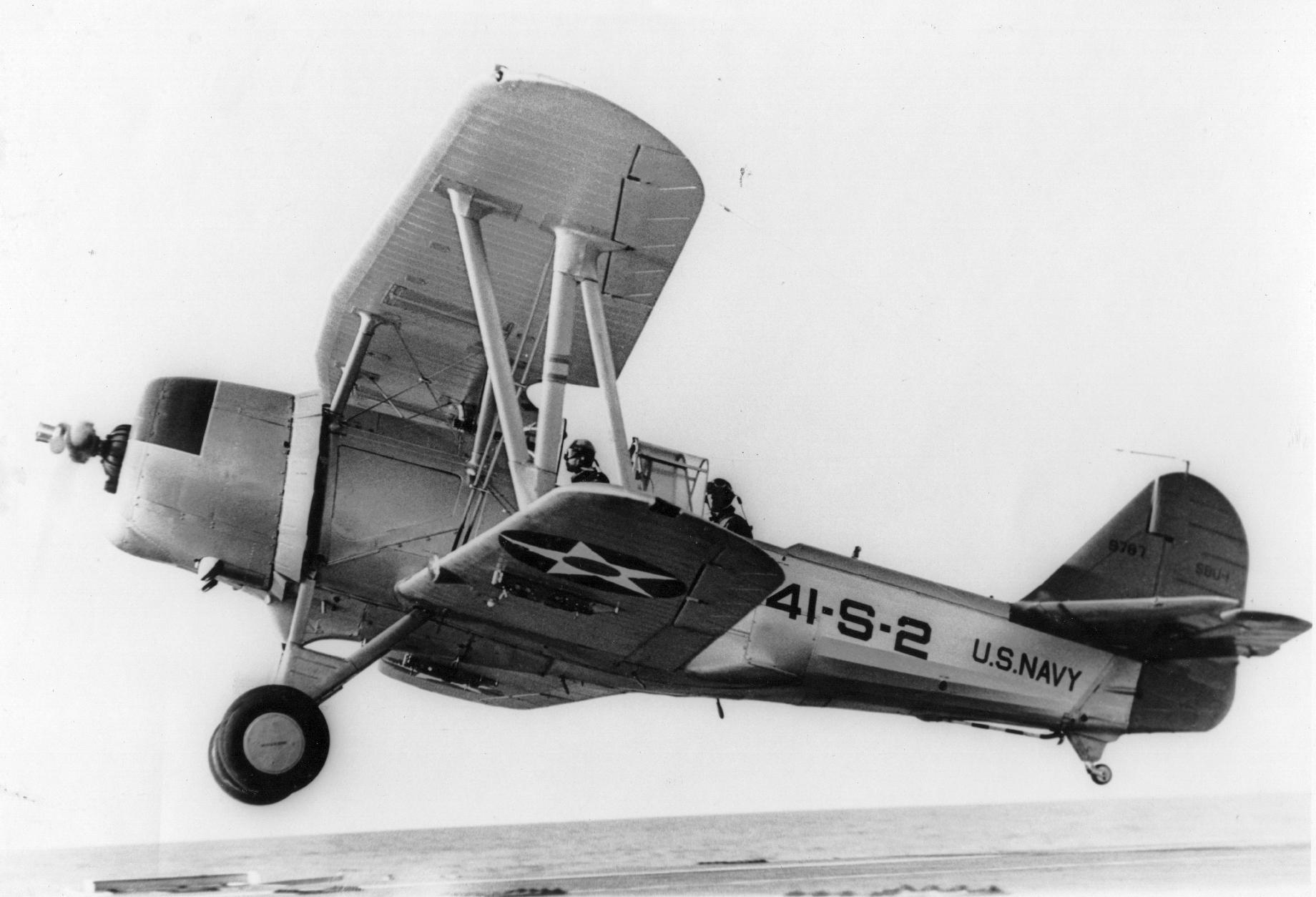
Vought SBU Corsair
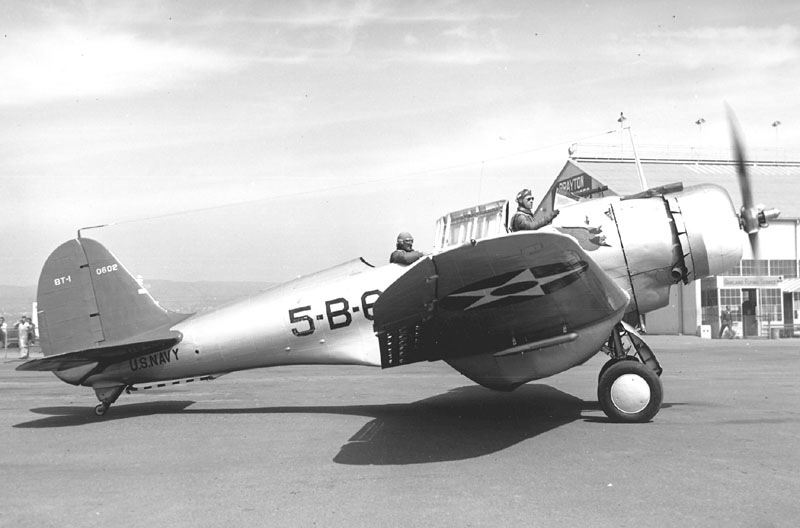
Northrop BT-1
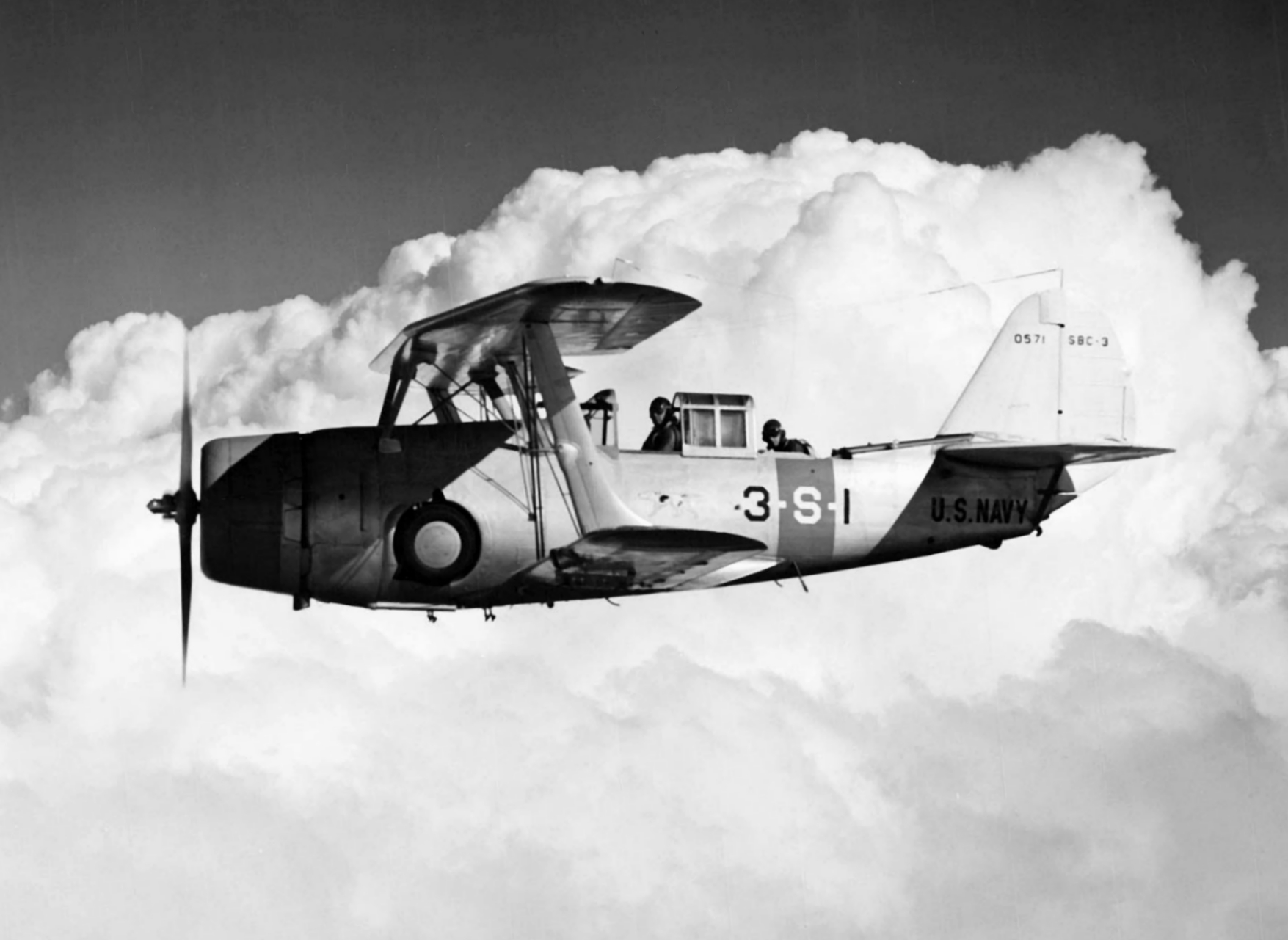
Curtiss SBC-3 Helldiver
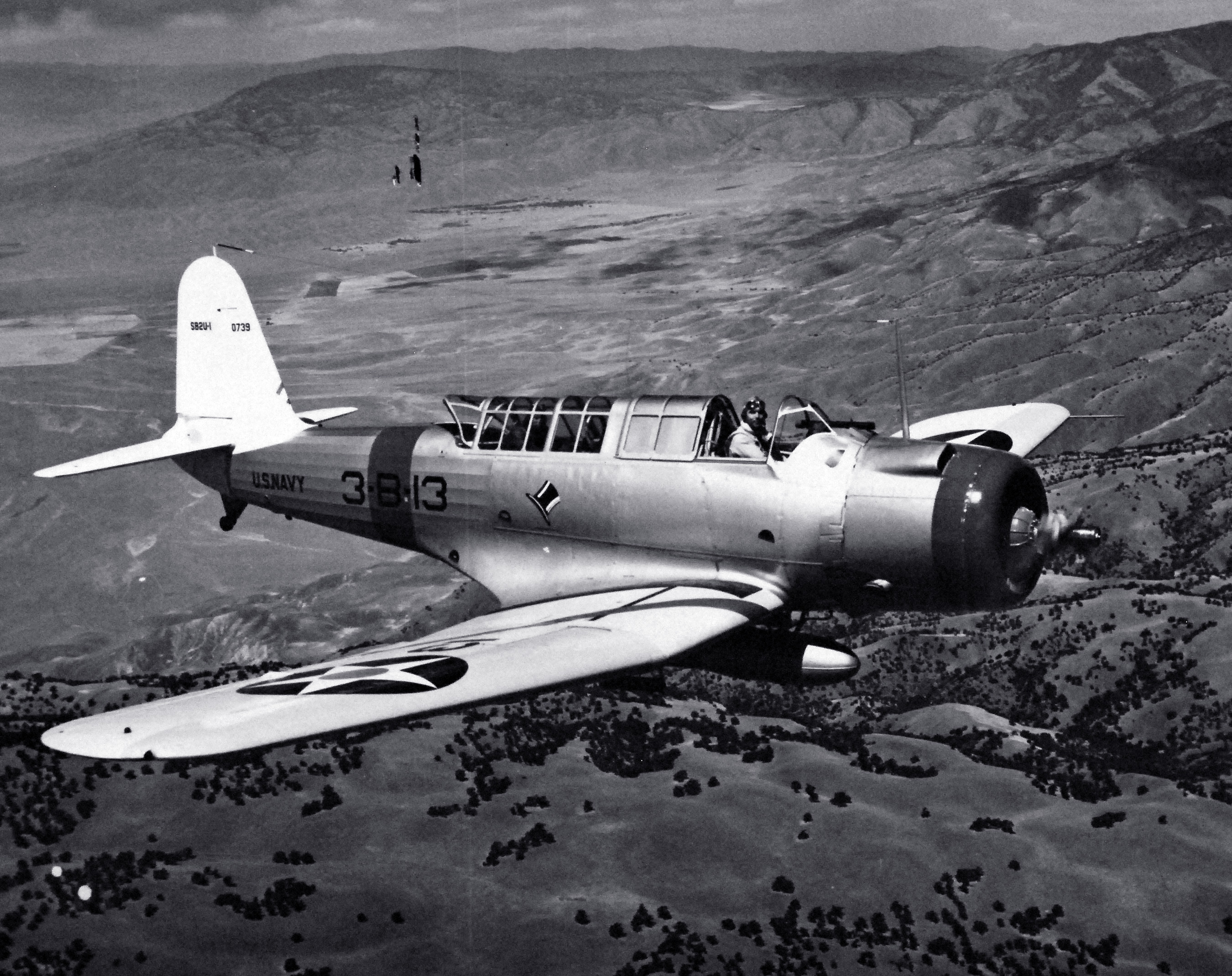
Vought SB2U-1 Vindicator
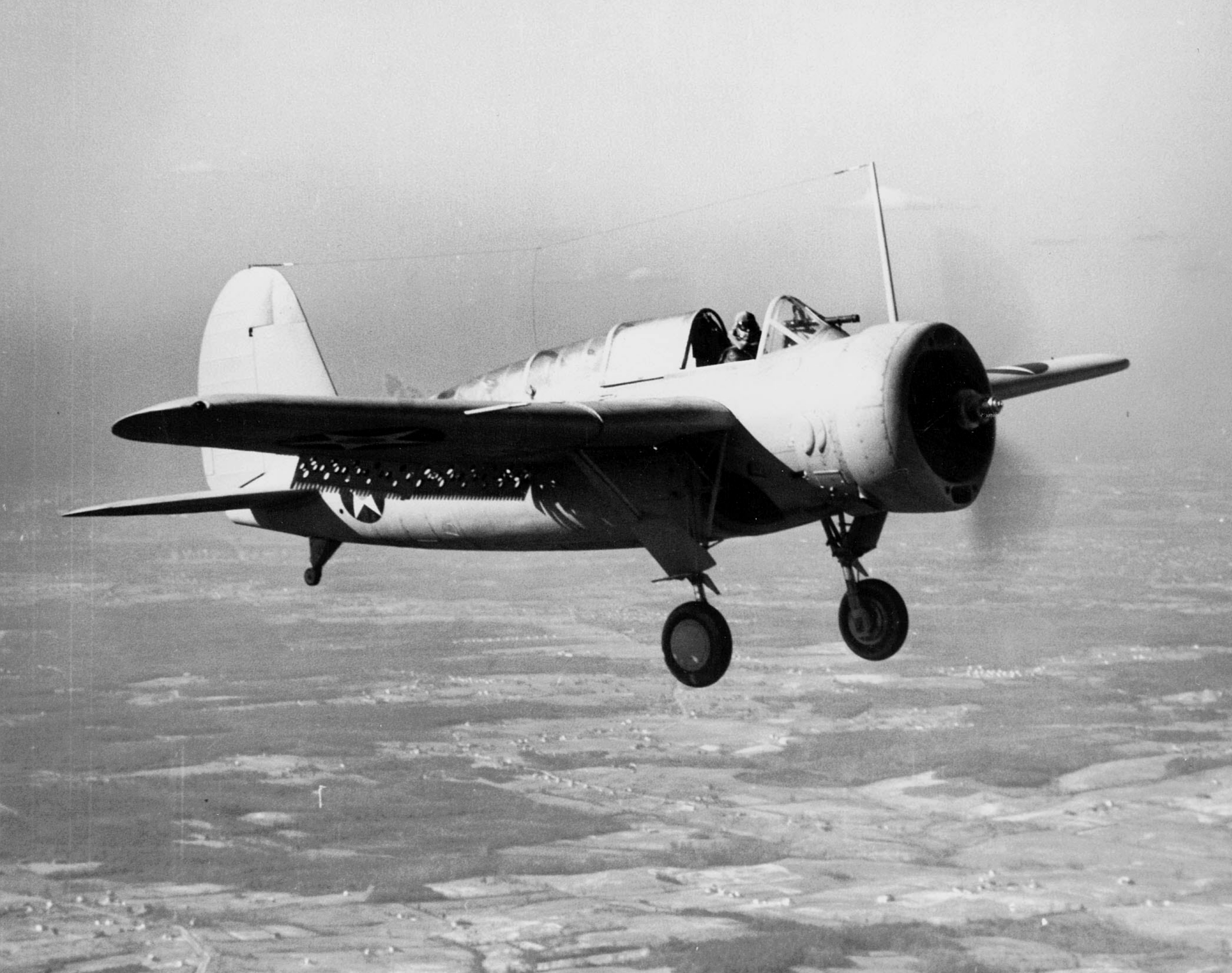
Naval Aircraft Factory SBN-1
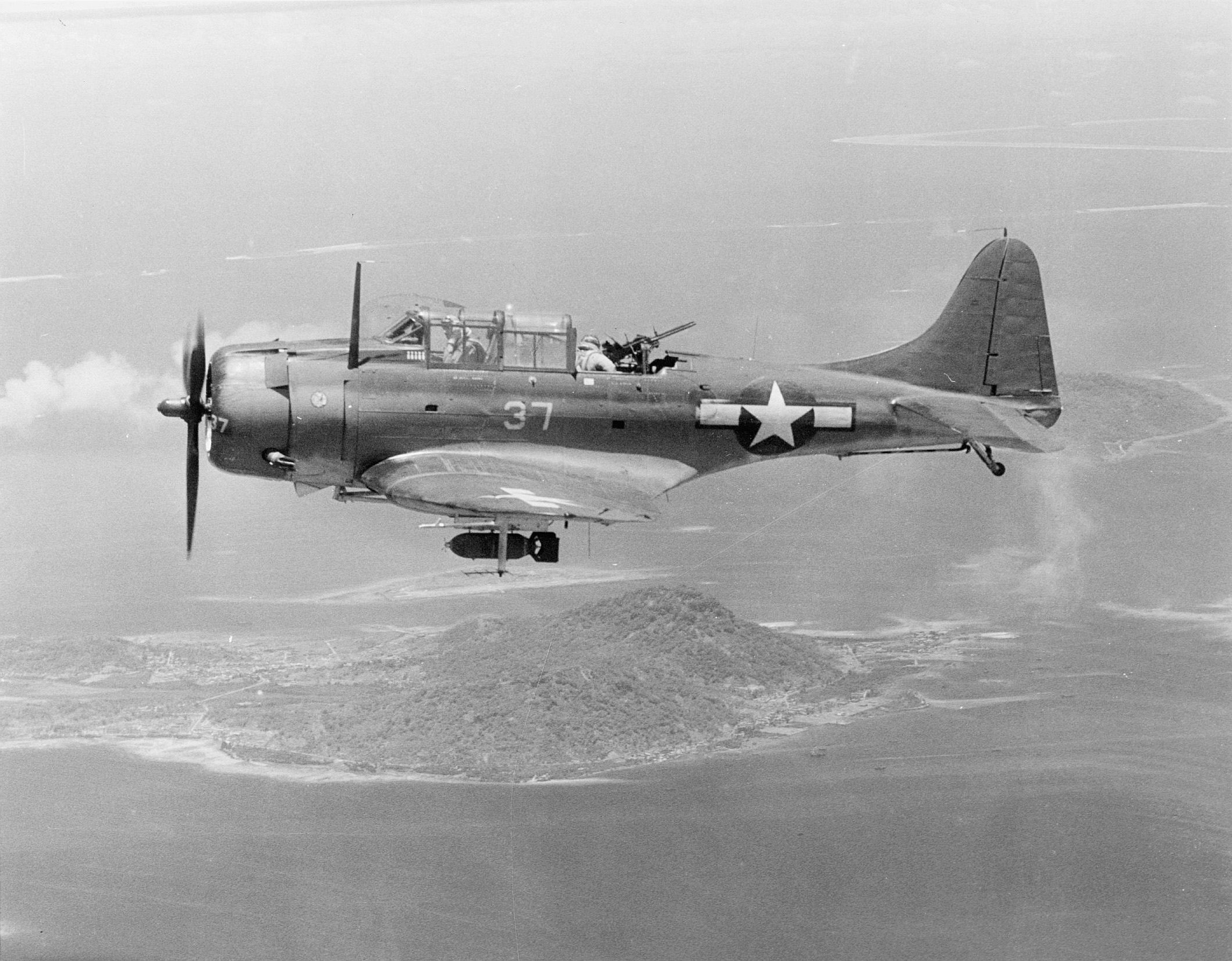
Douglas SBD-5 Dauntless
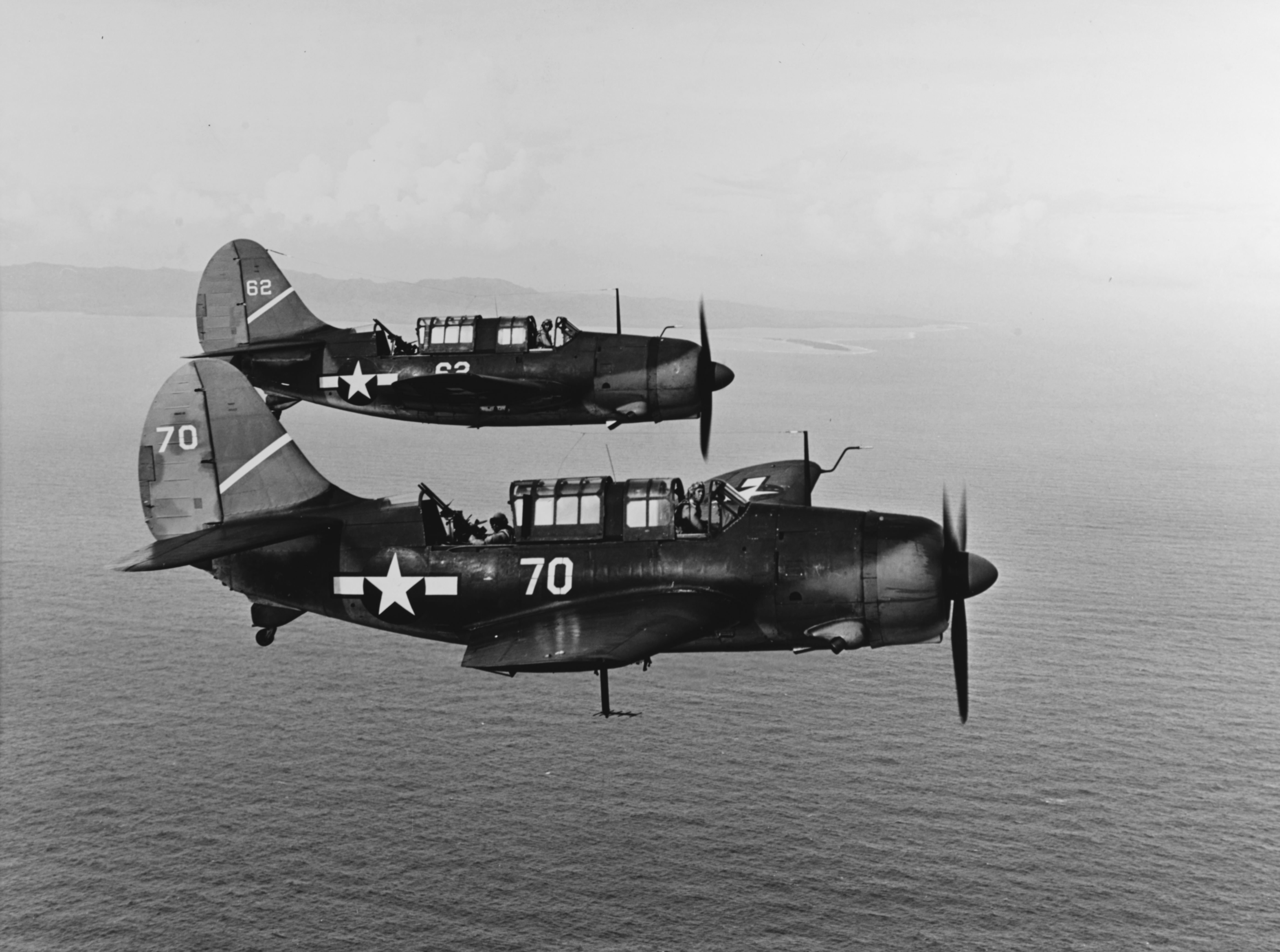
Curtiss SB2C-1C Helldiver
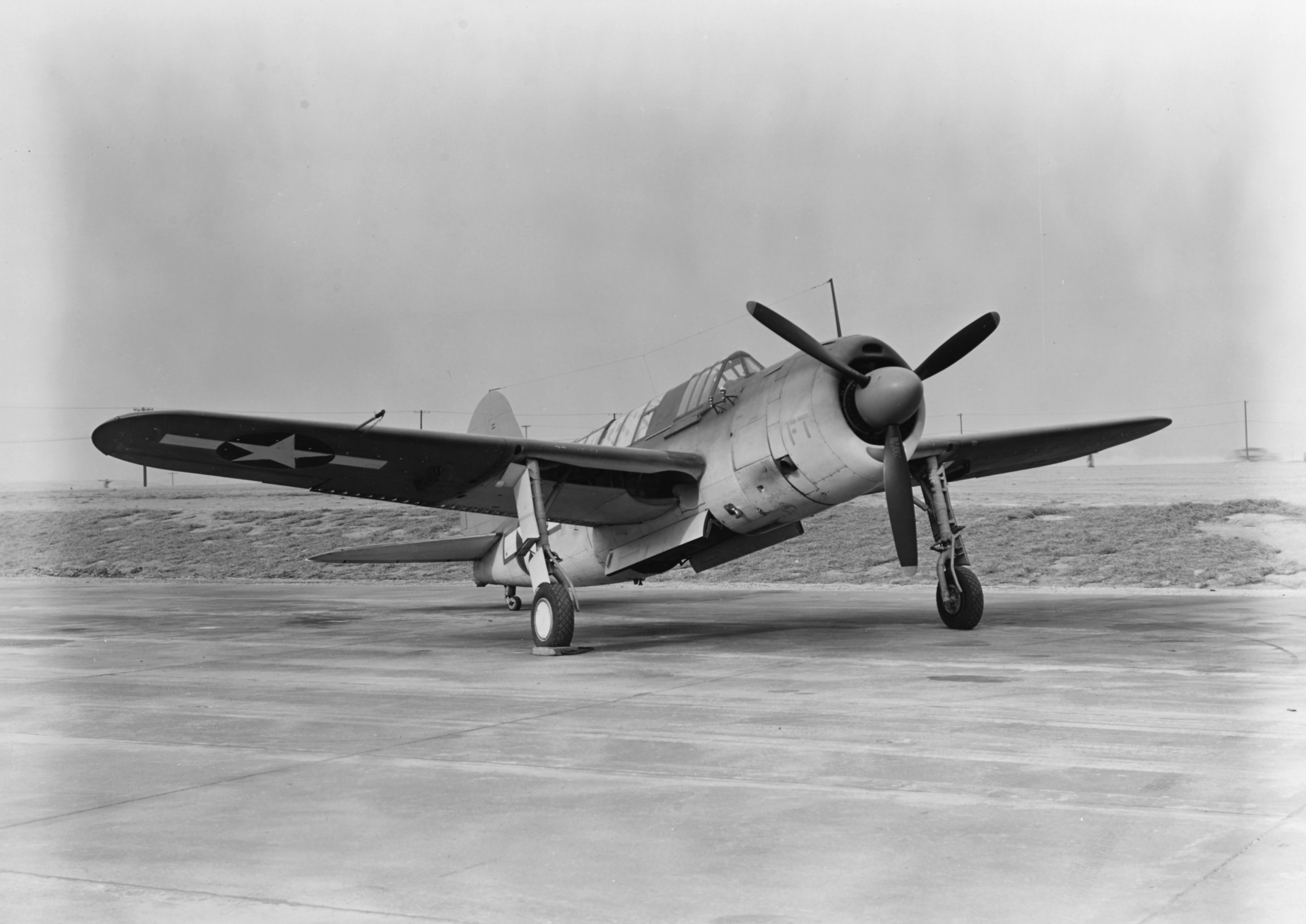
Brewster SB2A-3 Buccaneer

### Aufklärungsflugzeuge

#### Trägergestützte Aufklärungsflugzeuge
- Vought O3U/SU Corsair (1930) – auch als Schwimmerflugzeug verwendet
- Grumman SF (1934) – Aufklärervariante der FF

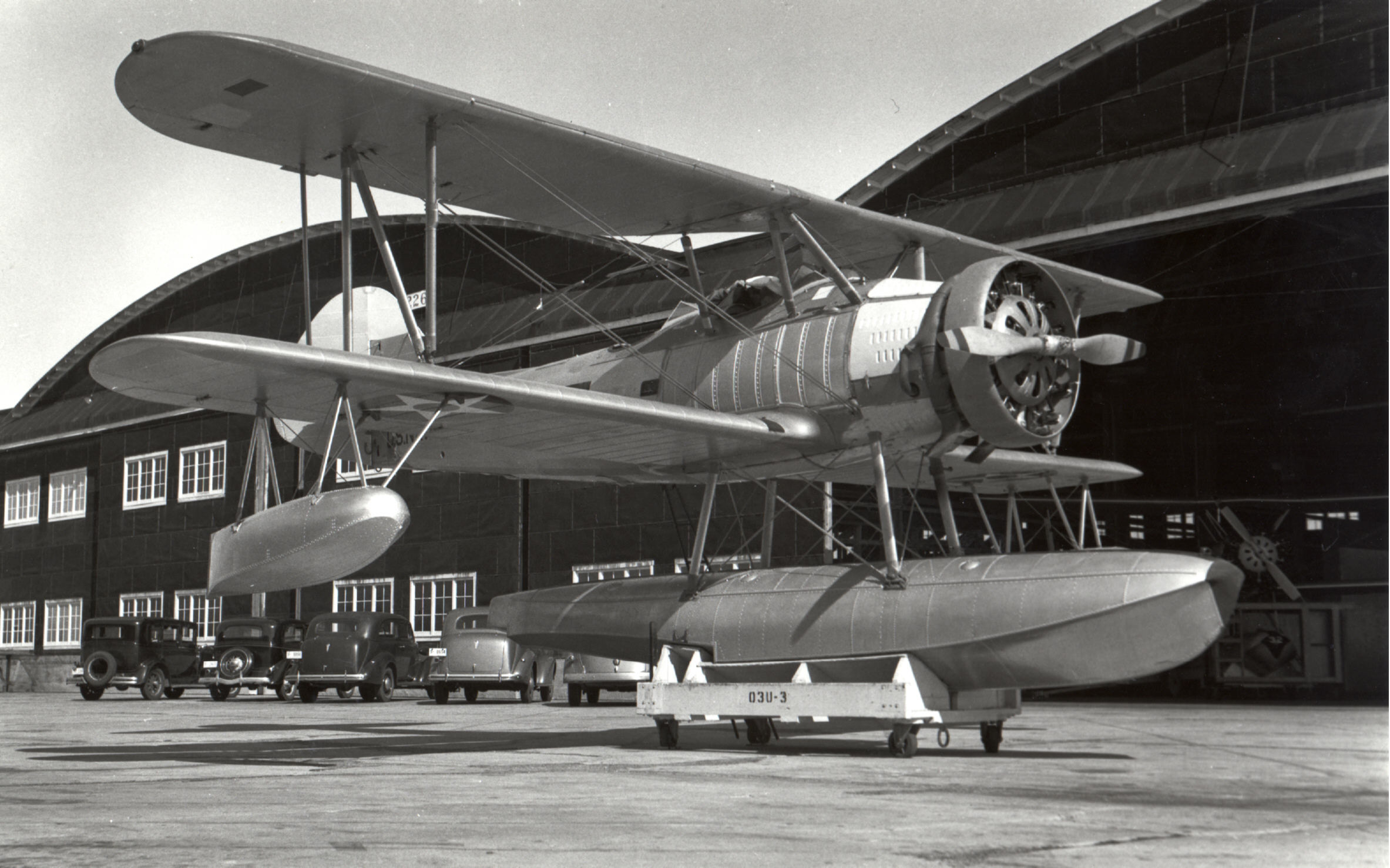
Vought O3U-3 Corsair auf Schwimmern
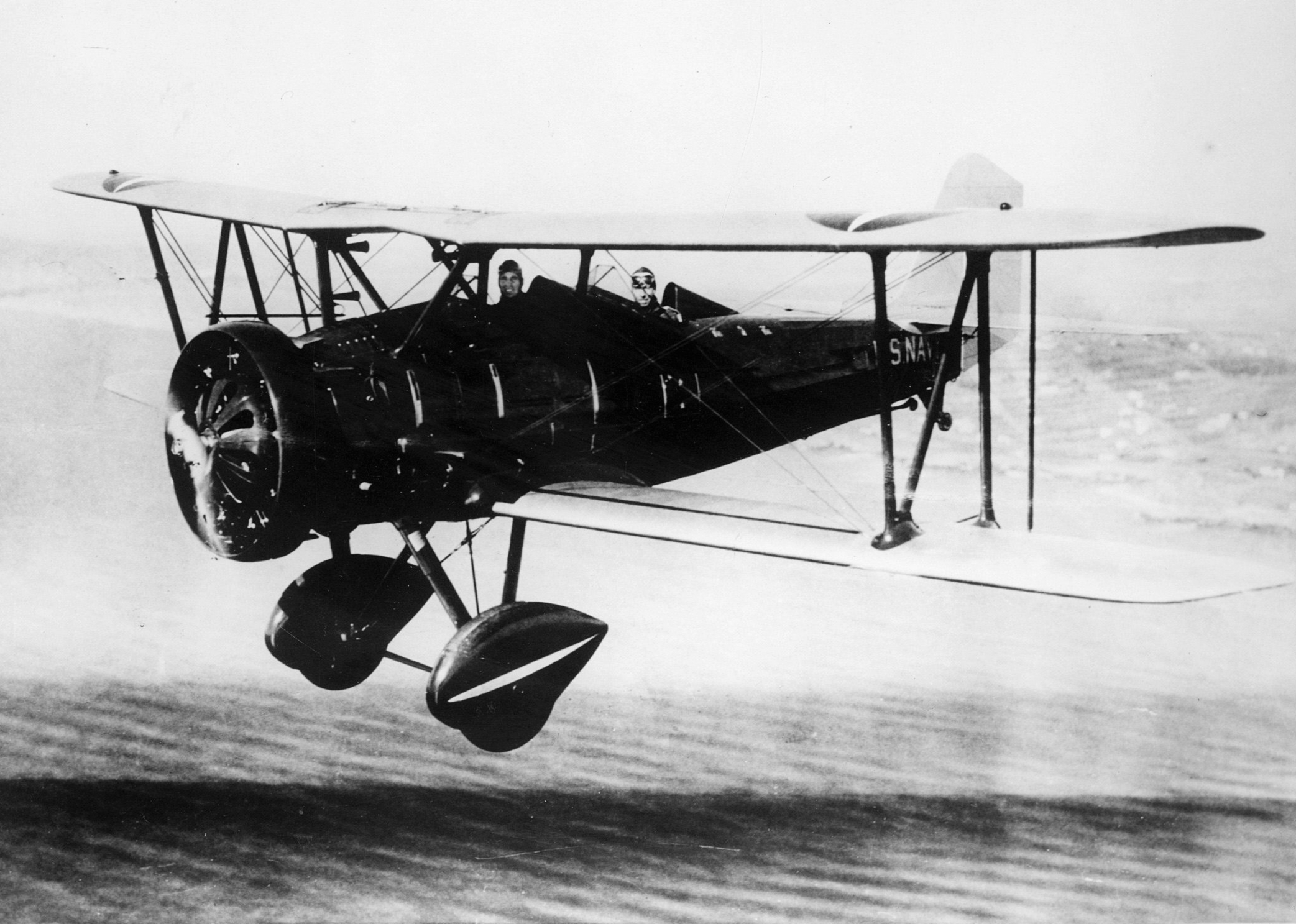
Vought SU-2 Corsair
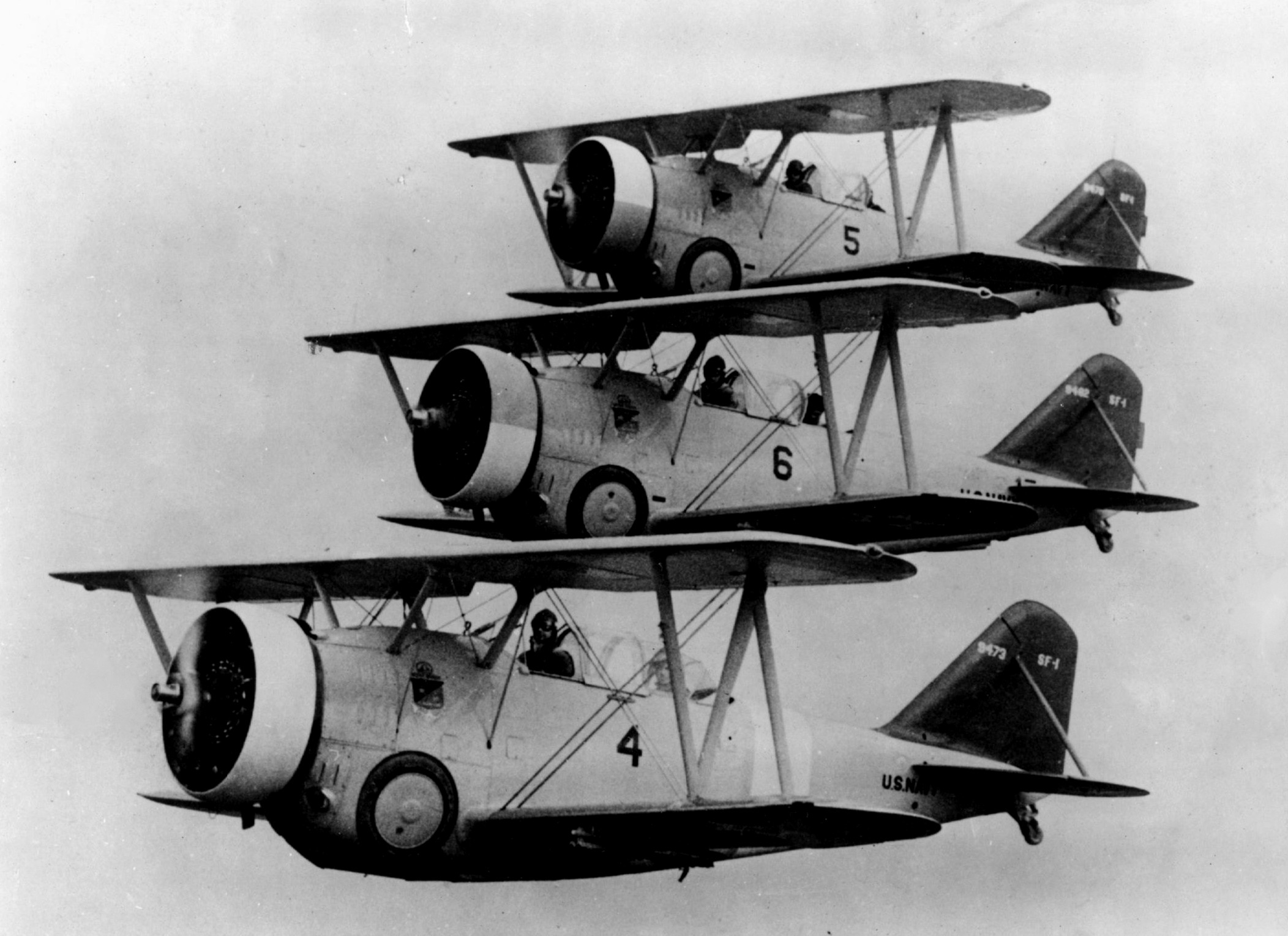
Grumman SF-1

#### Landgestützte Seefernaufklärer
- Lockheed PBO Hudson (1938)
- Consolidated PB4Y-1 Liberator – Variante der B-24 Liberator (1939)
- North American PBJ Mitchell – Variante der B-25 Mitchell (1940)
- Lockheed PV-1 Ventura/PV-2 Harpoon (1941)
- Consolidated PB4Y-2 Privateer (1943)

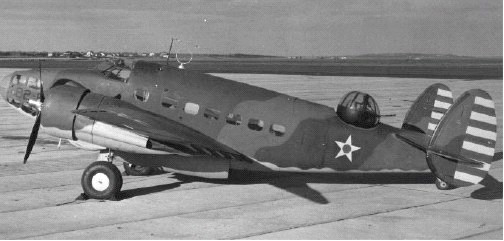
Lockheed PBO-1
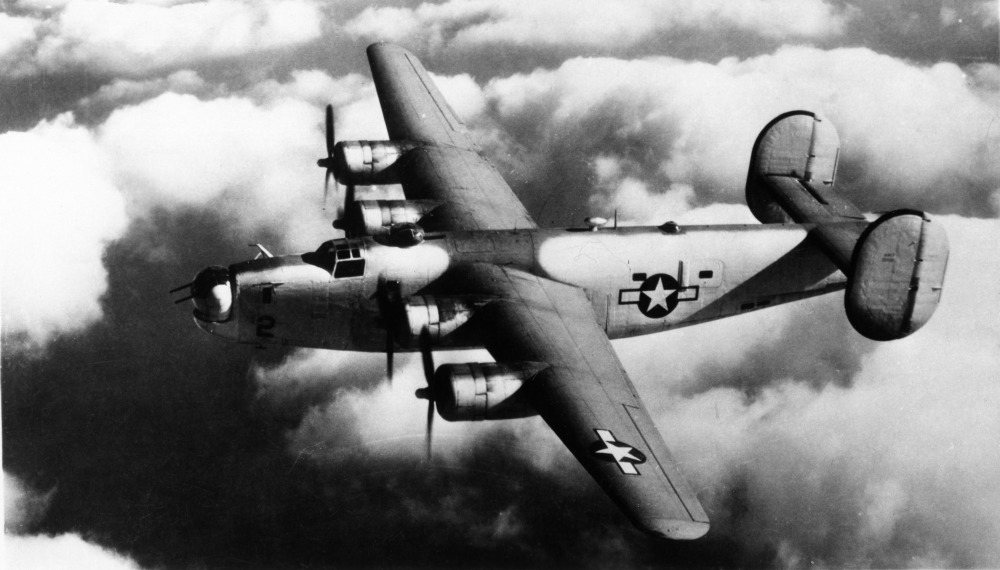
Consolidated PB4Y-1 Liberator
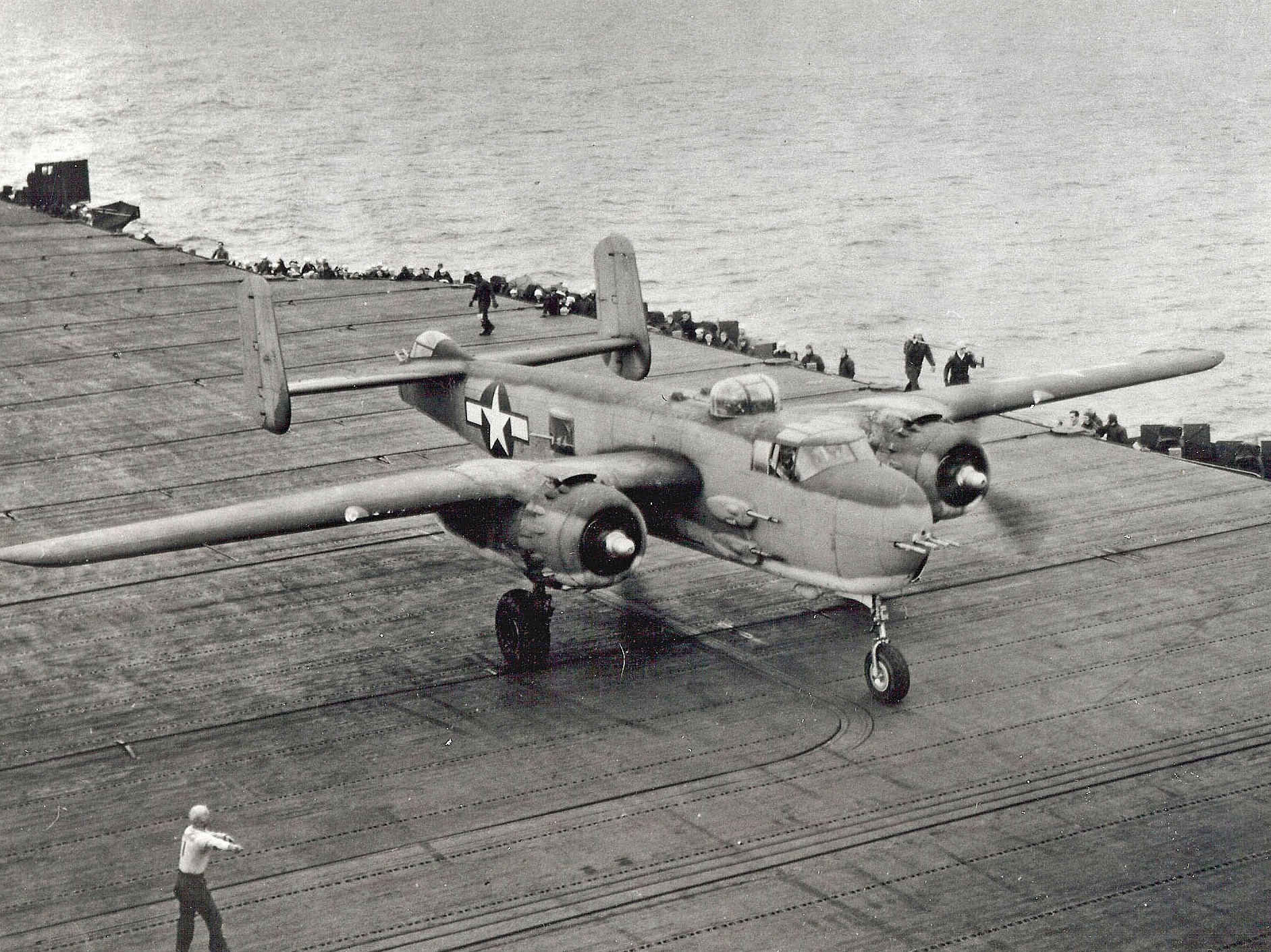
North American PBJ-1H Mitchell auf der Shangri-La
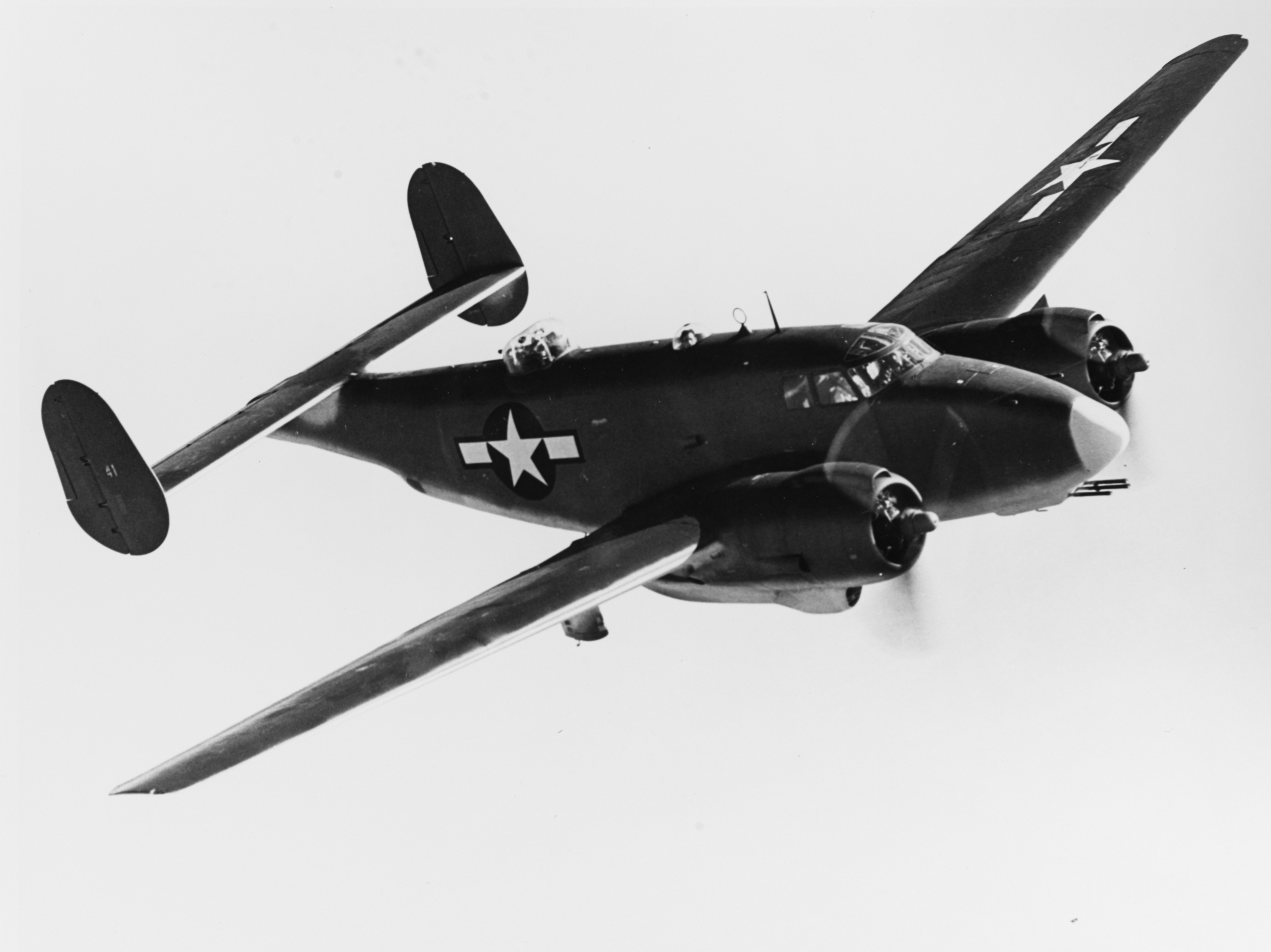
Lockheed PV-2 Harpoon
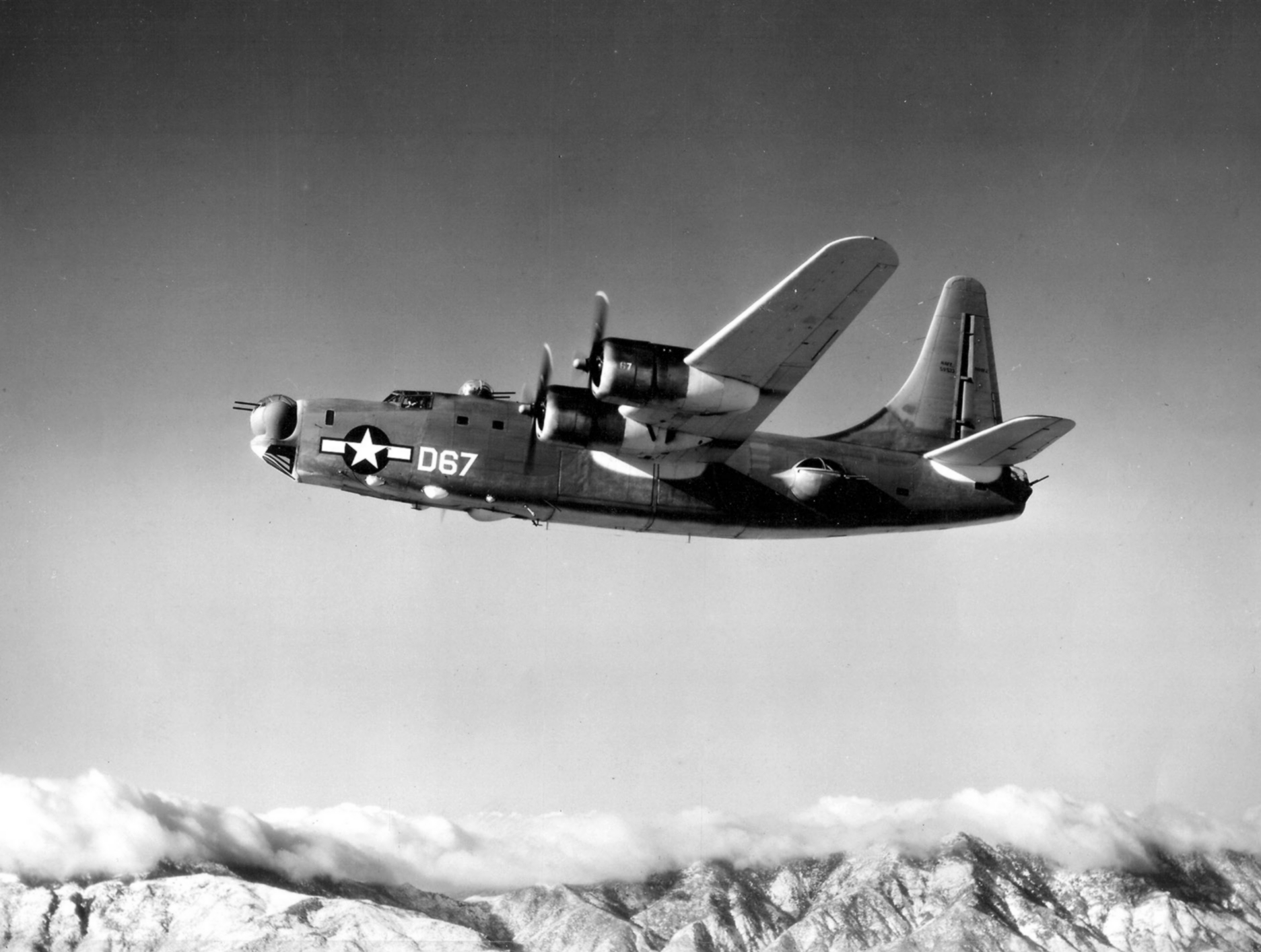
Consolidated PB4Y-2 Privateer

#### Seefernaufklärungs-Flugboote
- Consolidated P2Y/Martin P3M (1929)
- Hall PH (1929)
- Consolidated PBY Catalina (1935) – Flugboot oder Amphibienflugzeug; als PB2B, PBN Nomad und PBV Canso auch von Boeing Canada, der Naval Aircraft Factory und Canadian Vickers gebaut
- Consolidated PB2Y Coronado (1937)
- Martin PBM Mariner (1939)

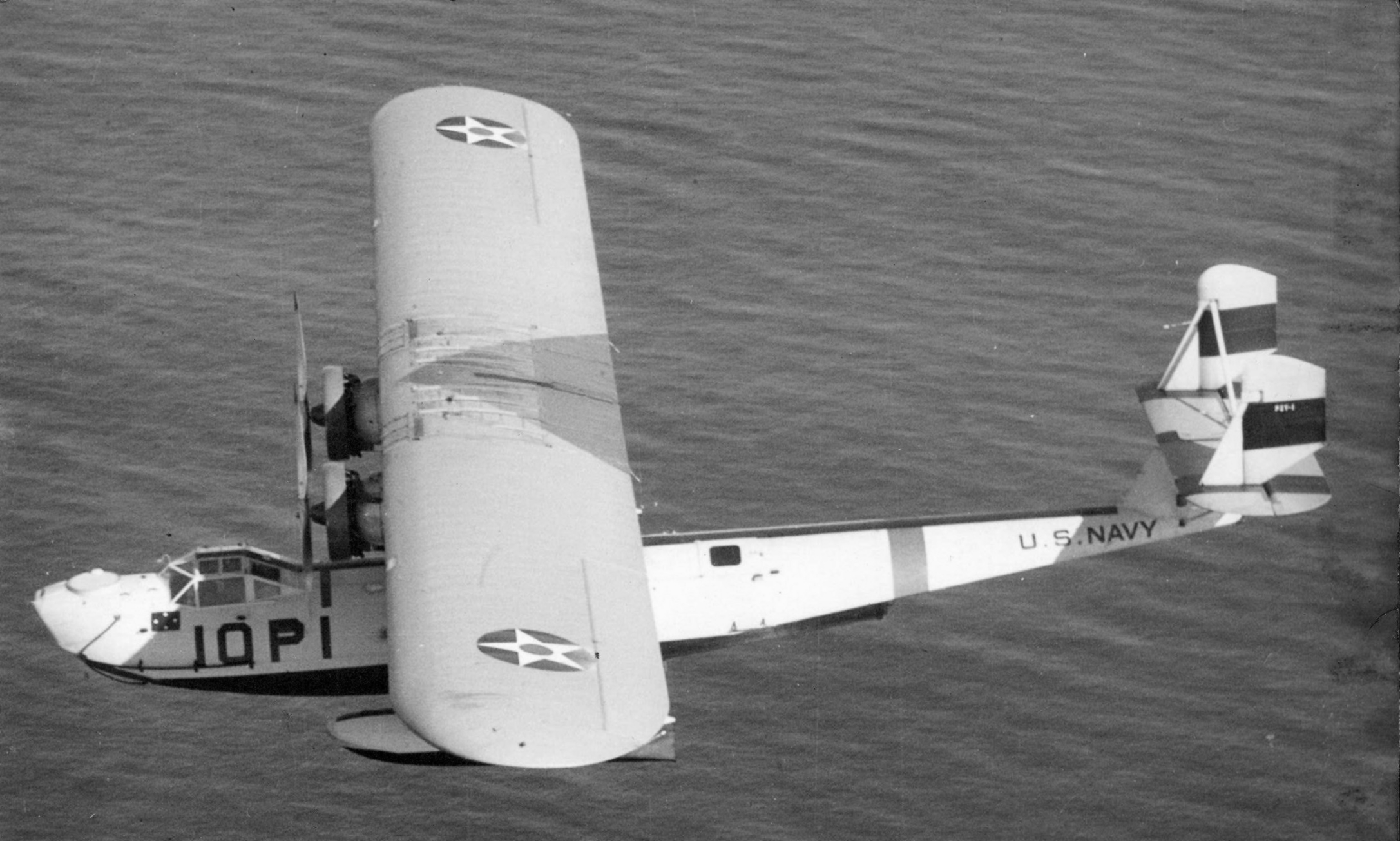
Consolidated P2Y-1
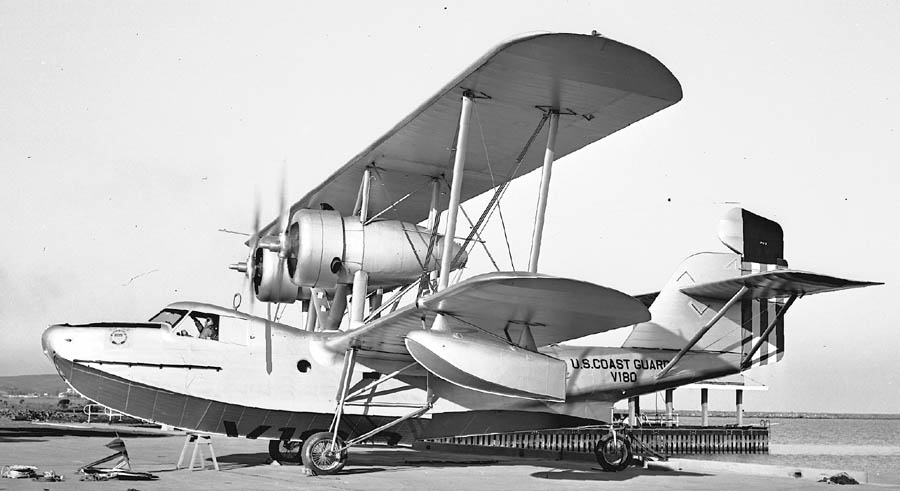
Hall PH-3
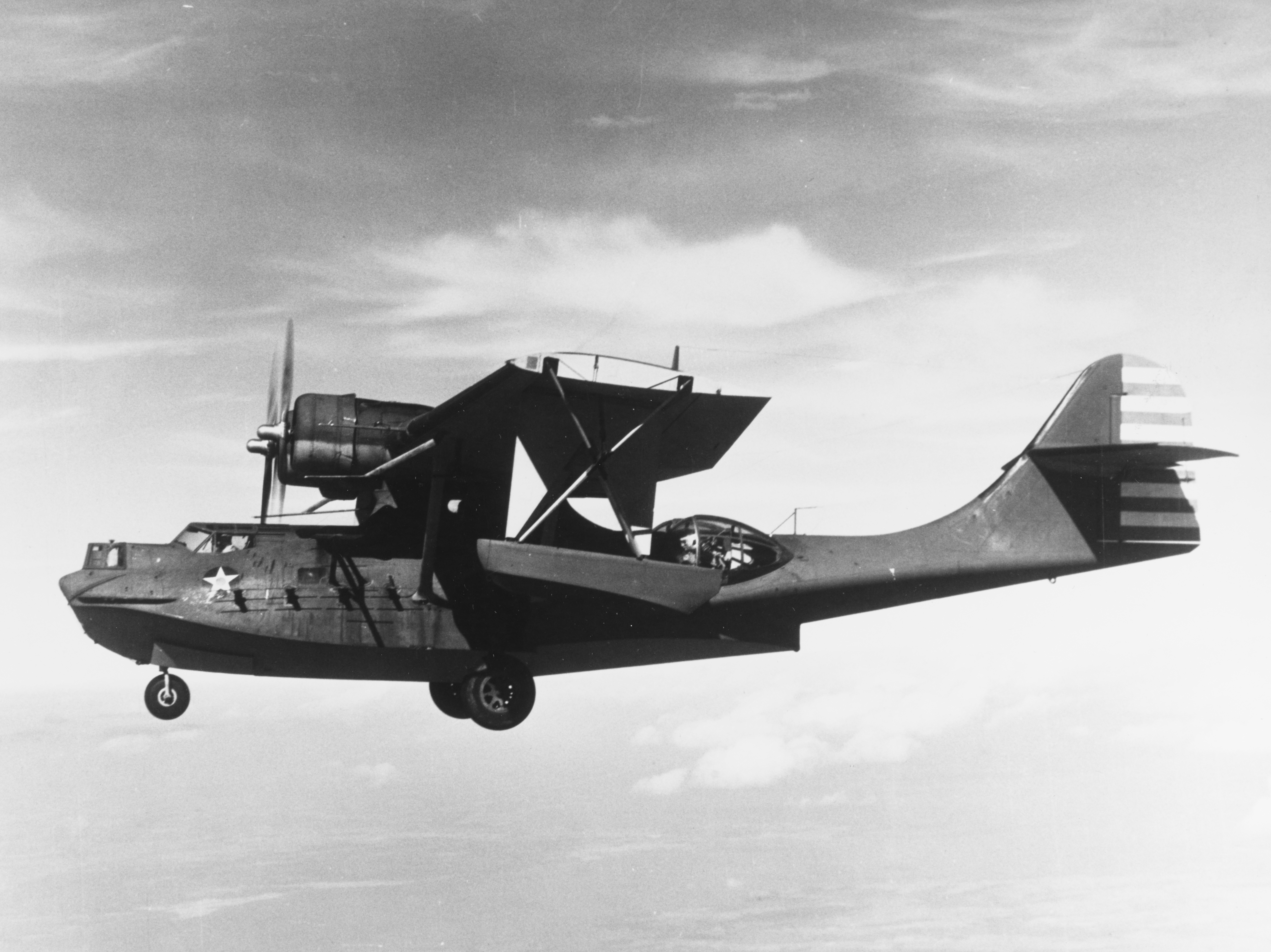
Consolidated PBY-5A Catalina
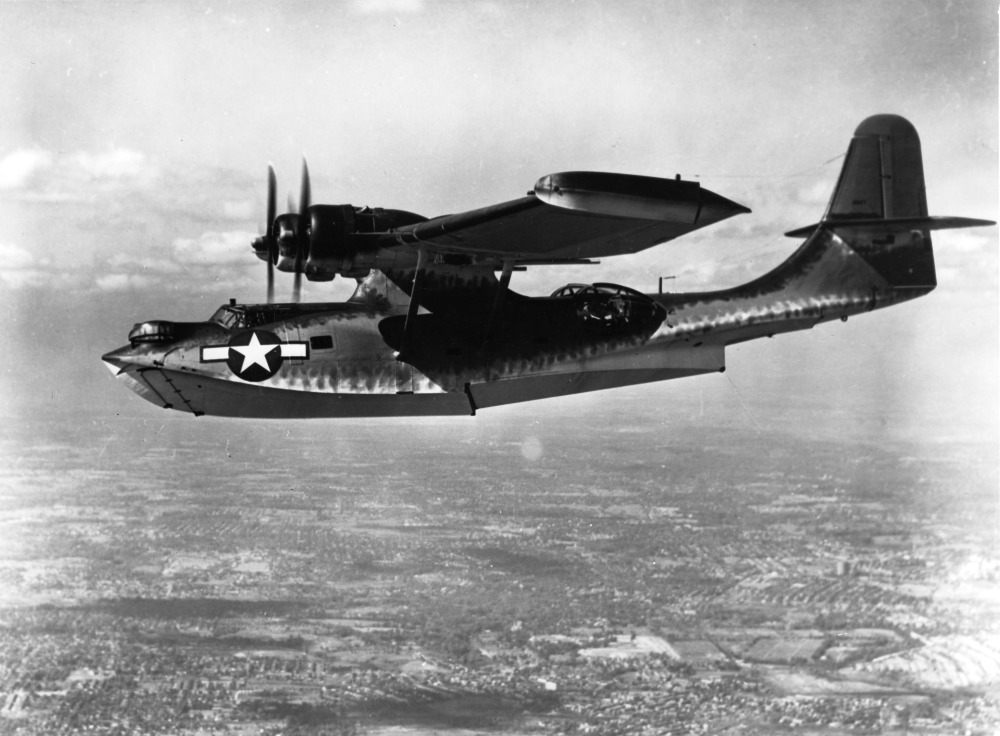
Consolidated PBN-1 Nomad
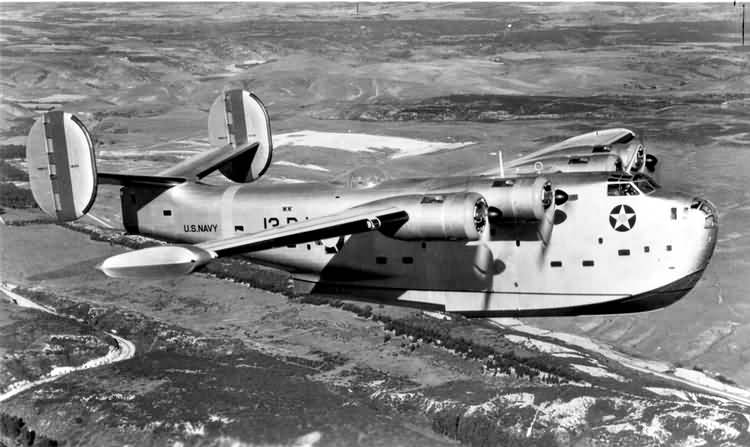
Consolidated PB2Y-2 Coronado
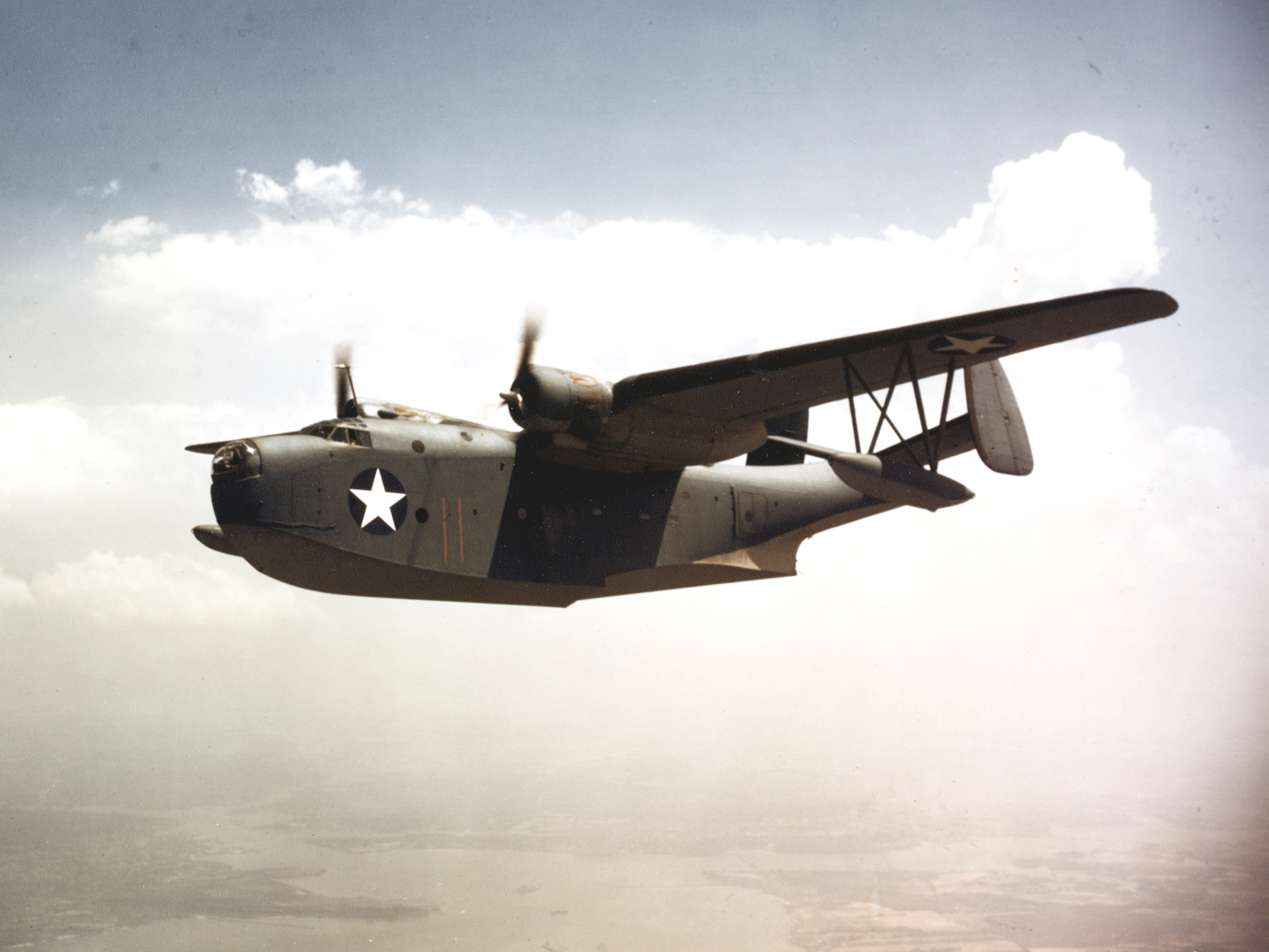
Martin PBM-3 Mariner

#### Bordflugzeuge
- Curtiss SOC Seagull (1934)
- Vought OS2U Kingfisher (1938)
- Curtiss SO3C Seamew (1939)
- Curtiss SC Seahawk (1944)

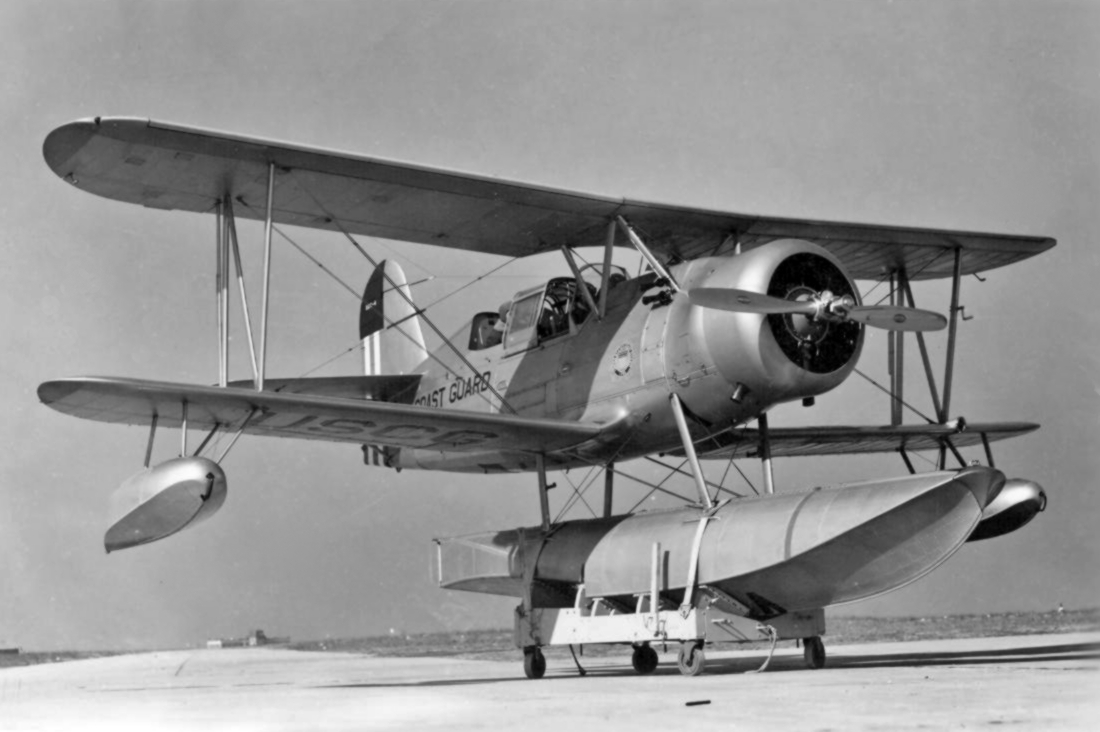
Curtiss SOC-4 Seagull
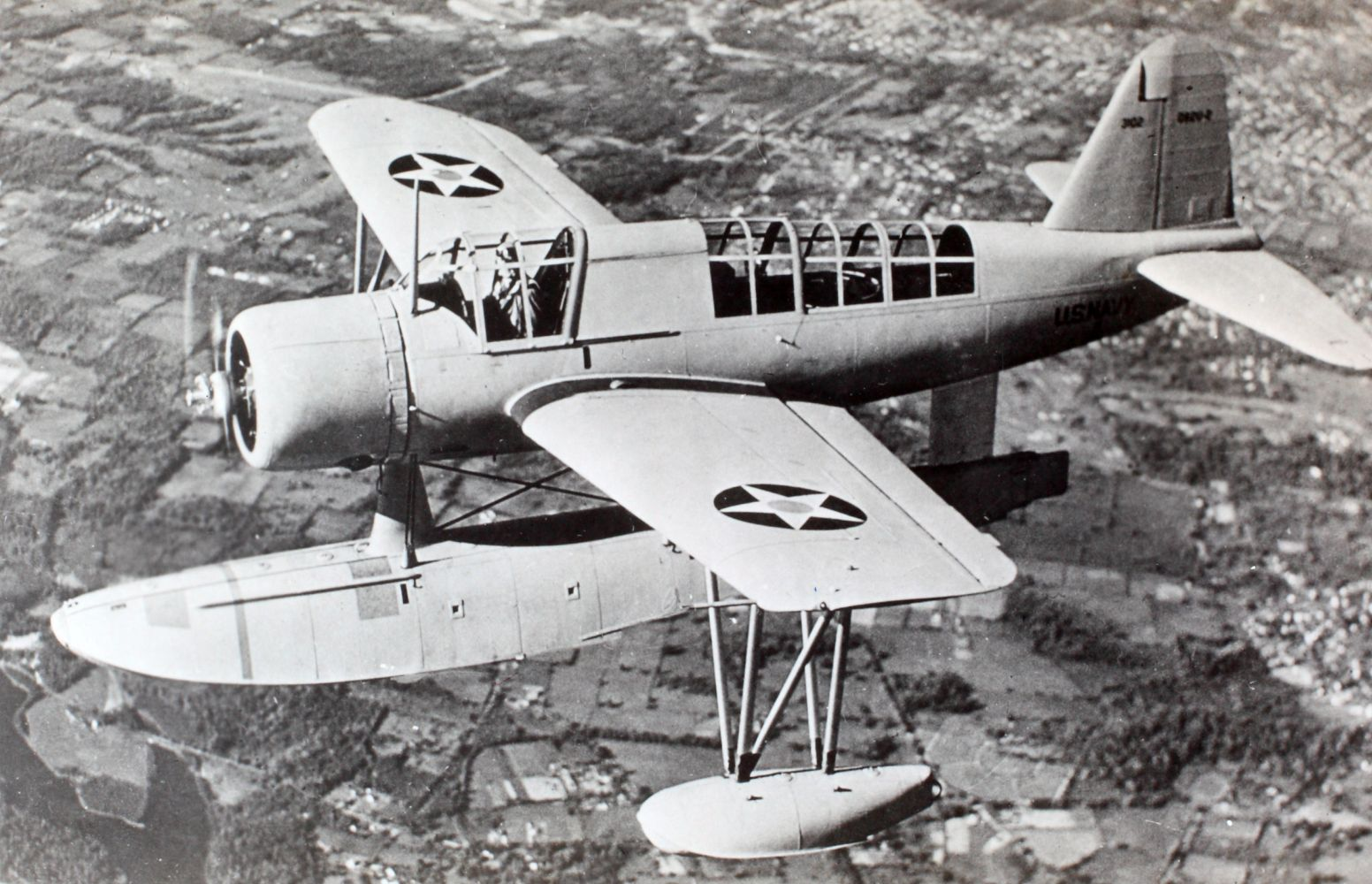
Vought OS2U-2 Kingfisher
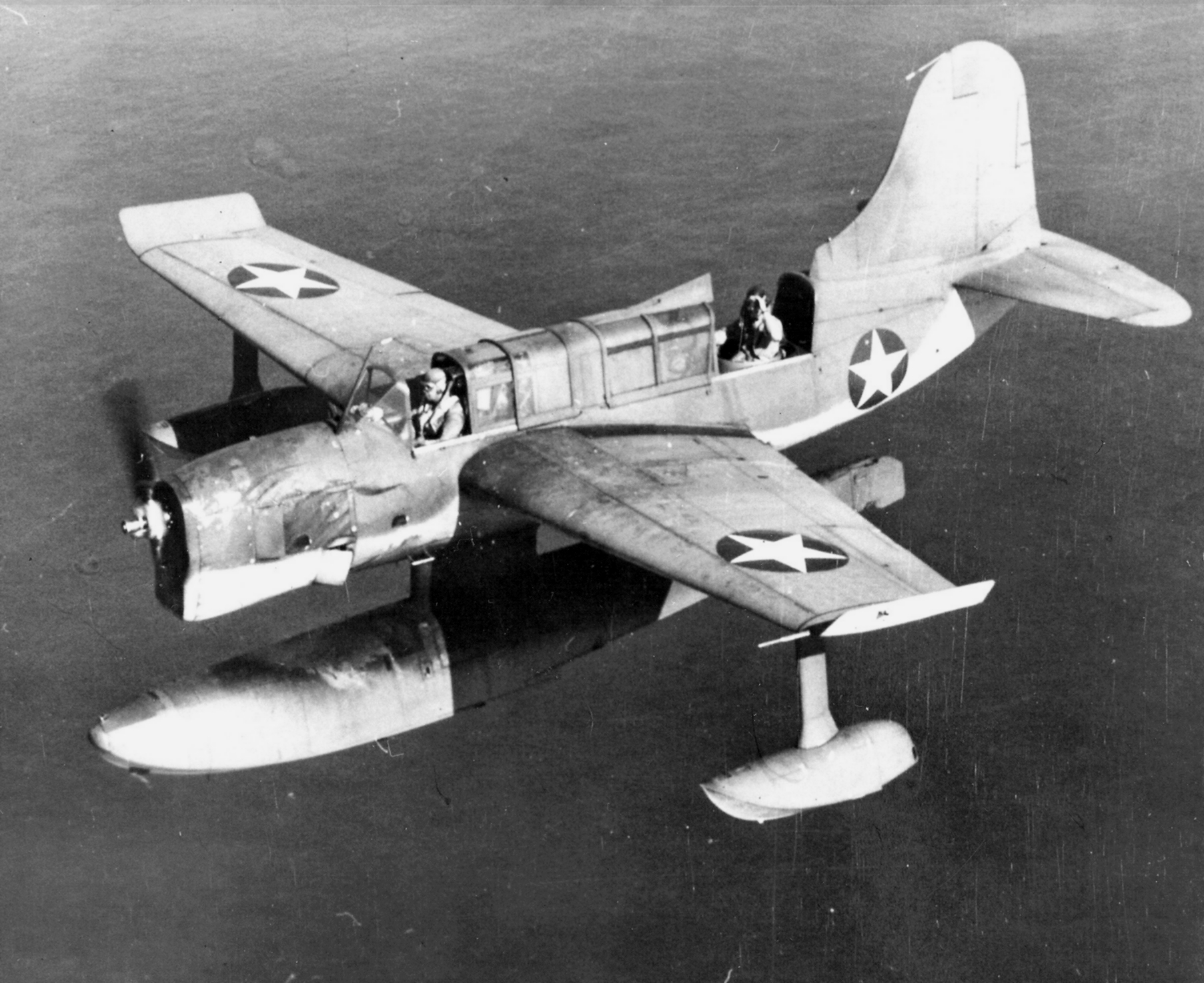
Curtiss SO3C-1 Seamew
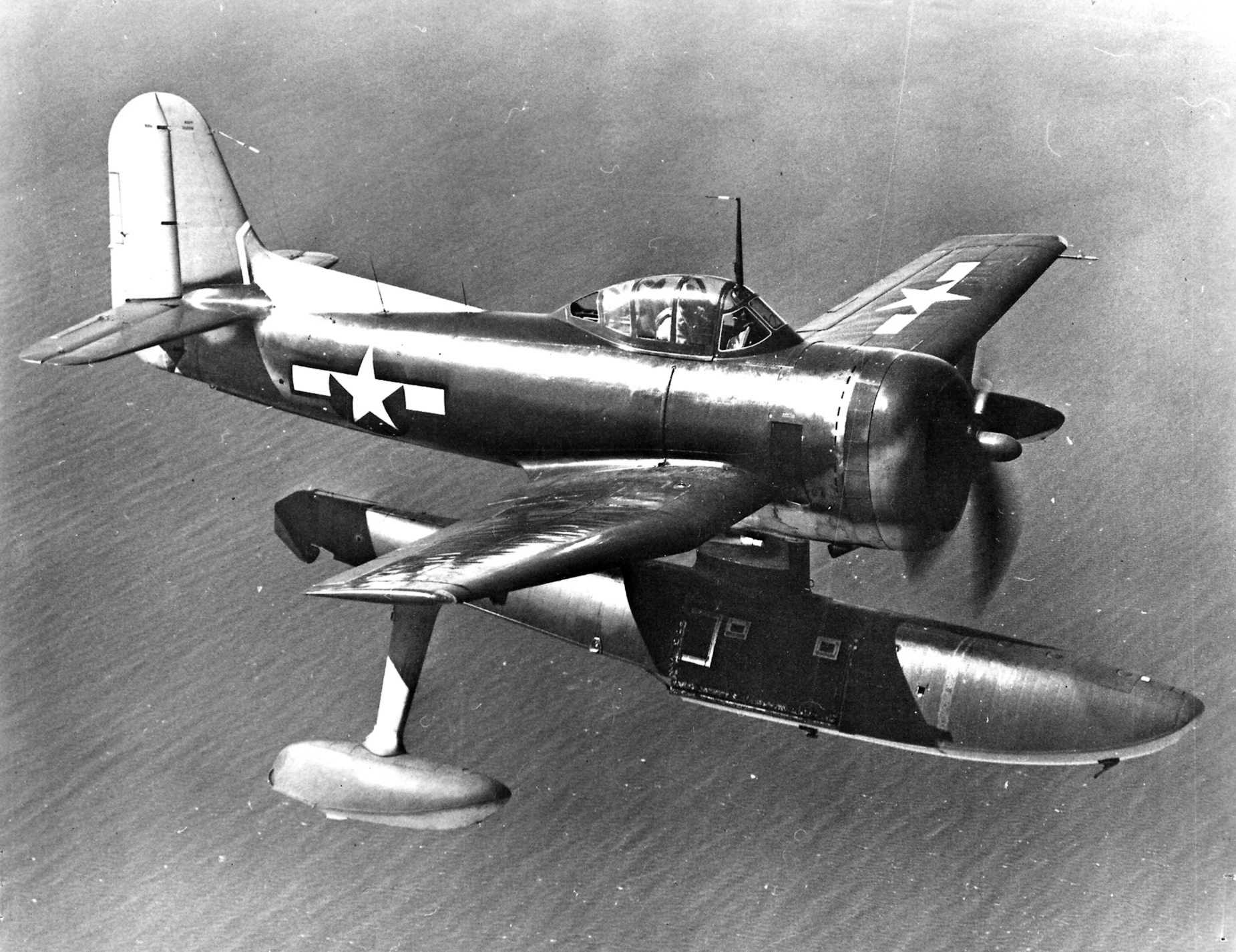
Curtiss SC-1 Seahawk

Alle vier Typen waren auch mit Fahrwerk im Einsatz.

### Transportflugzeuge und Lastensegler

#### Transportflugzeuge
- Lockheed XR2O/XR3O – Lockheed 10 Electra (1934), 2 Einzelstücke für den Secretary of the Navy bzw. Secretary of the Treasury
- Douglas R2D – Douglas DC-2 (1934)
- Lockheed XR4O – Lockheed 14 Super Electra (1937), Einzelstück als Reiseflugzeug für Führungspersonal
- Douglas R3D – Douglas DC-5 (1939)
- Lockheed R5O – Lockheed 18 Lodestar (1939)
- Curtiss R5C Commando – militarisierte Curtiss CW-20 (1941), wie C-46 Commando der USAAF
- Douglas R4D Skytrain/Skytrooper – militarisierte Douglas DC-3 (1941), wie C-47 Skytrain/C-53 Skytrooper der USAAF
- Douglas R5D Skymaster – militarisierte Douglas DC-4 (1942), wie C-54 Skymaster der USAAF
- Consolidated RY-1/2 – Transportervariante der PB4Y-1 (1942), wie C-87 Liberator Express der USAAF
- Consolidated RY-3 – Transportervariante der PB4Y-2 (1943)
- Budd RB Conestoga (1943) – Ganzmetallkonstruktion aus rostfreiem Stahl, auch als C-93 vorgesehen

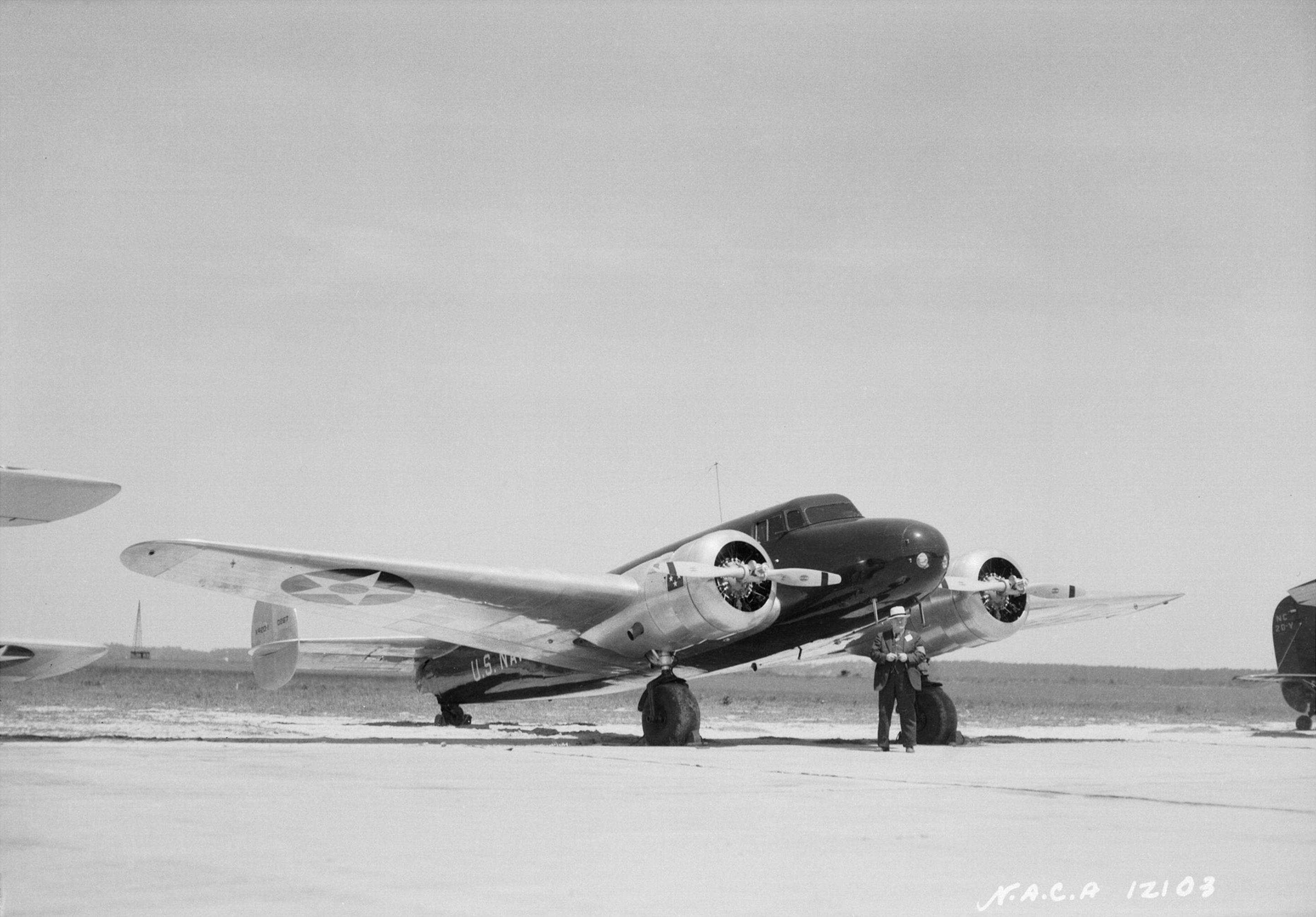
Lockheed XRO2-1
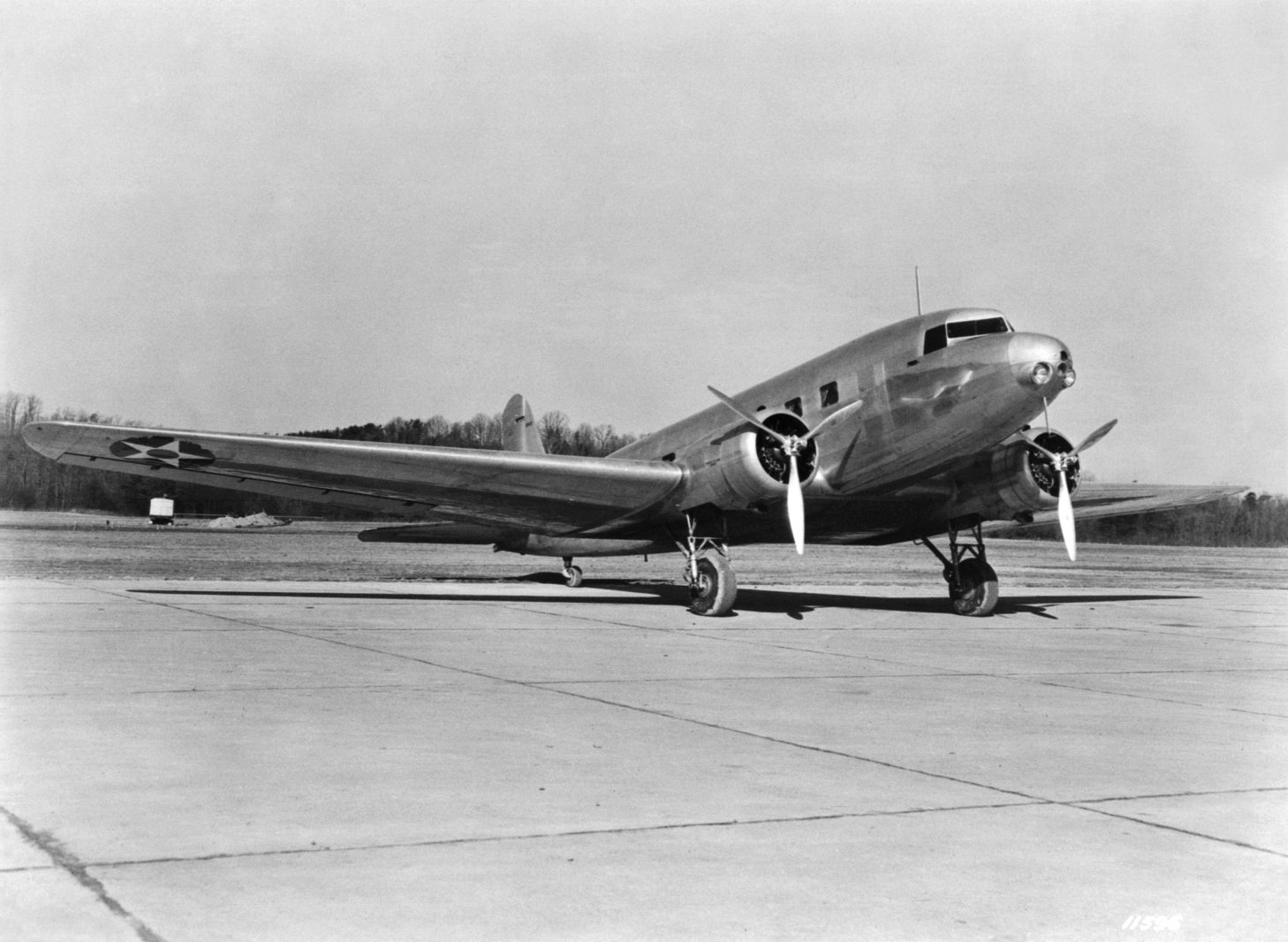
Douglas R2D-1
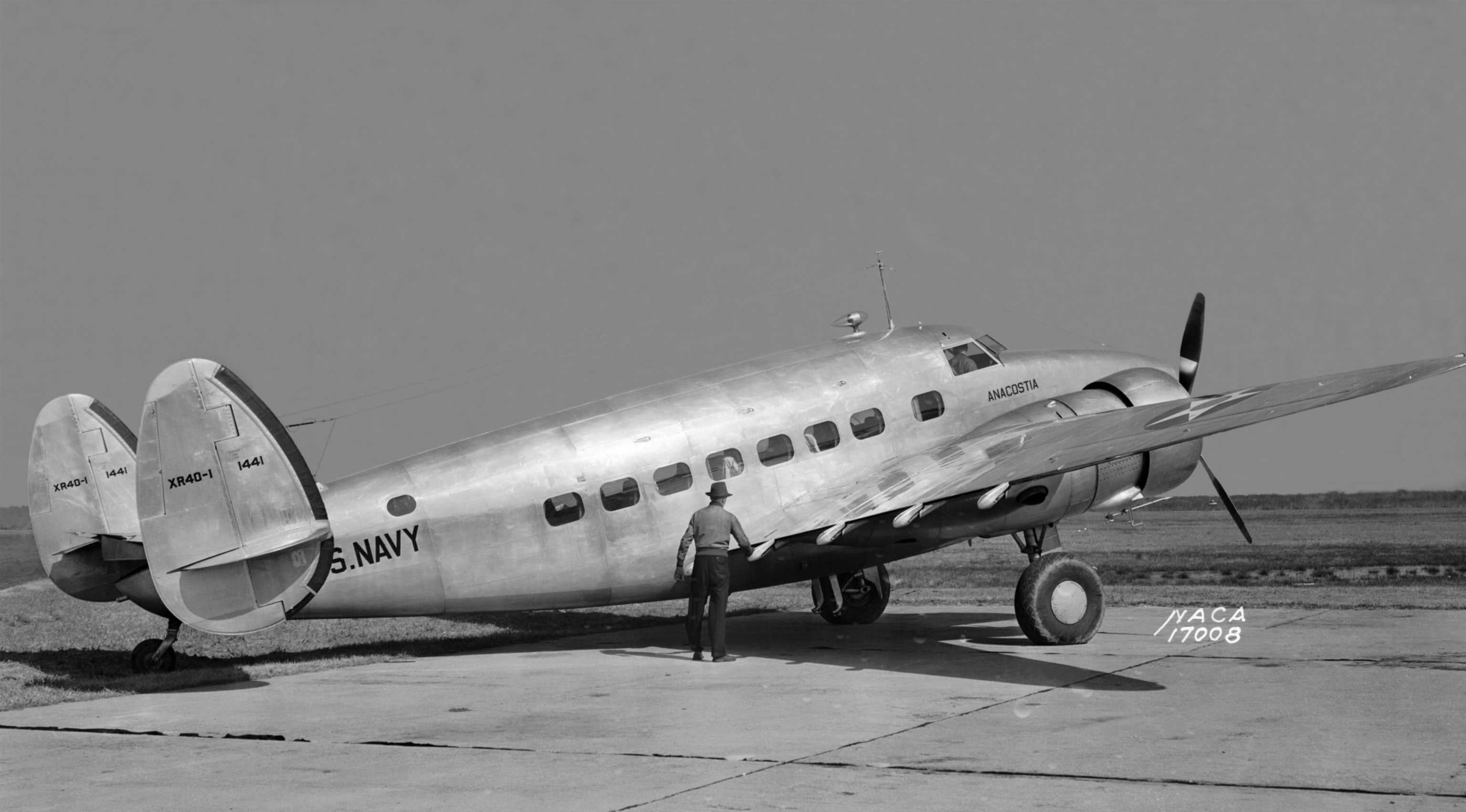
Lockheed XR4O-1
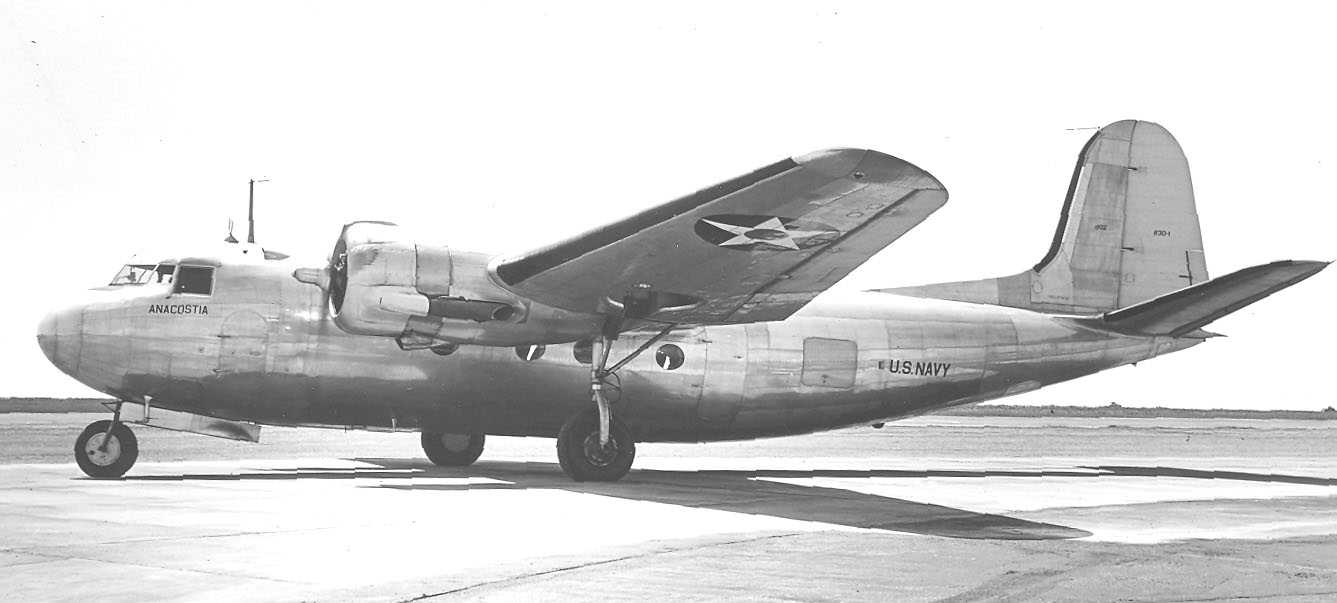
Douglas R3D-1
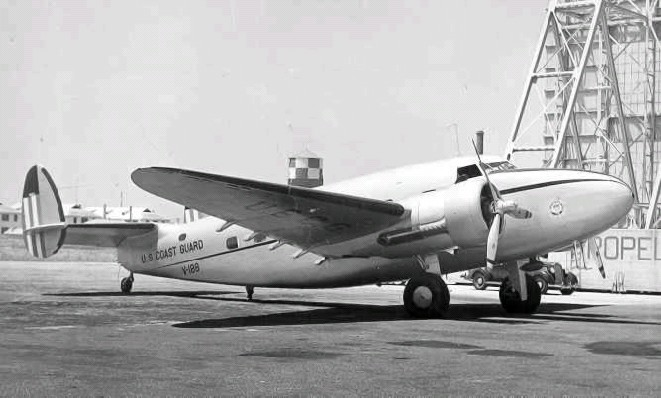
Lockheed R5O-1
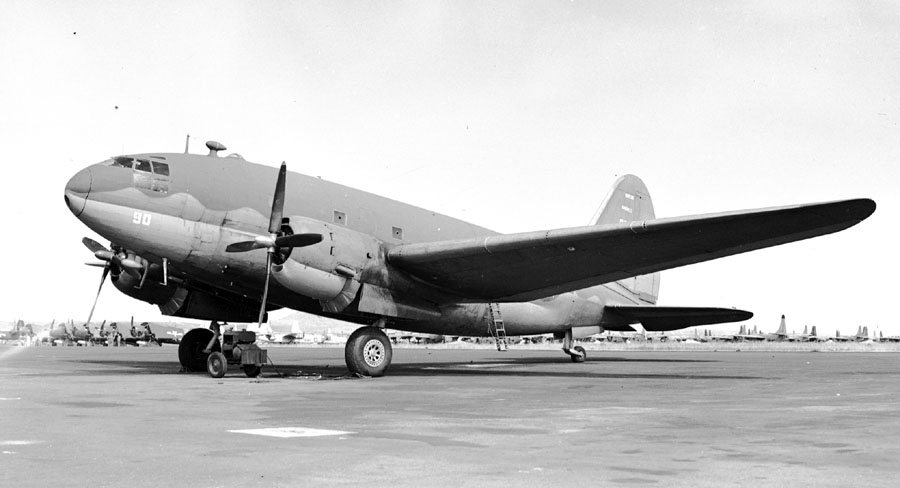
Curtiss R5C-1 Commando
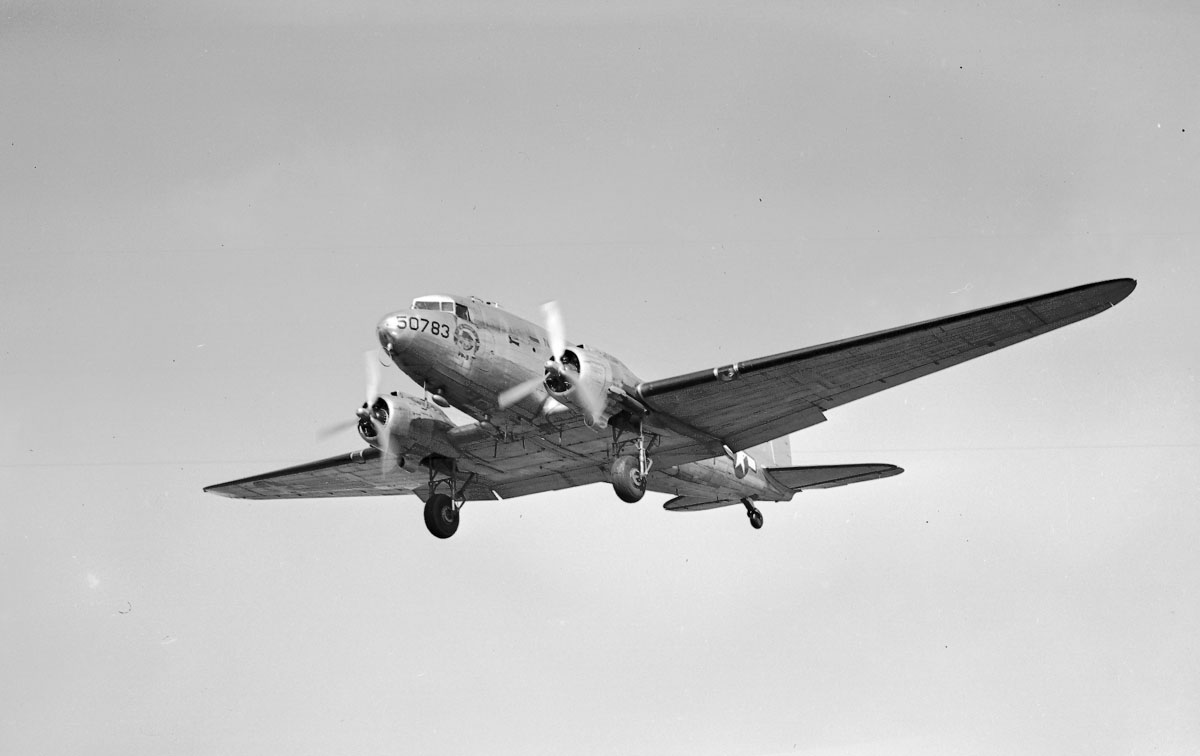
Douglas R4D-6 Skytrain
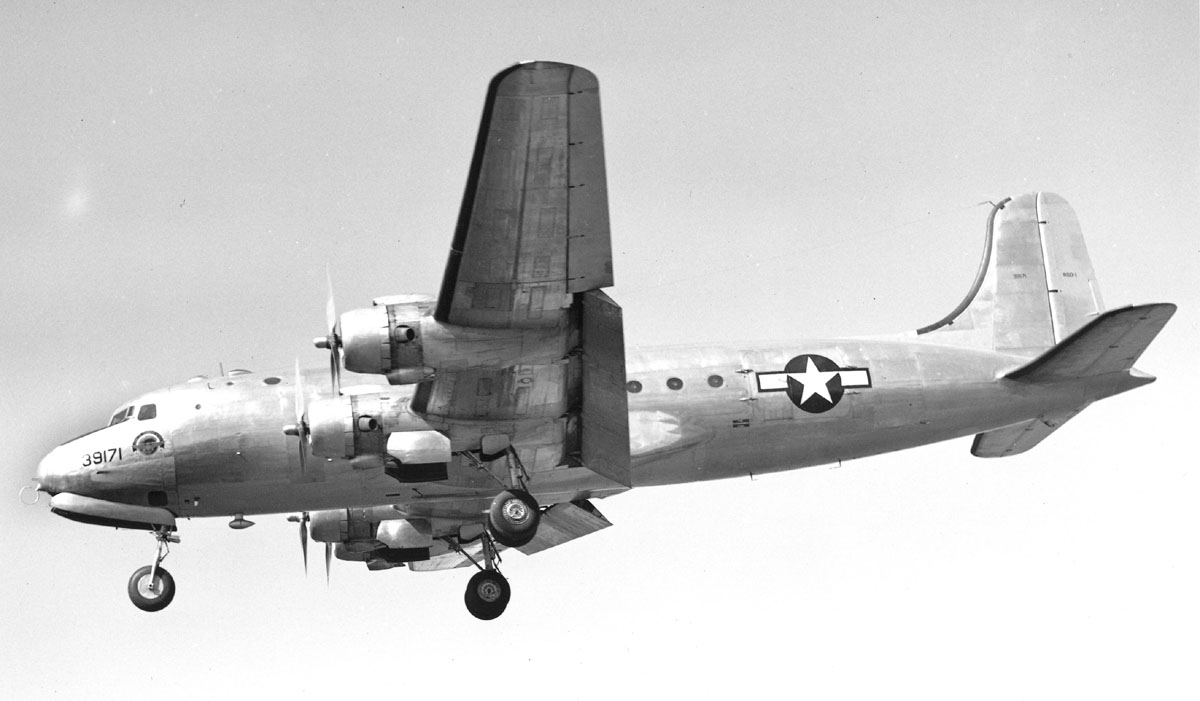
Douglas R5D-1 Skymaster
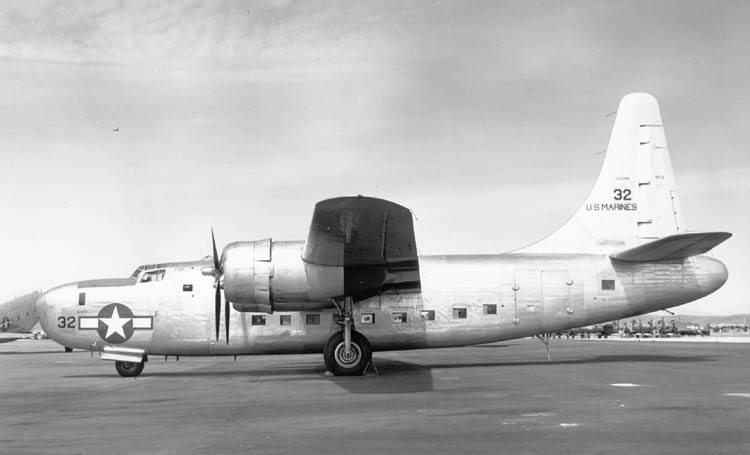
Consolidated RY-3
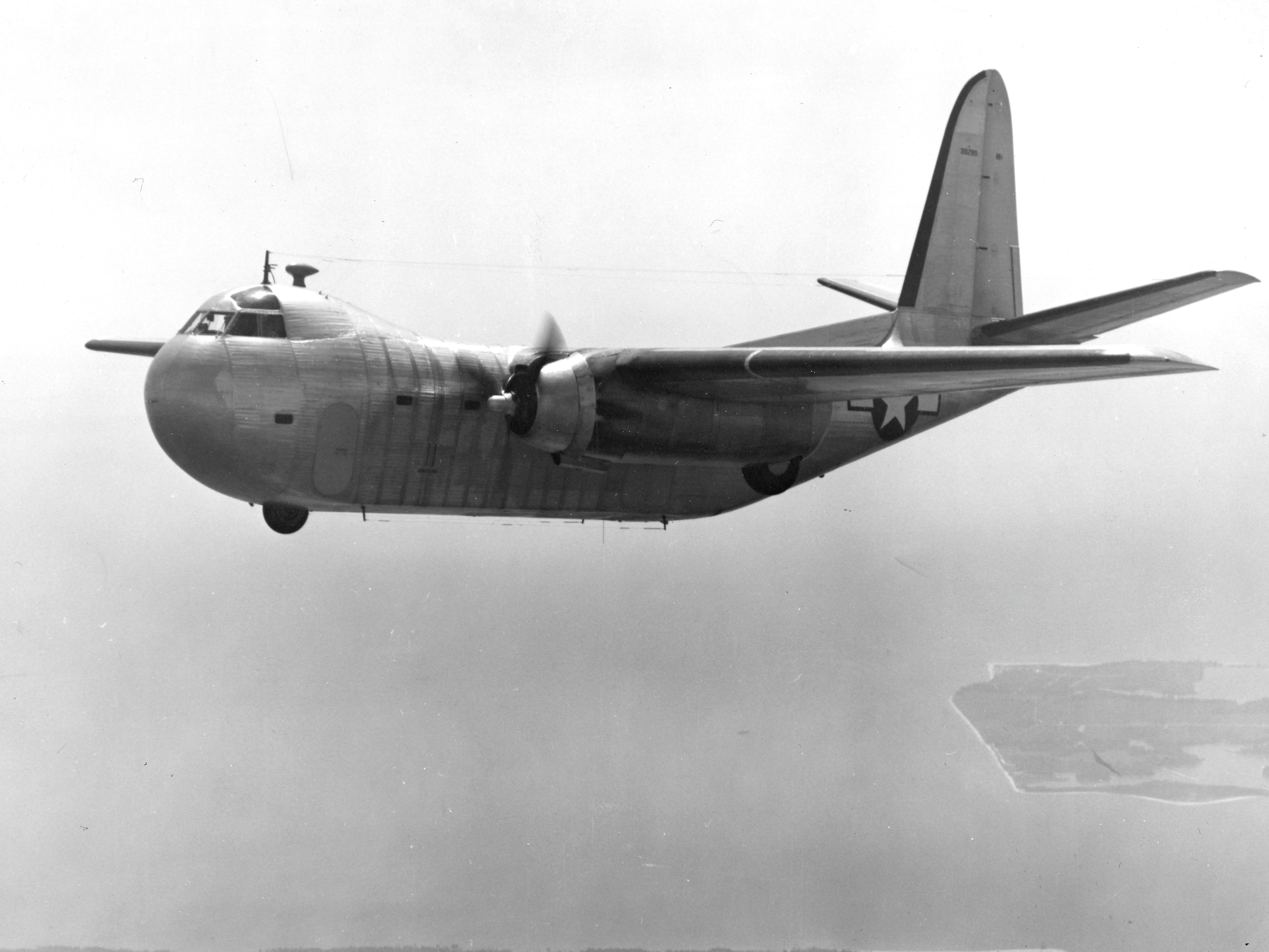
Budd RB-1 Conestoga

Requirierte zivile Verkehrsflugzeuge
- Douglas R4D-2/4/4R – Douglas DC-3
- Lockheed R3O-2 – Lockheed 12 Electra Junior
- Lockheed R5O-4/5 – Lockheed 18 Lodestar

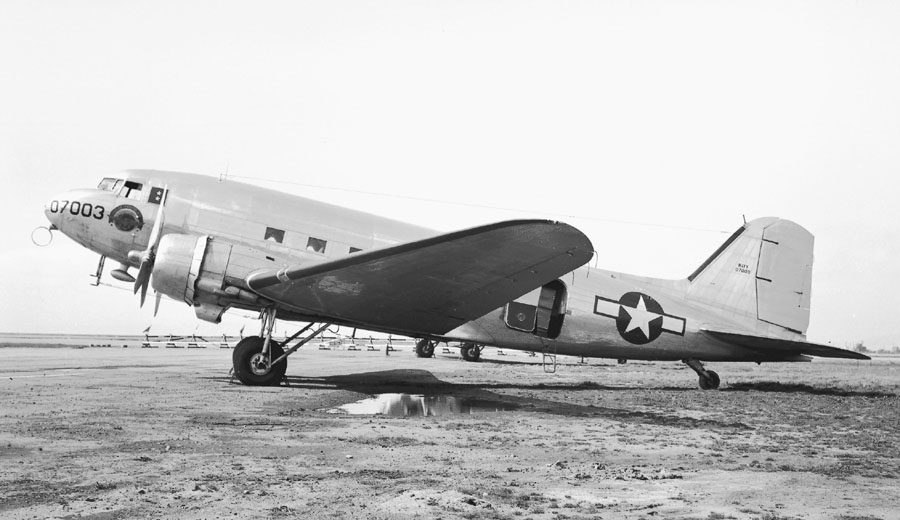
Douglas R4D-4
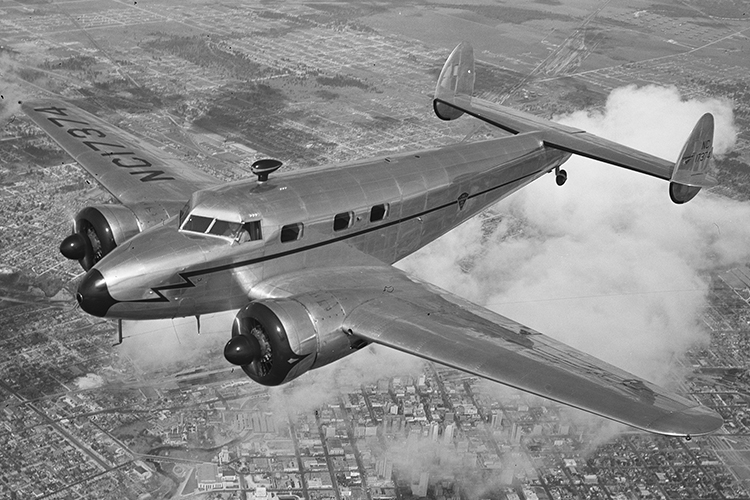
Lockheed 12 Electra Junior
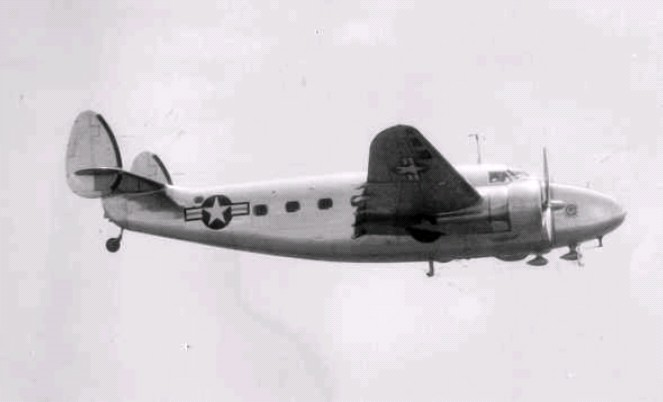
Lockheed R5O-4

#### Transportflugboote
- Martin JRM Mars (1945) – Weiterentwicklung der XPB2M, größtes je in Serie gebautes Flugboot

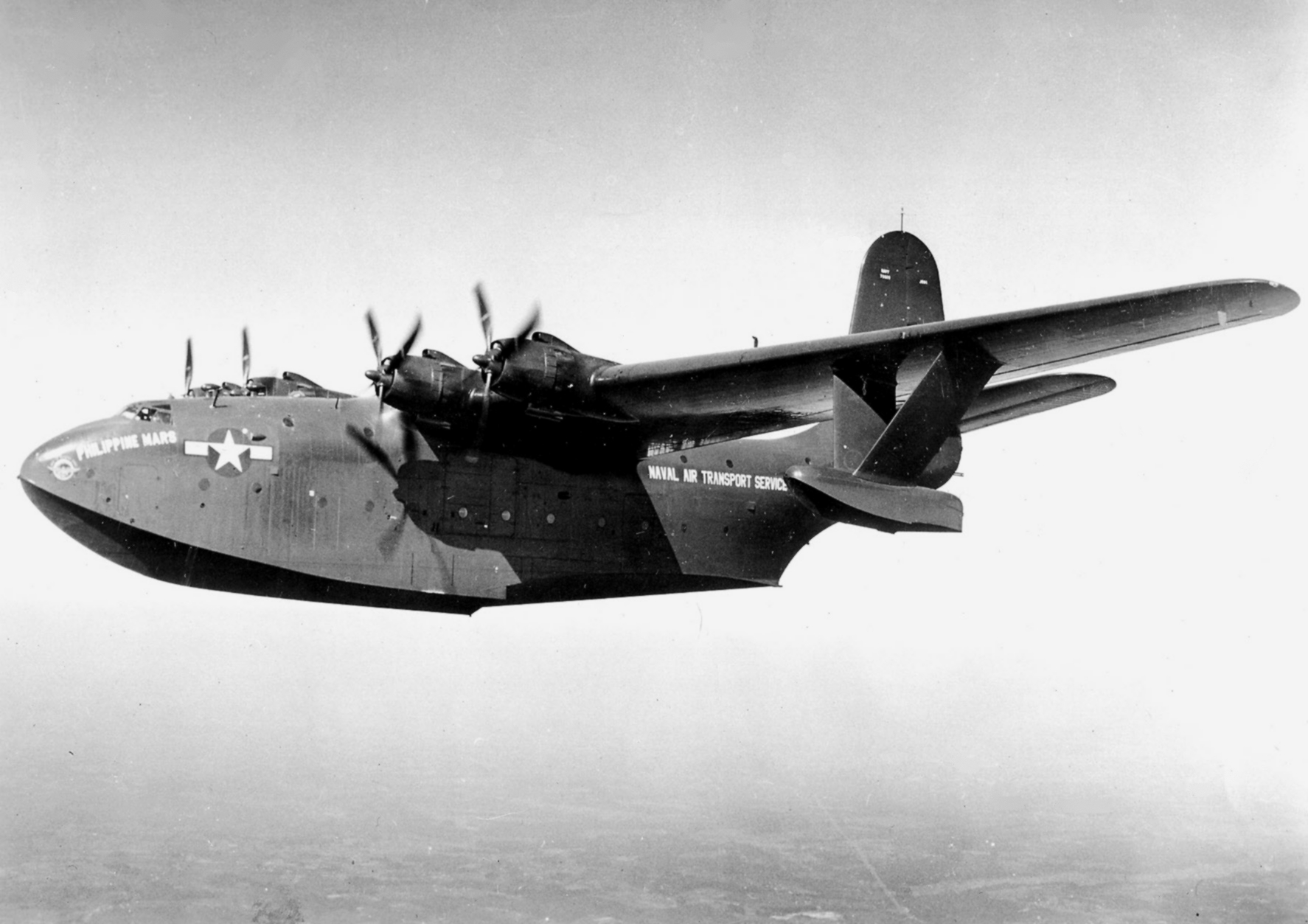
Martin JRM-1 Philippine Mars

Requirierte zivile Verkehrsflugboote
- Boeing B-314 – Boeing 314 Clipper
- Martin M-130 – Martin 130
- Sikorsky JR2S – Sikorsky S-44

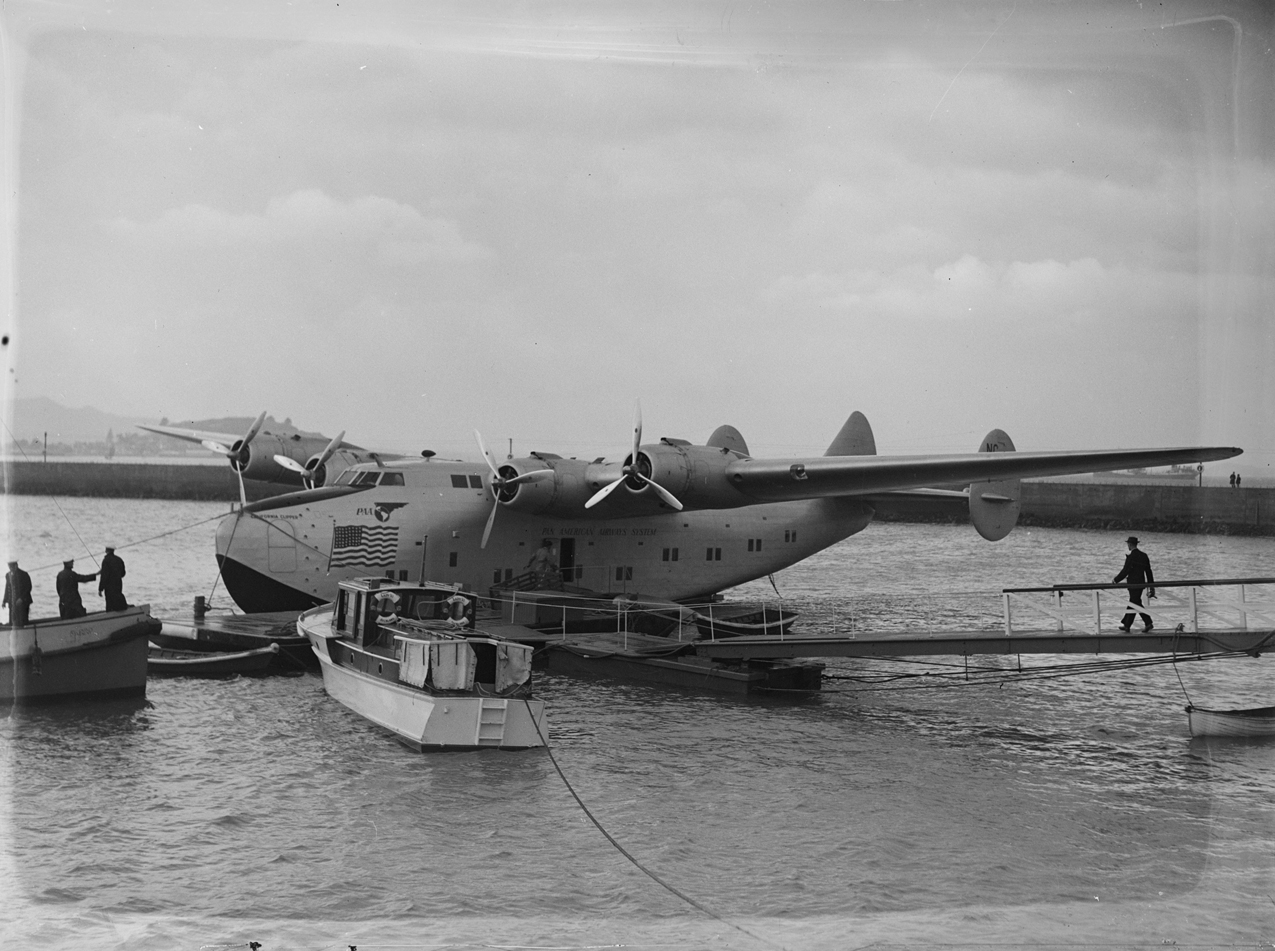
Boeing 314 der Pan Am
Martin 130 China Clipper der Pan Am
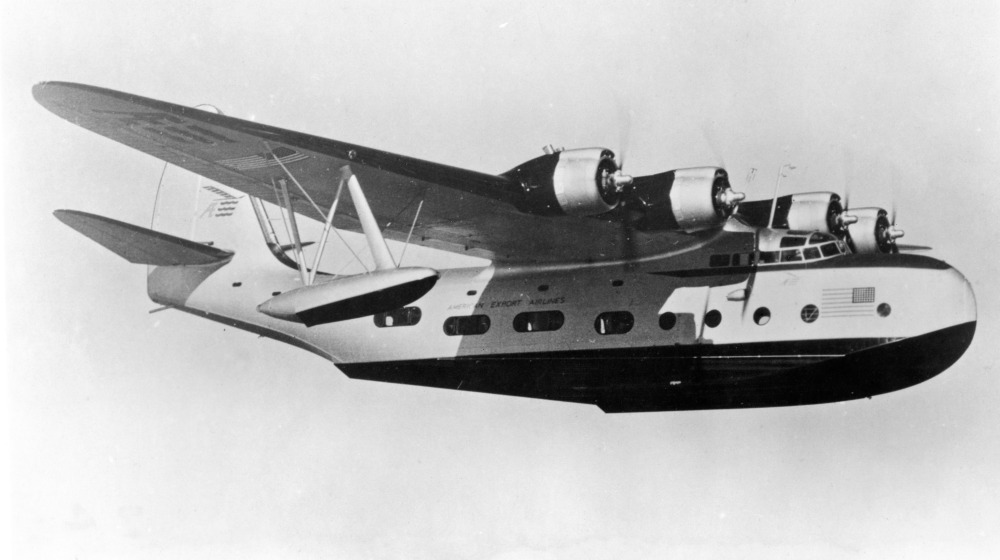
Sikorsky S-44 der American Export Airlines

### Mehrzweck-, Verbindungs- und Schulflugzeuge

#### Mehrzweckflugzeuge
- Fairchild J2K/GK – Fairchild Model 24 (1932)
- Beech JB/GB Traveler – Beech Model 17 Staggerwing (1932)
- Bellanca JE – Bellanca 31-40 Senior Pacemaker (1935), Einzelstück
- Fairchild JK – Fairchild Model 45 (1935), Einzelstück als Reiseflugzeug für Führungspersonal
- Noorduyn JA Norseman – Noorduyn Norseman (1935), in Kanada gebaut
- Lockheed JO – Lockheed Model 12 Electra Junior (1936)
- Beech JRB Expeditor – Beech Model 18 Twin Beech (1937)
- Cessna JRC – Cessna Model T-50 (1939)
- Howard GH – Howard DGA-15 (1939), Variante GH-2 Nightingale zum Verwundetentransport verwendet

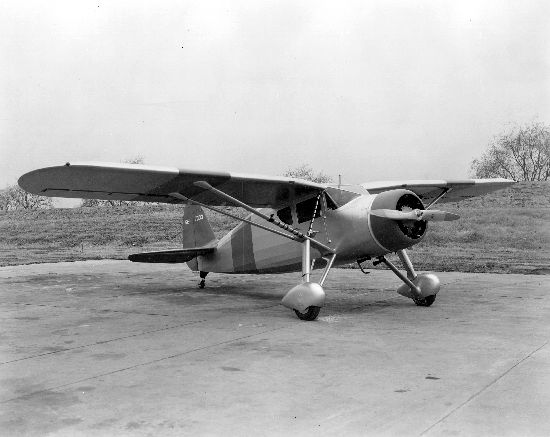
Fairchild GK-1
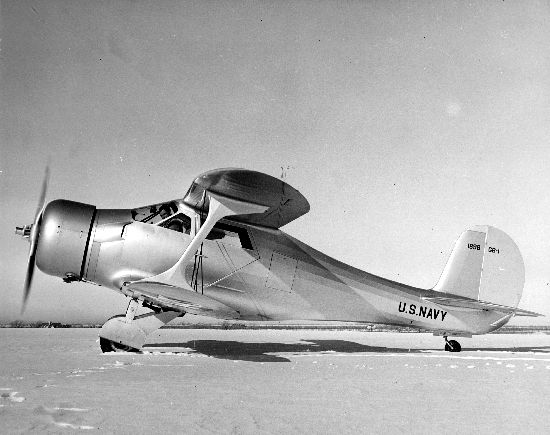
Beech GB-1 Traveler
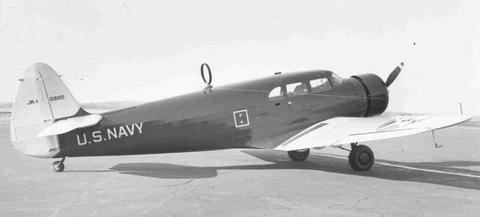
Fairchild JK-1
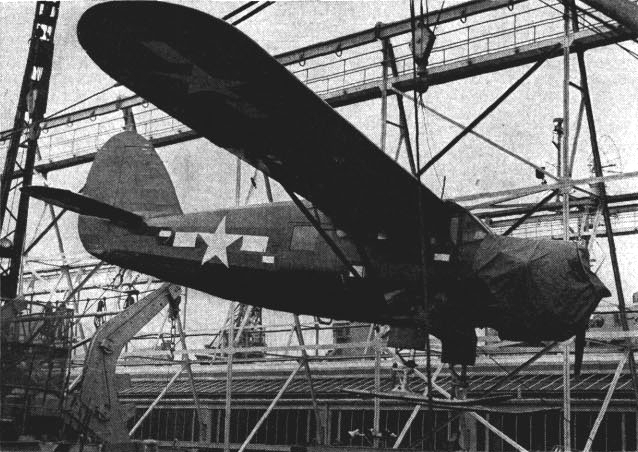
Noorduyn JA-1 Norseman
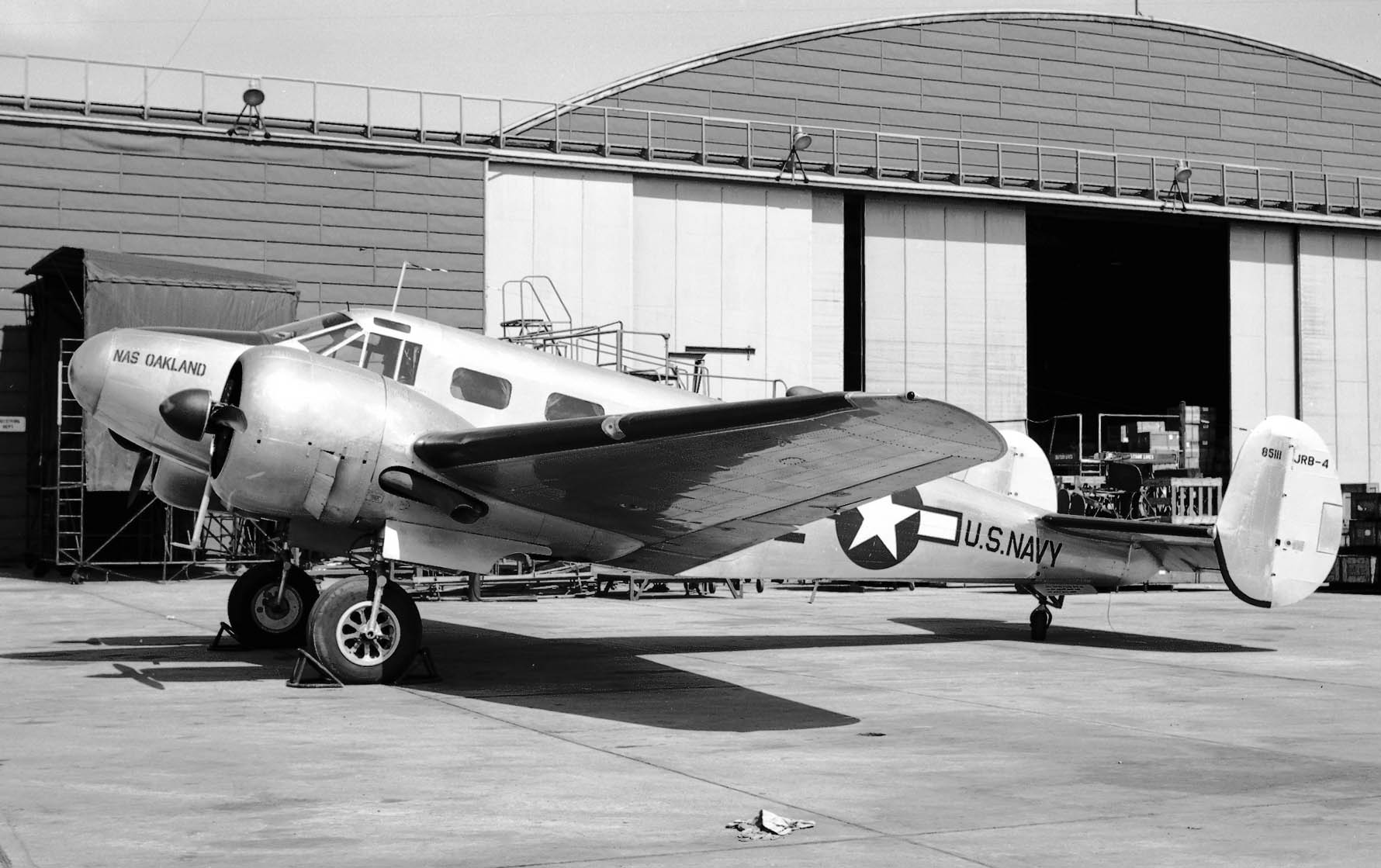
Beech JRB-4 Expeditor
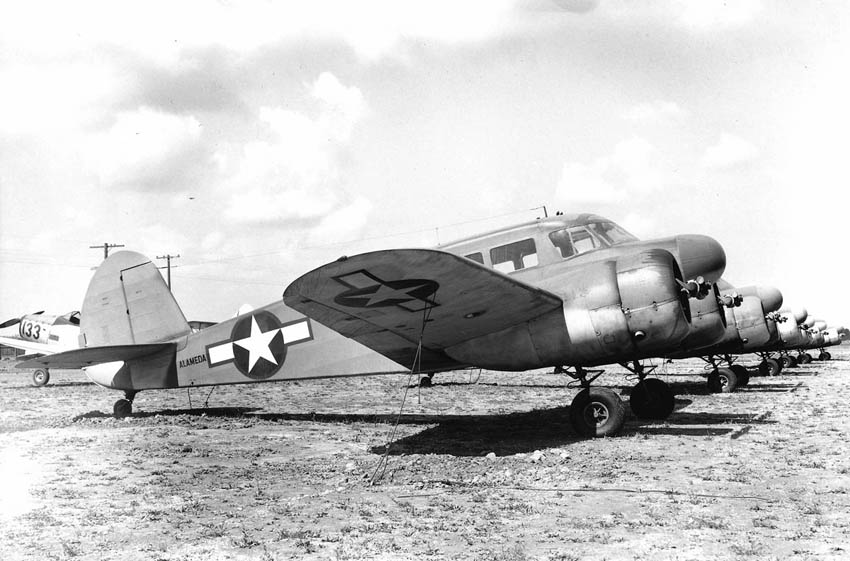
Cessna JRC-1
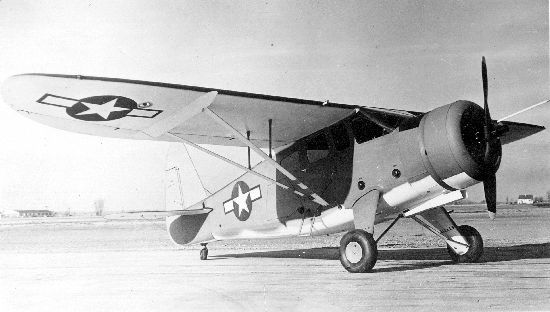
Howard GH-2 Nightingale

#### Mehrzweck-Amphibienflugzeuge
- Douglas RD Dolphin – Douglas Dolphin (1930), zur Seenotrettung eingesetzt
- Grumman JF Duck (1933)
- Sikorsky JRS – Sikorsky S-43 „Baby Clipper“ (1935)
- Grumman J2F Duck (1936)
- Grumman JRF Goose – Grumman G-21 (1937), auch zur Seenotrettung eingesetzt
- Grumman J4F Widgeon – Grumman G-44 (1940)

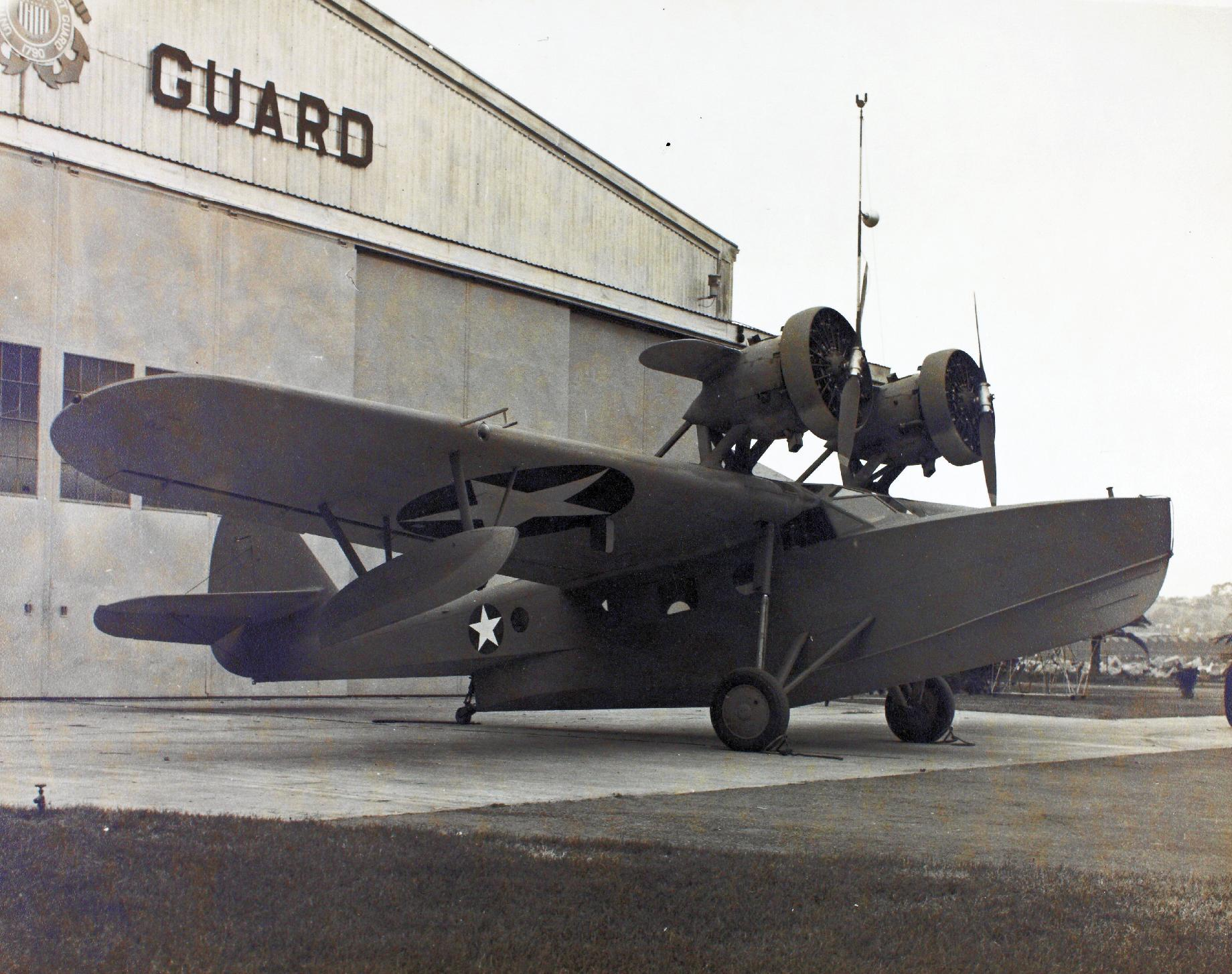
Douglas RD-4 Dolphin
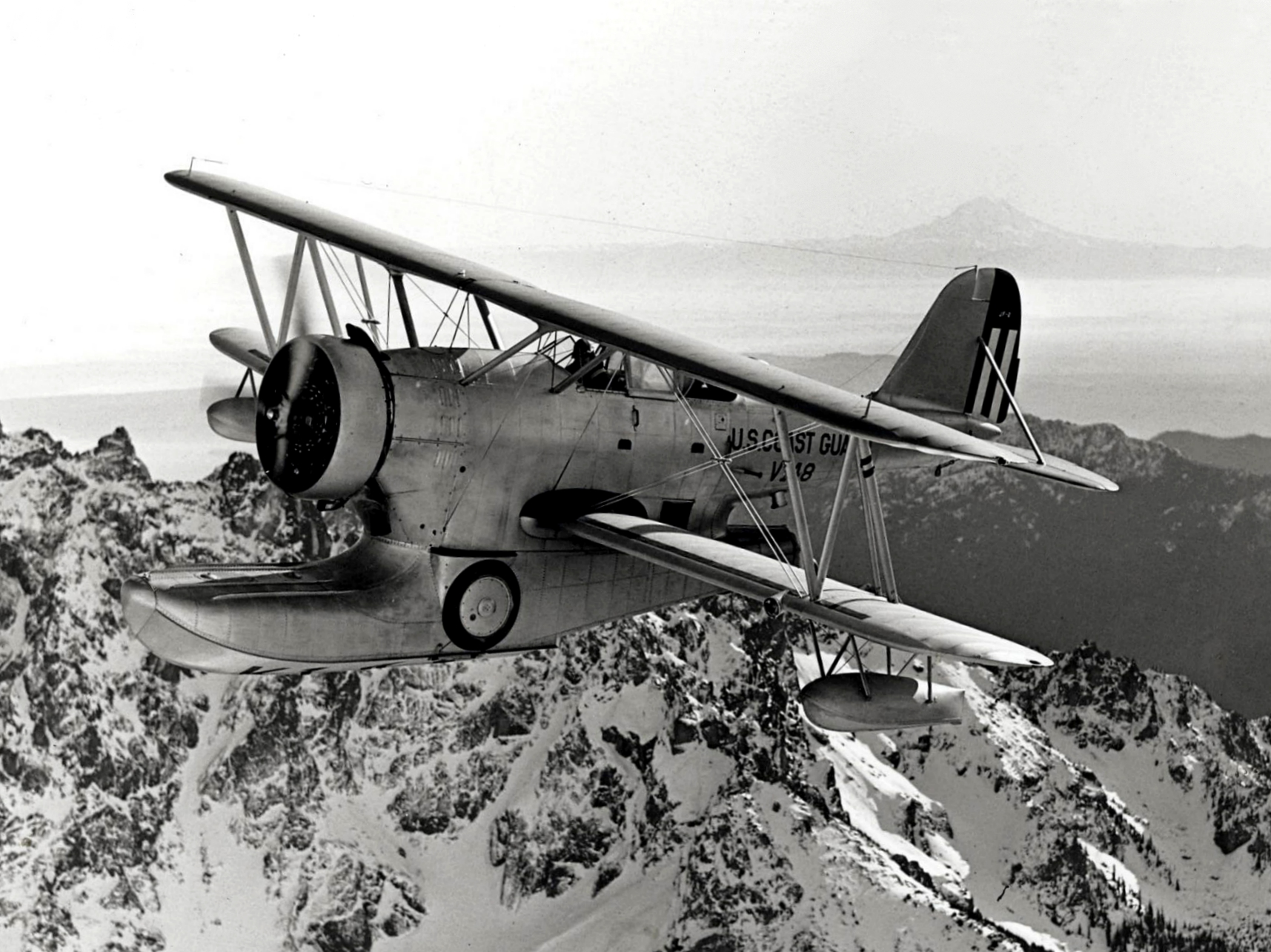
Grumman JF-2
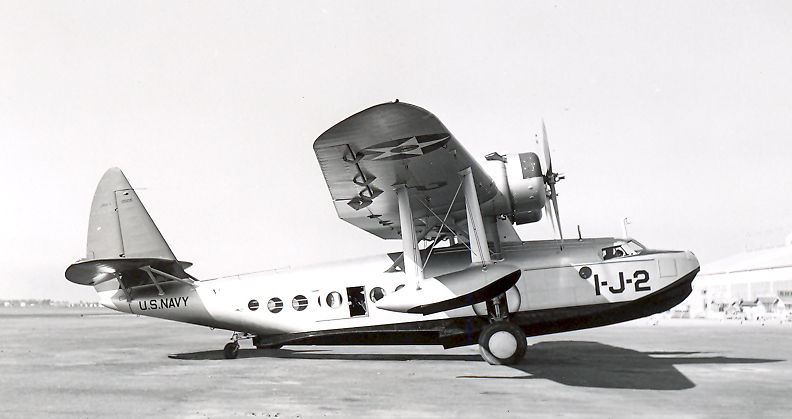
Sikorsky JRS-1
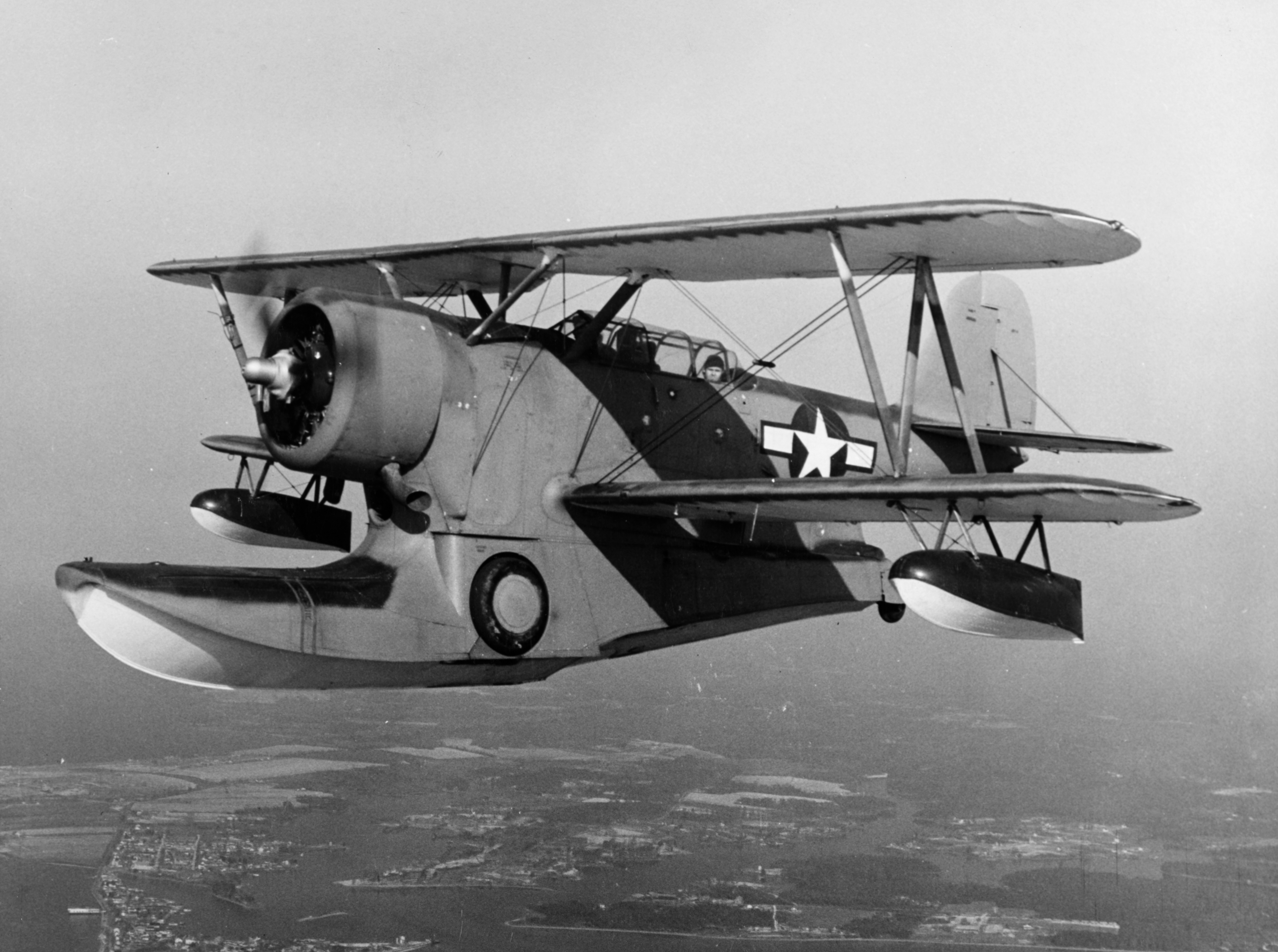
Grumman J2F-6 Duck
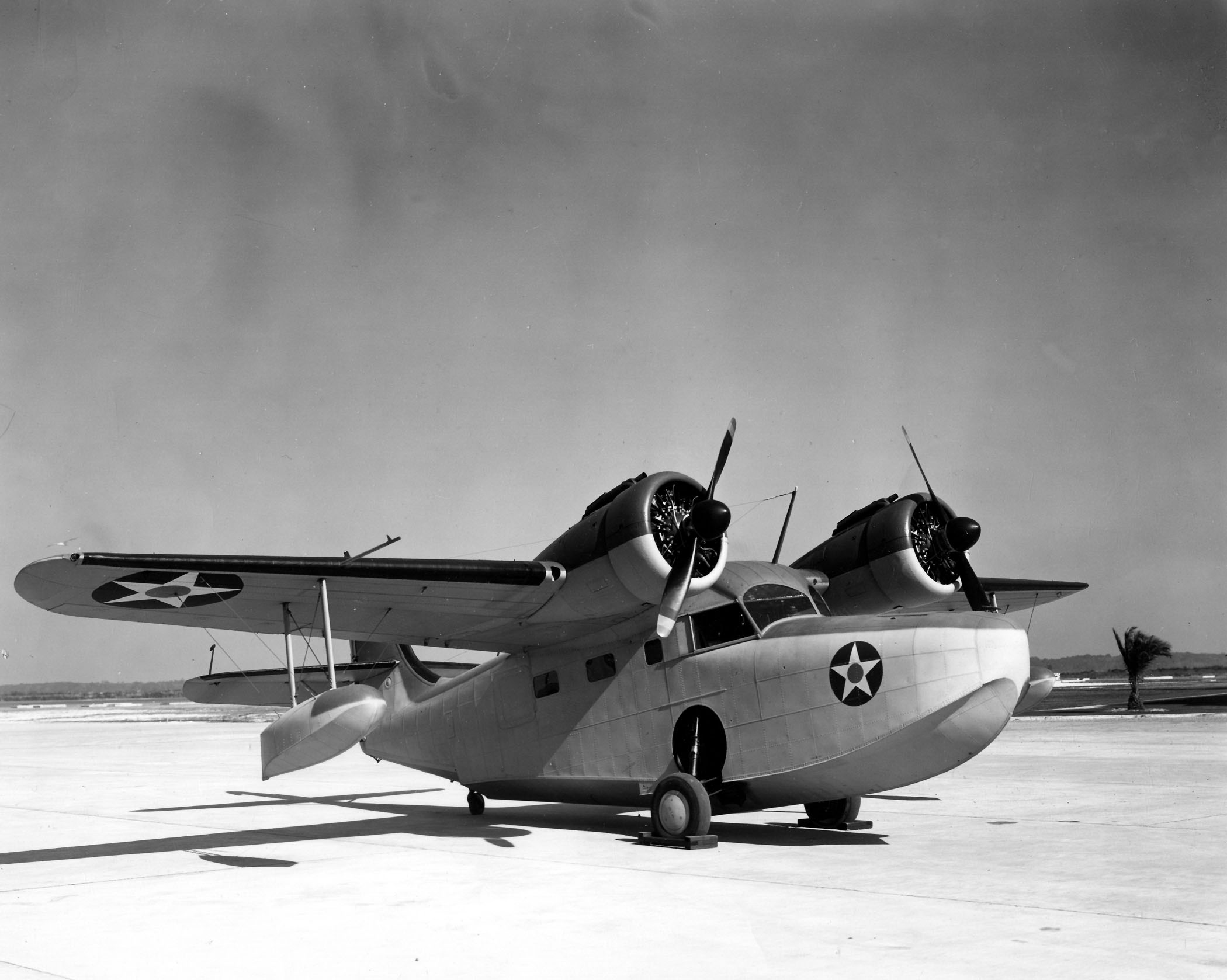
Grumman JRF-5 Goose
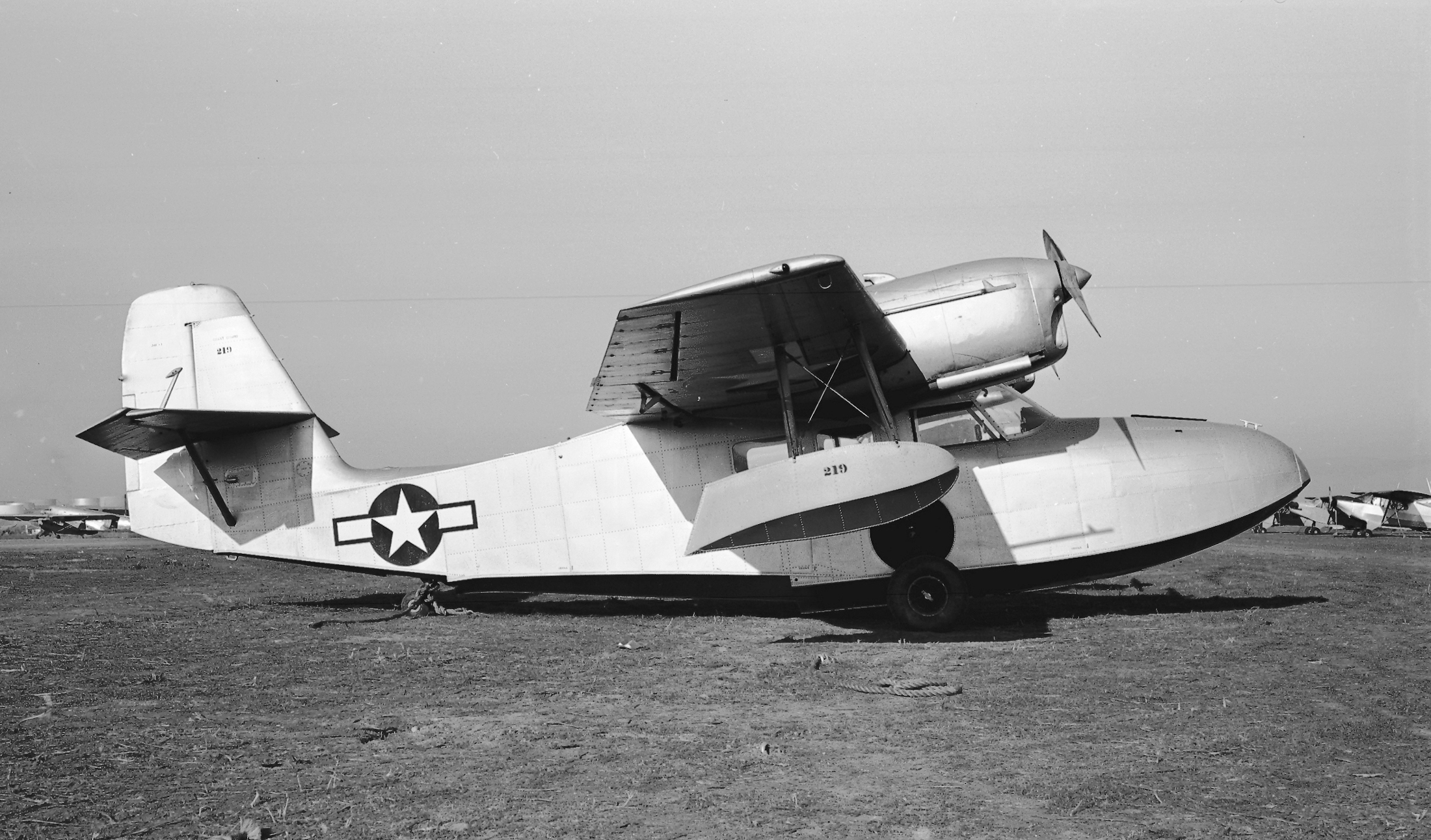
Grumman J4F-1 Widgeon

#### Verbindungsflugzeuge
- Piper AE – Piper J5-C (1939) zum Verwundetentransport eingerichtet, bis 1943 als HE bezeichnet
- Stinson OY Sentinel (1941) – wie L-5 Sentinel der USAAF

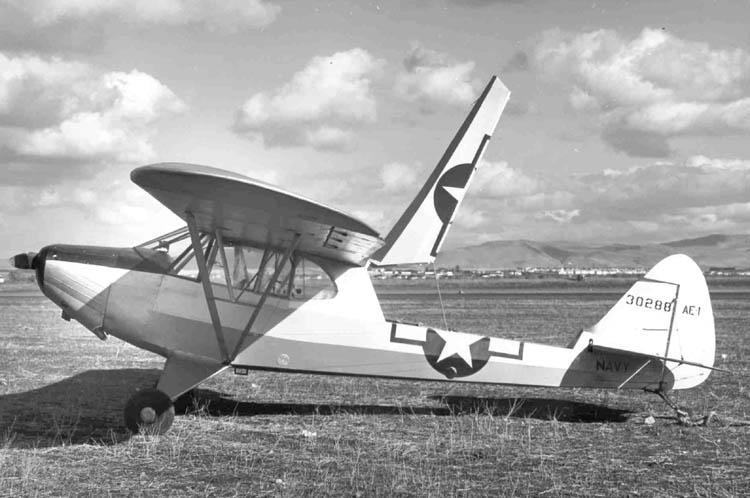
Piper AE-1
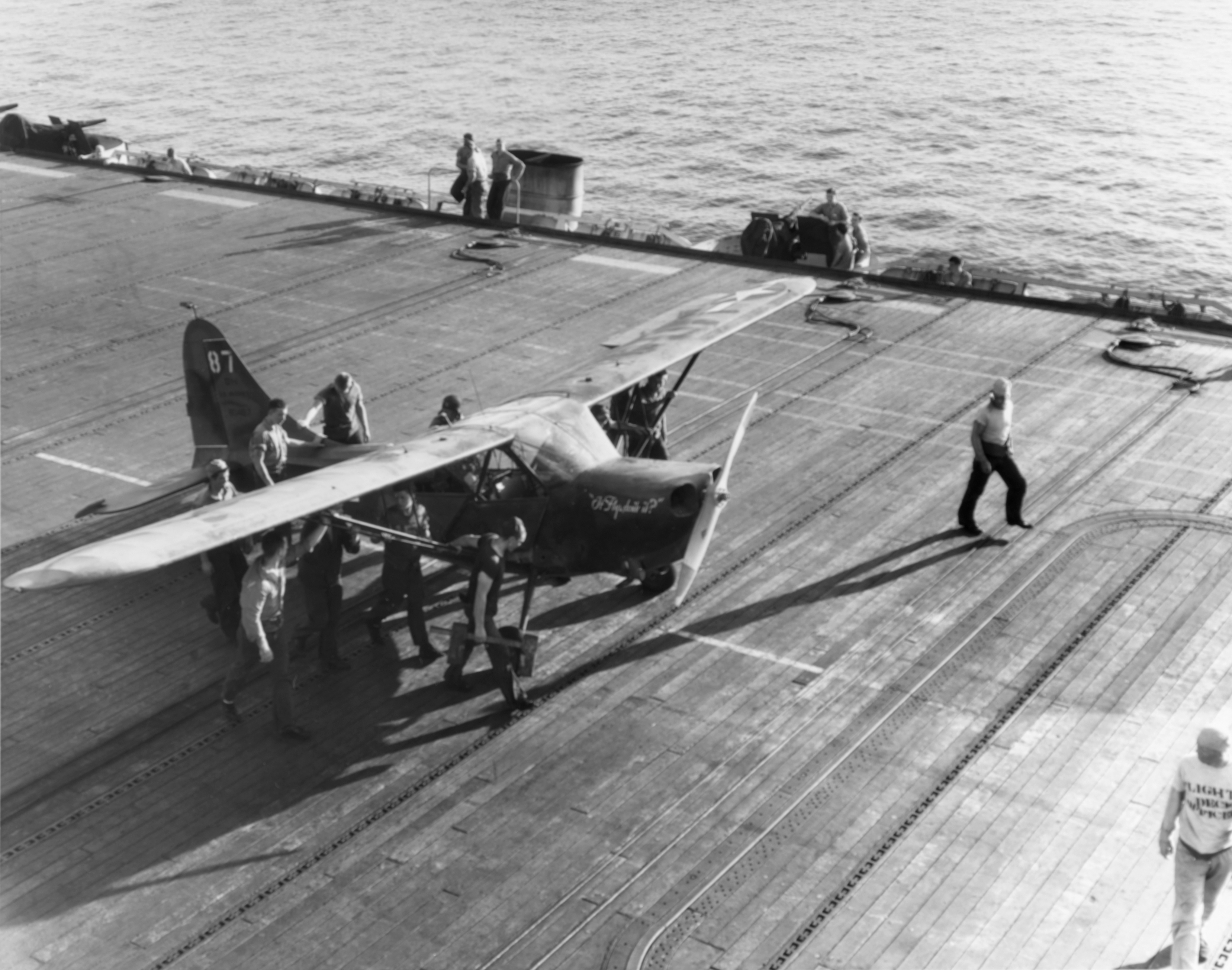
Stinson OY-1 an Bord von USS Petrof Bay (CVE-80)

#### Anfänger-Schulflugzeuge
- Naval Aircraft Factory N3N (1935) – auch als Schwimmerflugzeug vorhanden
- Boeing-Stearman NS – Boeing-Stearman Model 73 (1935)
- Boeing-Stearman N2S Caydet – Boeing-Stearman Model 75 (1936), wie PT-13/PT-17 der USAAF
- Piper NE – Piper J-3C Cub (1938), wie L-4 der USAAF
- Spartan NP – modernisierte Spartan C-3 (1940)
- Timm N2T Tutor – Timm PT-220-C (1940)
- Ryan NR – ex USAAF PT-21 (1941), 1941 erhalten

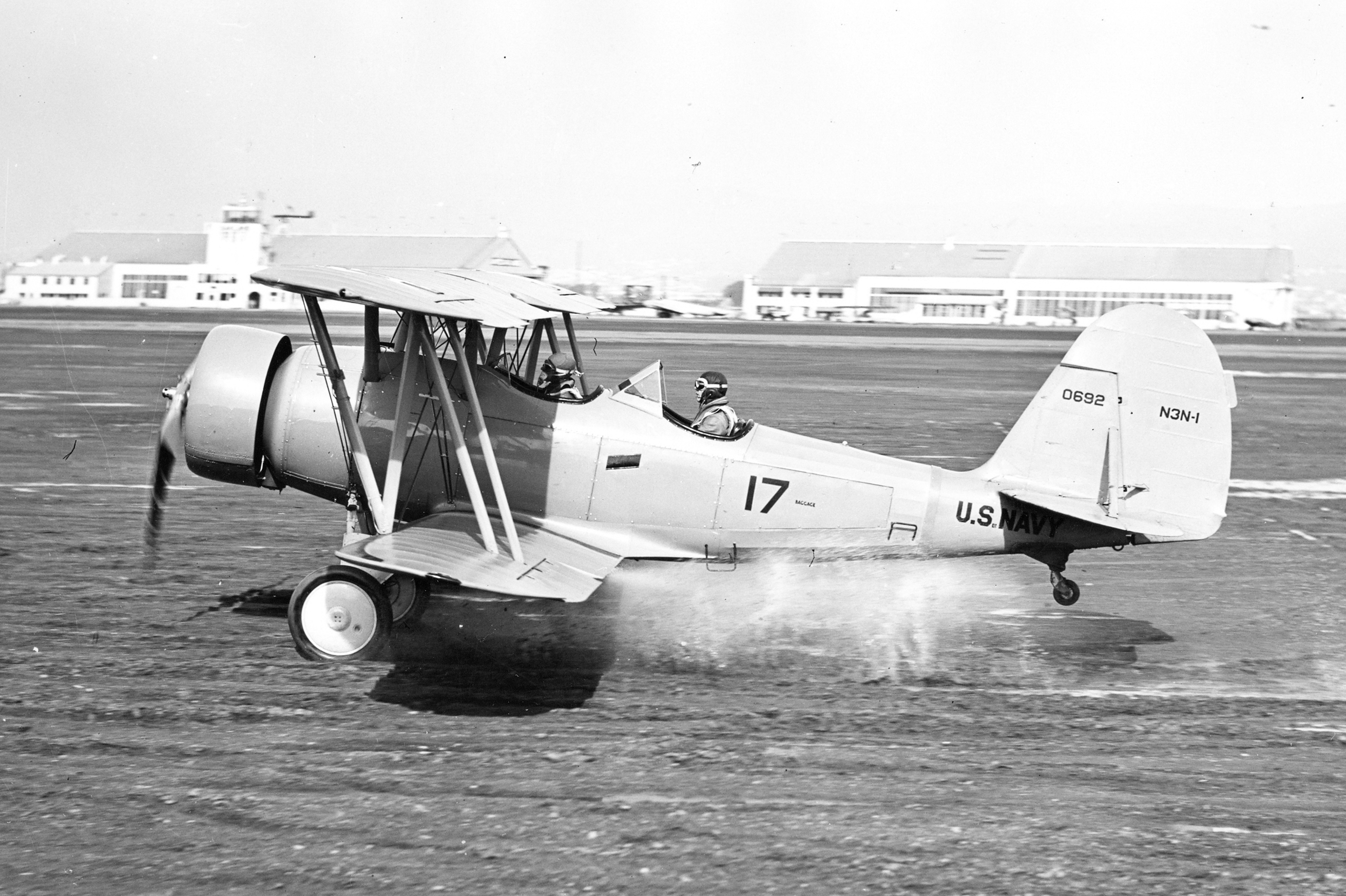
Naval Aircraft Factory N3N-1
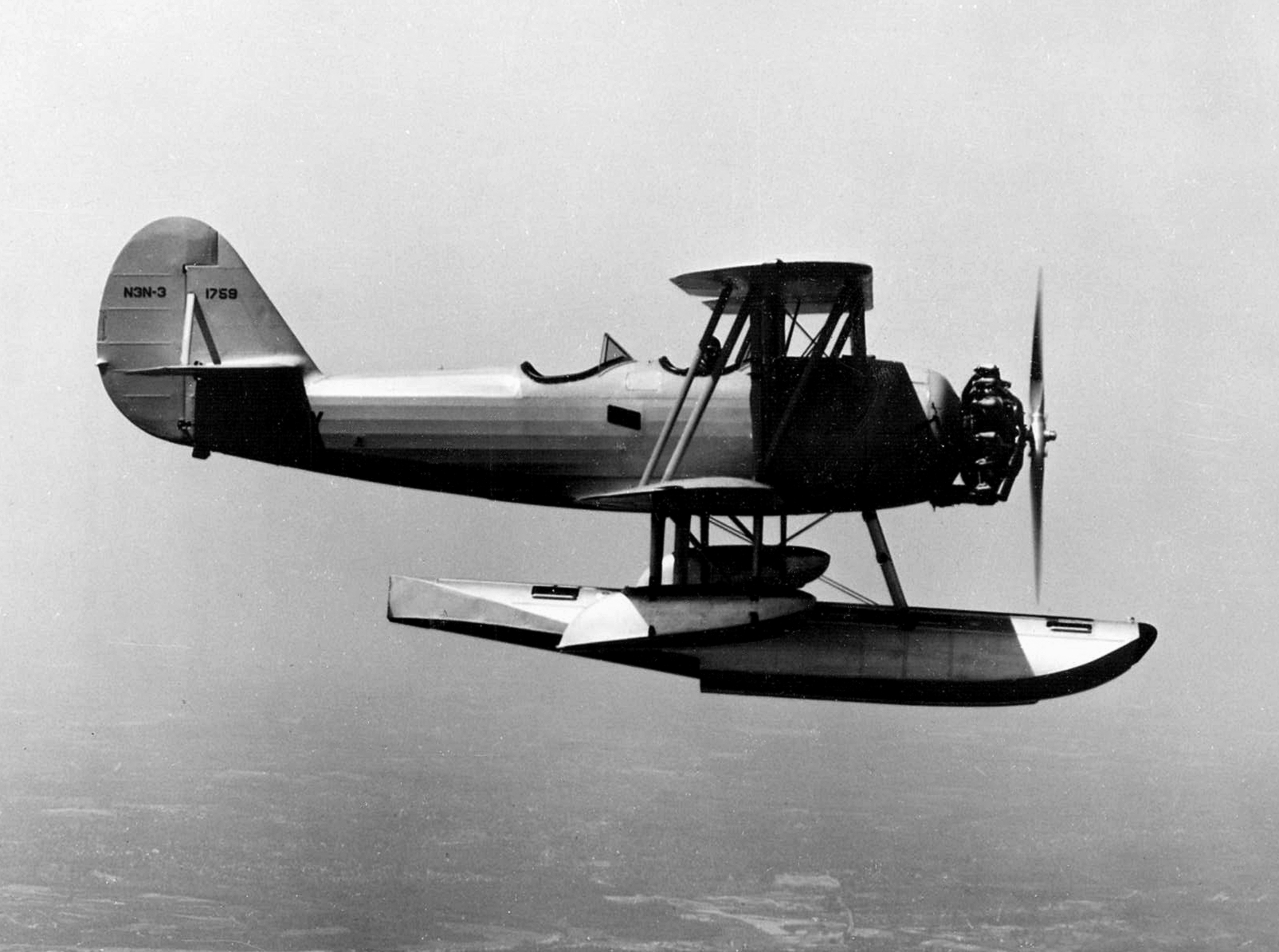
Naval Aircraft Factory N3N-3 mit Schwimmern
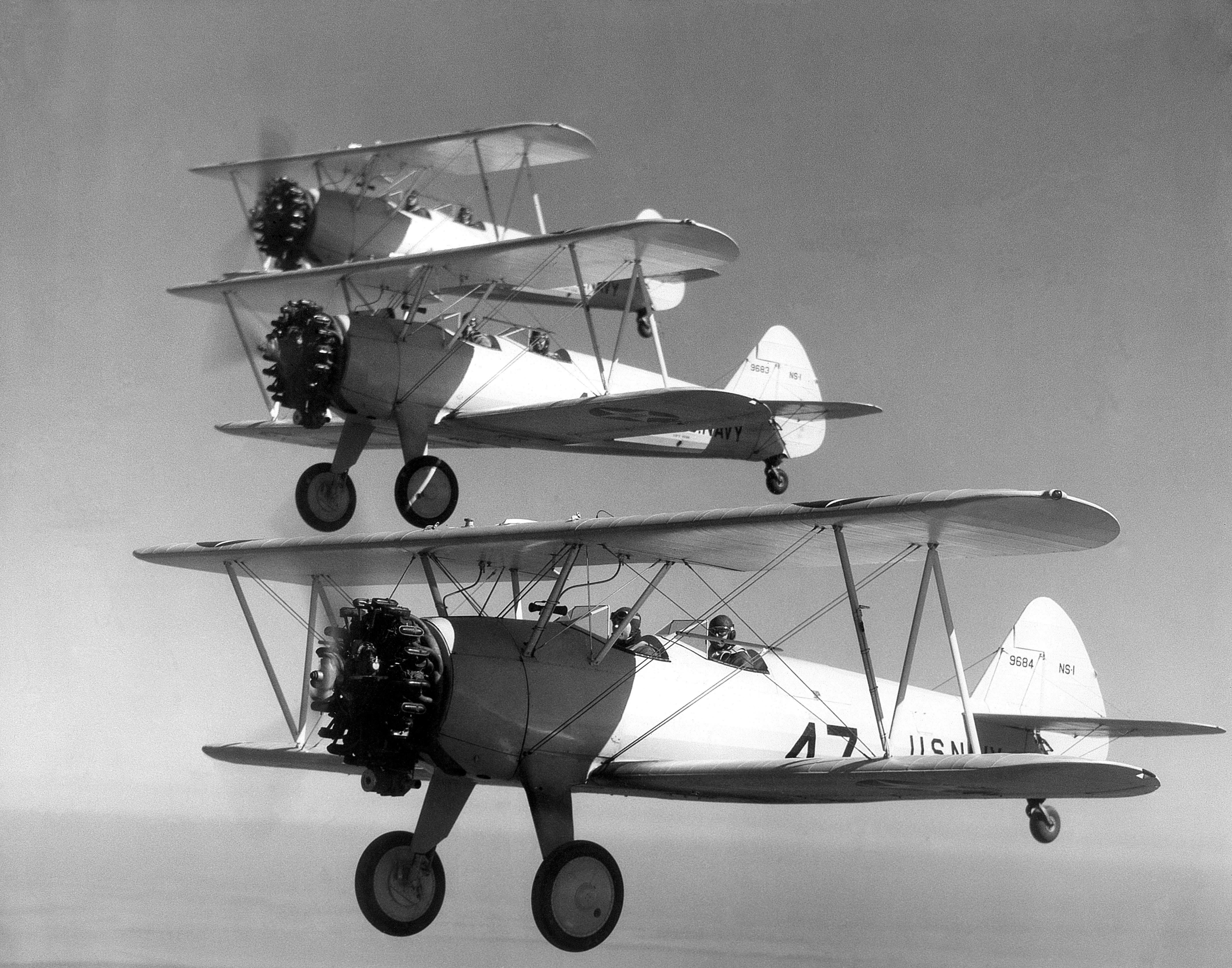
Boeing-Stearman NS-1
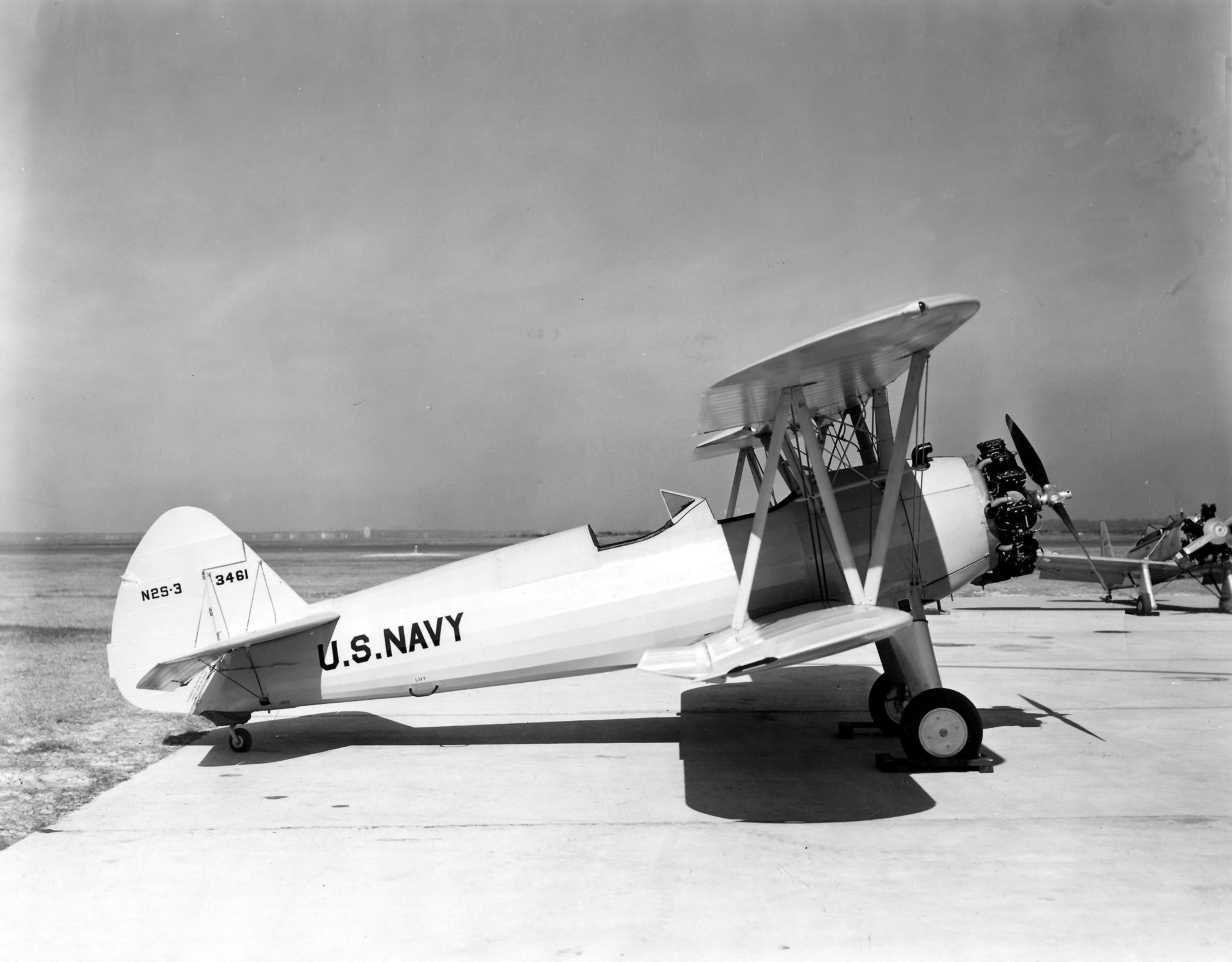
Boeing-Stearman N2S-3
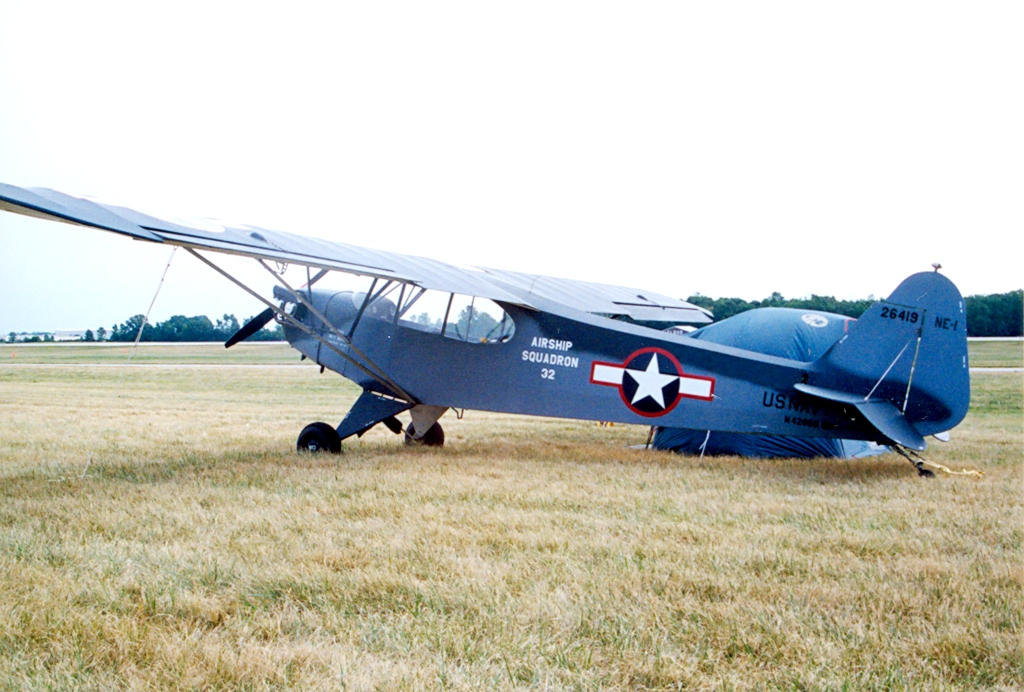
Piper NE-1
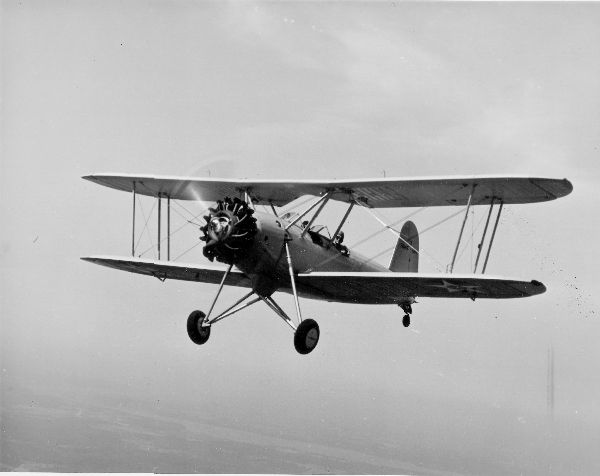
Spartan NP-1
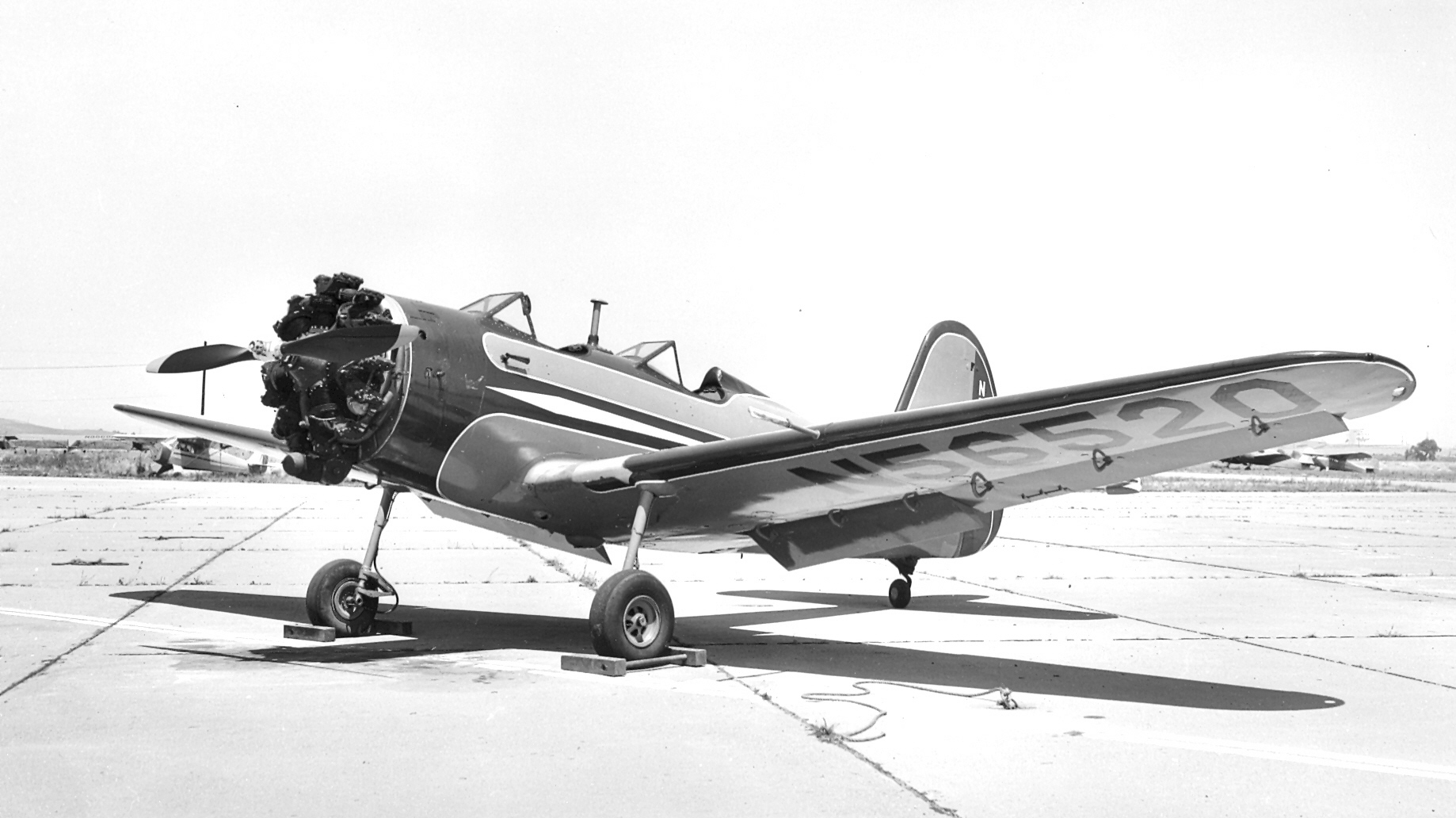
Timm N2T-1 als Zivilflugzeug
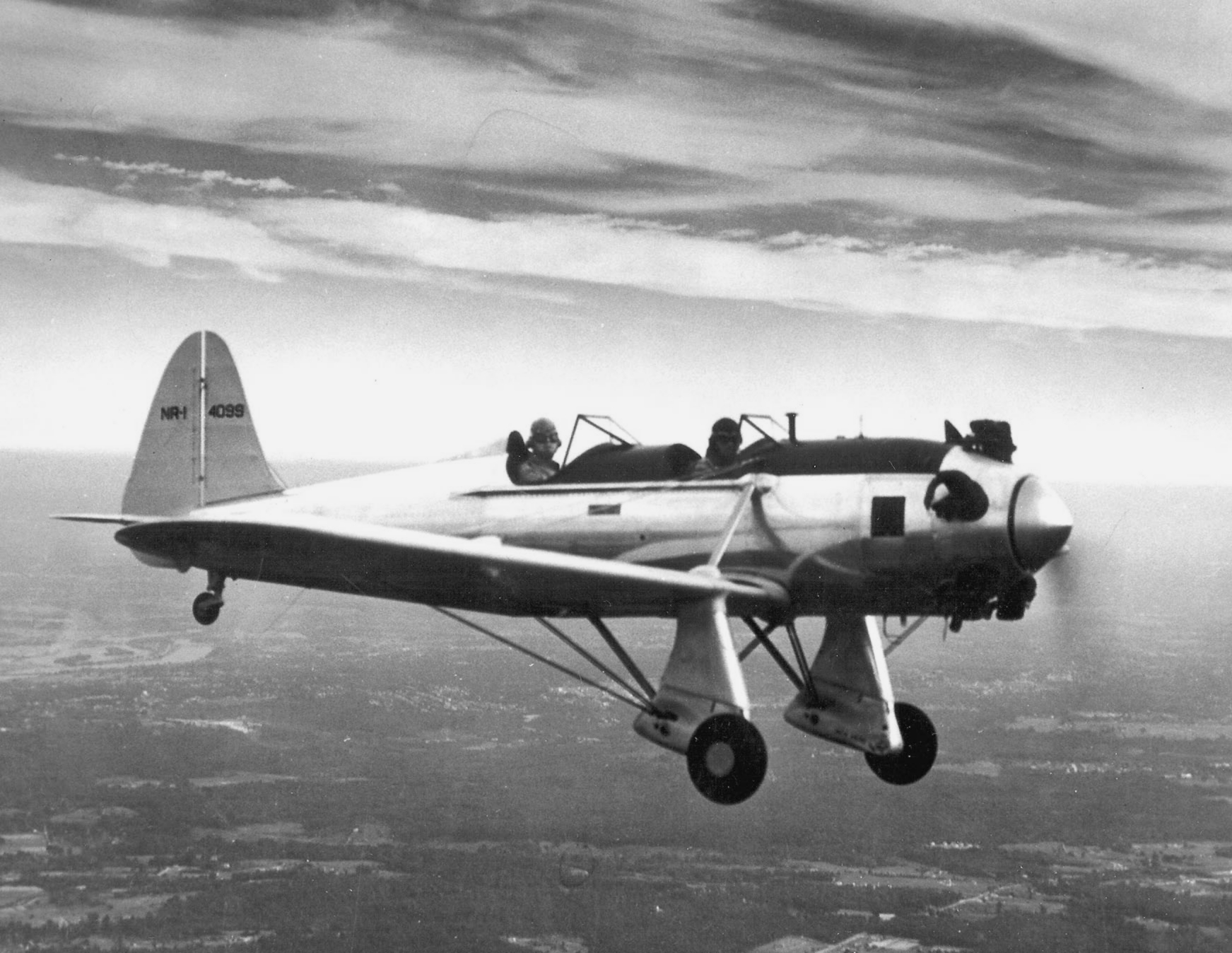
Ryan NR-1

#### Fortgeschrittenen-Schulflugzeuge
- Curtiss SNC Falcon – Curtiss-Wright CW-22 (1940)
- North American NJ (1936) – wie BT-9 der USAAF, aber mit Pratt & Whitney R-1340 Wasp
- North American SNJ Texan (1937) – wie BC-1/AT-6 der USAAF
- Vultee SNV Valiant (1940), wie BT-13 der USAAF

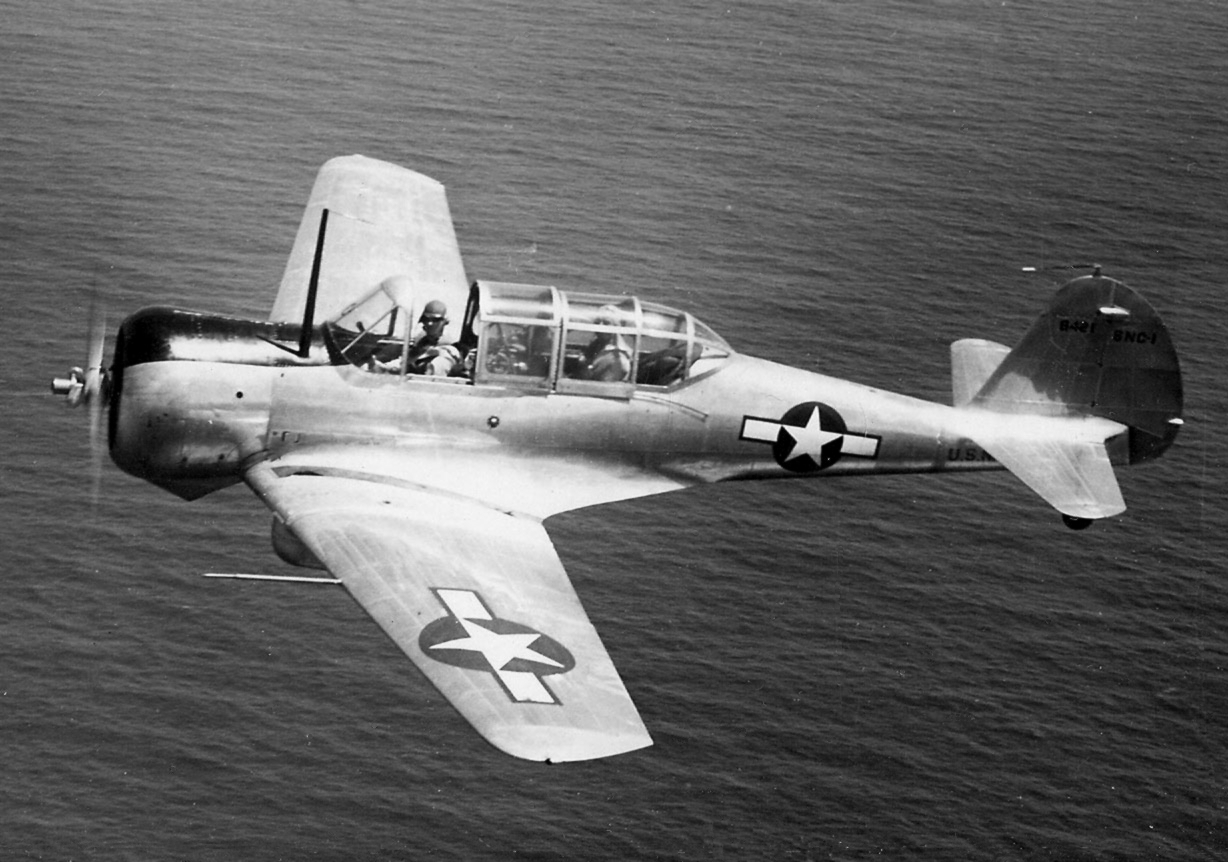
Curtiss SNC-1 Falcon
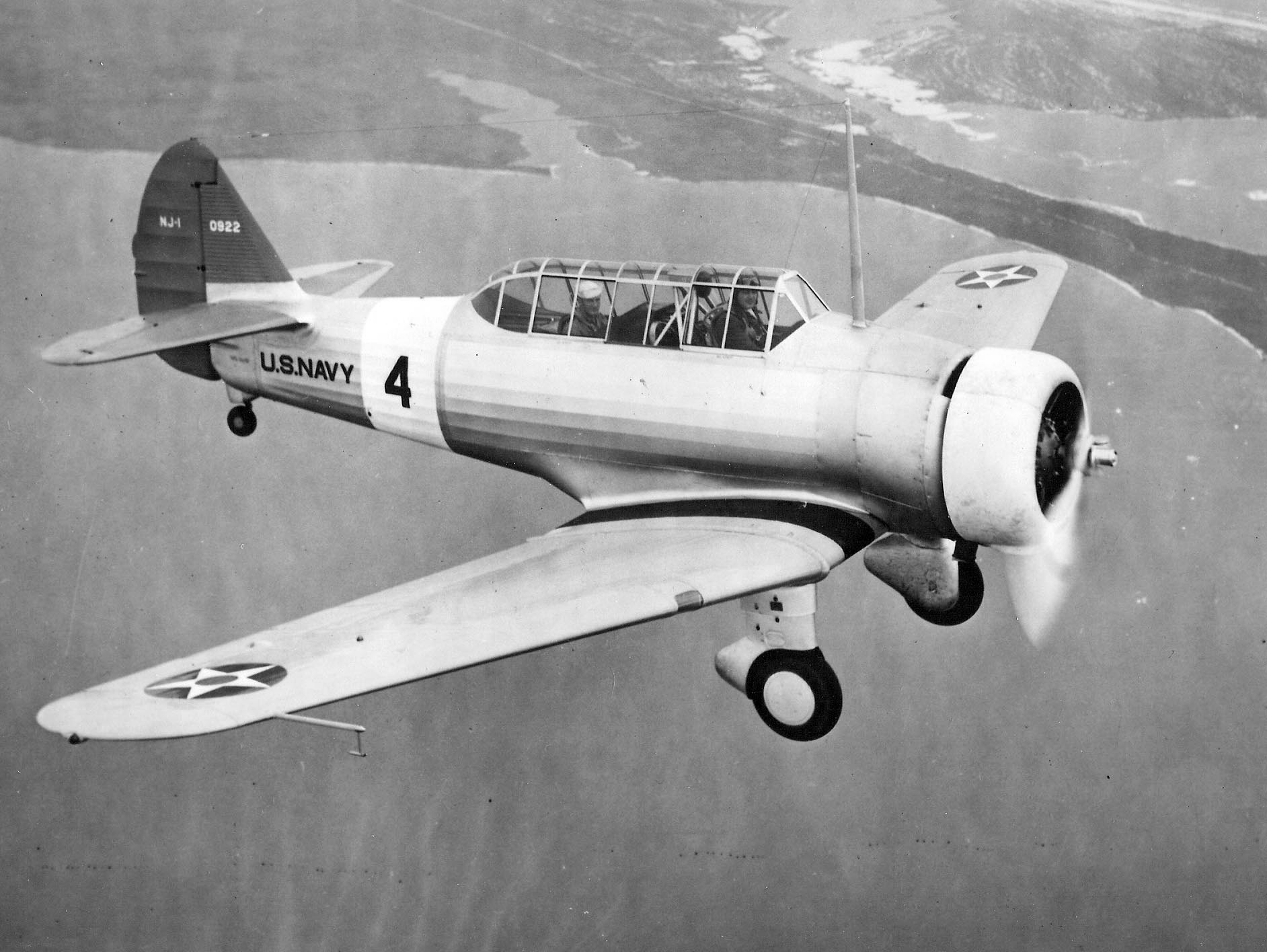
North American NJ-1
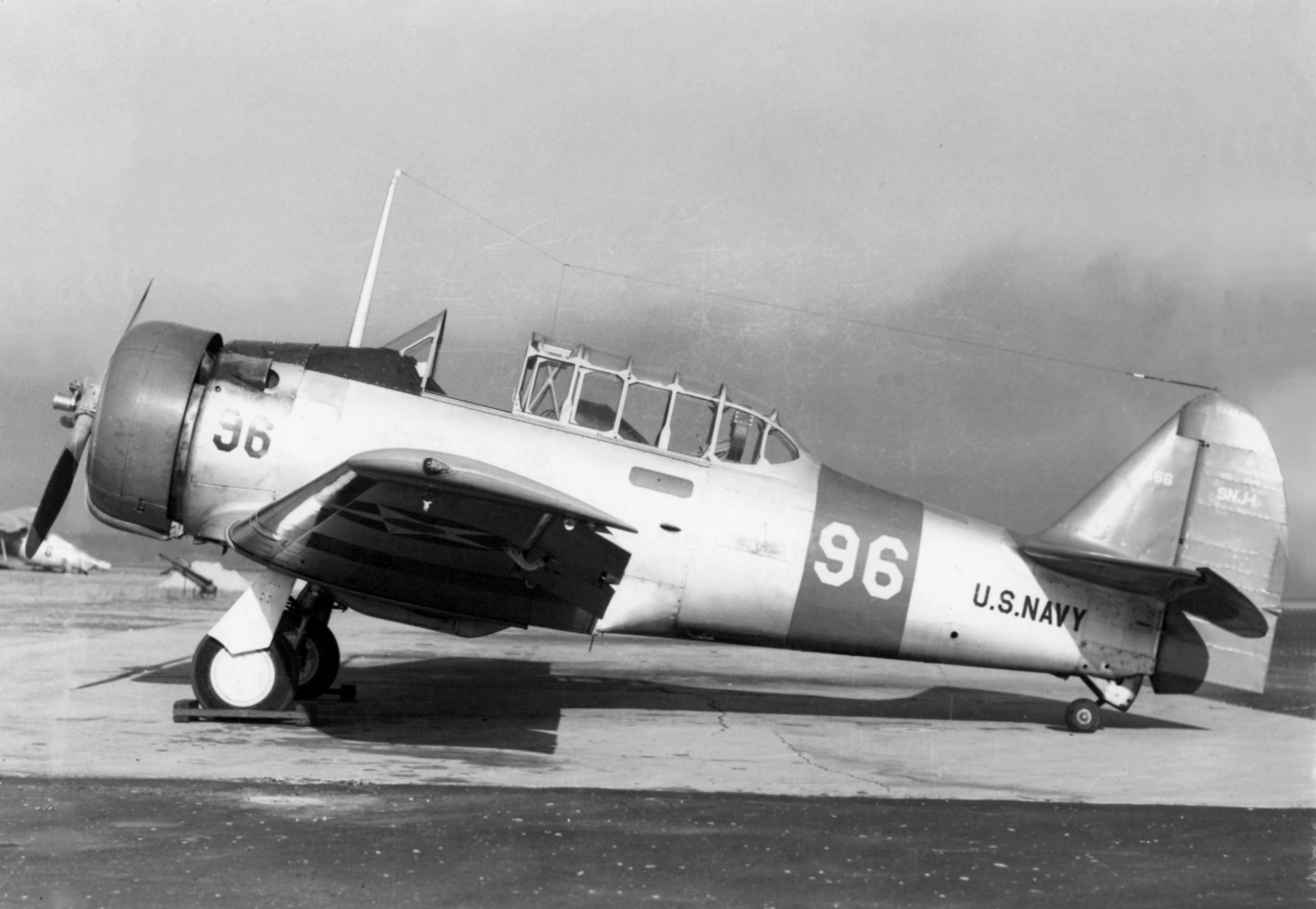
North American SNJ-1
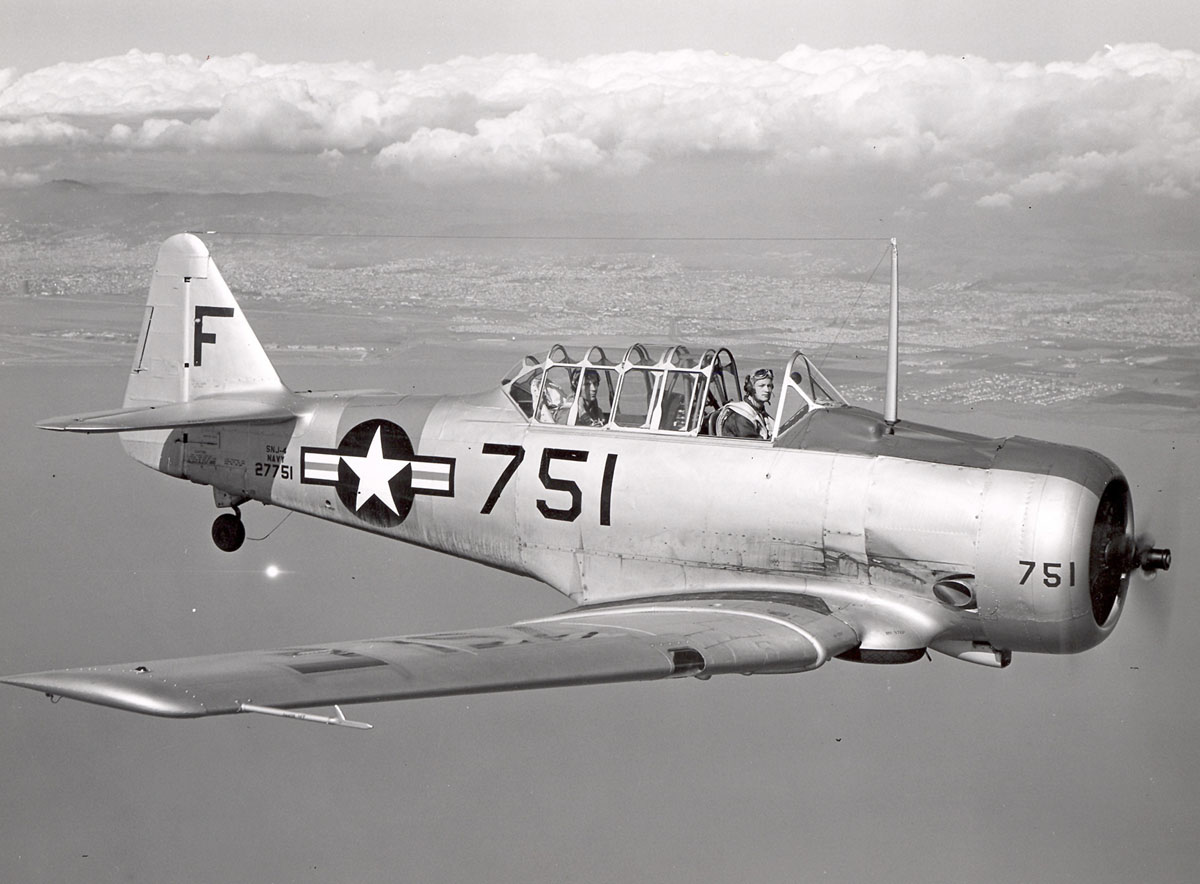
North American SNJ-4 Texan
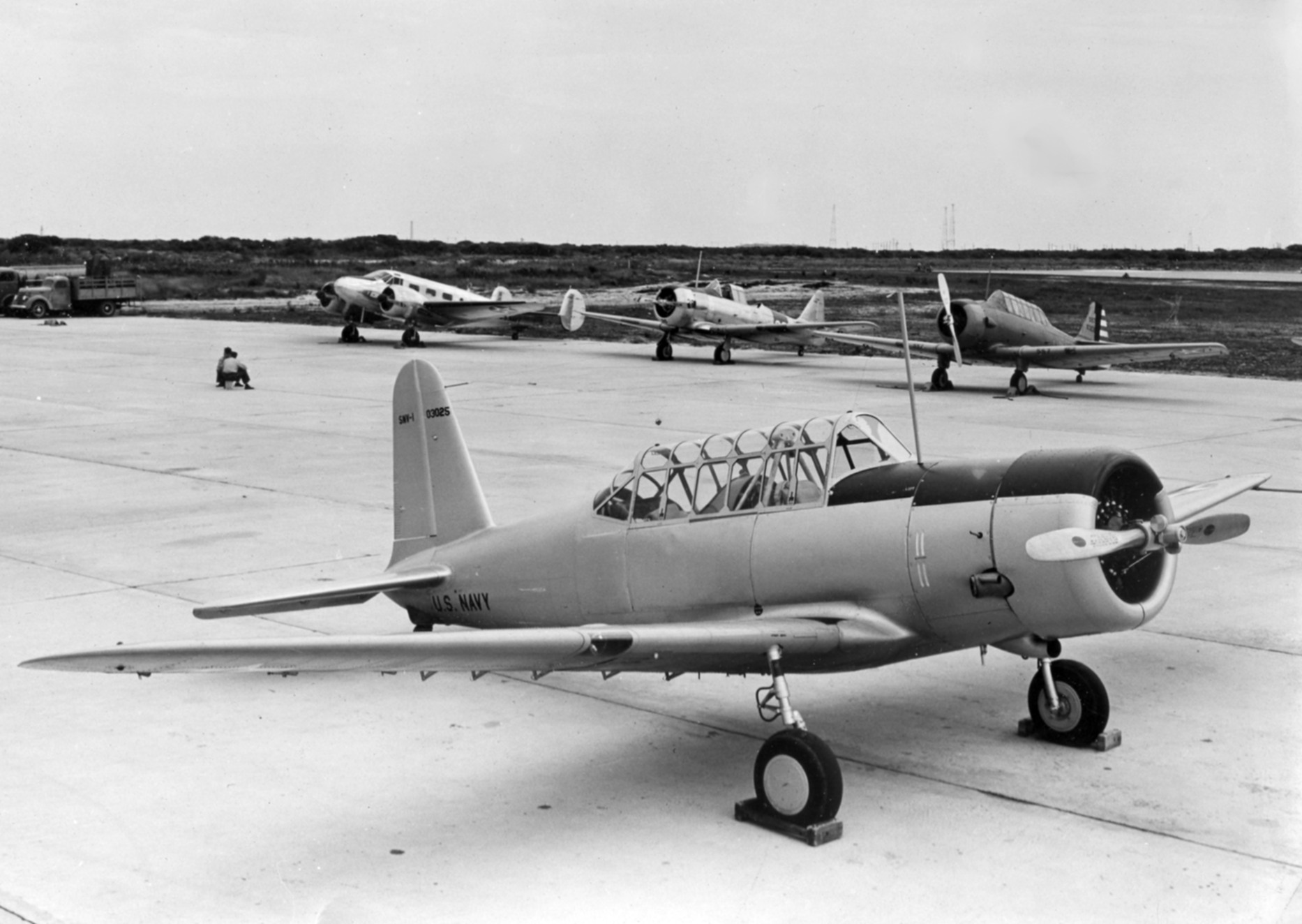
Vultee SNV-1 Valiant, im Hintergrund je eine SNB, SNJ und NJ

#### Schulflugzeuge zur Besatzungsausbildung
- Beech SNB-1 Kansan/SNB-2 Navigator – Beech Model 18 Twin Beech (1937), wie AT-7/AT-11 der USAAF
- Howard NH – Howard DGA-15 (1939)

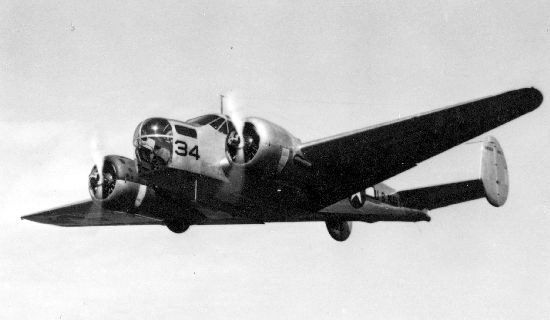
Beech SNB-1 Kansan
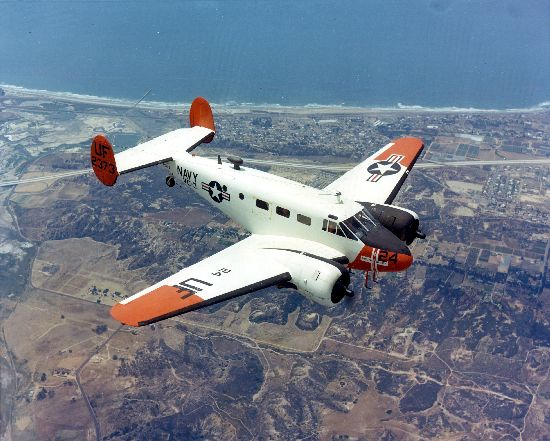
Beech SNB-2 Navigator
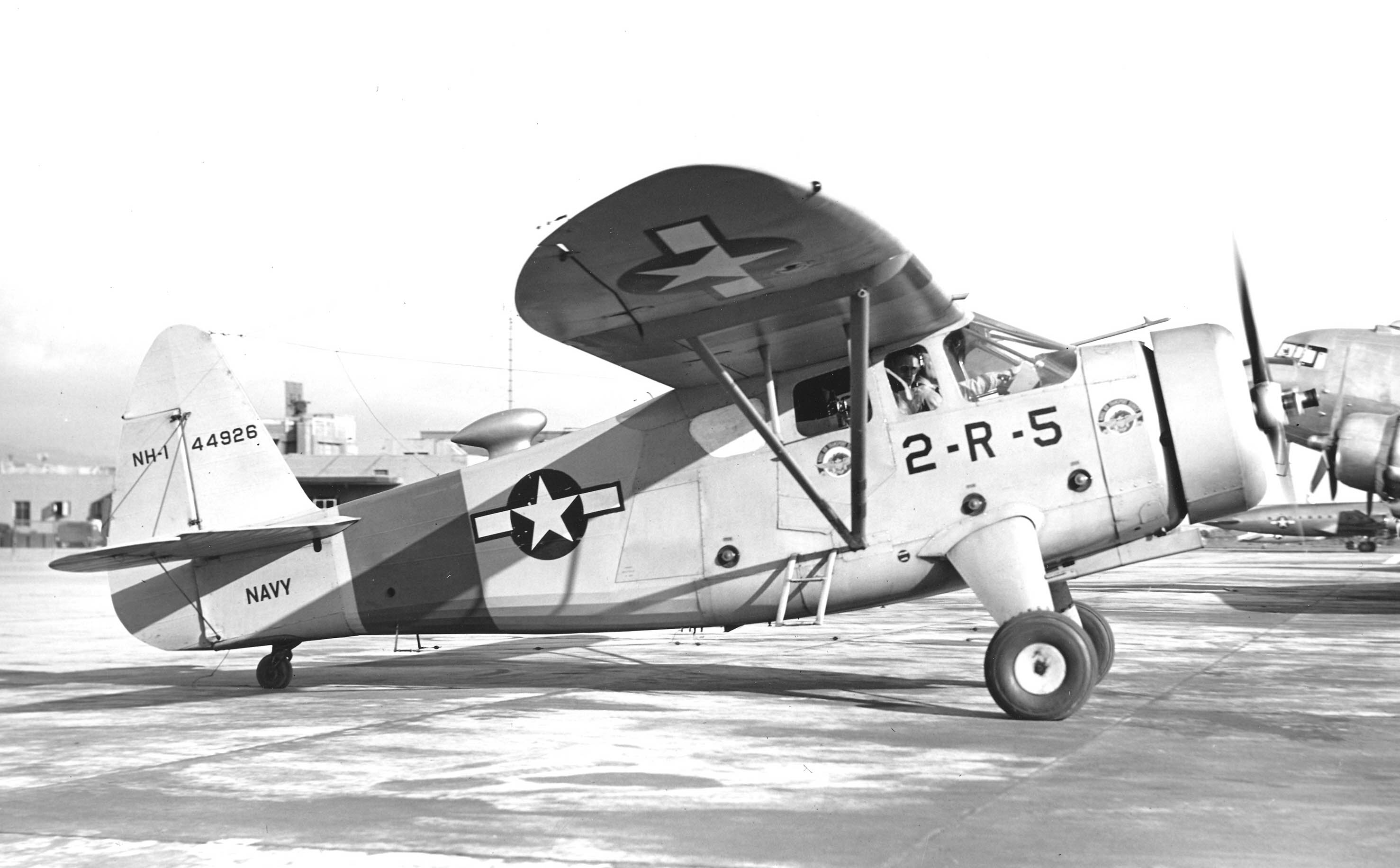
Howard NH-1

#### Zielschleppflugzeuge
- Douglas BD – aus USAAF-Beständen übernommene A-20 Havoc (1939), als Zielschleppflugzeug eingesetzt
- Martin JM Marauder – Variante der B-26 Marauder (1940), als Zielschleppflugzeug eingesetzt

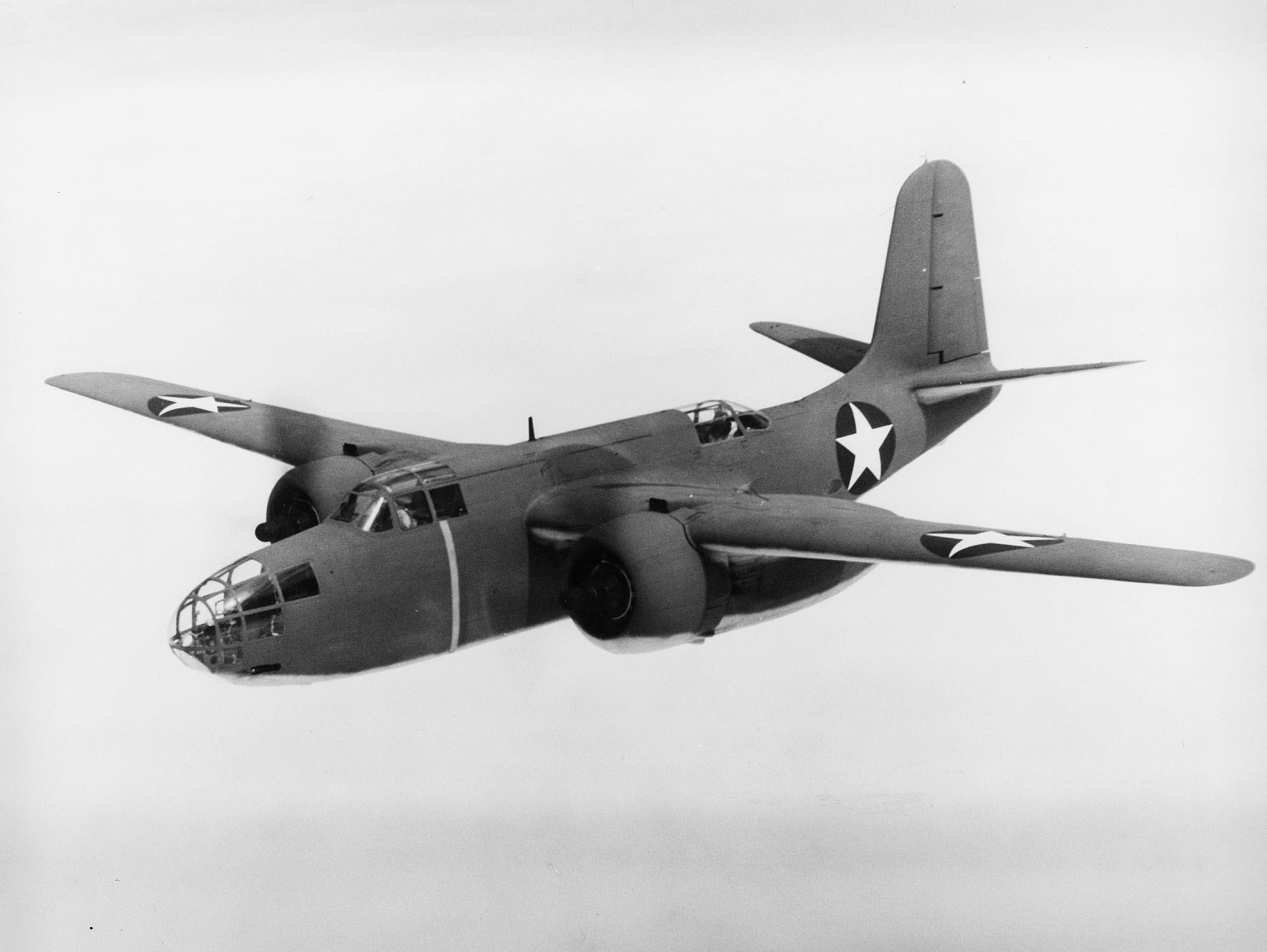
Douglas BD-2
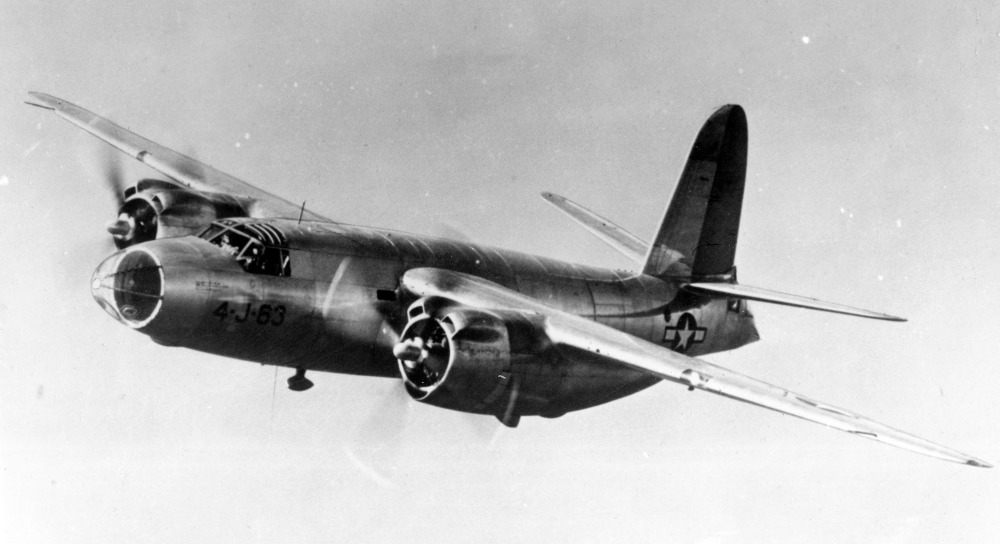
Martin JM-1 Marauder

### Versuchsmuster und Prototypen

#### Jagdflugzeuge
- Grumman XF5F Skyrocket (1940)
- Bell XFL Airabonita (1940)
- Bell YF2L (1942) – Strahltriebwerk, wie P-59 der USAAF
- Vought XF5U (1943)
- Curtiss XF14C (1944)
- Boeing XF8B (1944)
- Curtiss XF15C (1945) – Mischantrieb mit Kolbenmotor- und Strahltriebwerk

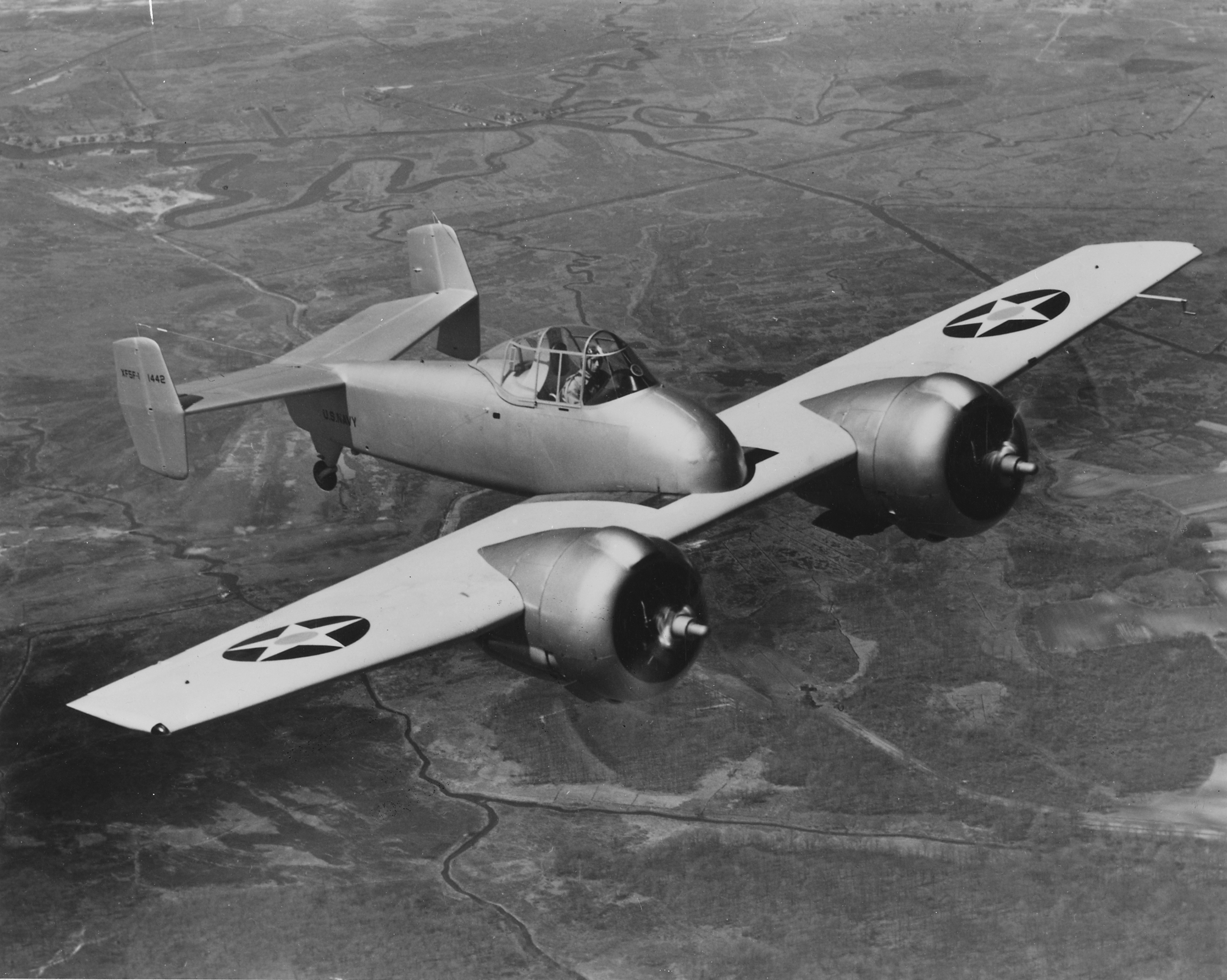
Grumman XF5F-1 Skyrocket
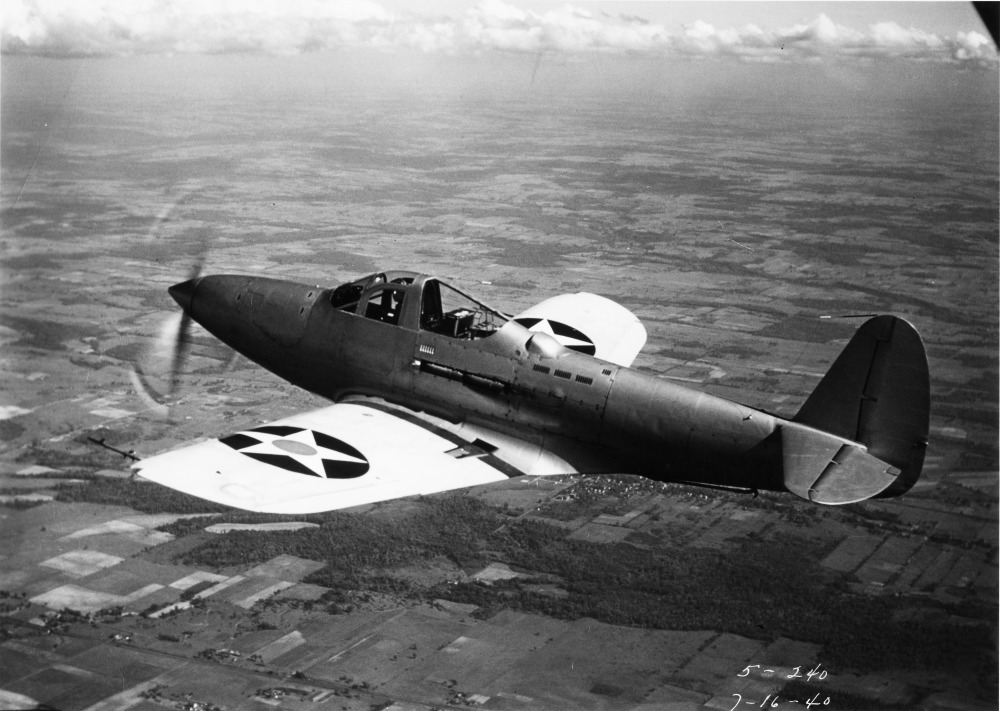
Bell XFL-1 Airabonita
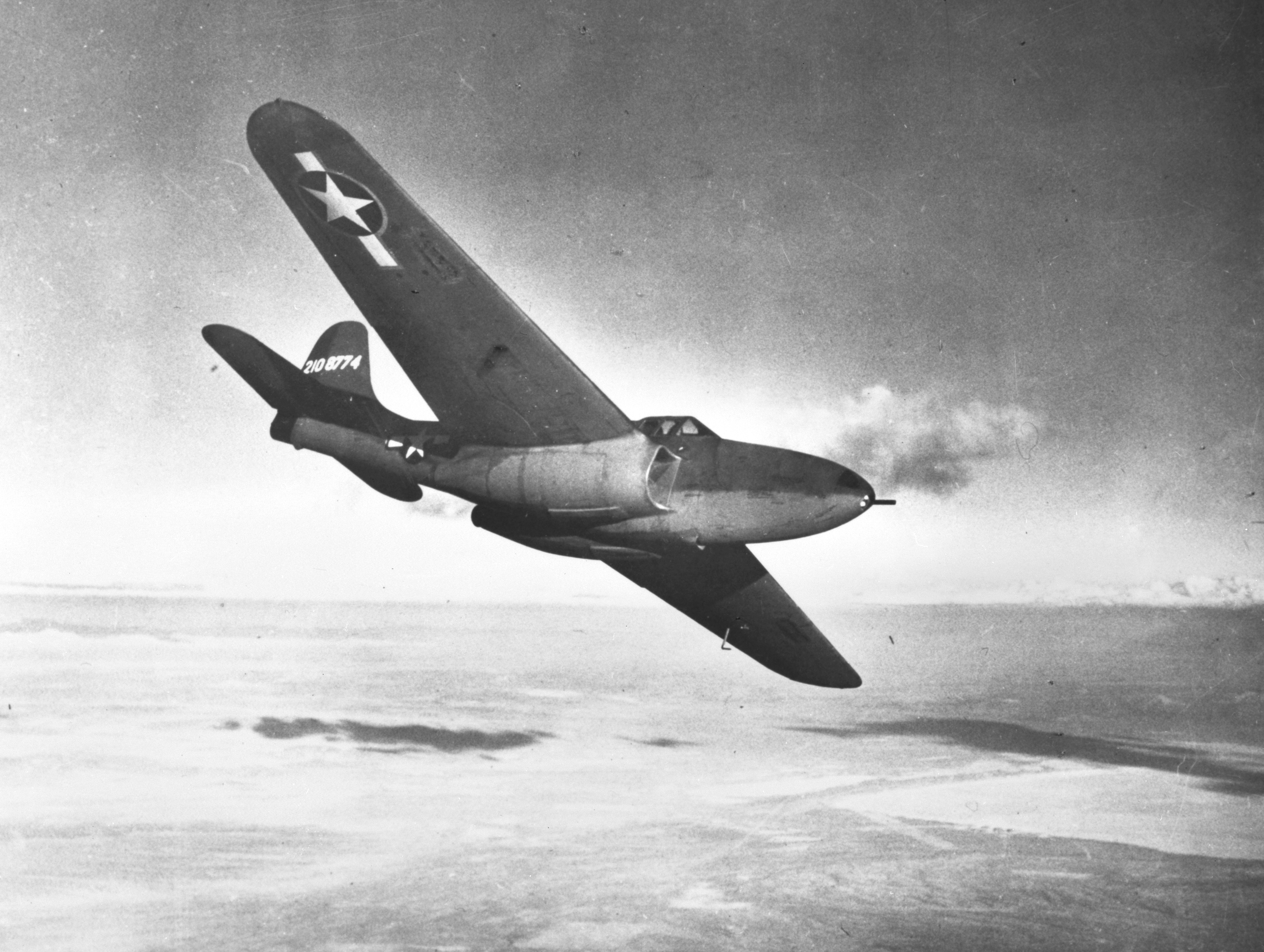
Bell YP-59A, baugleich mit der YF2L-1
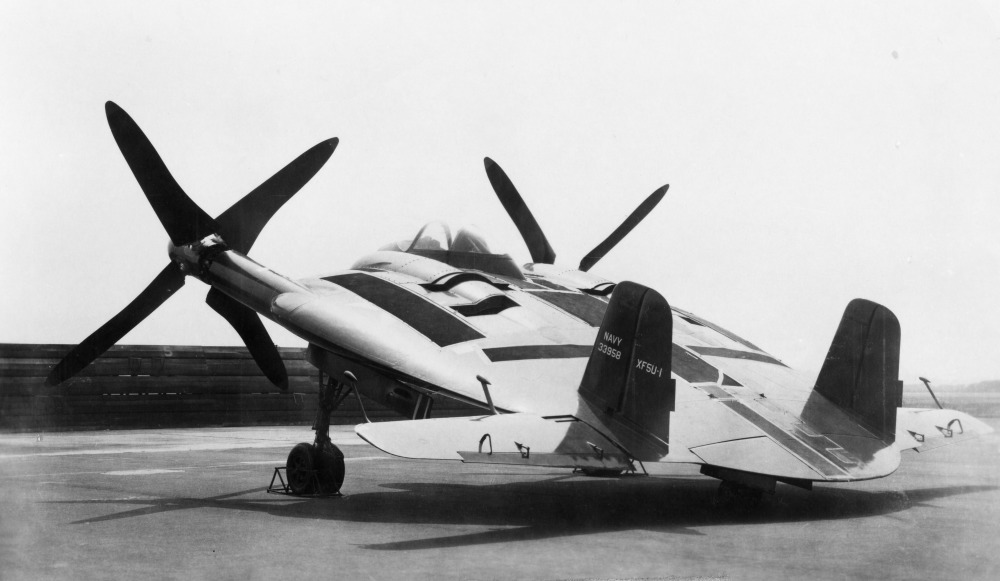
Vought XF5U-1
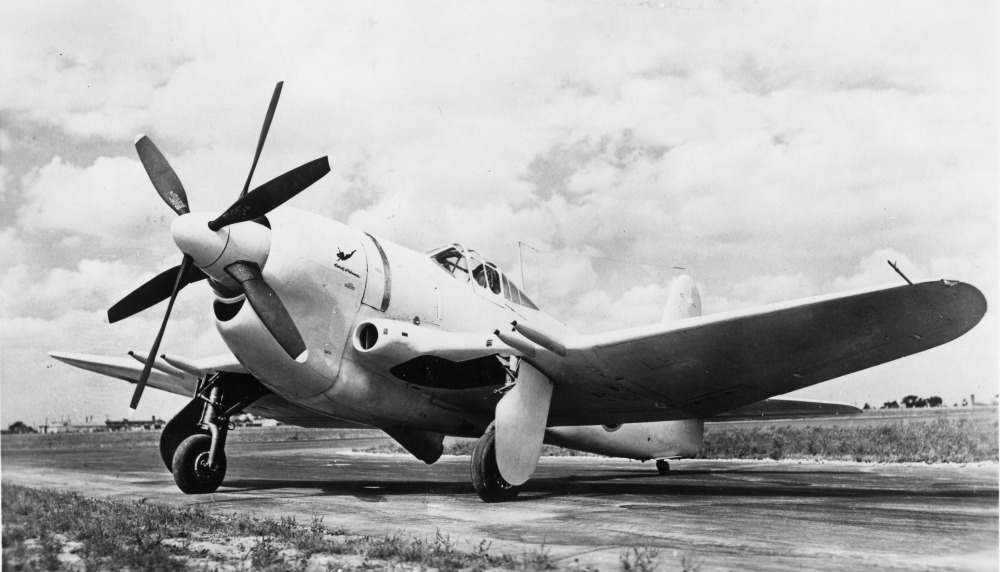
Curtiss XF14C-2
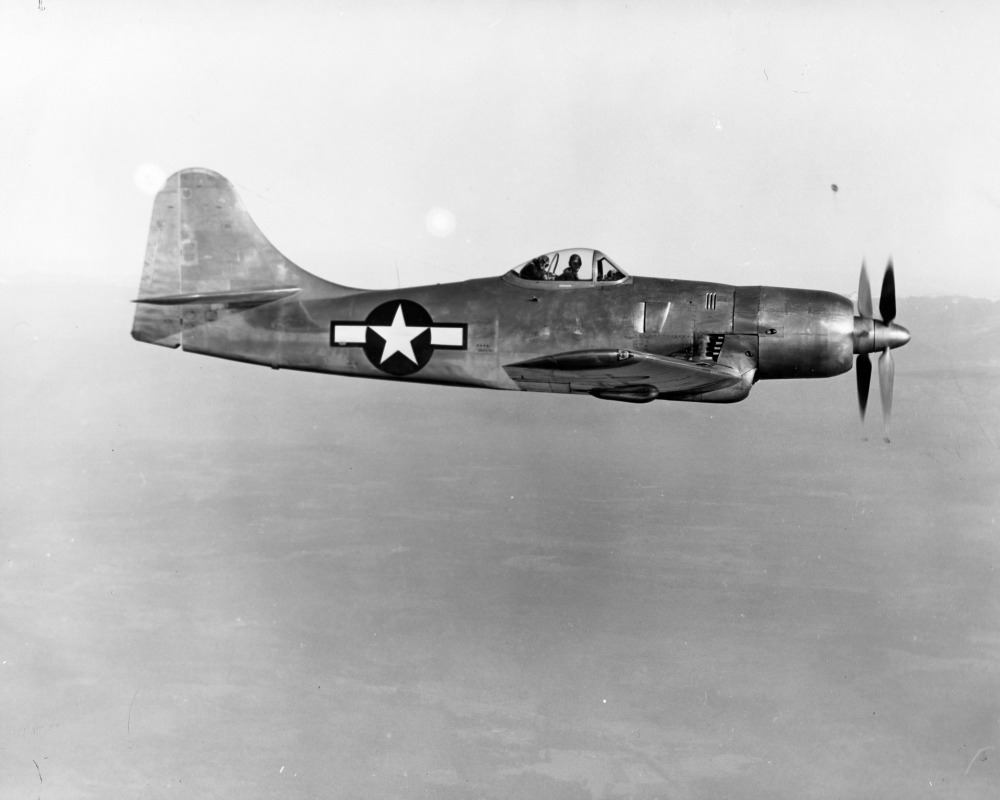
Boeing XF8B-1
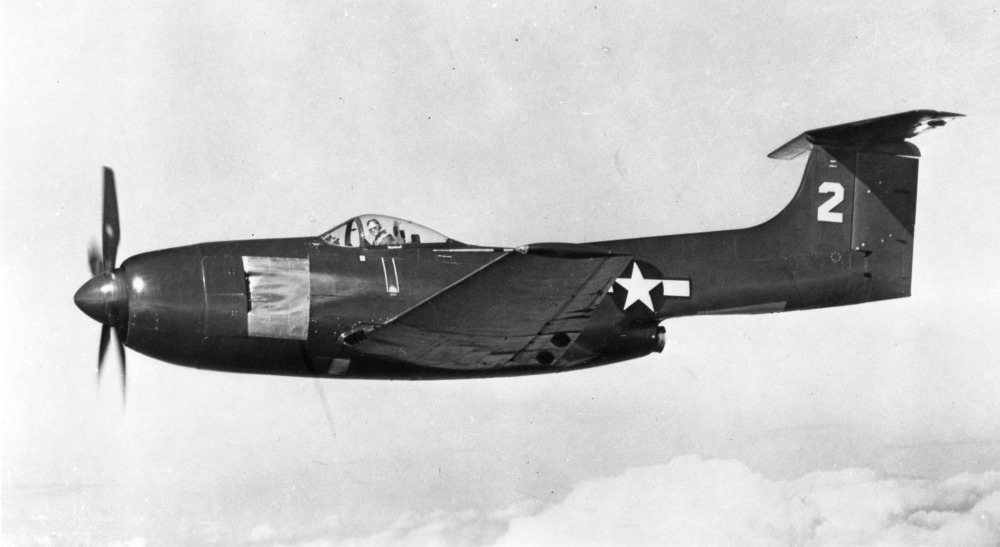
Curtiss XF15C-1

#### Bombenflugzeuge
- Martin XBTM Mauler (1944) – nach dem Krieg als AM Mauler in Serie gebaut
- Curtiss XBTC (1945)
- Douglas XTB2D Skypirate (1945)
- Douglas XBT2D Dauntless II (1945) – nach dem Krieg als AD Skyraider in Serie gebaut
- Kaiser-Fleetwings XBTK (1945)
- Curtiss XBT2C (1945)

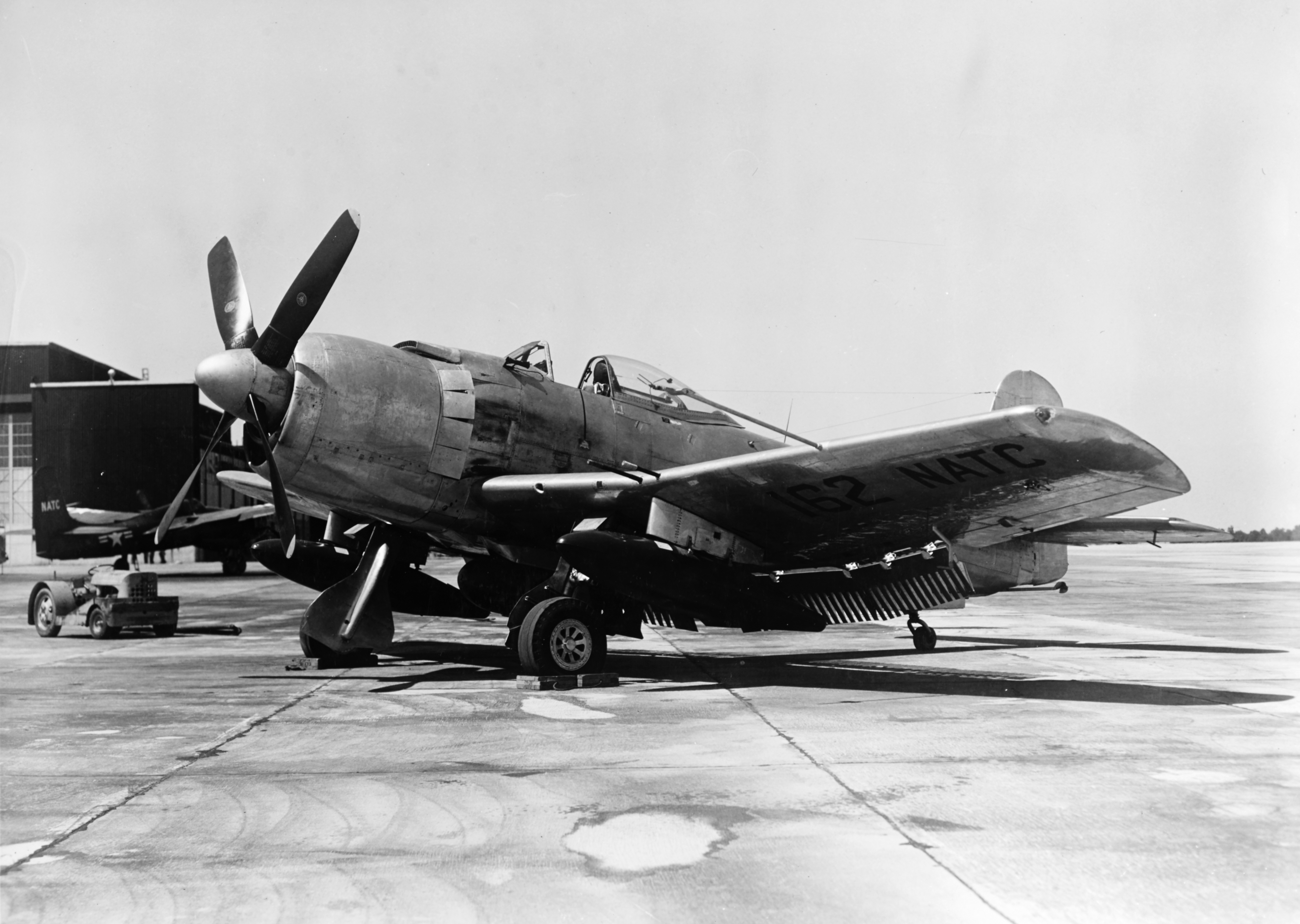
Martin XBTM-1 Mauler
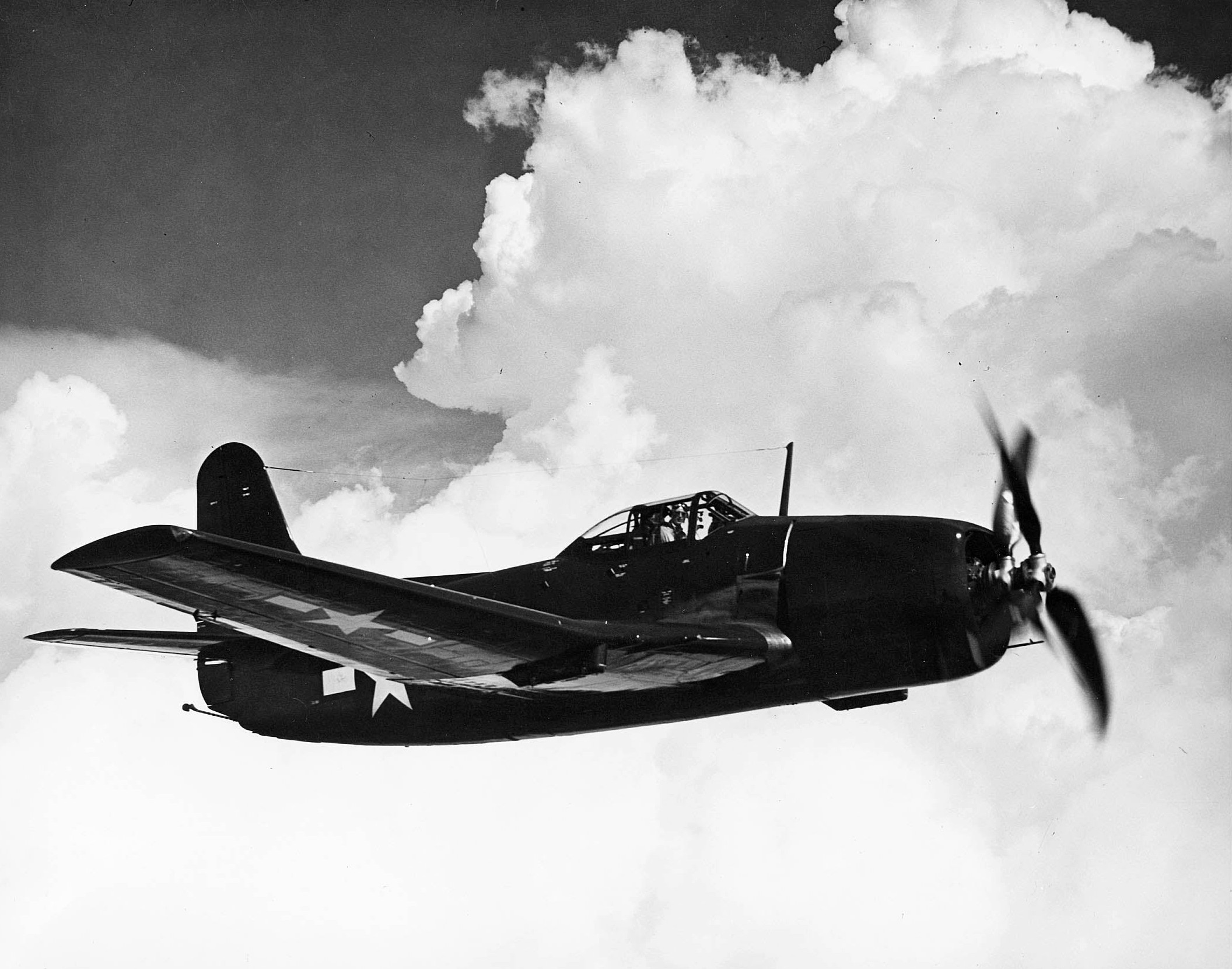
Curtiss XBTC-2
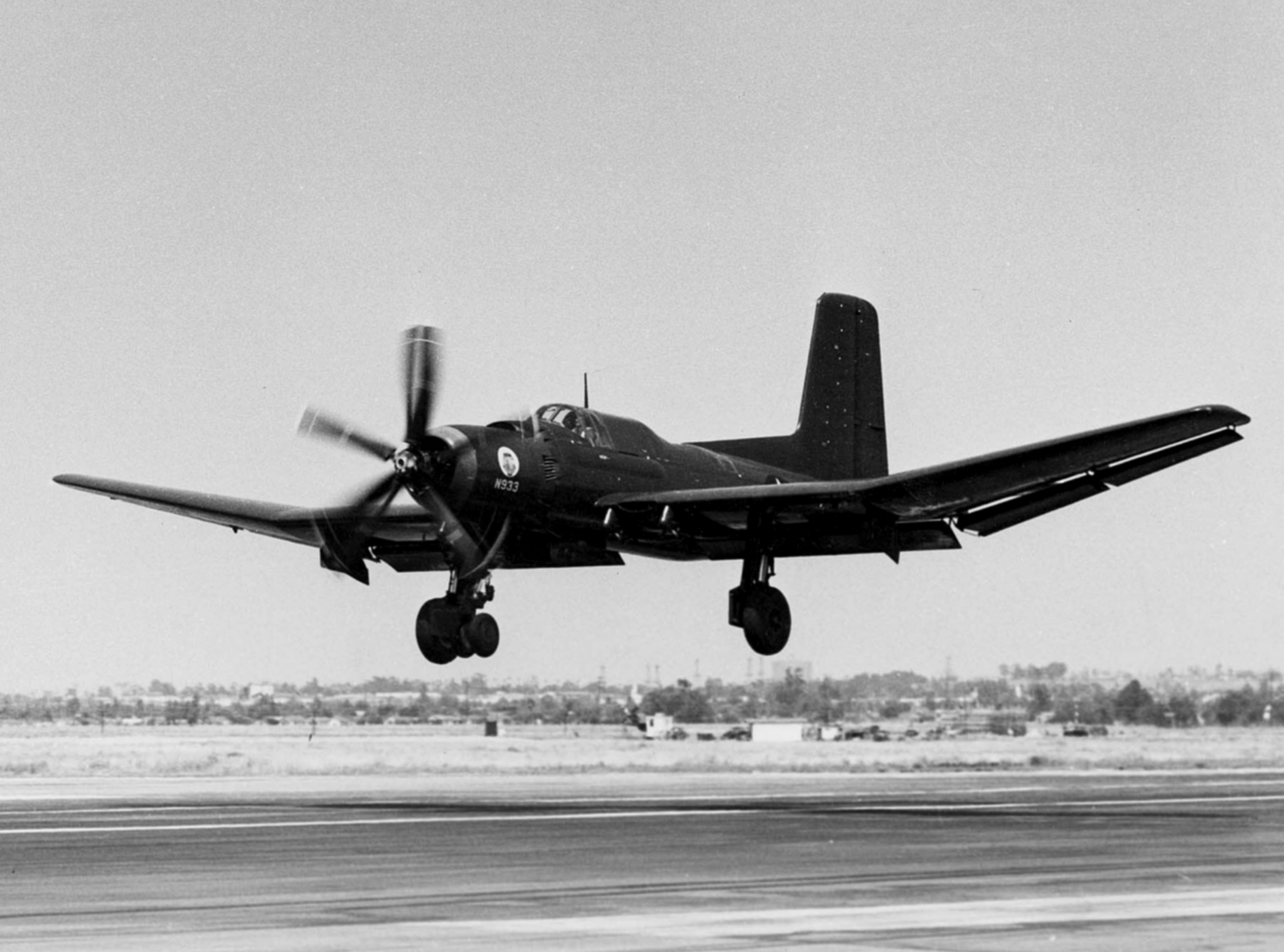
Douglas XTB2D-1 Skypirate
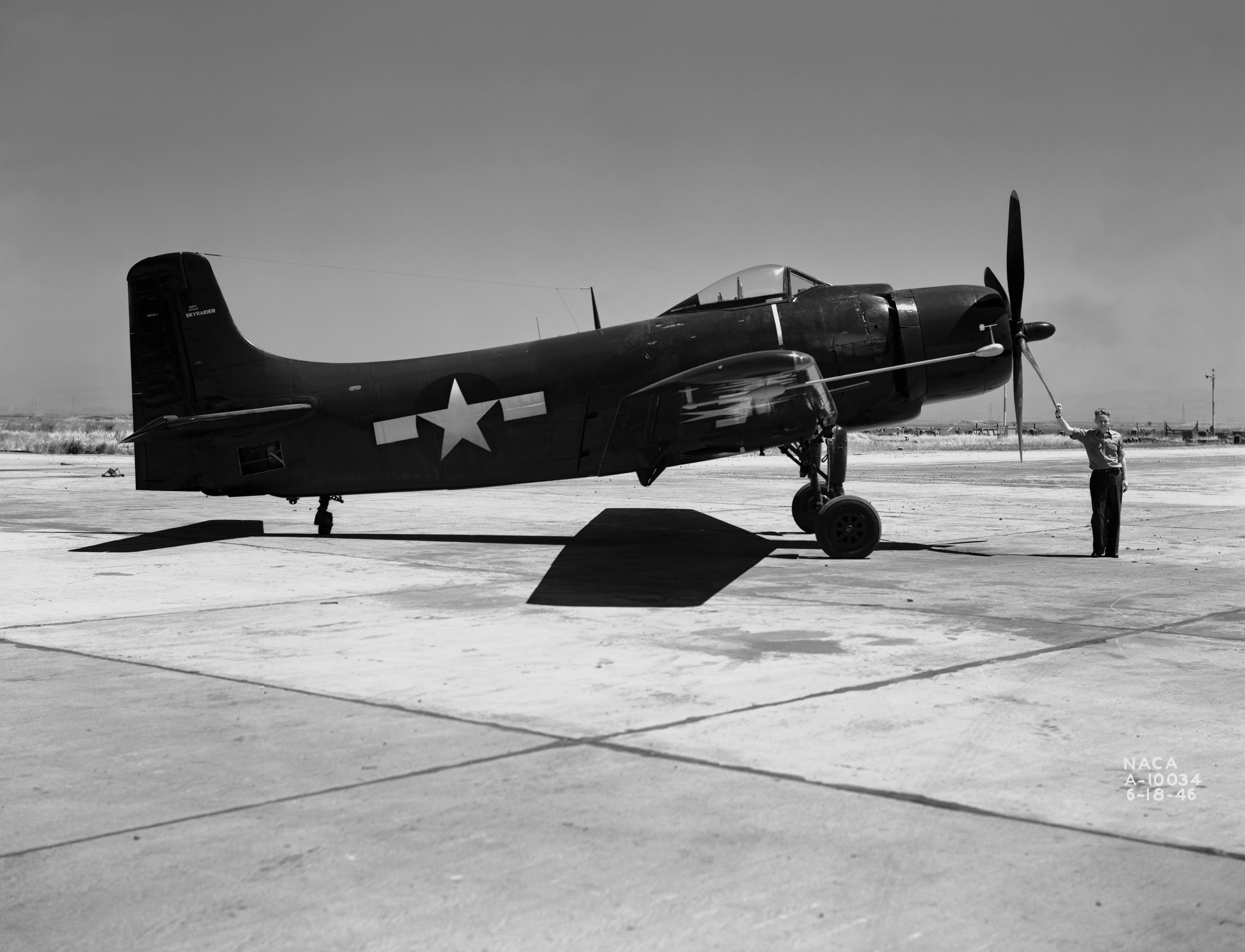
Douglas XBT2D-1 Dauntless II
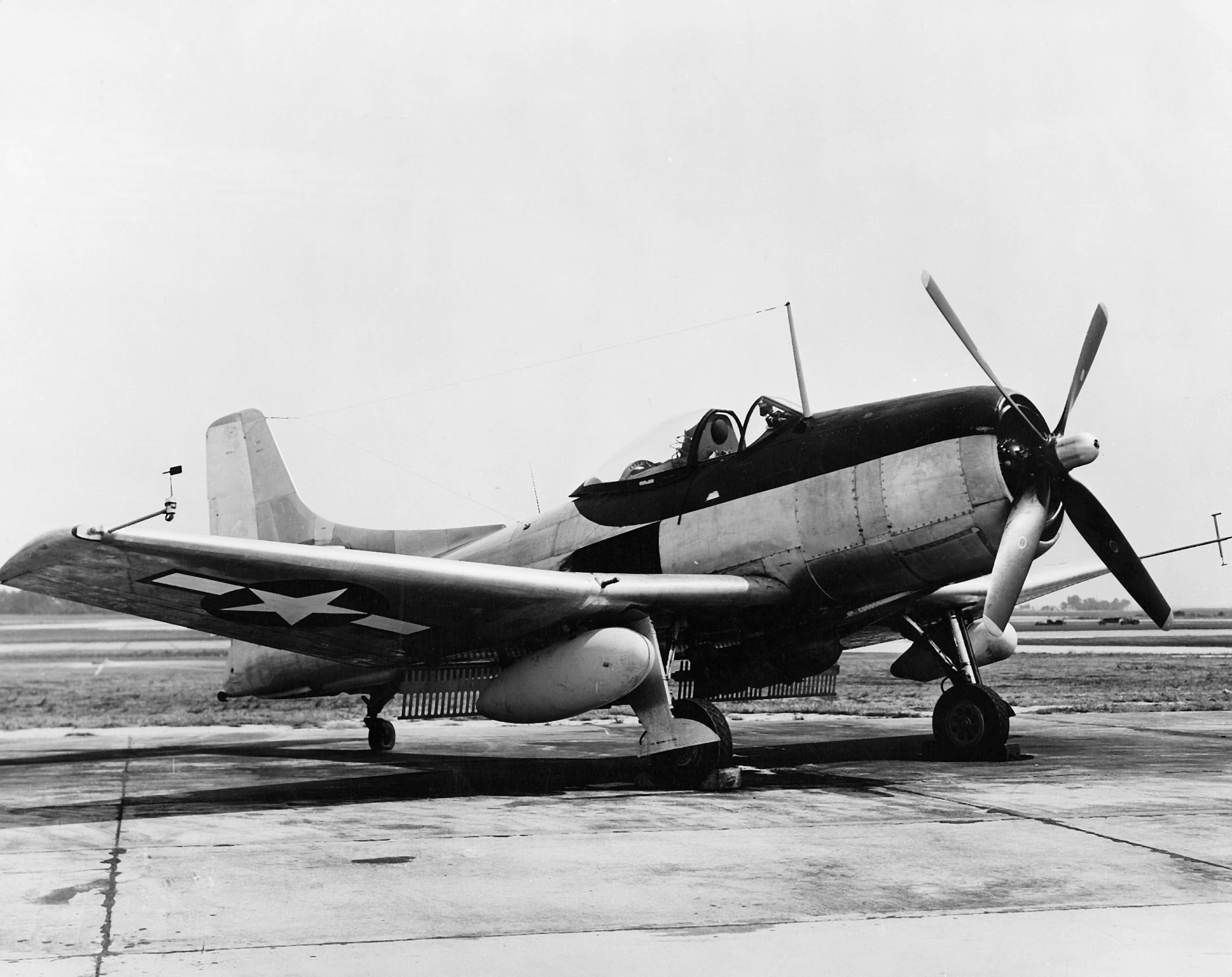
Kaiser-Fleetwings XBTK-1
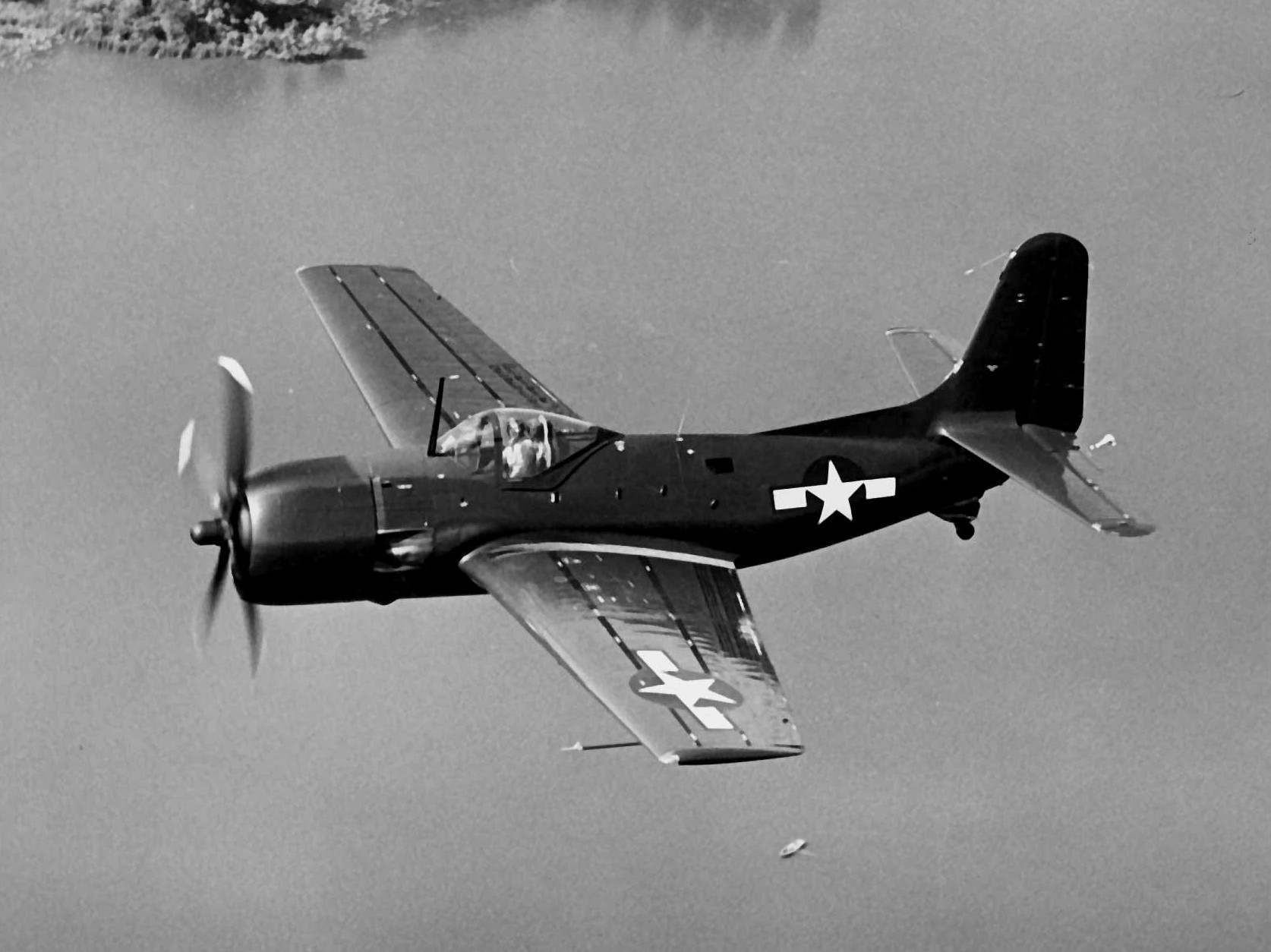
Curtiss XBT2C-1

#### Aufklärungsflugzeuge
Seefernaufklärungs-Flugboote
- Sikorsky XPBS (1937) – weiterentwickelt zur Sikorsky S-44
- Consolidated XP4Y Corregidor (1939)
- Martin XPB2M Mars (1942) – weiterentwickelt zur JRM Mars
- Boeing XPBB Sea Ranger (1942)

Bordflugzeuge
- Vought XSO2U (1939)

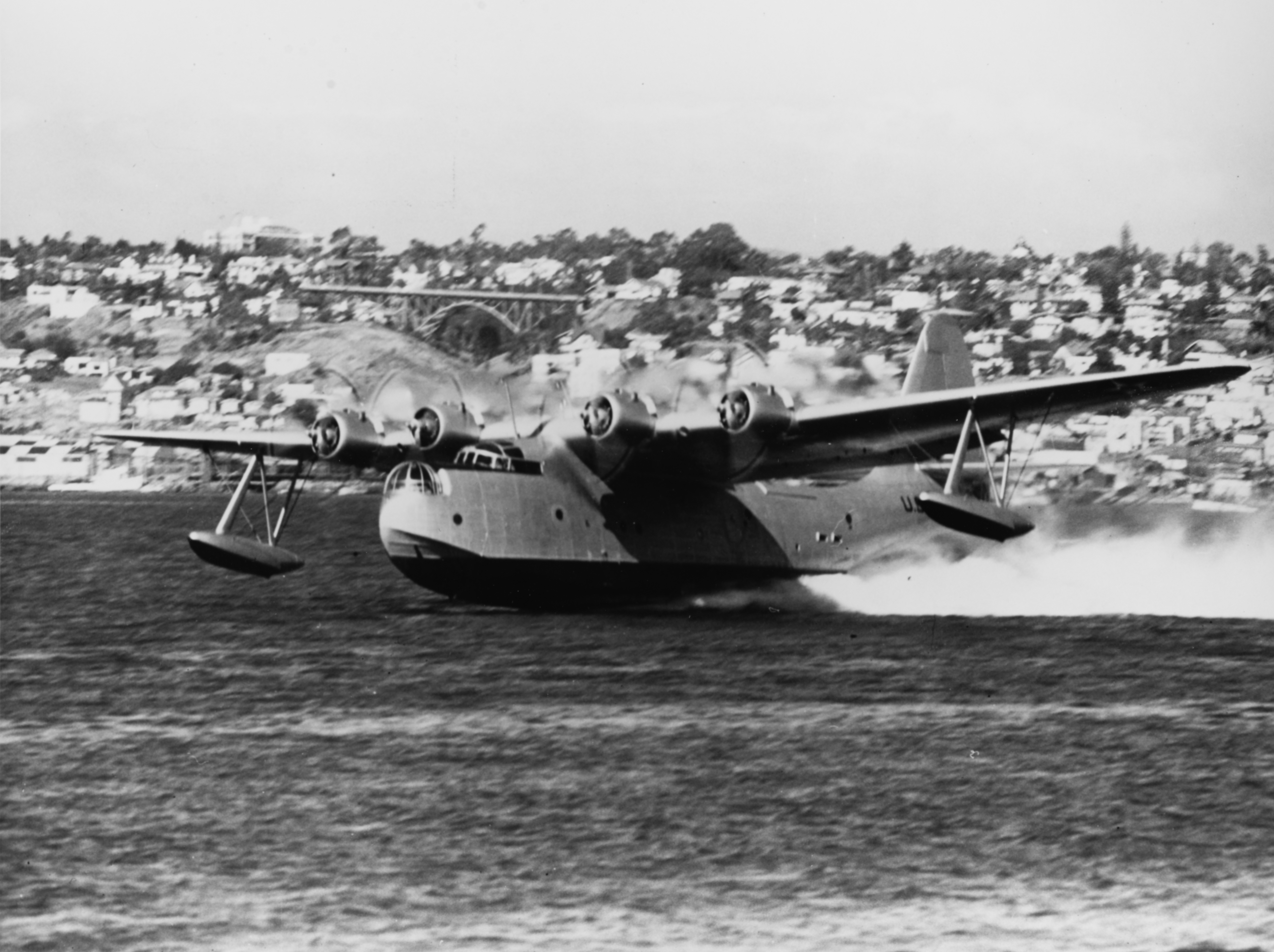
Sikorsky XPBS-1
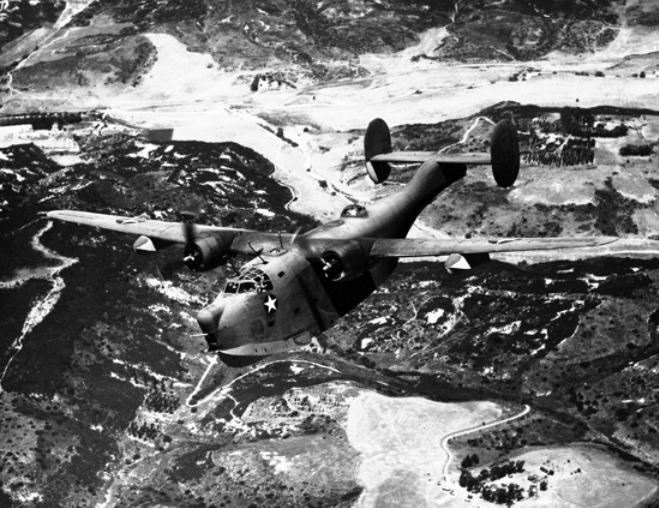
Consolidated XP4Y-1 Corregidor
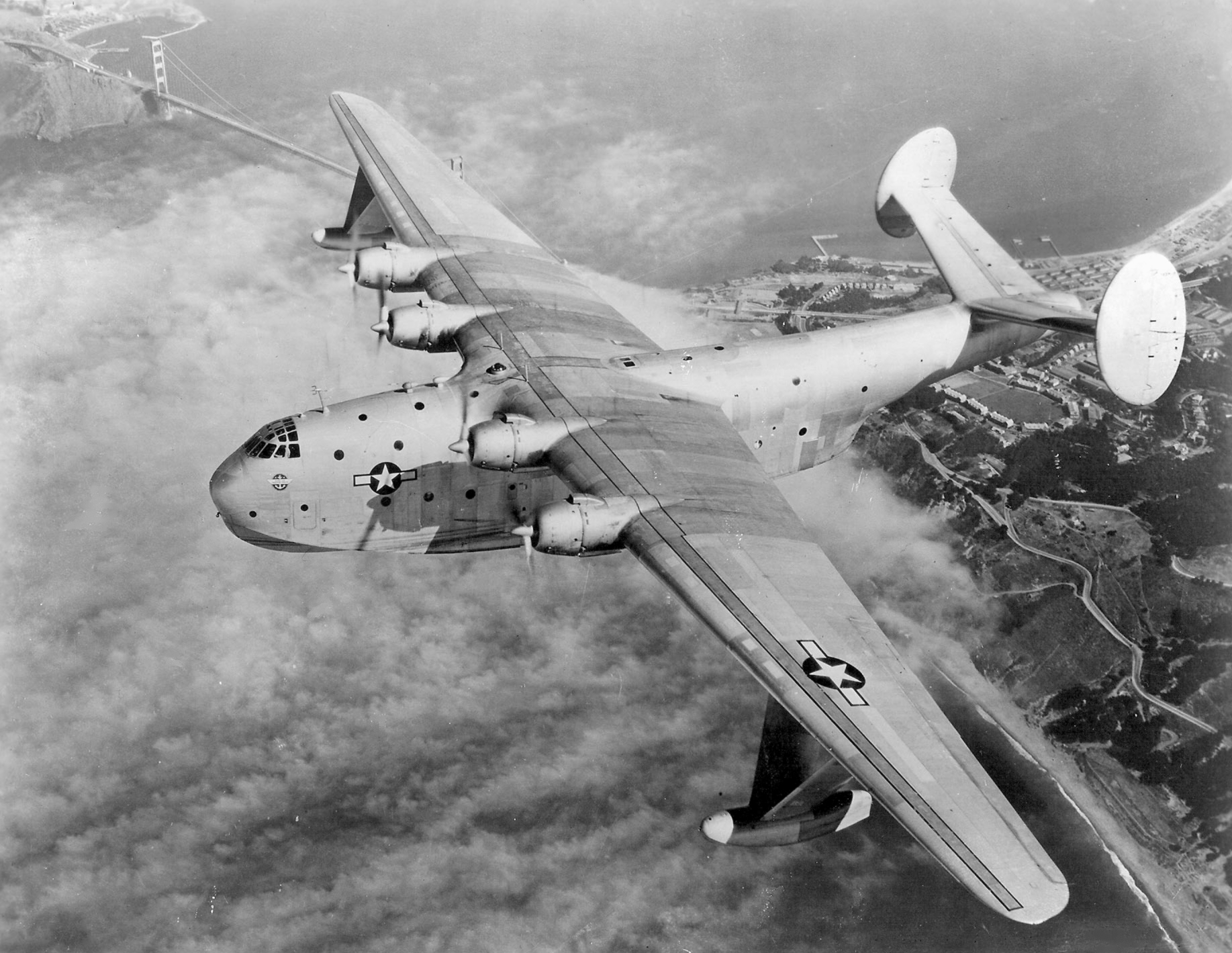
Martin XPB2M-1R Mars
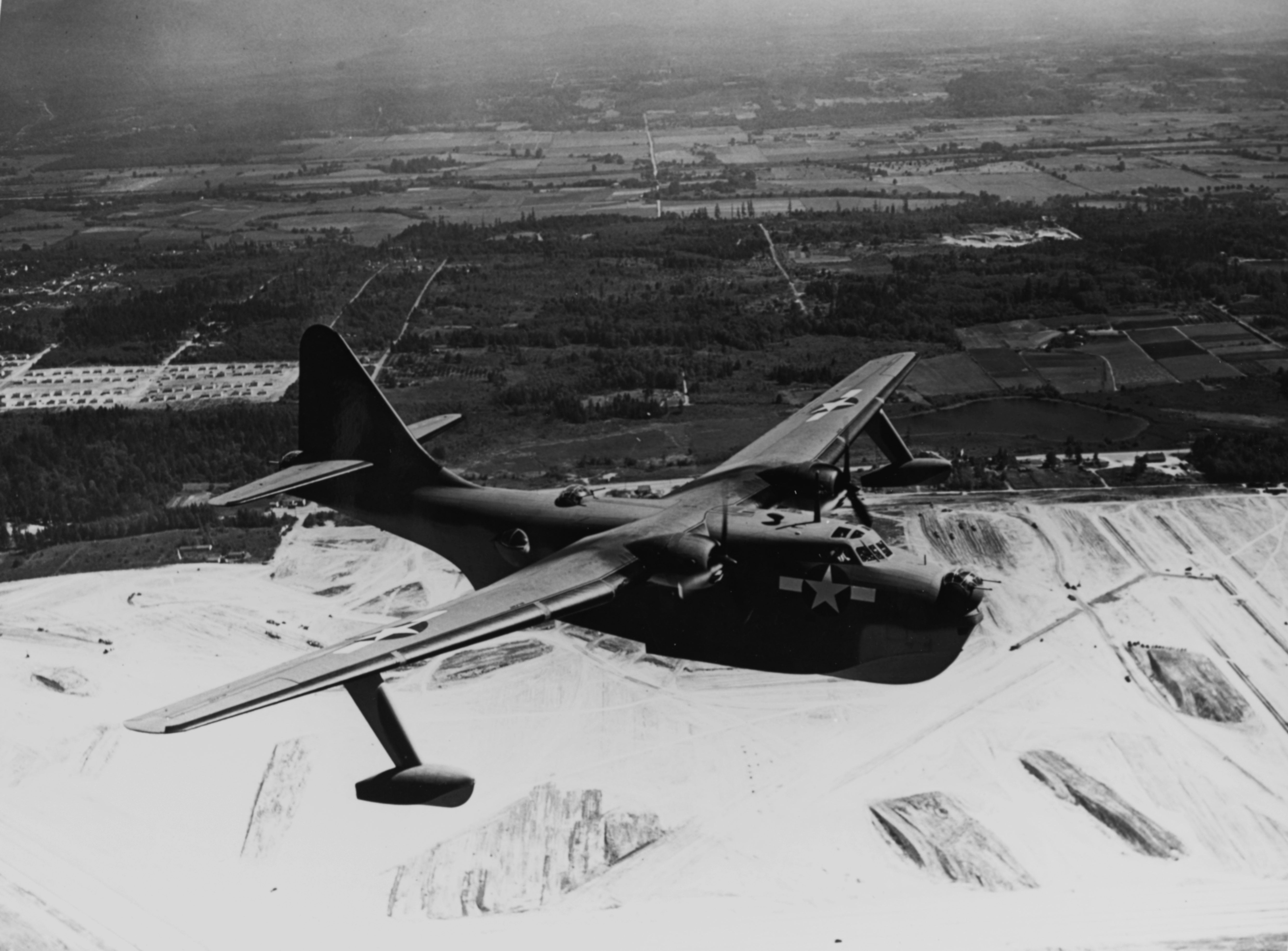
Boeing XPBB-1 Sea Ranger
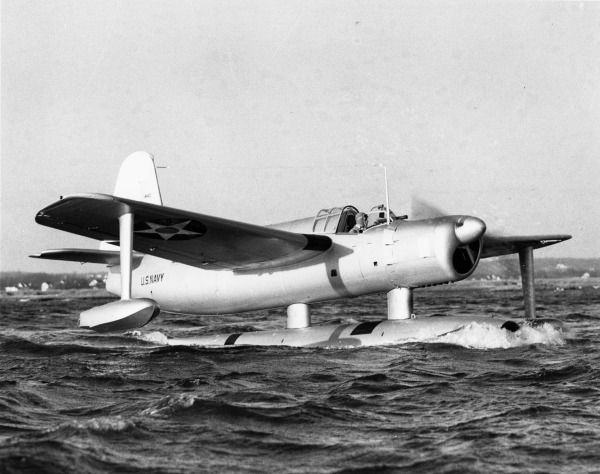
Vought XSO2U-1

#### Transportflugzeuge und Lastensegler
Transportflugzeuge
- Consolidated XR2Y Liberator Liner (1944)

Amphibien-Lastensegler
- Allied Aviation XLRA (1943)
- Bristol XLRQ (1943) – weitere Prototypen als XLRN von der Naval Aircraft Factory gebaut

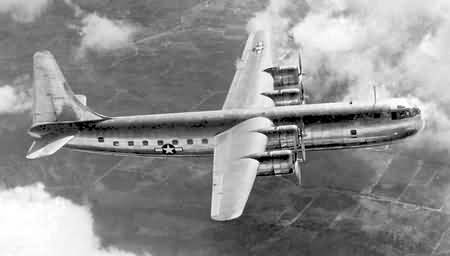
Consolidated XR2Y-1 Liberator Liner
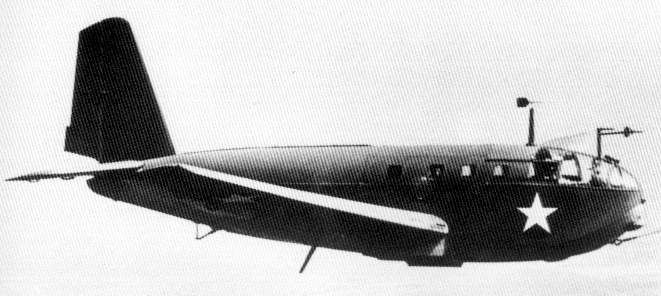
Allied Aviation XLRA-1
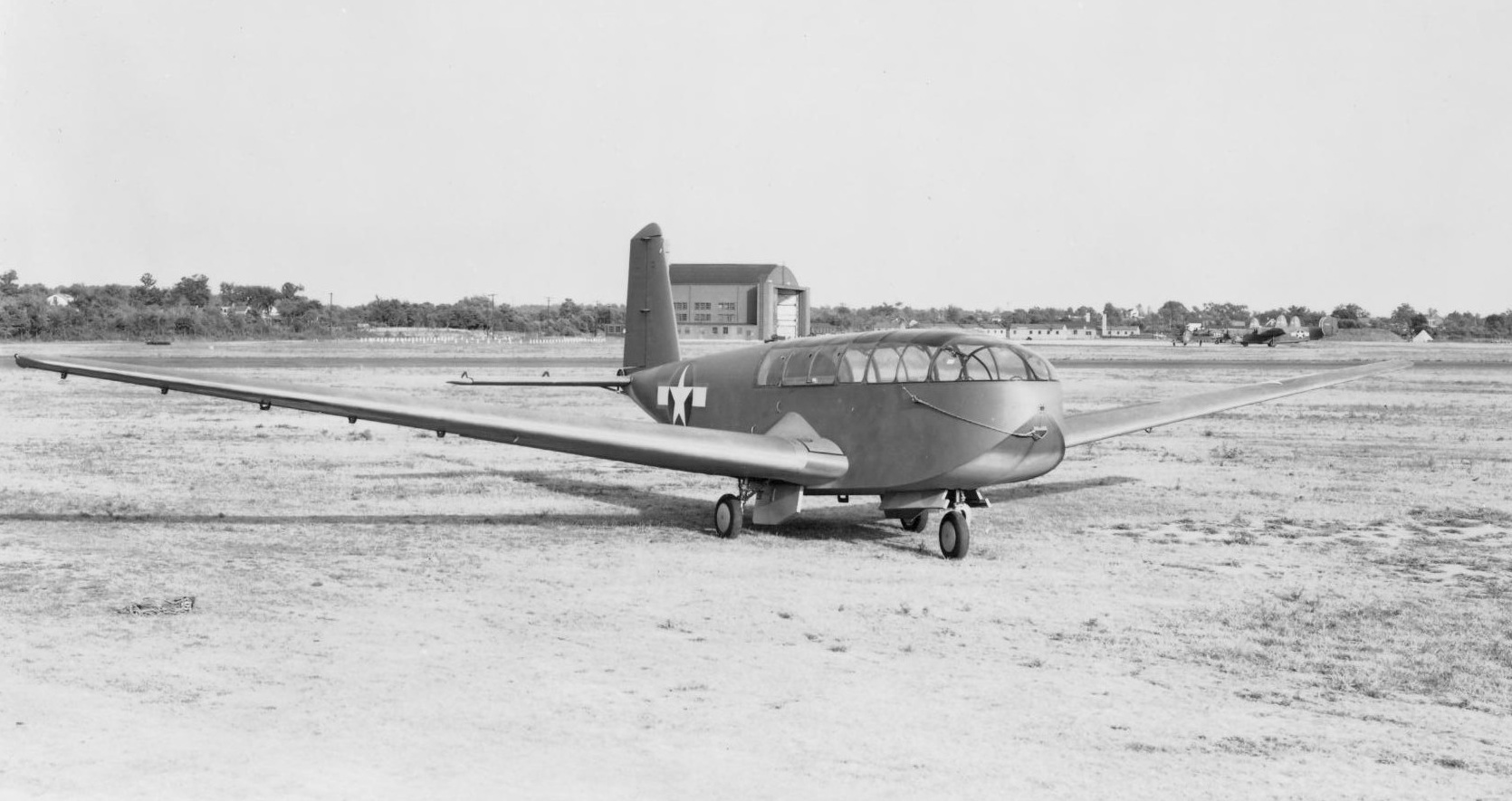
Bristol XLRQ-1

#### Mehrzweck-, Verbindungs- und Schulflugzeuge
Mehrzweckflugzeuge
- Waco XJW – Waco UBF (1930), ursprünglich Bordflugzeuge des Luftschiffs USS Macon (ZRS-5)

Schulflugzeuge
- Naval Aircraft Factory XN5N (1941)

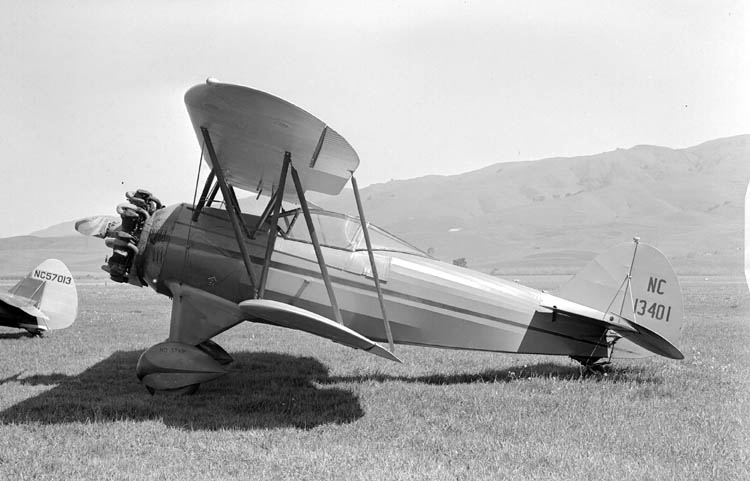
Waco UBF
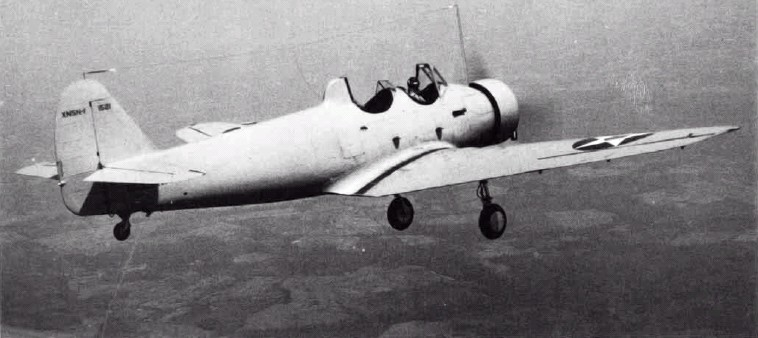
Naval Aircraft Factory XN5N-1